# Arquitetura moderna
Arquitetura moderna, também chamada de arquitetura modernista, ou movimento moderno é uma designação genérica para o conjunto de movimentos e escolas arquitetônicas que vieram a caracterizar a arquitetura produzida durante grande parte do século XX, inserida no contexto artístico e cultural do modernismo. O termo modernismo é, no entanto, uma referência genérica que não traduz diferenças importantes entre arquitetos de uma mesma época. Não há um ideário moderno único. Suas características podem ser encontradas em origens diversas como a Bauhaus na Alemanha, em Le Corbusier na França, em Frank Lloyd Wright nos Estados Unidos ou nos construtivistas russos, alguns ligados à escola Vuthemas, entre muitos outros. Estas fontes tão diversas encontraram nos CIAM (Congresso Internacional de Arquitetura Moderna) um instrumento de convergência, produzindo um ideário de aparência homogênea resultando no estabelecimento de alguns pontos comuns.
Para os principais historiadores da arquitetura (como Leonardo Benevolo, Nikolaus Pevsner e Kenneth Frampton), a arquitetura moderna nasce em um contexto de mudanças técnicas, sociais e culturais ligadas à revolução industrial e à transição gradual do campo para a cidade. As consequências dessas transformações já eram sentidas no planejamento e na construção de cidades entre o final do século XVIII e o início do século XIX e a primeira ocorrência de uma linha coerente de pensamento foi em 1860 na Inglaterra com William Morris. Entretanto, o ponto crucial do processo de desenvolvimento da arquitetura moderna foi alcançado a partir de 1919, quando Walter Gropius funda a Bauhaus em Weimar, na Alemanha (em sentido estrito, é a partir desse momento que podemos falar do termo movimento moderno).  
Antes dessa data, uma série de experiências incentivou e tornou possível a formação do movimento moderno: William Morris e o movimento Arts & Crafts; Victor Horta, Otto Wagner e o Art Nouveau; Josef Hoffmann e a Wiener Werkstätte; Hendrik Petrus Berlage e a Escola de Amsterdã; Adolf Loos e o racionalismo; Louis Sullivan e a Escola de Chicago; Tony Garnier e Auguste Perret e o uso de concreto armado; Erich Mendelsohn e a arquitetura expressionista; Frank Lloyd Wright e a Prairie School. A ação inovadora desses arquitetos de vanguarda começou em 1890 e, desde a década de 1910, esteve intimamente ligada a correntes artísticas como o cubismo e o neoplasticismo.  
Os arquitetos geralmente referidos como mestres do movimento moderno são Le Corbusier na França e Walter Gropius e Ludwig Mies van der Rohe na Alemanha. Os dois últimos foram diretores da Bauhaus, uma escola de arquitetura e artes aplicadas fortemente orientada para técnicas industriais já iniciadas na Deutscher Werkbund em 1907 com Peter Behrens.
Além deles, Arne Jacobsen, Kenzō Tange, Jacob Bakema, Constantin Melnikov, Erich Mendelsohn, Rudolf Schindler, Richard Neutra, Gerrit Rietveld, Bruno Taut, Gunnar Asplund, Oscar Niemeyer e Alvar Aalto são os principais arquitetos do movimento. Sua atuação revolucionou as formas arquitetônicas e tentou conciliar industrialismo, sociedade e natureza na proposição de moradias coletivas e planos ideais para cidades inteiras. Nos anos 1960, a arquitetura moderna espalhou-se pelo mundo, perdendo algumas de suas características e tendo questionada sua vocação progressista.
Como um movimento e estilo proeminente no século XX, entre os movimentos anterior Arte déco e posterior pós-moderno, a arquitetura moderna baseou-se em novas e inovadoras tecnologias de construção (particularmente o uso de vidro, aço e betão); o princípio funcionalista (i.e., que a a forma deve seguir a função); uma adoção do minimalismo; e uma rejeição do ornamento.
Segundo Le Corbusier, as raízes do movimento podiam ser encontradas nas obras de Eugène Viollet-le-Duc, enquanto que Mies van der Rohe foi fortemente inspirado por Karl Friedrich Schinkel. O movimento surgiu na primeira metade do século XX e tornou-se dominante após a Segunda Guerra Mundial até à década de 1980, quando foi gradualmente substituído como o estilo principal para edifícios institucionais e empresariais pela arquitetura pós-moderna.

## Origens
| “ | O ferro foi outro produto da Revolução Industrial […]. O revivalismo de estilos continuou a dominar a arquitetura até às últimas décadas do século XIX, mas, [com] o uso do ferro, se bem que limitado, […] a forma (ou o traçado) seria, doravante, determinada pelos materiais e pelos princípios de engenharia, criando o cenário ideal para o advento da arquitetura moderna, em Chicago, na década de 1880. […] Nos inícios do século XIX, o ferro fundido era usado com frequência nas colunas das igrejas construídas no estilo gótico revivalista e, na década de 1830, com a ascensão do caminho de ferro, esse material também passou a ser utilizado nas estações ferroviárias. […] O esqueleto, em ferro fundido, sustentava uma cobertura em vidro […]. Talvez o edifício ferrovítreo mais famoso do século XIX seja o Palácio de Cristal, erigido em Londres, em 1851, para a primeira grande feira internacional de comércio, a Grande Exposição de Obras de Indústria de Todas as Nações. […] Mais do que uma feira comercial, a exposição ambicionava ser uma celebração da industrialização ocidental. | ” |
| — Penelope J. E. Davies et al., A Nova História da Arte de Janson, Lisboa, Fundação Calouste Gulbenkian, 2010, pp. 921-922. (Texto adaptado) | |   |

A arquitetura moderna surgiu no final do século XIX, a partir de revoluções na tecnologia, na engenharia e nos materiais de construção, e do desejo de romper com os estilos arquitetónicos históricos e inventar algo puramente funcional e novo.
A revolução nos materiais surgiu primeiro, com a utilização de ferro fundido, gesso cartonado, vidro plano e betão armado para construir estruturas mais resistentes, leves e altas. O processo de vidro plano foi inventado em 1848, permitindo o fabrico de janelas muito grandes. O Palácio de Cristal, de Joseph Paxton, na Grande Exposição de 1851, foi um dos primeiros exemplos de construção em ferro e vidro plano, seguido em 1864 pela primeira parede-cortina de vidro e metal. Estes desenvolvimentos, em conjunto, levaram ao primeiro arranha-céus com estrutura de aço, o Home Insurance Building de dez andares em Chicago, construído em 1884 por William Le Baron Jenney e baseado nas obras de Viollet le Duc.
O industrial francês François Coignet foi o primeiro a utilizar betão armado com ferro, ou seja, betão reforçado com barras de ferro, como técnica de construção de edifícios. Em 1853, Coignet construiu a primeira estrutura de betão armado com ferro, uma casa de quatro andares nos subúrbios de Paris. Outro importante passo em frente foi a invenção do elevador de segurança por Elisha Otis, demonstrado pela primeira vez na exposição do New York Crystal Palace em 1854, que tornou práticos os edifícios altos de escritórios e apartamentos. Outra tecnologia importante para a nova arquitetura foi a luz elétrica, que reduziu muito o perigo inerente de incêndios causados pelo gás no século XIX.

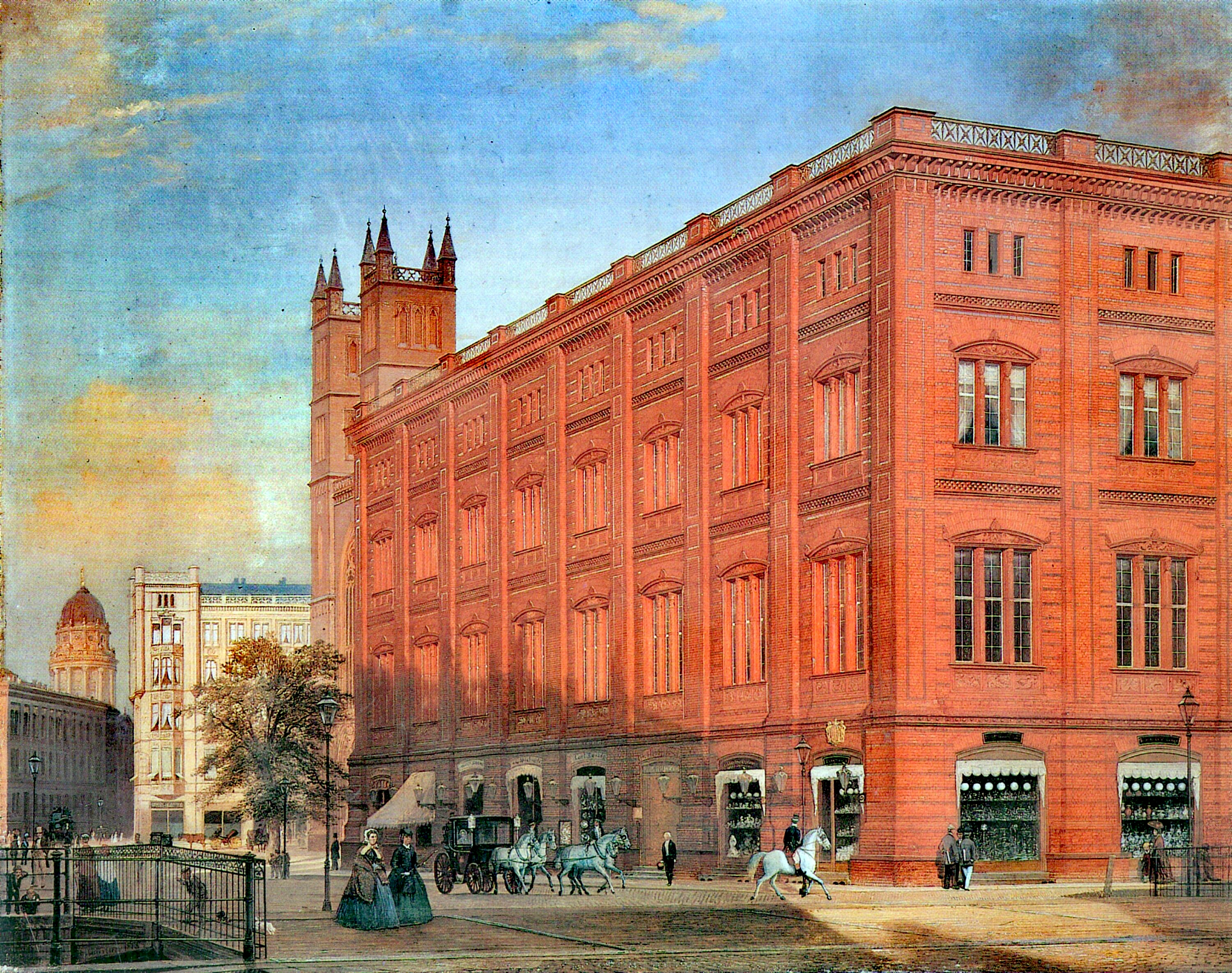
A Bauakademie de Berlim, de Karl Friedrich Schinkel (1832–36), é considerada uma das precursoras da arquitetura moderna devido à sua fachada do edifício, até então relativamente aerodinâmica.
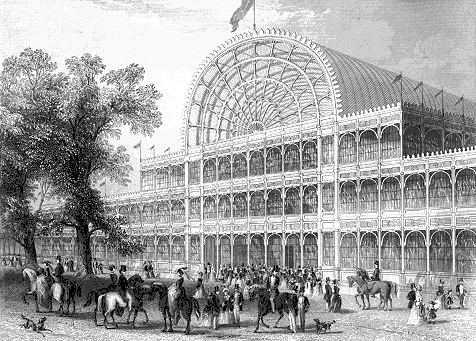
O Palácio de Cristal (1851) foi um dos primeiros edifícios a ter janelas de vidro fundido suportadas por uma estrutura de ferro fundido
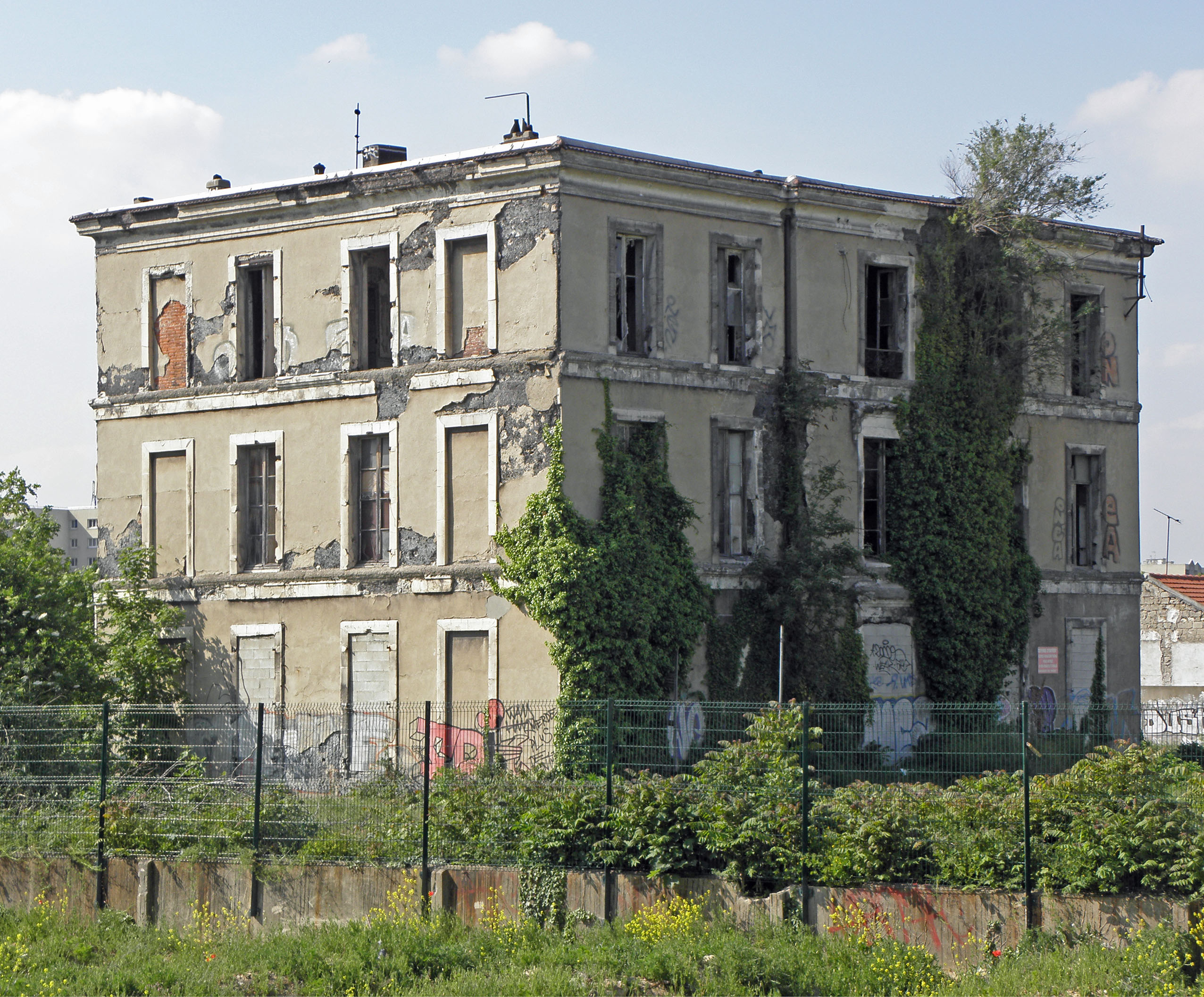
A primeira casa construída em betão armado, projectada por François Coignet (1853) em Saint-Denis perto de Paris
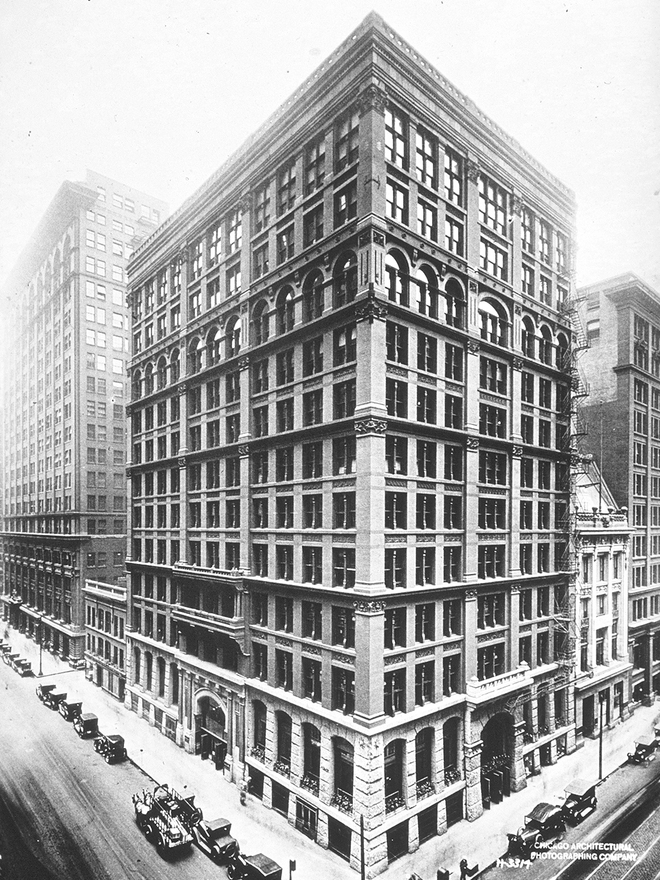
O Edifício de Seguro de Habitação em Chicago, por William Le Baron Jenney (1884)
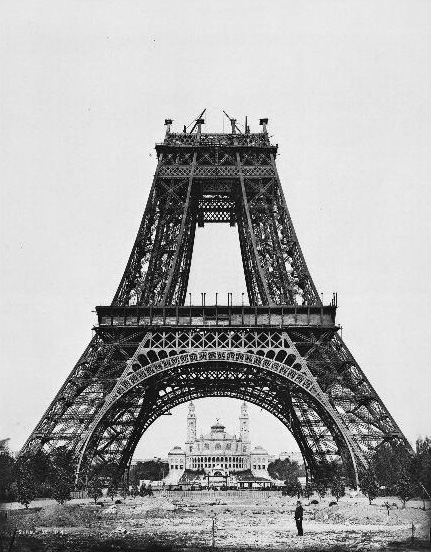
A Torre Eiffel em construção (Agosto de 1887–89)

A estreia de novos materiais e técnicas inspirou os arquitetos a romper com os modelos neoclássicos e ecléticos que dominaram a arquitetura europeia e americana no final do século XIX, mais notavelmente o ecletismo, a arquitetura vitoriana e a arquitetura eduardiana, e as Beaux-Arts. Esta ruptura com o passado foi particularmente incentivada pelo teórico e historiador de arquitectura Eugène Viollet-le-Duc. No seu livro de 1872, Entretiens sur l'architecture, instou: "Utilize os meios e o conhecimento que nos foram dados pela nossa época, sem as tradições intervenientes que já não são viáveis hoje em dia, e desta forma poderemos inaugurar uma nova arquitectura. Para cada função, o seu material; para cada material, a sua forma e o seu ornamento." Este livro influenciou uma geração de arquitetos, entre os quais Louis Sullivan, Victor Horta, Hector Guimard e Antoni Gaudí.

## O modernismo inicial na Europa (1900–1914)

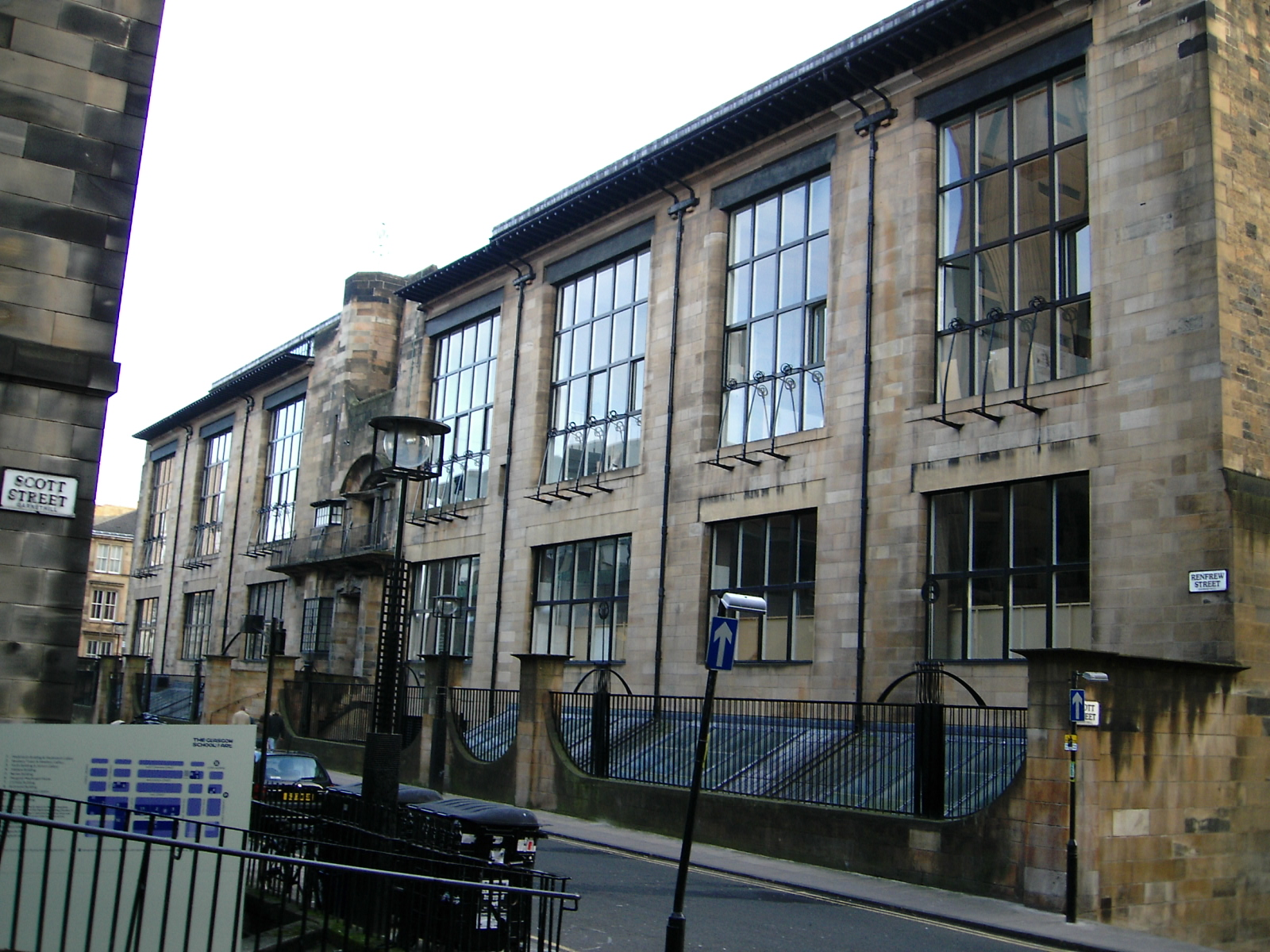
A Glasgow School of Art de Charles Rennie Mackintosh (1896–99)
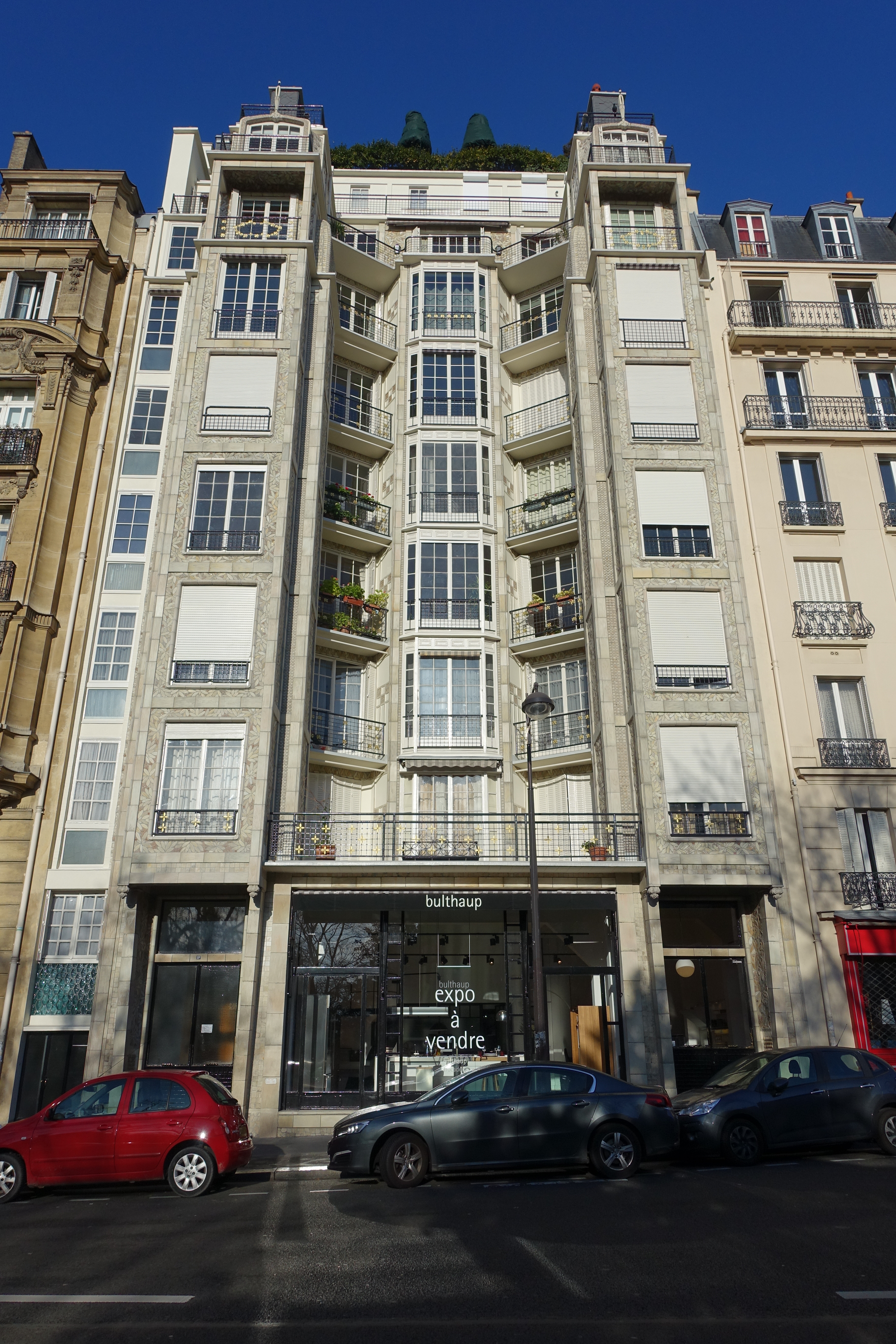
Edifício de apartamentos em betão armado de Auguste Perret, Paris (1903)
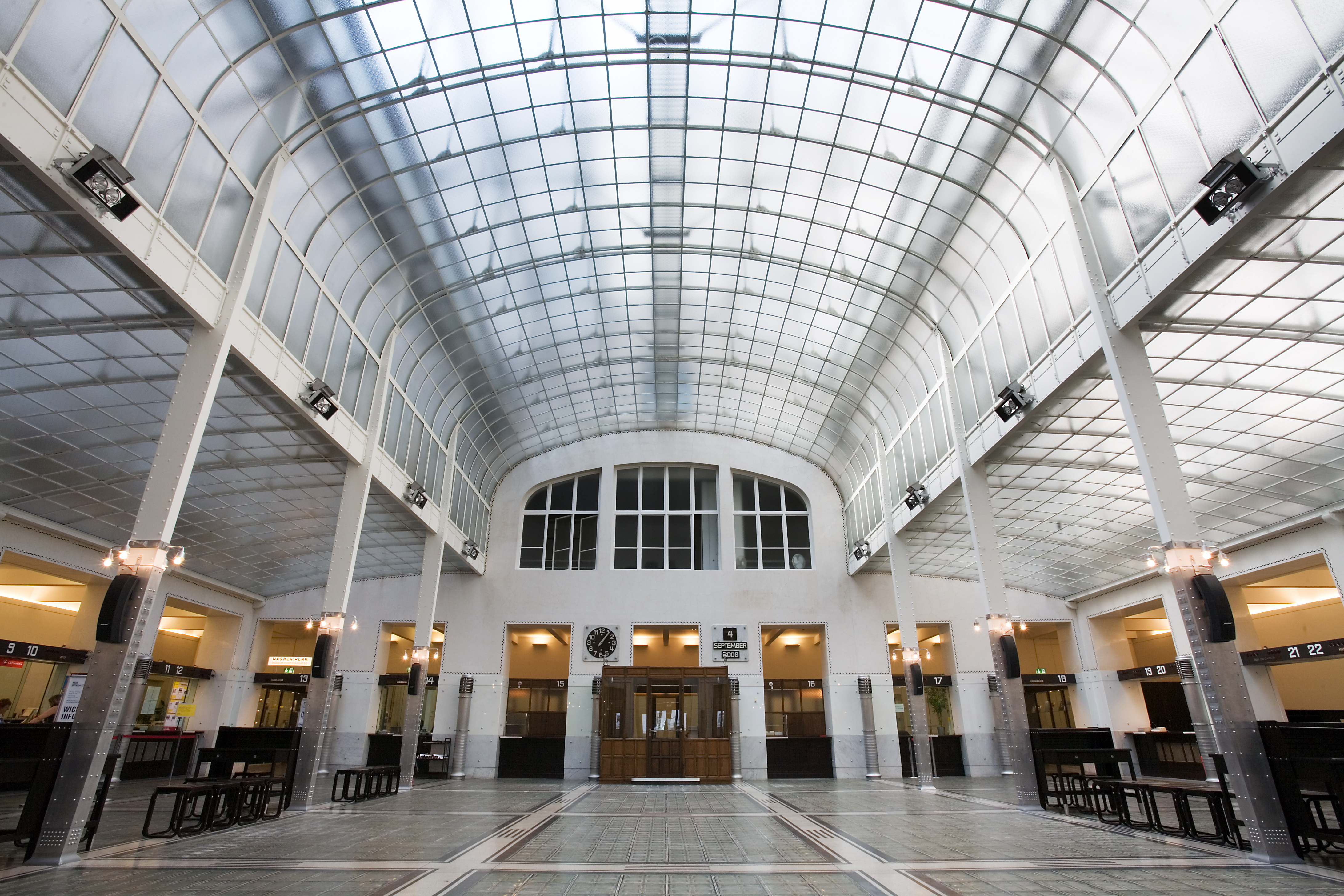
Österreichische Postsparkasse em Viena por Otto Wagner (1904–1906)
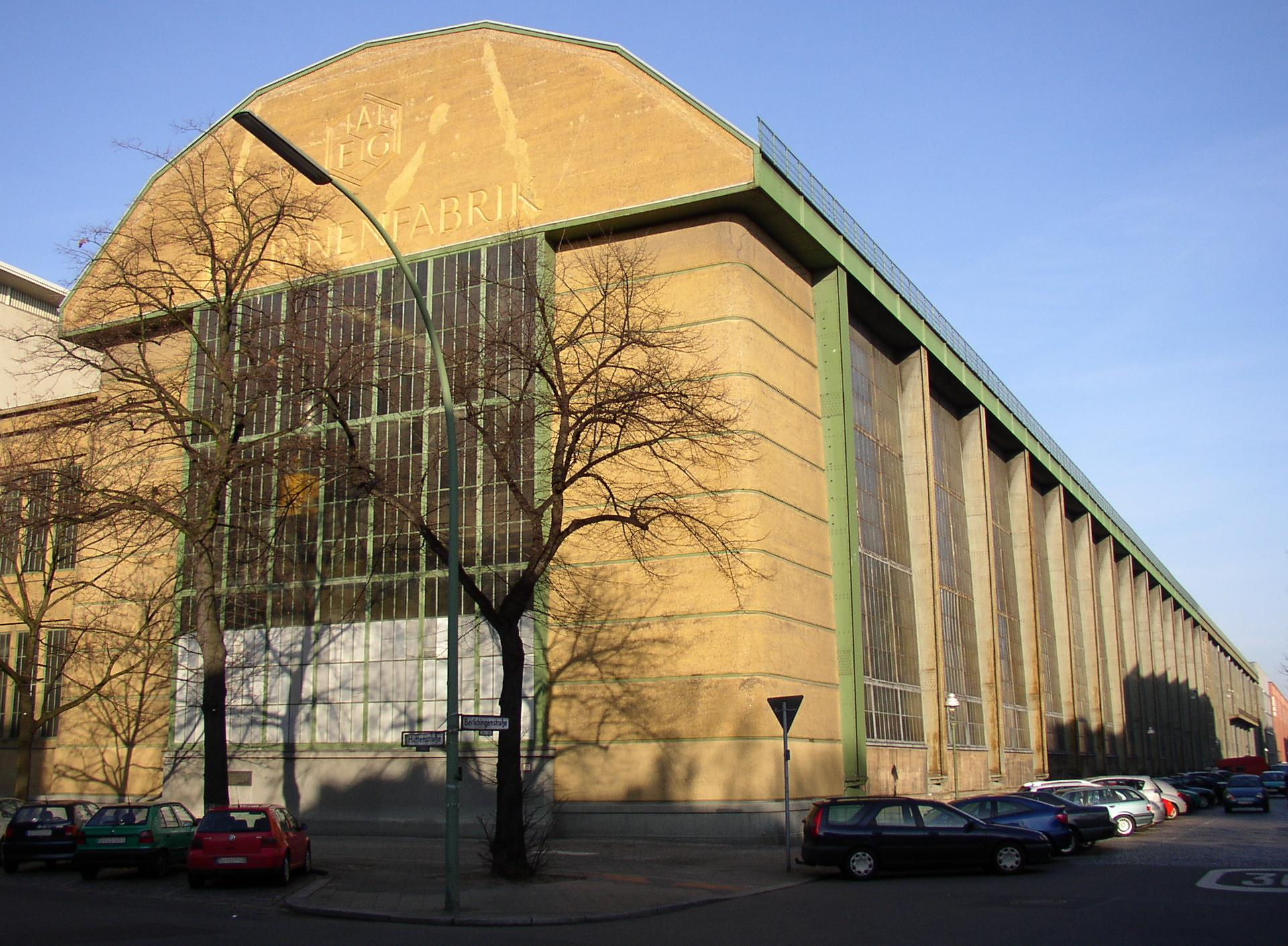
A fábrica de turbinas AEG em Berlim por Peter Behrens (1909)
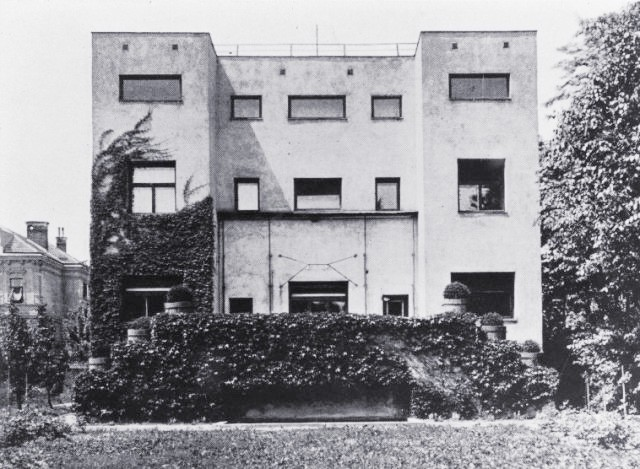
A Casa Steiner em Viena de Adolf Loos, fachada principal (1910)
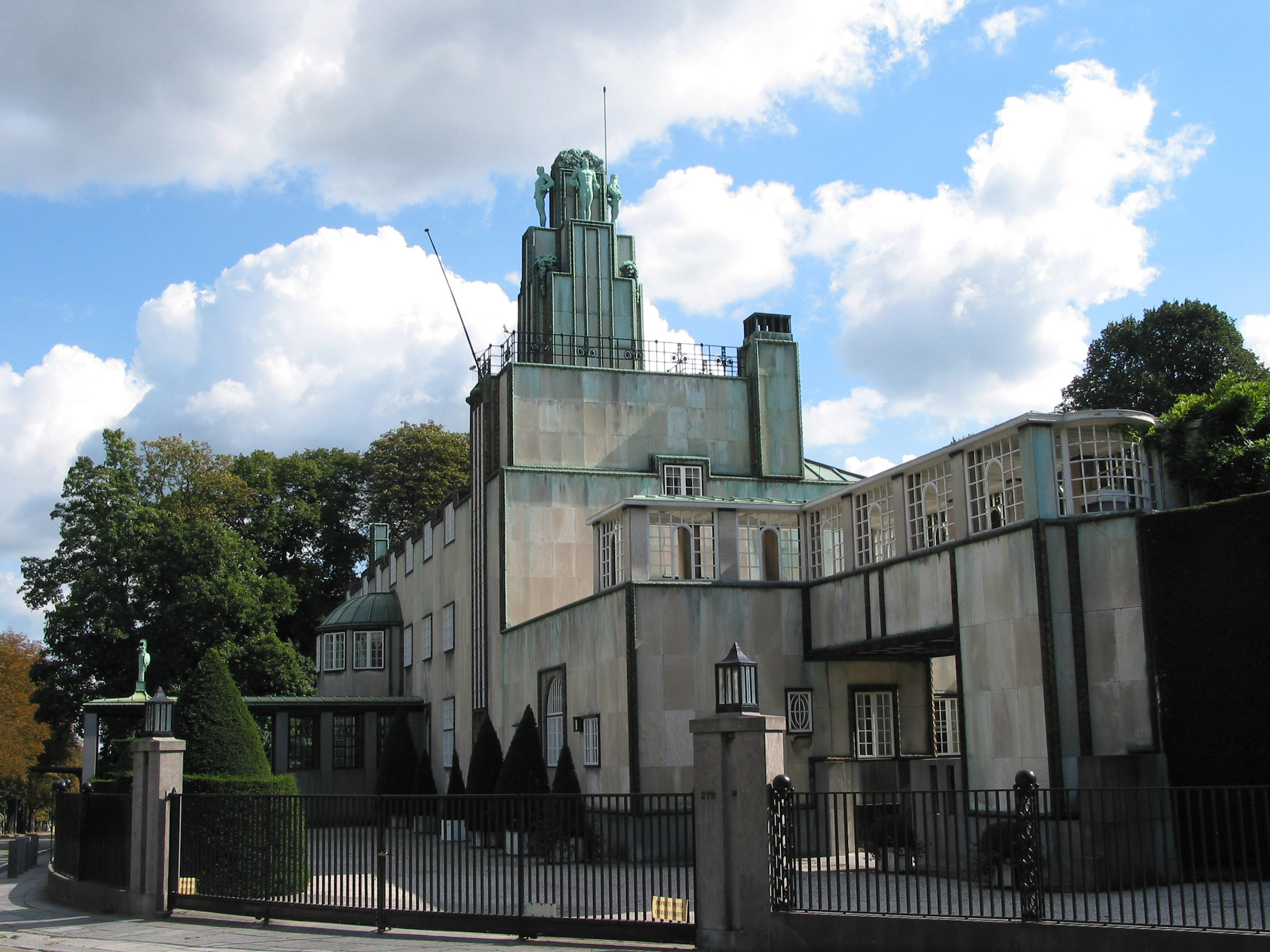
Palácio de Stoclet de Josef Hoffmann, Bruxelas, (1906–1911)
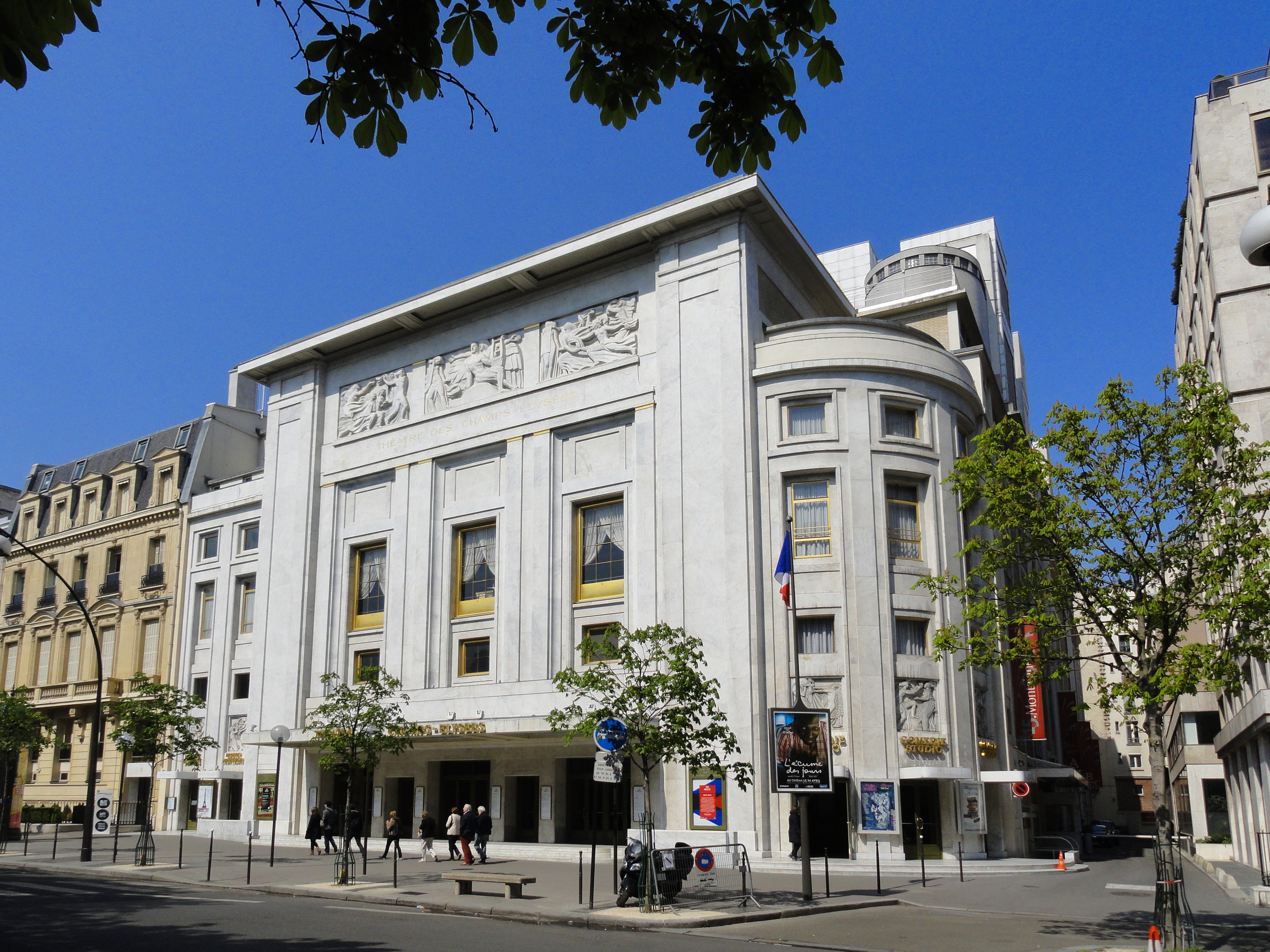
O Théâtre des Champs-Élysées em Paris por Auguste Perret (1911–1913)
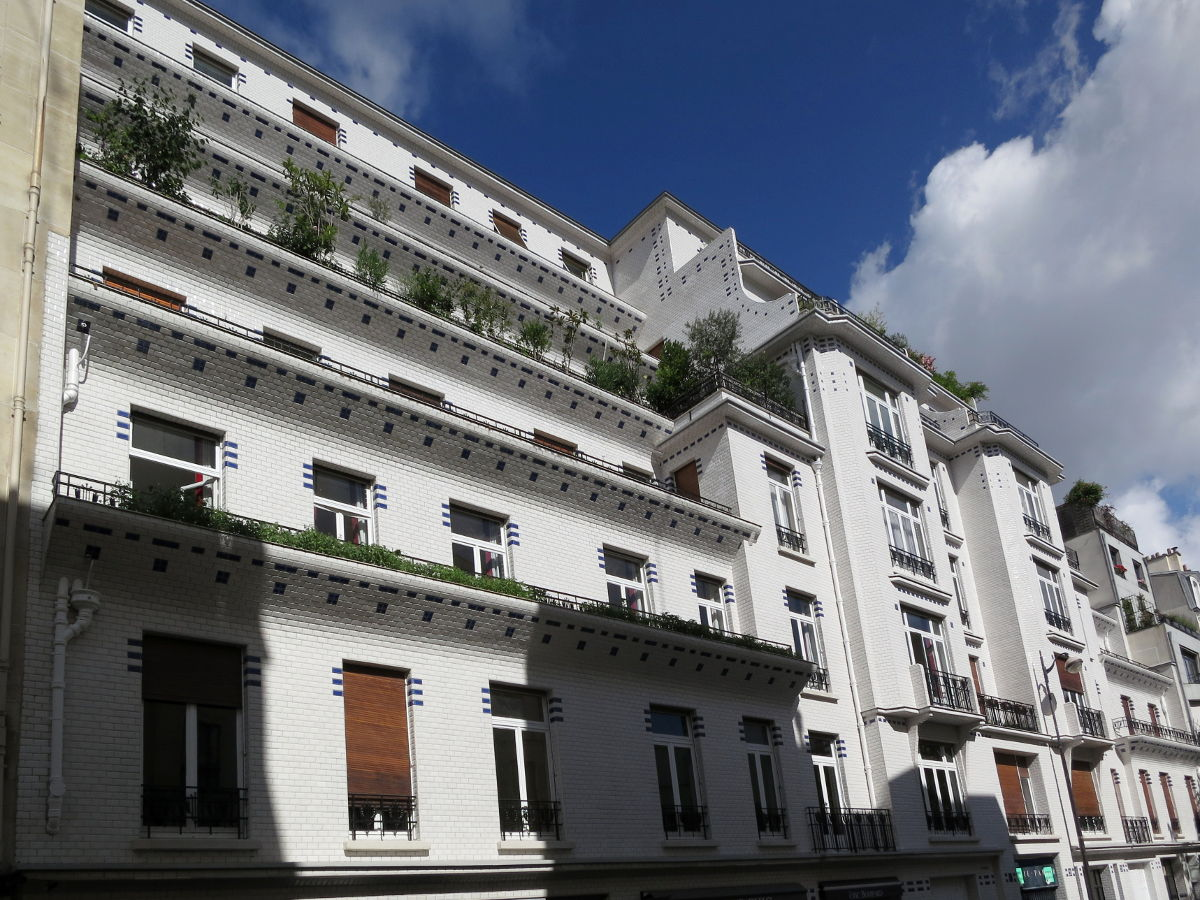
Edifício de apartamentos de betão escalonado em Paris por Henri Sauvage (1912–1914)
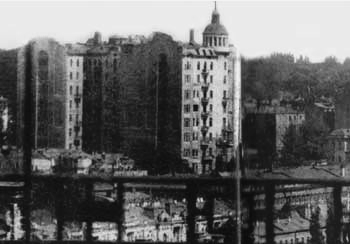
O arranha-céus Ginsburg em Kiev (1910–1912) por Adolf Minkus e Fyodor Troupianskyi, o edifício mais alto da Europa em altura de telhado antes de 1925.
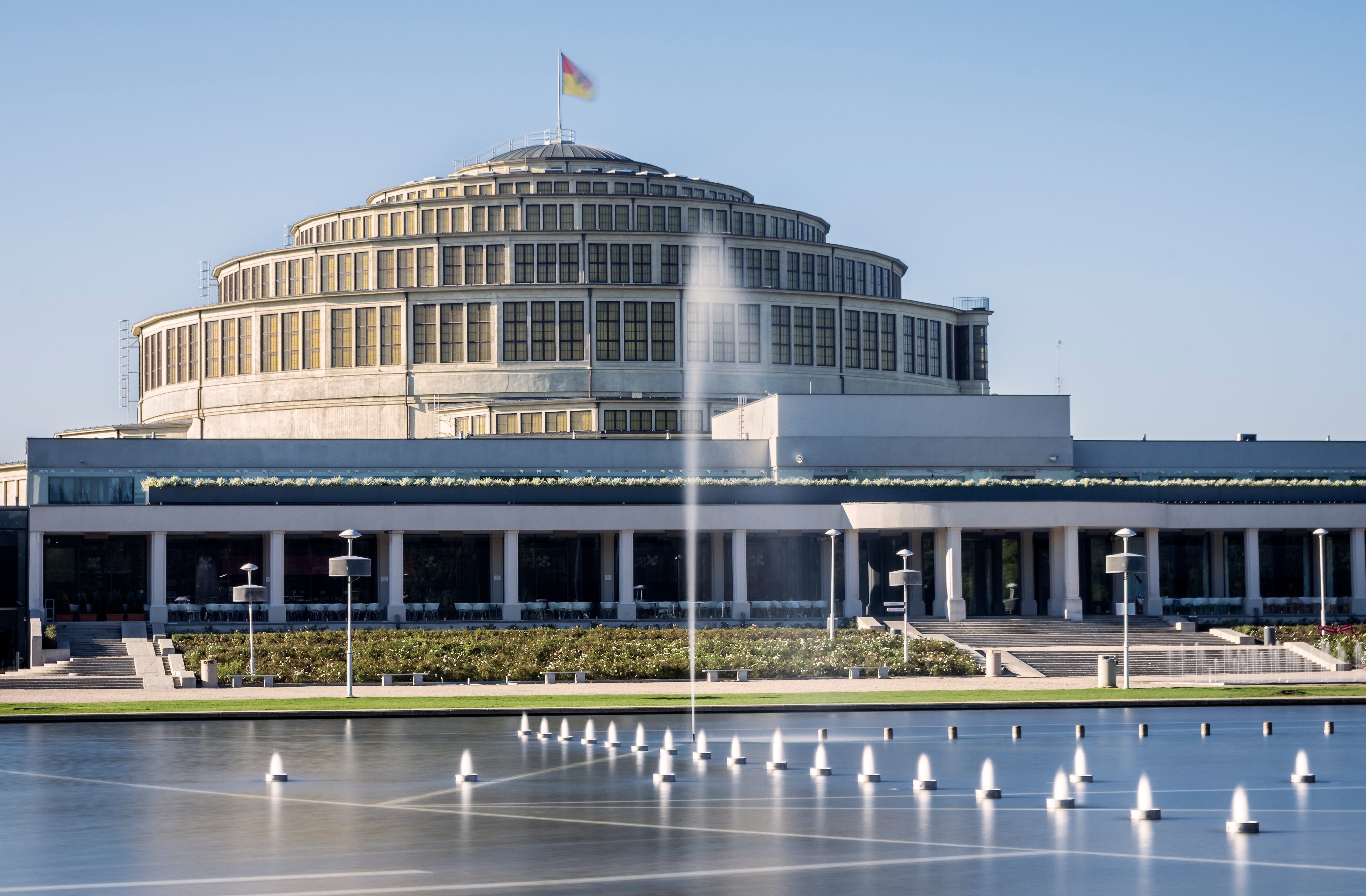
O Salão do Centenário em Wrocław por Max Berg (1911–1913)
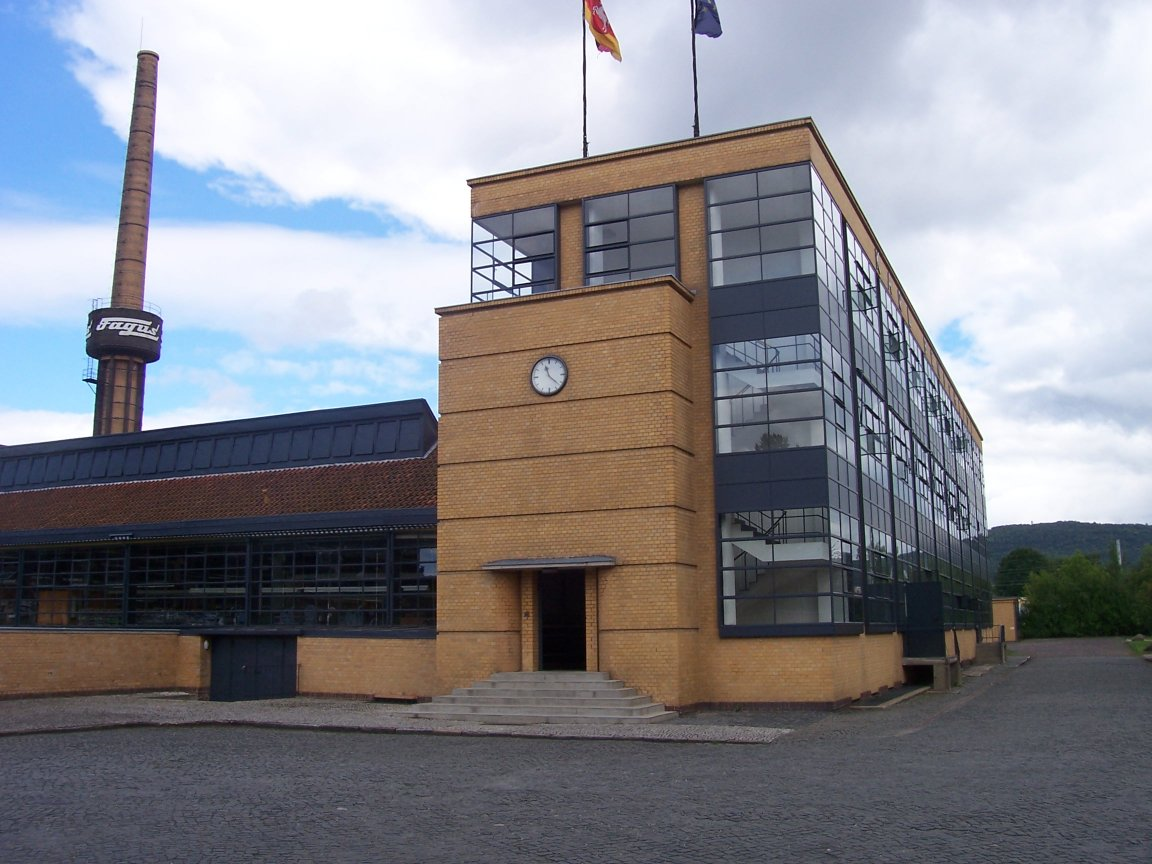
A Fábrica Fagus em Alfeld por Walter Gropius e Adolf Meyer (1911–13)
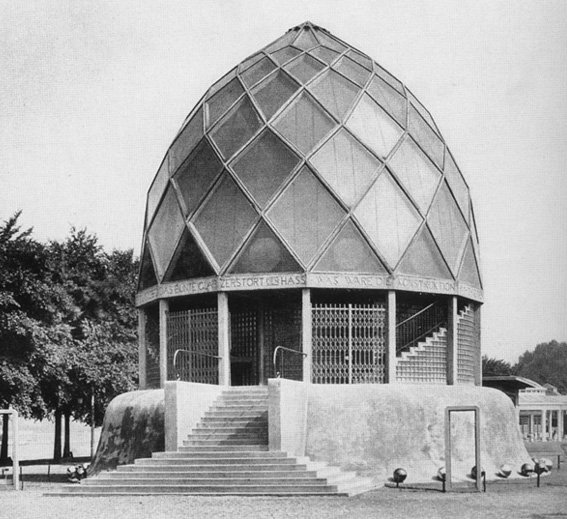
O Pavilhão de Vidro em Colónia por Bruno Taut (1914)

No final do século XIX, alguns arquitetos começaram a desafiar os estilos tradicionais Beaux Arts e Neoclássica que dominavam a arquitetura na Europa e nos Estados Unidos. A Glasgow School of Art (1896–99) projetada por Charles Rennie Mackintosh, tinha uma fachada dominada por grandes vãos verticais de janelas. O estilo Art Nouveau foi lançado na década de 1890 por Victor Horta na Bélgica e Hector Guimard em França; introduziu novos estilos de decoração, baseados em formas vegetais e florais. Em Barcelona, Antonio Gaudi concebeu a arquitetura como uma forma de escultura; a fachada da Casa Batlló em Barcelona (1904–1907) não tinha linhas retas; estava incrustado com mosaicos coloridos de pedra e azulejos de cerâmica.
Os arquitetos começaram também a experimentar novos materiais e técnicas, o que lhes deu maior liberdade para criar novas formas. Em 1903-1904, em Paris, Auguste Perret e Henri Sauvage começaram a utilizar betão armado, anteriormente utilizado apenas para estruturas industriais, para construir edifícios de apartamentos.  O betão armado, que podia ser moldado em qualquer formato e que podia criar espaços enormes sem a necessidade de pilares de suporte, substituiu a pedra e o tijolo como material principal para os arquitectos modernistas. Os primeiros edifícios de apartamentos de betão de Perret e Sauvage foram cobertos com azulejos de cerâmica, mas em 1905 Perret construiu o primeiro parque de estacionamento de betão na 51 rue de Ponthieu, em Paris; aqui o betão foi deixado nu e o espaço entre o betão foi preenchido com janelas de vidro. Henri Sauvage acrescentou outra inovação construtiva num edifício de apartamentos na Rue Vavin, em Paris (1912-1914); o edifício de betão armado era em degraus, com cada piso recuado em relação ao piso inferior, criando uma série de terraços. Entre 1910 e 1913, Auguste Perret construiu o Théâtre des Champs-Élysées, uma obra-prima da construção em betão armado, com baixos-relevos esculturais Art Déco na fachada, de Antoine Bourdelle. Graças à construção em betão, nenhuma coluna bloqueava a visão do espectador para o palco. 
Otto Wagner, em Viena, foi outro pioneiro do novo estilo. No seu livro "Moderne Architektur" (1895), defendeu um estilo arquitectónico mais racionalista, baseado na "vida moderna". Desenhou uma estação de metro estilizada e ornamental na Karlsplatz em Viena (1888–1889), depois uma residência ornamental na Art Nouveau, a Majolika House (1898), antes de adotar um estilo muito mais geométrico e simplificado, sem ornamentos, no Österreichische Postsparkasse (1904–1906). Wagner declarou a sua intenção de expressar a função do edifício no seu exterior. O exterior de betão armado era coberto com placas de mármore fixadas com parafusos de alumínio polido. O interior era puramente funcional e minimalista, um amplo espaço aberto de aço, vidro e betão, onde a única decoração era a própria estrutura. 
O arquiteto vienense Adolf Loos começou também a remover qualquer ornamento dos seus edifícios. A sua Casa Steiner, em Viena (1910), era um exemplo do que designou por arquitetura racionalista; possuía uma fachada retangular simples de estuque com janelas quadradas e sem ornamentos. A fama do novo movimento, que ficou conhecido como Secessão de Viena, espalhou-se para além da Áustria. Josef Hoffmann, aluno de Wagner, construiu um marco da arquitetura modernista inicial, o Stoclet Palace, em Bruxelas, entre 1906 e 1911. Esta residência, construída com tijolos revestidos de mármore norueguês, era composta por blocos geométricos, alas e uma torre. Uma grande piscina em frente à casa refletia as suas formas cúbicas. O interior estava decorado com pinturas de Gustav Klimt e outros artistas, e o arquiteto chegou a desenhar roupas para a família que combinavam com a arquitetura.
Na Alemanha, um movimento industrial modernista, a Deutscher Werkbund (Federação Alemã do Trabalho), foi criado em Munique em 1907 por Hermann Muthesius, um proeminente comentador de arquitetura. O seu objetivo era reunir designers e industriais, criar produtos bem concebidos e de alta qualidade e, no processo, inventar um novo tipo de arquitetura. A organização incluía originalmente doze arquitetos e doze empresas, mas rapidamente se expandiu. Os arquitetos incluem Peter Behrens, Theodor Fischer (que serviu como seu primeiro presidente), Josef Hoffmann e Richard Riemerschmid. Em 1909, Behrens projetou um dos primeiros e mais influentes edifícios industriais no estilo modernista, a fábrica de turbinas AEG, um monumento funcional de aço e betão. Entre 1911 e 1913, Adolf Meyer e Walter Gropius, ambos funcionários da Behrens, construíram outra fábrica industrial revolucionária, a Fábrica Fagus em Alfeld an der Laine, um edifício sem ornamentos onde estavam expostos todos os elementos da construção. A "Werkbund" organizou uma grande exposição de design modernista em Colónia poucas semanas antes do início da Primeira Guerra Mundial, em agosto de 1914. Para a exposição de Colónia de 1914, Bruno Taut construiu um pavilhão de vidro revolucionário.

## Modernismo americano inicial (década de 1890–1914)

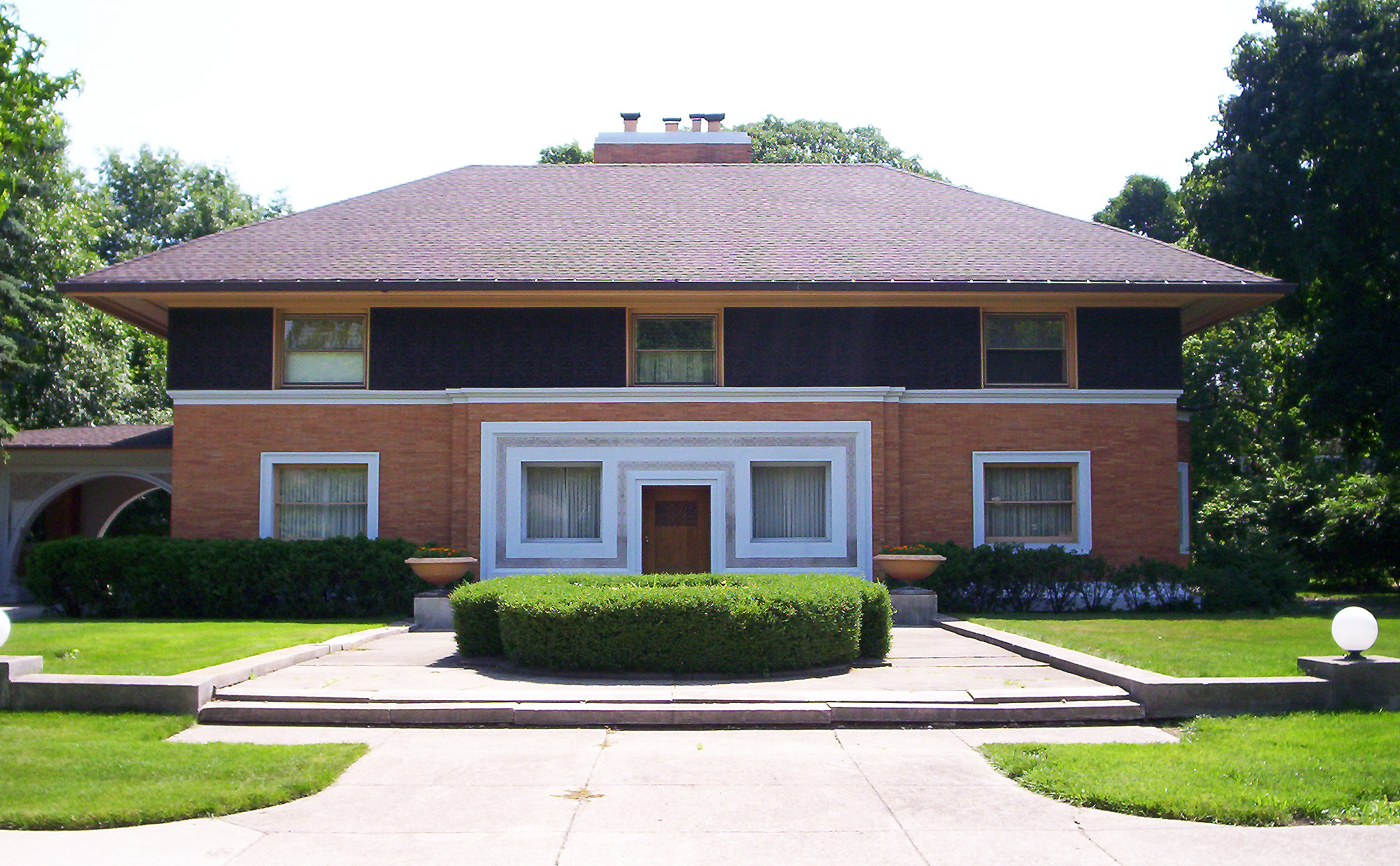
William H. Winslow House, de Frank Lloyd Wright, River Forest, Illinois (1893–94)
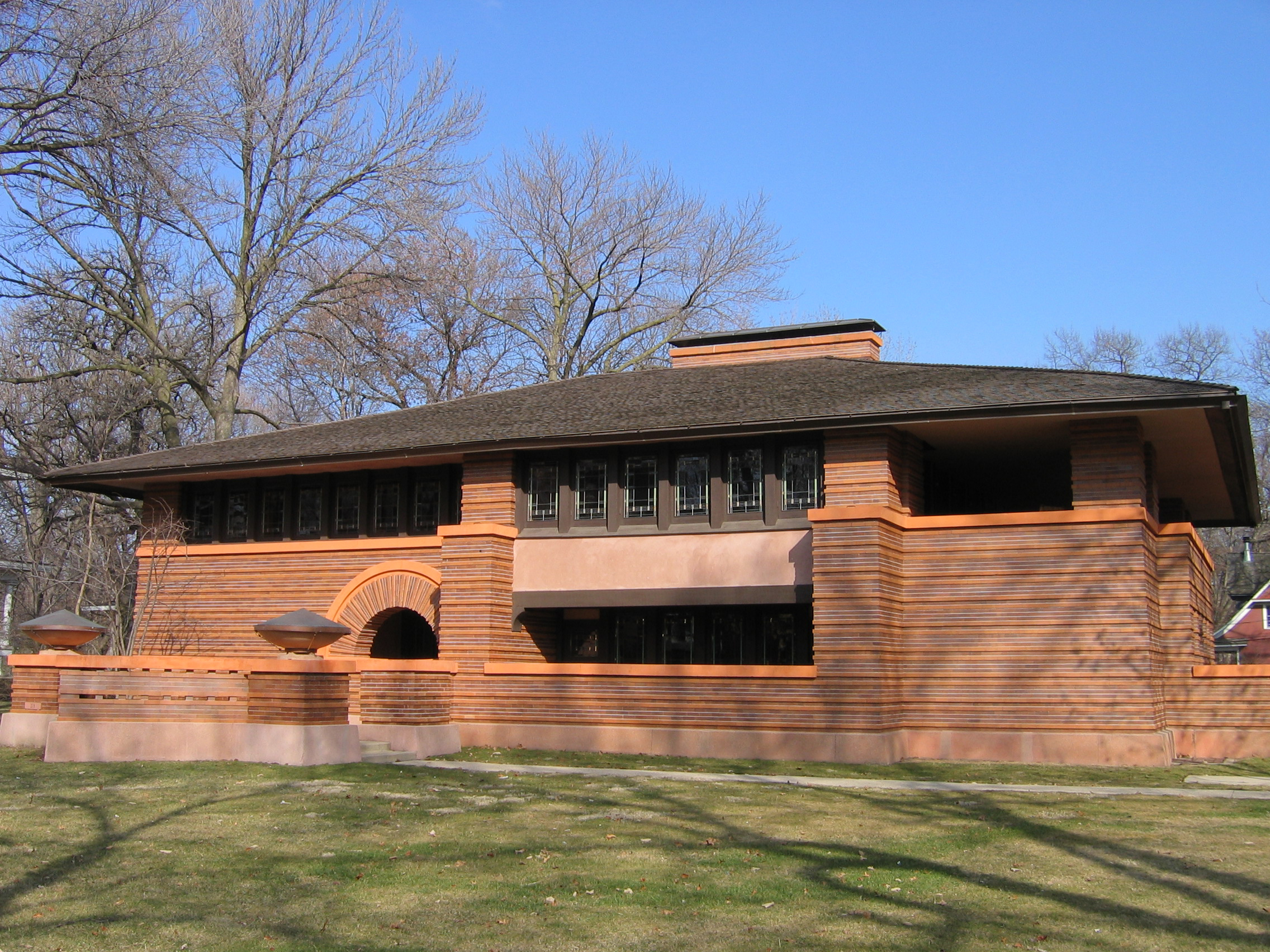
A Arthur Heurtley House em Oak Park, Illinois (1902)
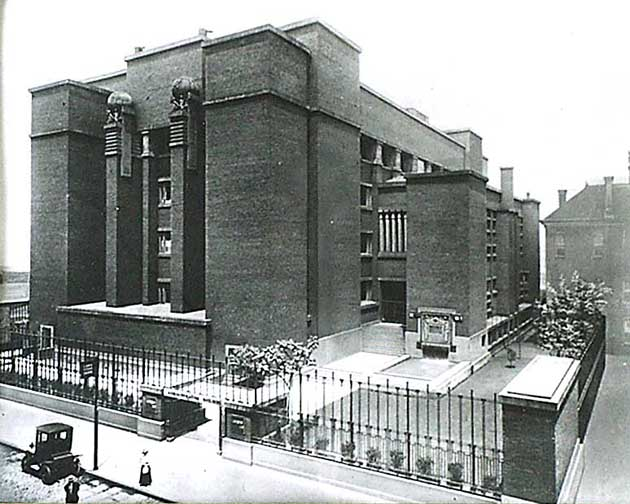
Edifício Administrativo Larkin de Frank Lloyd Wright, Buffalo, Nova Iorque (1904–1906)
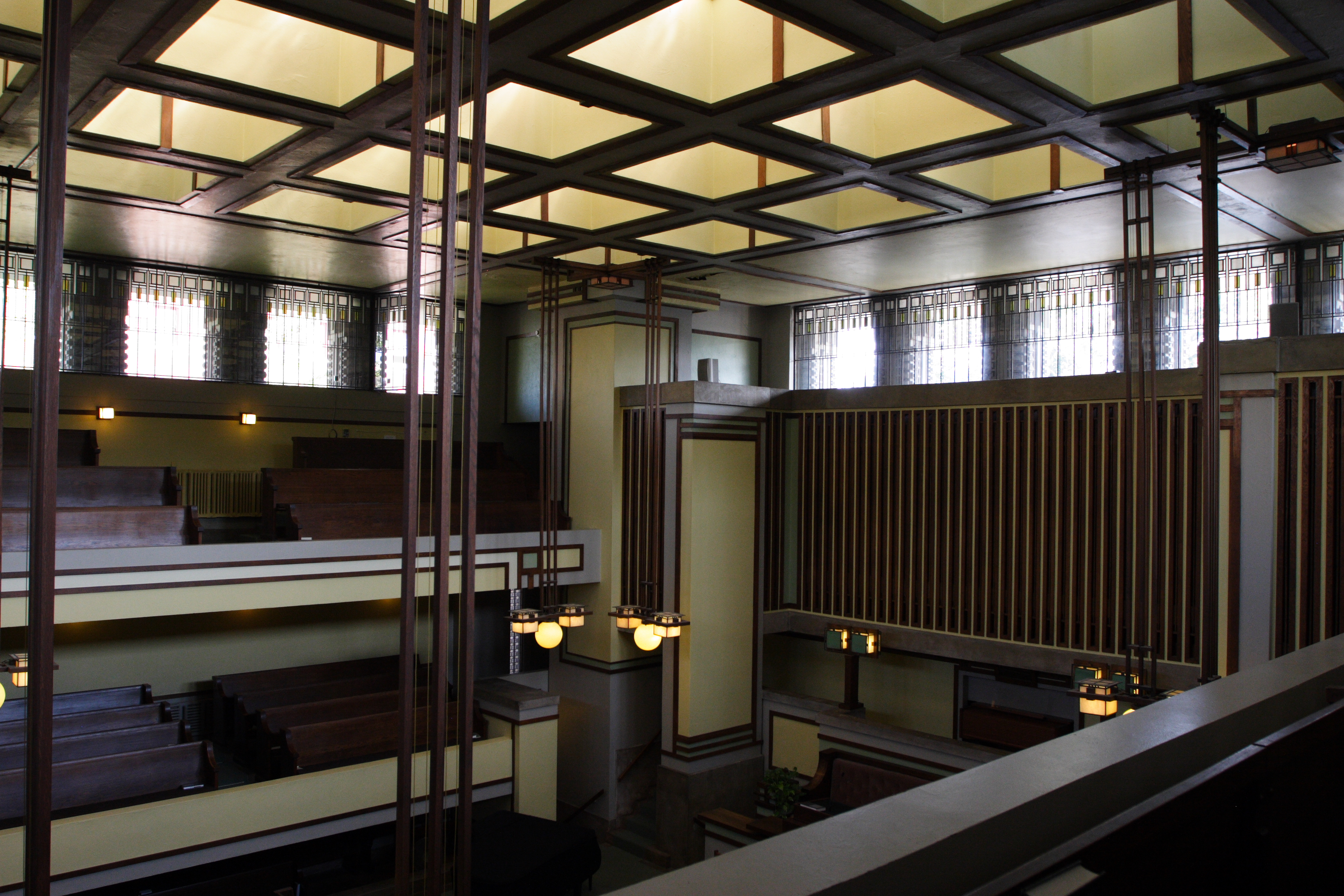
Interior do Templo da Unidade por Frank Lloyd Wright, Oak Park, Illinois (1905–1908)
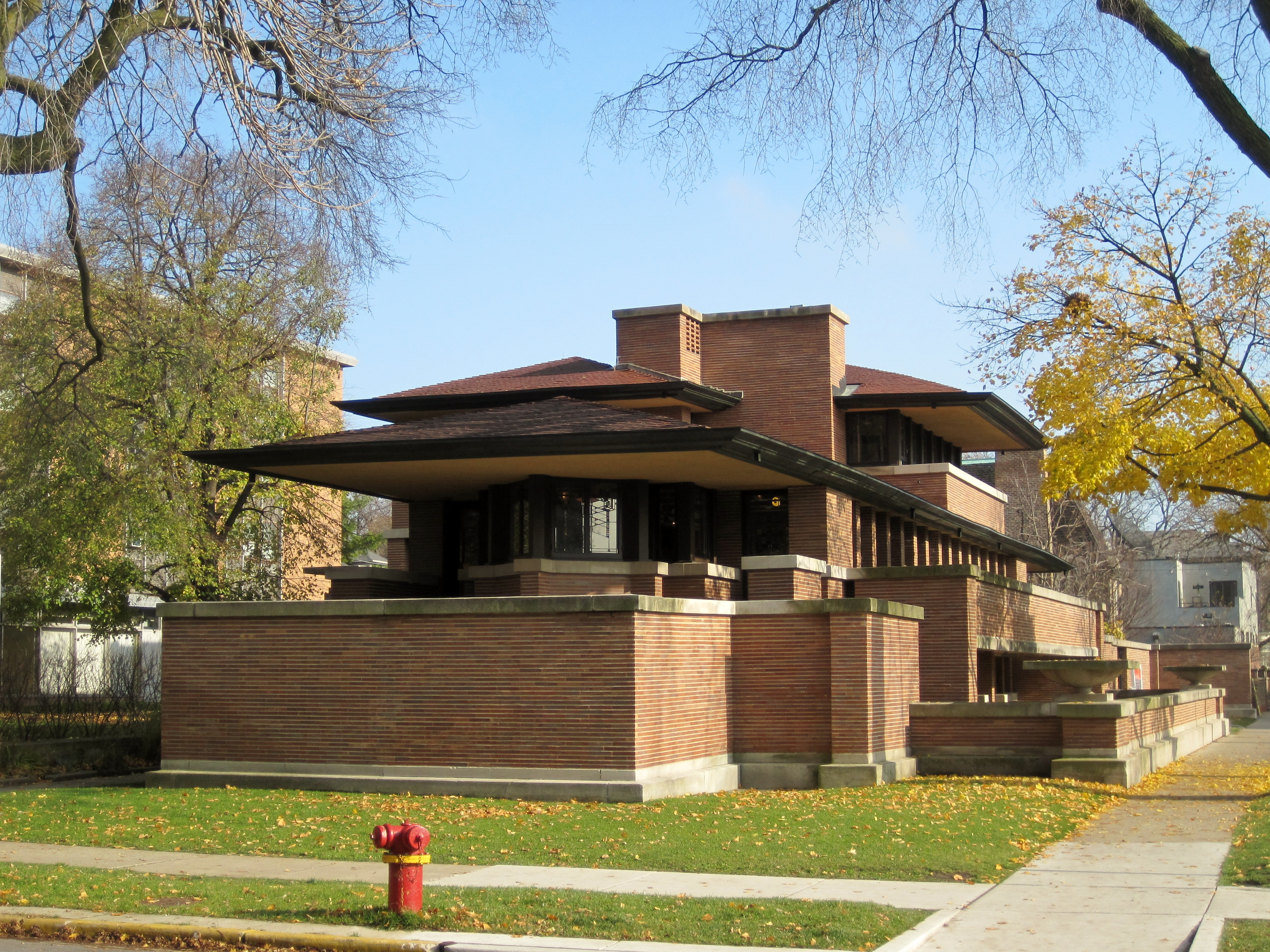
A Casa Robie de Frank Lloyd Wright, Chicago (1909)

Frank Lloyd Wright foi um arquiteto americano altamente original e independente que se recusou a ser categorizado em qualquer movimento arquitetónico. Tal como Le Corbusier e Ludwig Mies van der Rohe, não tinha formação formal em arquitetura. De 1887 a 1893, trabalhou no escritório de Chicago de Louis Sullivan, que foi pioneiro nos primeiros edifícios altos de escritórios com estrutura de aço em Chicago e que declarou a famosa frase "a forma segue a função". Wright propôs-se a quebrar todas as regras tradicionais. Era particularmente famoso pelas suas Prairie Houses, incluindo a Winslow House em River Forest, Illinois (1893-1894); Arthur Heurtley House (1902) e Robie House (1909); Residências extensas e geométricas, sem decoração, com fortes linhas horizontais que pareciam brotar da terra e ecoavam os amplos espaços planos da pradaria americana. Os seus Edifício Larkin (1904-1906) em Buffalo, Nova Iorque, Templo da Unidade (1905) em Oak Park, Illinois e o Templo da Unidade tinham formas altamente originais e não tinham ligação com precedentes históricos.

### Primeiros arranha-céus

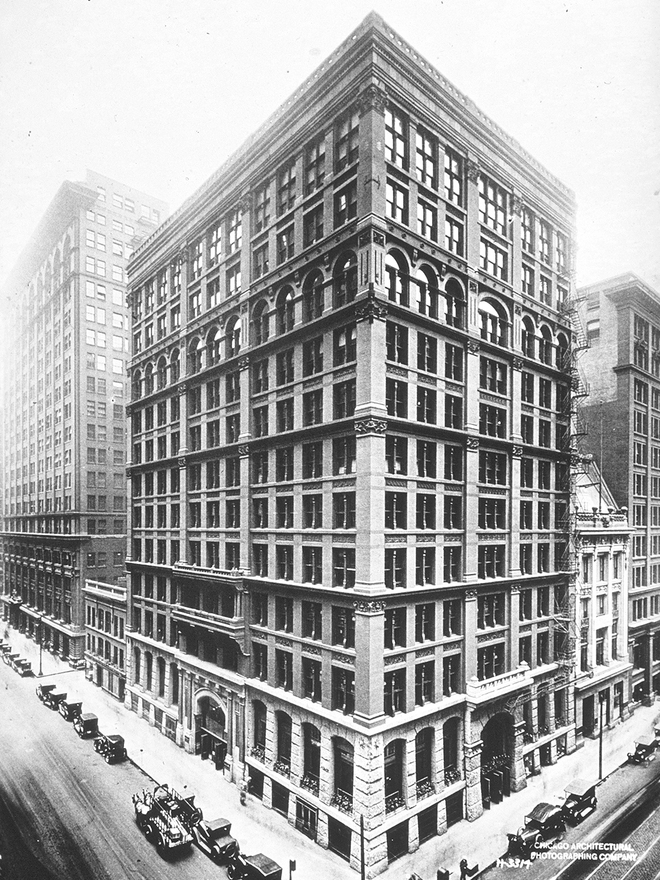
Home Insurance Building em Chicago por William Le Baron Jenney (1883)
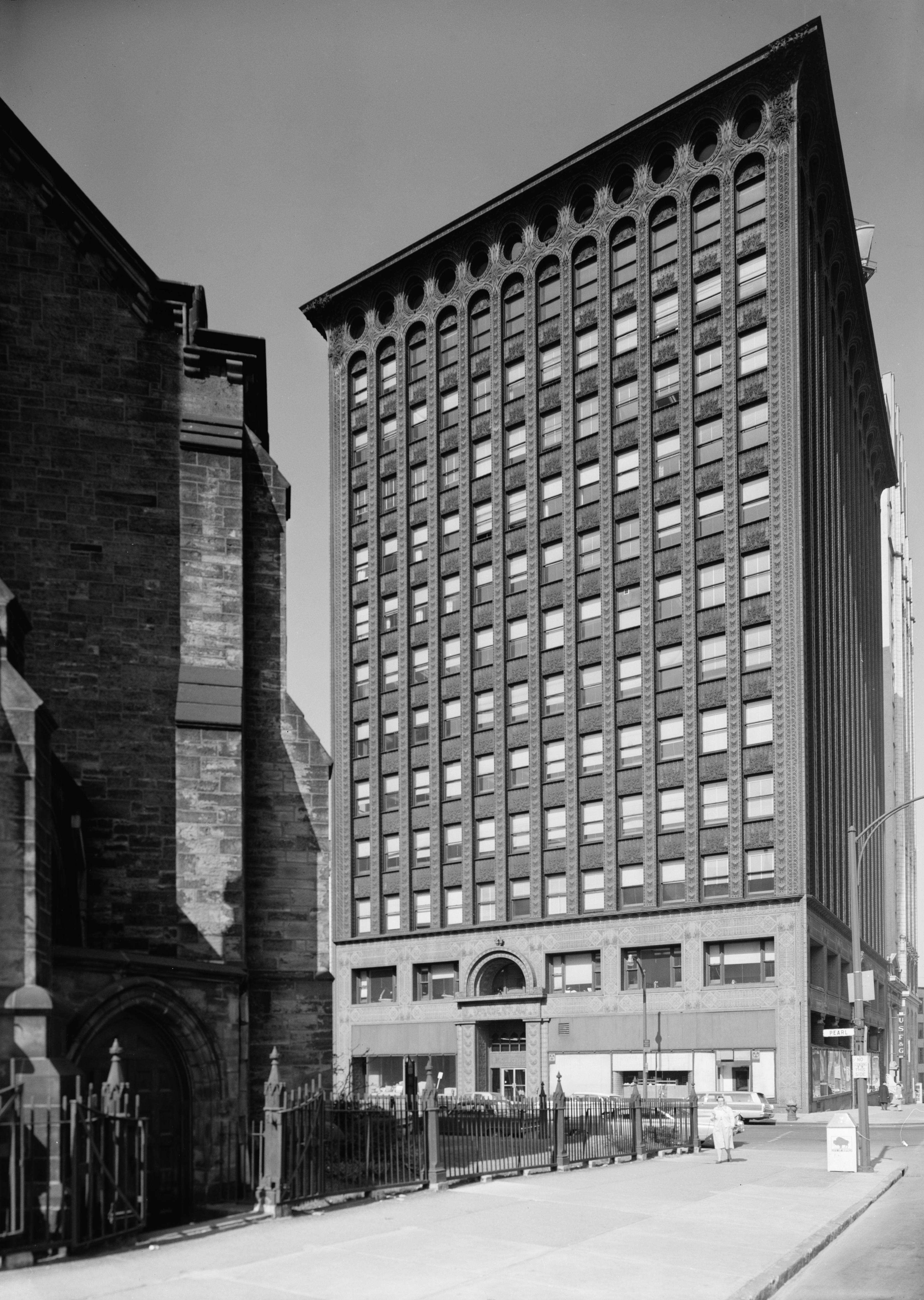
Prudential (Guaranty) Building por Louis Sullivan em Buffalo (New York= (1896)
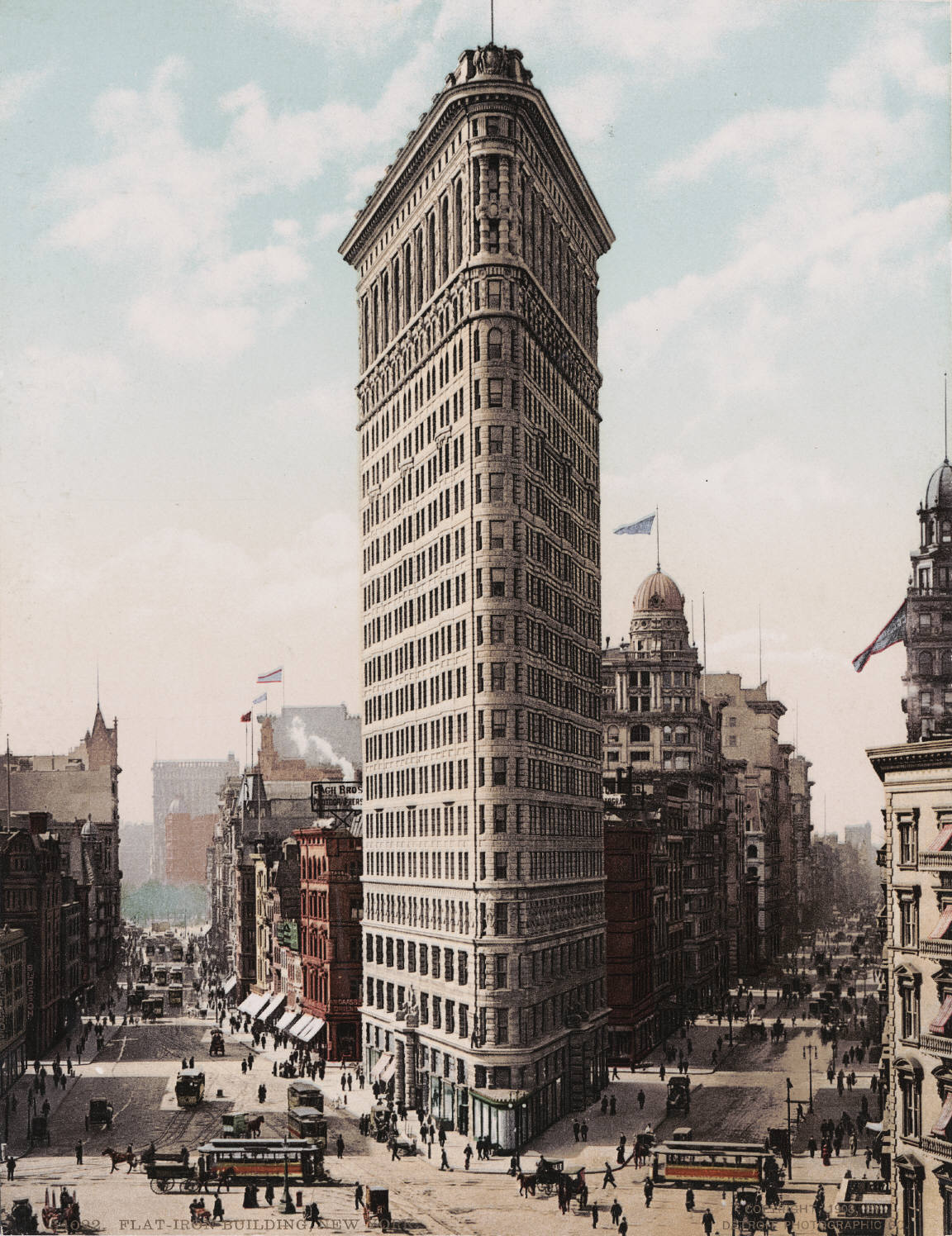
O Edifício Flatiron na cidade de Nova Iorque (1903)
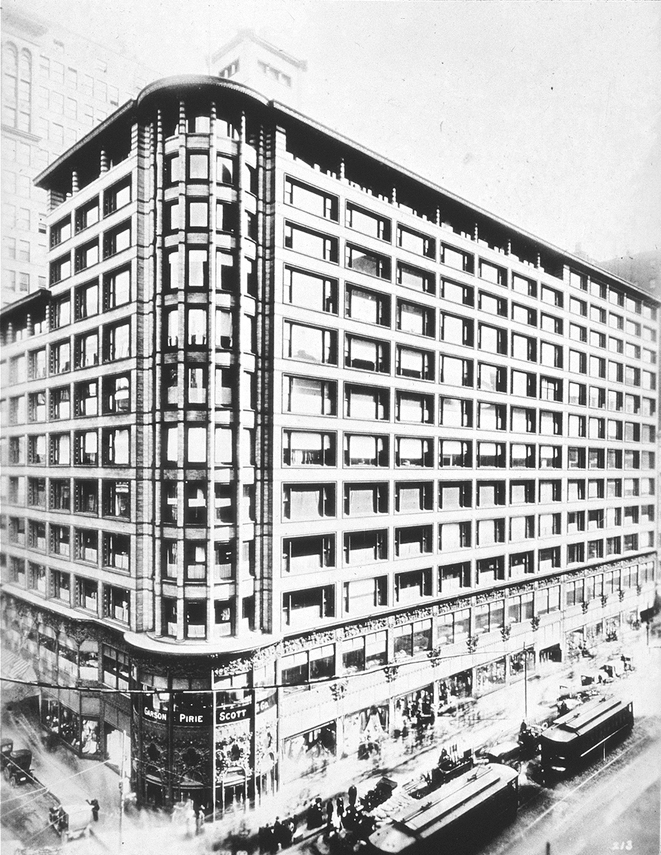
O Carson, Pirie, Scott and Company Building em Chicago por Louis Sullivan (1904–1906)
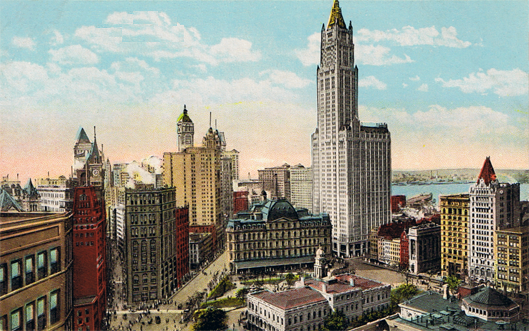
O Edifício Woolworth e o horizonte de Nova Iorque em 1913. Era moderno por dentro, mas neogótico por fora.
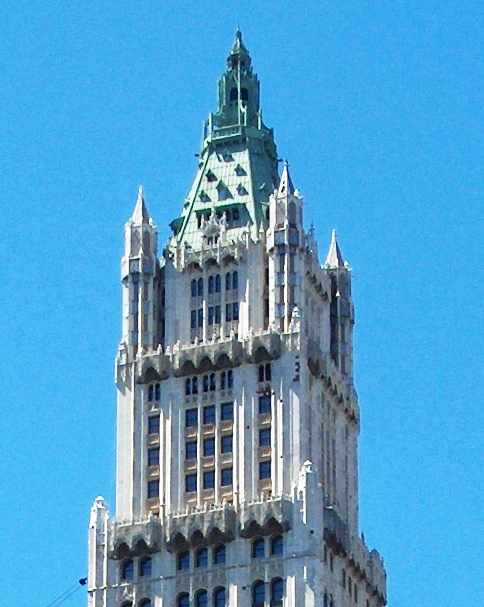
A coroa neogótica do Edifício Woolworth de Cass Gilbert (1912)

No final do século XIX, começaram a surgir os primeiros arranha-céus nos Estados Unidos. Foram uma resposta à escassez de terrenos e ao elevado custo dos imóveis no centro das cidades americanas em rápido crescimento, e à disponibilidade de novas tecnologias, incluindo estruturas de aço à prova de fogo e melhorias no elevador de segurança inventado por Elisha Otis em 1852. O primeiro "arranha-céus" com estrutura de aço, o Home Insurance Building em Chicago, tinha dez andares. Foi projetado por William Le Baron Jenney em 1883 e foi, durante um curto período, o edifício mais alto do mundo. Louis Sullivan construiu outra estrutura monumental, o Edifício Carson, Pirie, Scott and Company, no coração de Chicago, entre 1904 e 1906. Embora estes edifícios fossem revolucionários nas suas estruturas de aço e altura, a sua decoração foi emprestada da neo-gótica e da arquitetura Beaux-Arts. O Edifício Woolworth, projetado por Cass Gilbert, foi concluído em 1912 e foi o edifício mais alto do mundo até à conclusão do Edifício Chrysler em 1929. A estrutura era puramente moderna, mas o seu exterior estava decorado com ornamentos neogóticos, incluindo contrafortes, arcos e torres decorativas, o que lhe valeu a alcunha de "Catedral do Comércio". 

## Ascensão do modernismo na Europa e na Rússia (1918–1931)
Após a Primeira Guerra Mundial, iniciou-se uma longa disputa entre os arquitetos que defendiam os estilos mais tradicionais da neoclassicismo e da arquitetura Beaux-Arts, e os modernistas, liderados por Le Corbusier e [[Robert Mallet-Stevens em França, Walter Gropius e Ludwig Mies van der Rohe na Alemanha, e Konstantin Melnikov na nova União Soviética, que defendiam apenas formas puras e a eliminação de qualquer decoração. Louis Sullivan popularizou o axioma "A forma segue a função" para enfatizar a importância da simplicidade utilitária na arquitetura moderna. Arquitetos de Art Déco como Auguste Perret e Henri Sauvage procuravam frequentemente um meio-termo entre os dois, combinando formas modernistas e decoração estilizada.

### Estilo Internacional (décadas de 1920 a 1970)

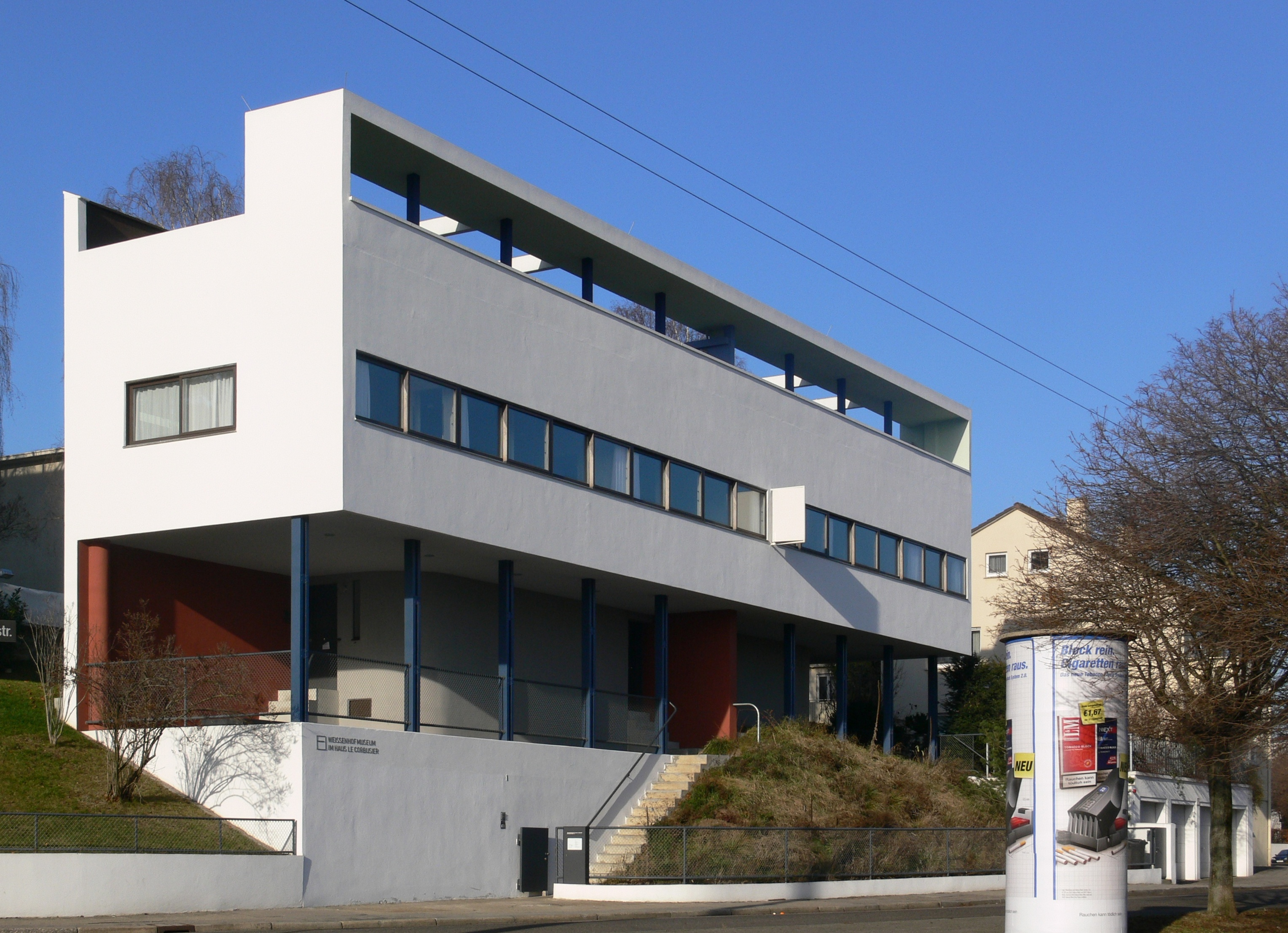
Corbusier Haus em Weissenhofsiedlung, Stuttgart (1927)
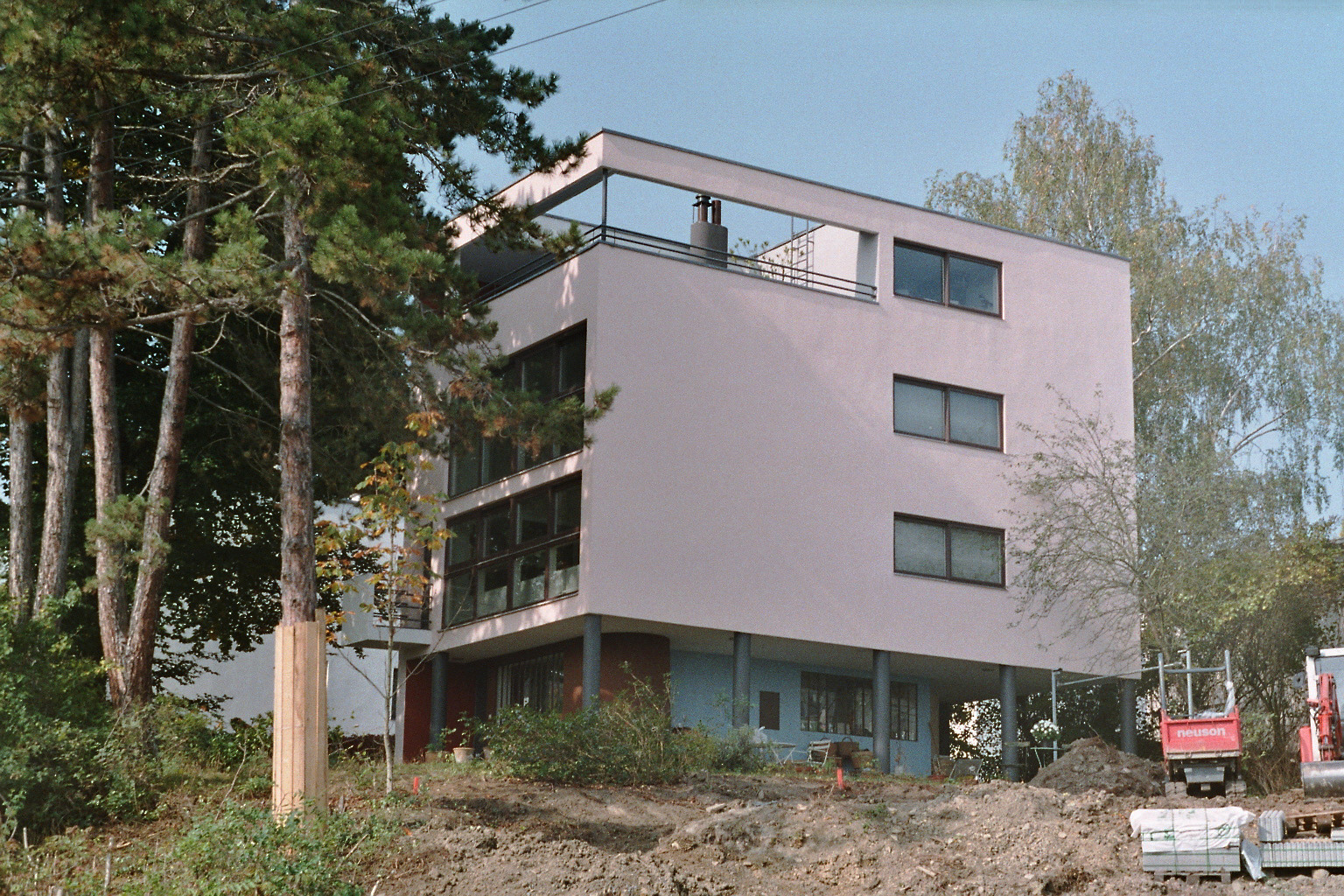
Citrohan Haus in Weissenhof Estate, Stuttgart por Le Corbusier (1927)
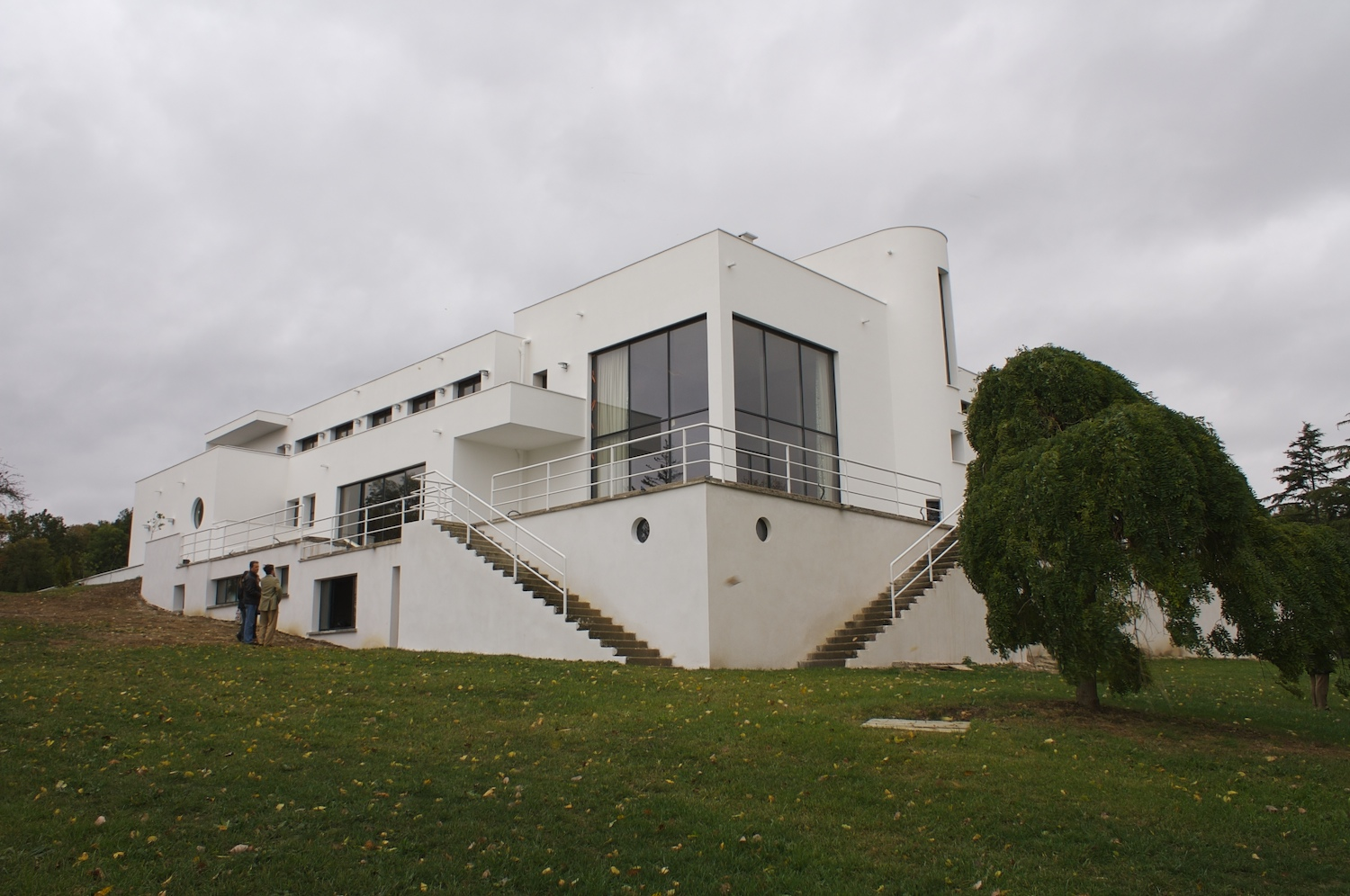
Villa Paul Poiret por Robert Mallet-Stevens (1921–1925)
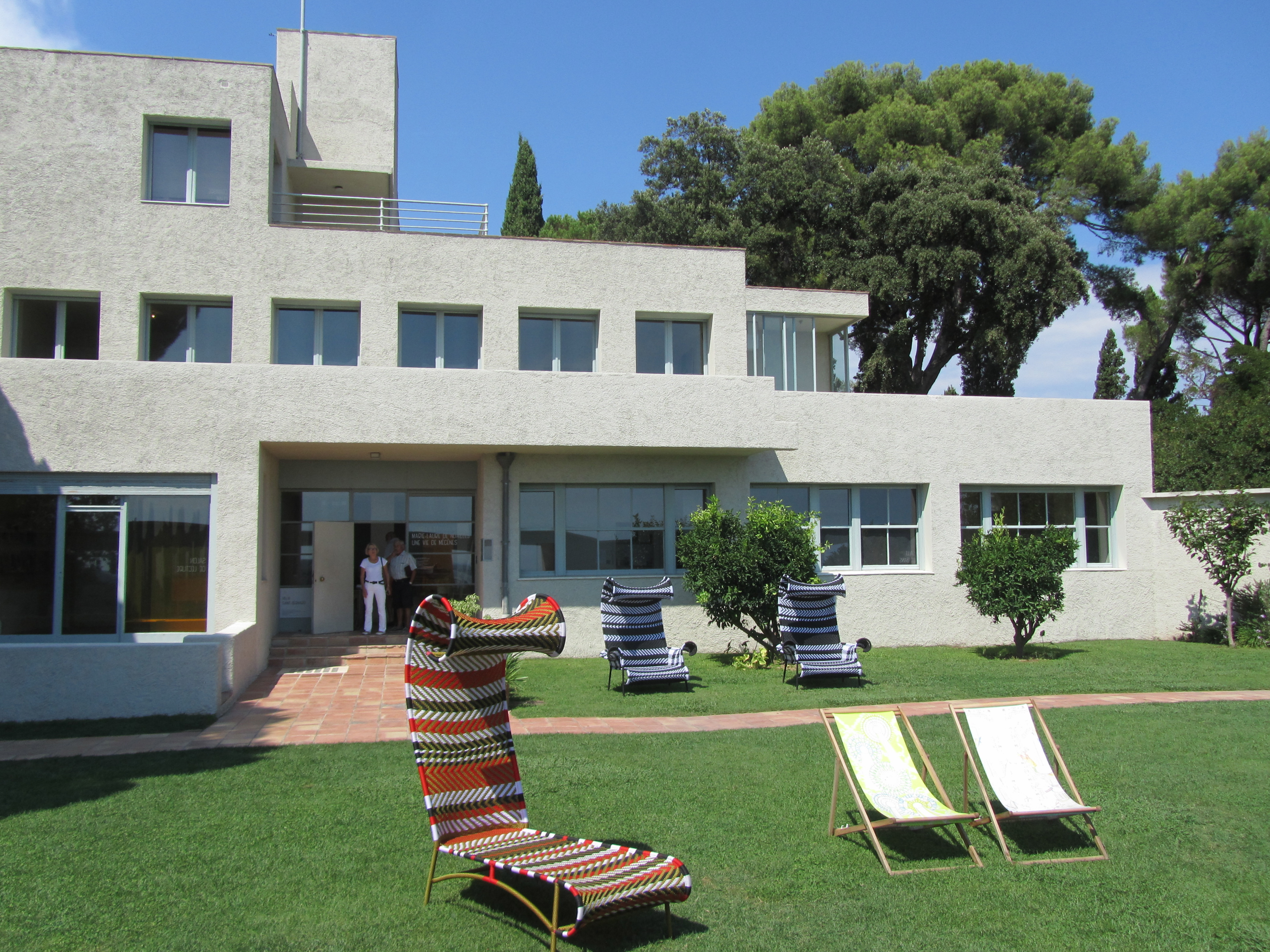
A Villa Noailles em Hyères de Robert Mallet-Stevens (1923)
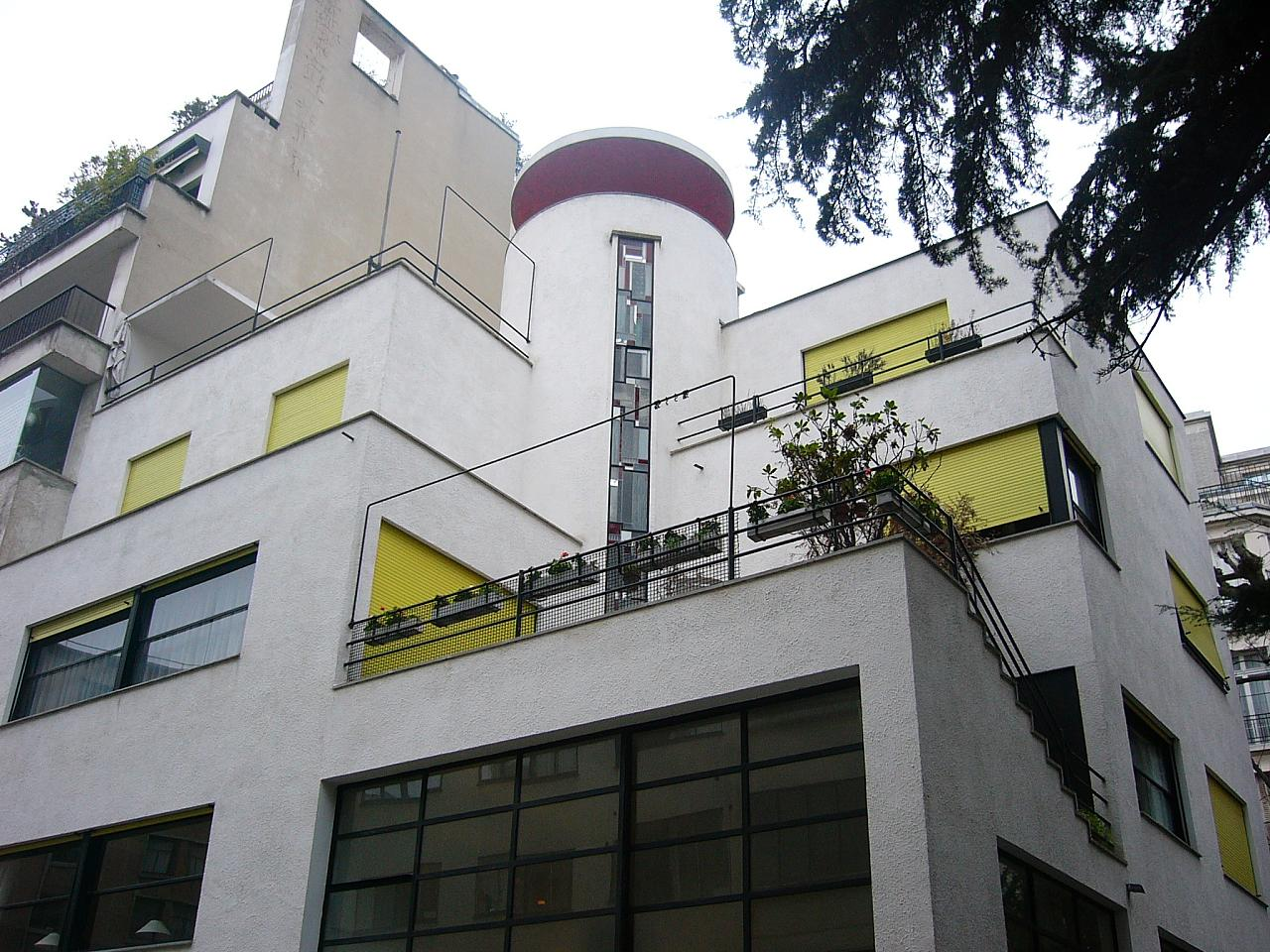
Hôtel Martel rue Mallet-Stevens, de Robert Mallet-Stevens (1926–1927)

A figura dominante na ascensão do modernismo em França foi Charles-Édouard Jeanerette, um arquiteto franco-suíço que, em 1920, adotou o nome de Le Corbusier. Em 1920, cofundou um periódico chamado 'L'Espirit Nouveau e promoveu energicamente uma arquitetura funcional, pura e livre de qualquer decoração ou associação histórica. Foi também um defensor apaixonado de um novo urbanismo, baseado em cidades planeadas. Em 1922, apresentou o projeto de uma cidade para três milhões de pessoas, cujos habitantes viviam em arranha-céus idênticos de sessenta andares, rodeados por um parque aberto. Projetou casas modulares, que seriam produzidas em massa com a mesma planta e montadas em blocos de apartamentos, bairros e cidades. Em 1923, publicou "Rumo a uma Arquitectura", com o seu famoso slogan: "uma casa é uma máquina para se viver". Promoveu incansavelmente as suas ideias através de slogans, artigos, livros, conferências e participação em Exposições.
Para ilustrar as suas ideias, na década de 1920, construiu uma série de casas e vivendas em Paris e arredores. Todas foram construídas segundo um sistema comum, baseado na utilização de betão armado e de torres de betão armado no interior que suportavam a estrutura, permitindo paredes-cortina de vidro na fachada e plantas abertas, independentes da estrutura. Eram sempre brancas e não possuíam ornamentos ou decorações exteriores ou interiores. A mais conhecida destas casas foi a Villa Savoye, construída entre 1928 e 1931 no subúrbio parisiense de Poissy. Uma elegante caixa branca envolta numa fita de Com janelas de vidro em redor da fachada, um espaço de convívio que se abria para um jardim interior e para a paisagem campestre envolvente, erguido por uma fileira de torres brancas no centro de um amplo relvado, tornou-se um ícone da arquitetura modernista. 

### Bauhaus e a Werkbund Alemã (1919–1933)

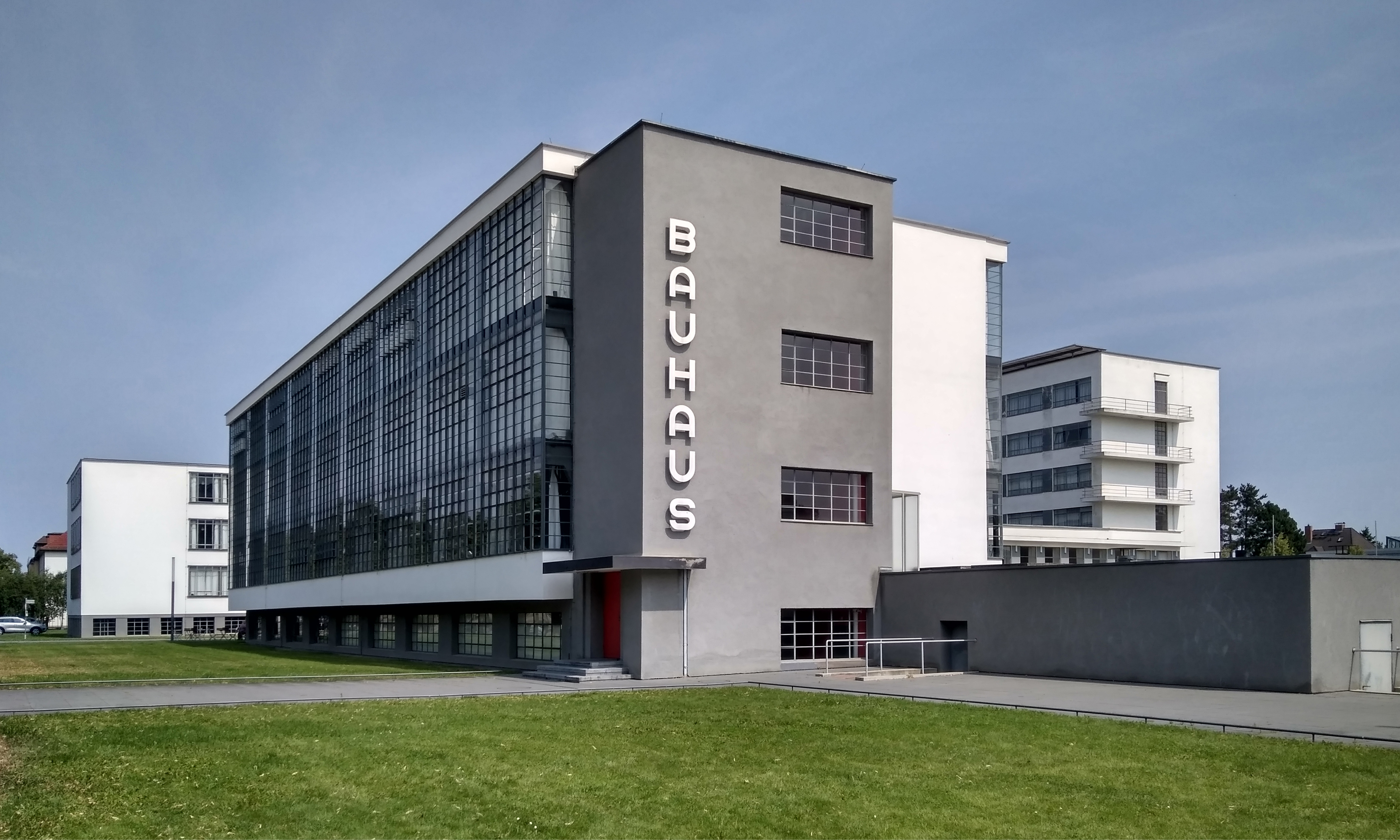
A Bauhaus Dessau building em Dessau, desenhado por Walter Gropius (1926)
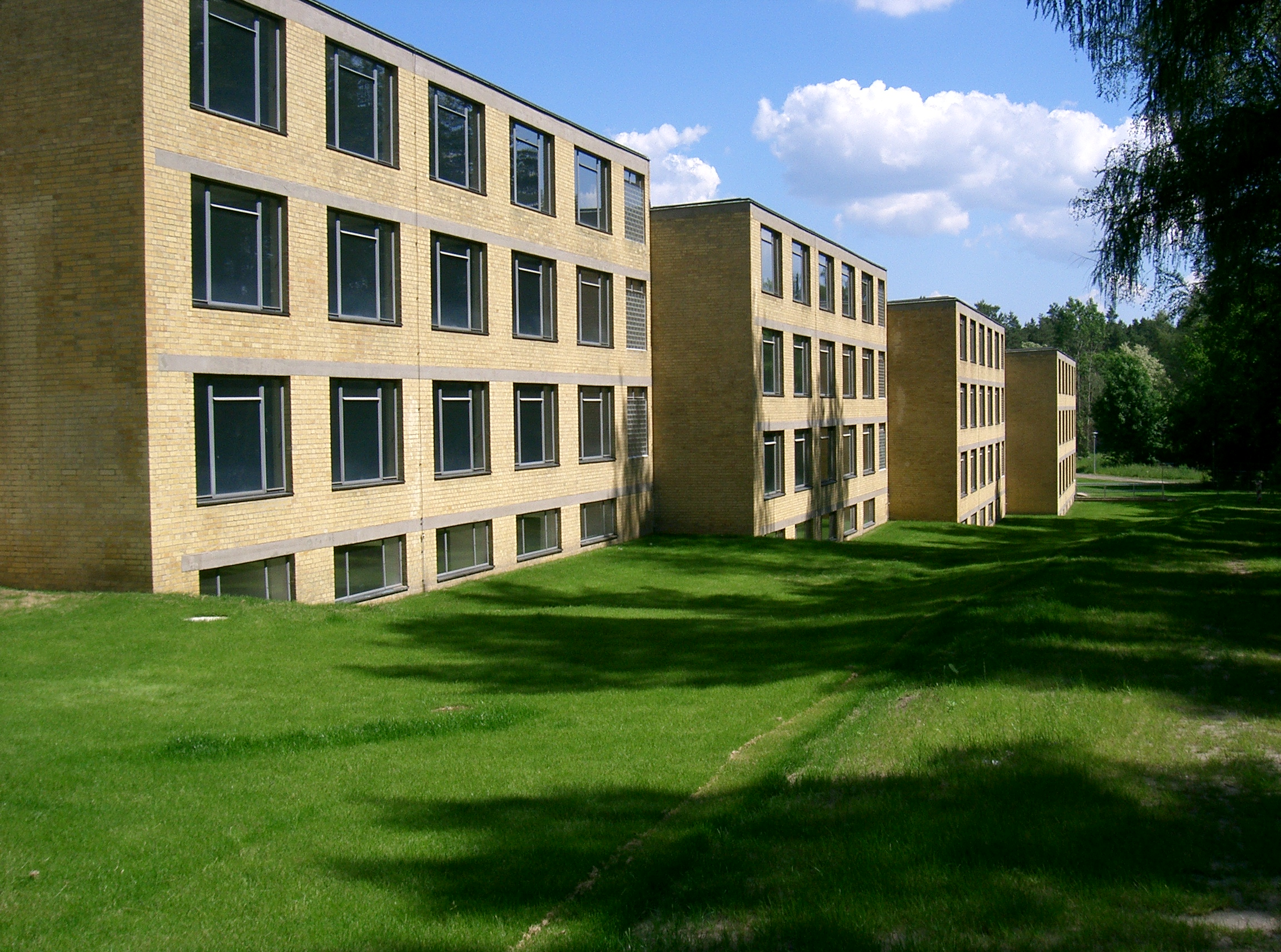
ADGB Trade Union School em Bernau bei Berlin por Hannes Meyer e Hans Wittwer (1928–30)
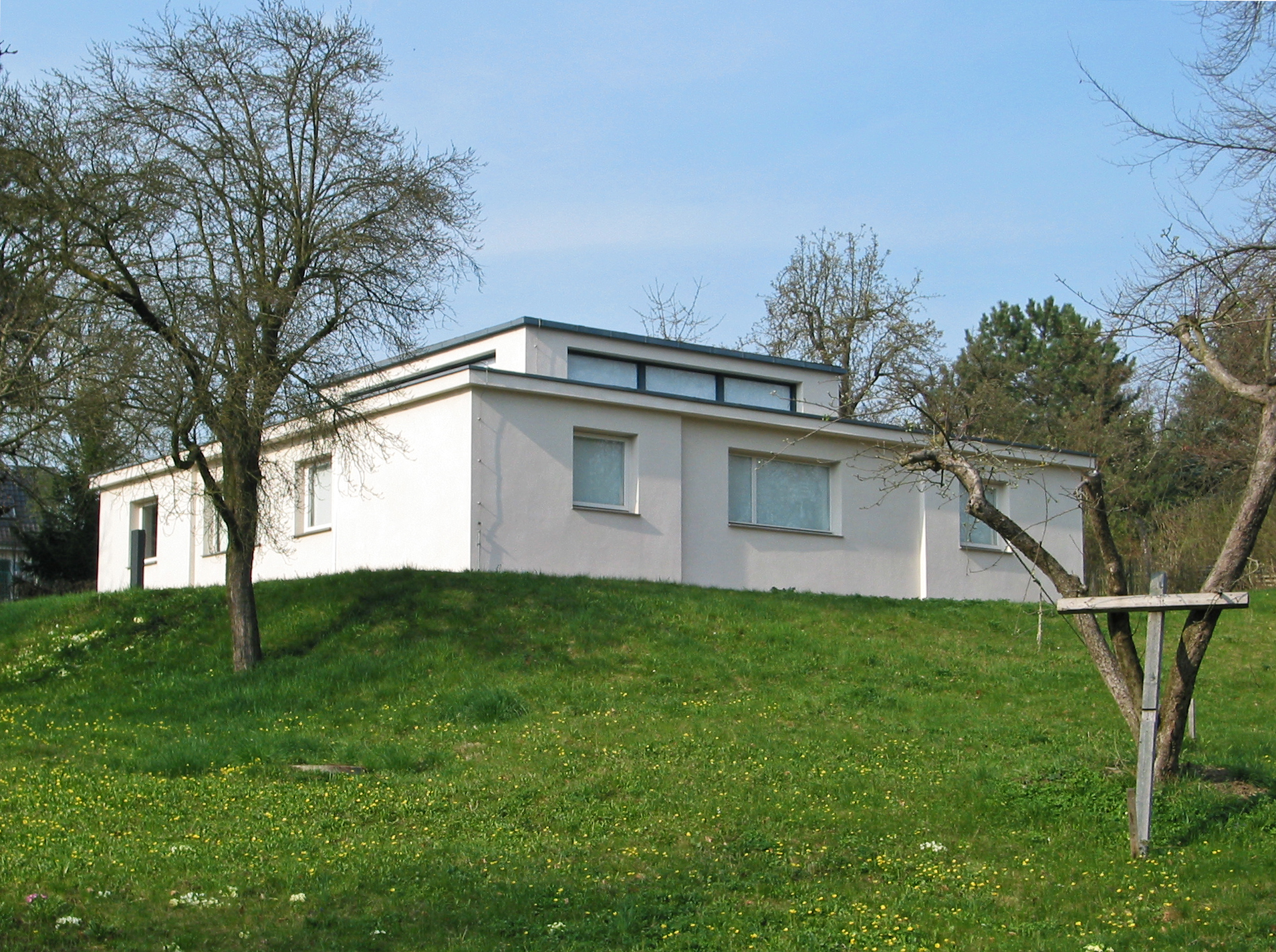
Haus am Horn, Weimar por Georg Muche (1923)
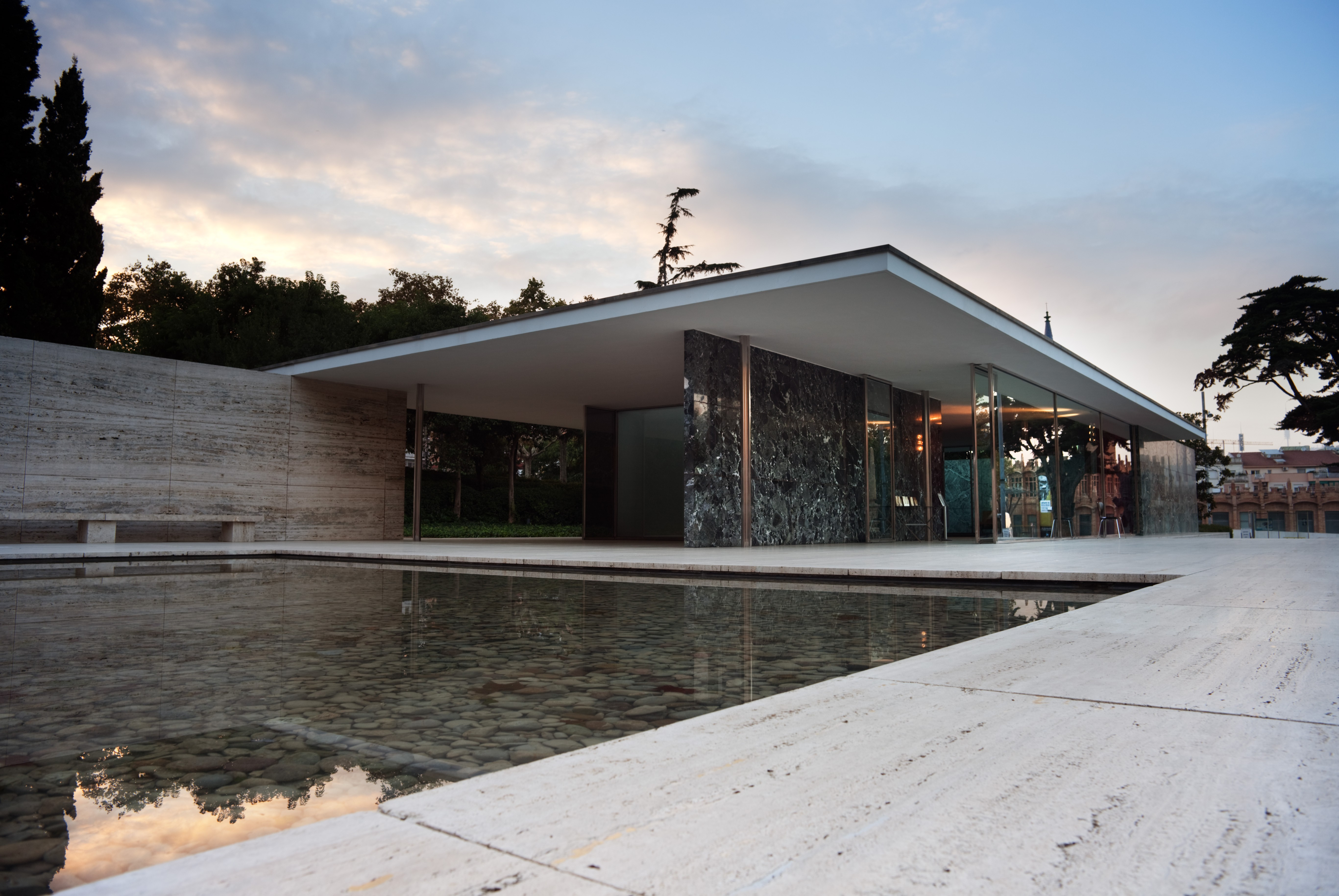
O Pavilhão de Barcelona (reconstrução moderna) de Ludwig Mies van der Rohe (1929)
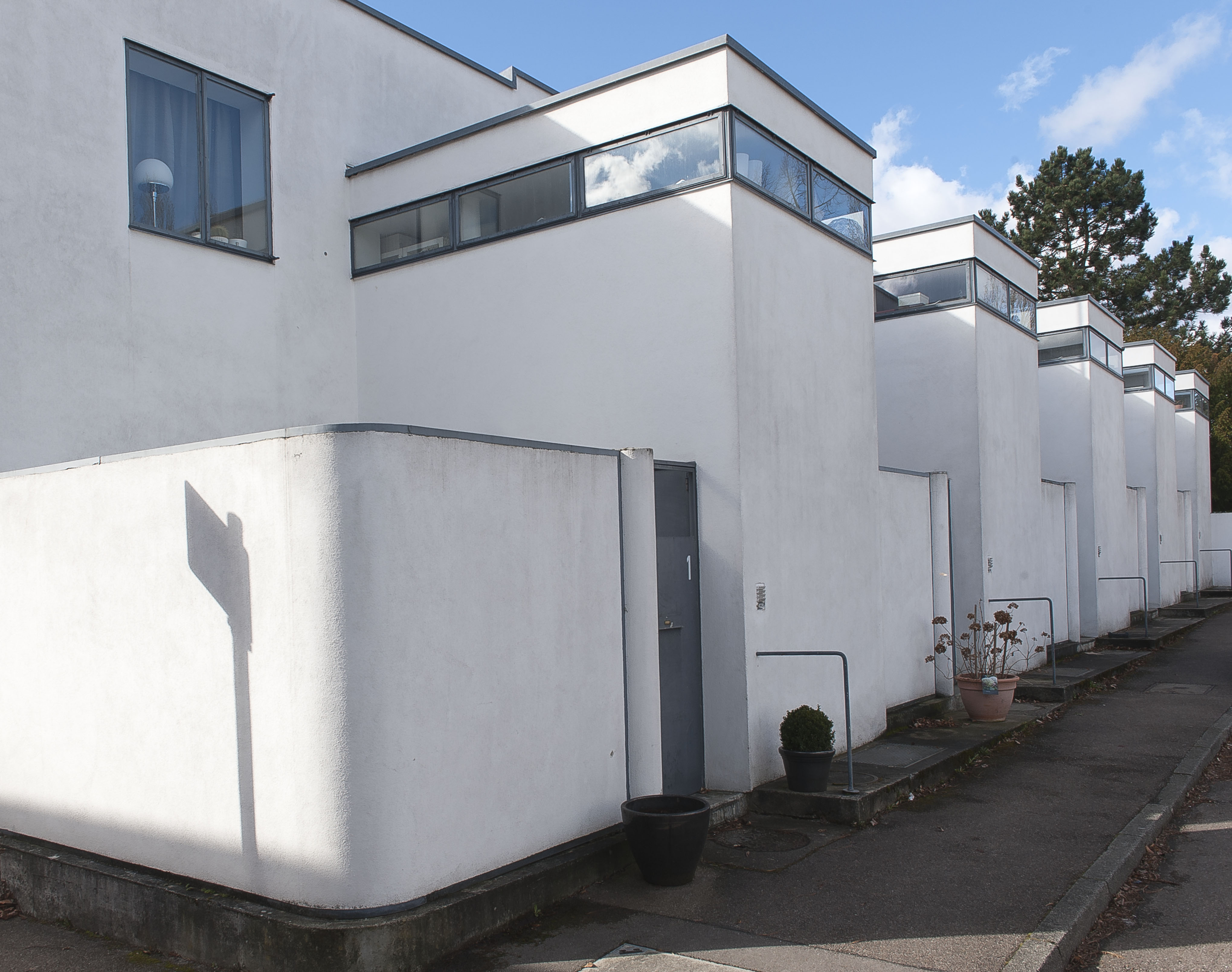
O Weissenhof Estate em Stuttgart, construído pela Werkbund alemã (1927)

Na Alemanha, dois importantes movimentos modernistas surgiram após a Primeira Guerra Mundial. O movimento moderno, que surge nas primeiras décadas do século XX "foi construído sobre uma contestação generalizada às Beaux-Arts" por arquitetos que não estando ligados às escolas e ao ensino, debateram-no sob uma visão pedagógica com vista à implementação de um método de aprendizagem. Começara a despontar um novo redesenho para a arquitetura e a consolidação do Movimento Moderno torna-se propositiva quando surge em Weimar, na Alemanha em 1919 a Bauhaus, fundada por Walter Gropius  e detentora de uma linhagem que deriva de Henry van de Velde. A escola de Weimar tinha como principal premissa interpretar e responder ao presente, esse que era marcado pelo desenvolvimento da indústria e pela visão iluminista da sociedade, proporcionando a resolução apontada a questões concretas. Em suma, "um sistema que dava instrumentos ao arquitecto para actuar desde o mobiliário até à cidade". Gropius era filho do arquiteto oficial de Berlim, que estudou antes da guerra com Peter Behrens e projetou a fábrica modernista de turbinas Fagus. A Bauhaus era uma fusão da Academia de Artes do pré-guerra com a escola de tecnologia. Em 1926, foi transferida de Weimar para Dessau; Gropius projetou a nova escola e os dormitórios dos estudantes no novo estilo modernista puramente funcional que estava a promover. A escola reunia modernistas de todas as áreas; o corpo docente incluía os pintores modernistas Vasily Kandinsky, Joseph Albers e Paul Klee, e o designer Marcel Breuer.
Gropius tornou-se um importante teórico do modernismo, escrevendo "A Ideia e a Construção" em 1923. Foi um defensor da padronização na arquitetura e da construção em massa de blocos de apartamentos racionalmente concebidos para os operários fabris. Em 1928, foi contratado pela empresa Siemens para construir apartamentos para operários nos subúrbios de Berlim e, em 1929, propôs a construção de conjuntos de torres de apartamentos esbeltas de oito a dez andares para operários.
Enquanto Gropius trabalhou na Bauhaus, Ludwig Mies van der Rohe liderou o movimento arquitetónico modernista em Berlim. Inspirado pelo movimento De Stijl na Holanda, construiu conjuntos de casas de verão em betão e propôs um projeto para uma torre de escritórios em vidro. Tornou-se vice-presidente da Werkbund alemã e chefiou a Bauhaus de 1930 a 1933, propondo uma grande variedade de planos modernistas para a reconstrução urbana. A sua obra modernista mais famosa foi o pavilhão alemão para a Exposição Internacional de Barcelona de 1929. Era uma obra de puro modernismo, com paredes de vidro e betão e linhas horizontais limpas. Embora fosse apenas uma estrutura temporária, demolida em 1930, tornou-se, juntamente com a Villa Savoye de Le Corbusier, um dos marcos mais conhecidos da arquitetura modernista. Uma versão reconstruída encontra-se atualmente no seu local original em Barcelona.
Quando os nazis chegaram ao poder na Alemanha, viam a Bauhaus como um campo de treino para comunistas e fecharam a escola em 1933. Gropius deixou a Alemanha e foi para Inglaterra, depois para os Estados Unidos, onde ele e Marcel Breuer se juntaram ao corpo docente da Harvard Graduate School of Design e se tornaram professores de uma geração de arquitetos americanos do pós-guerra. Em 1937, Mies van der Rohe mudou-se também para os Estados Unidos e tornou-se um dos mais famosos designers de arranha-céus americanos do pós-guerra.

### Arquitetura expressionista (1918–1931)

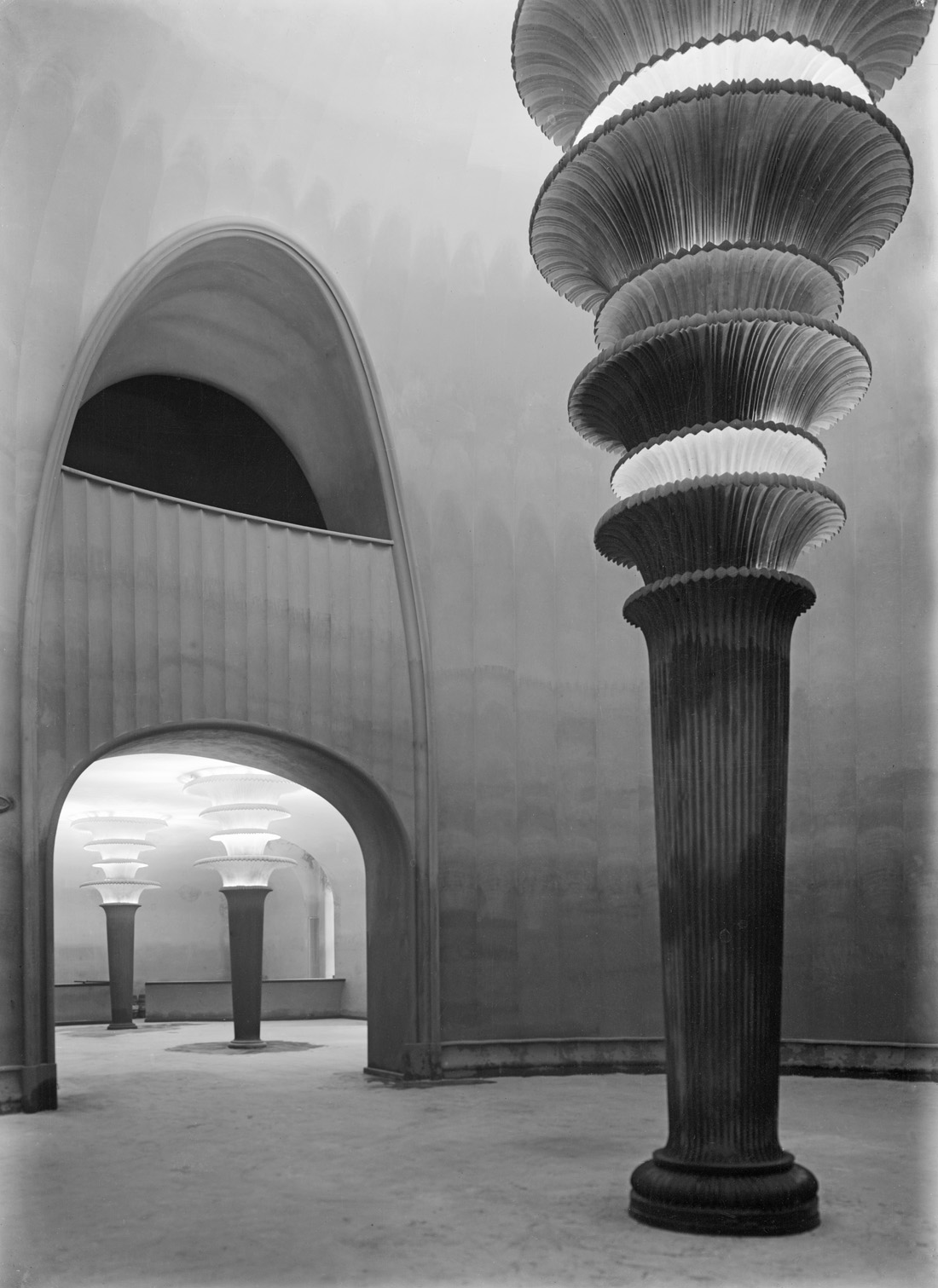
Foyer do Großes Schauspielhaus, ou Grande Teatro, em Berlim de Hans Poelzig (1919)
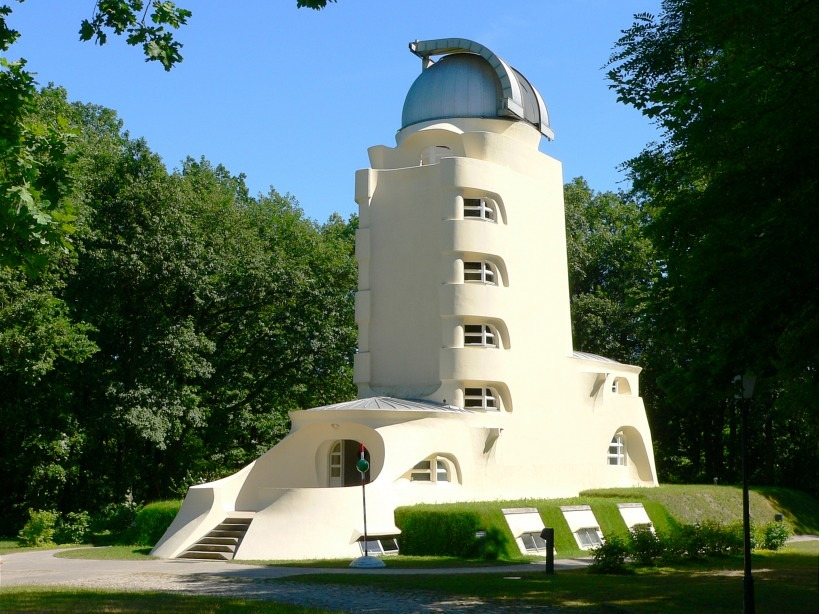
A Torre Einstein perto de Berlim por Erich Mendelsohn (1920–24)
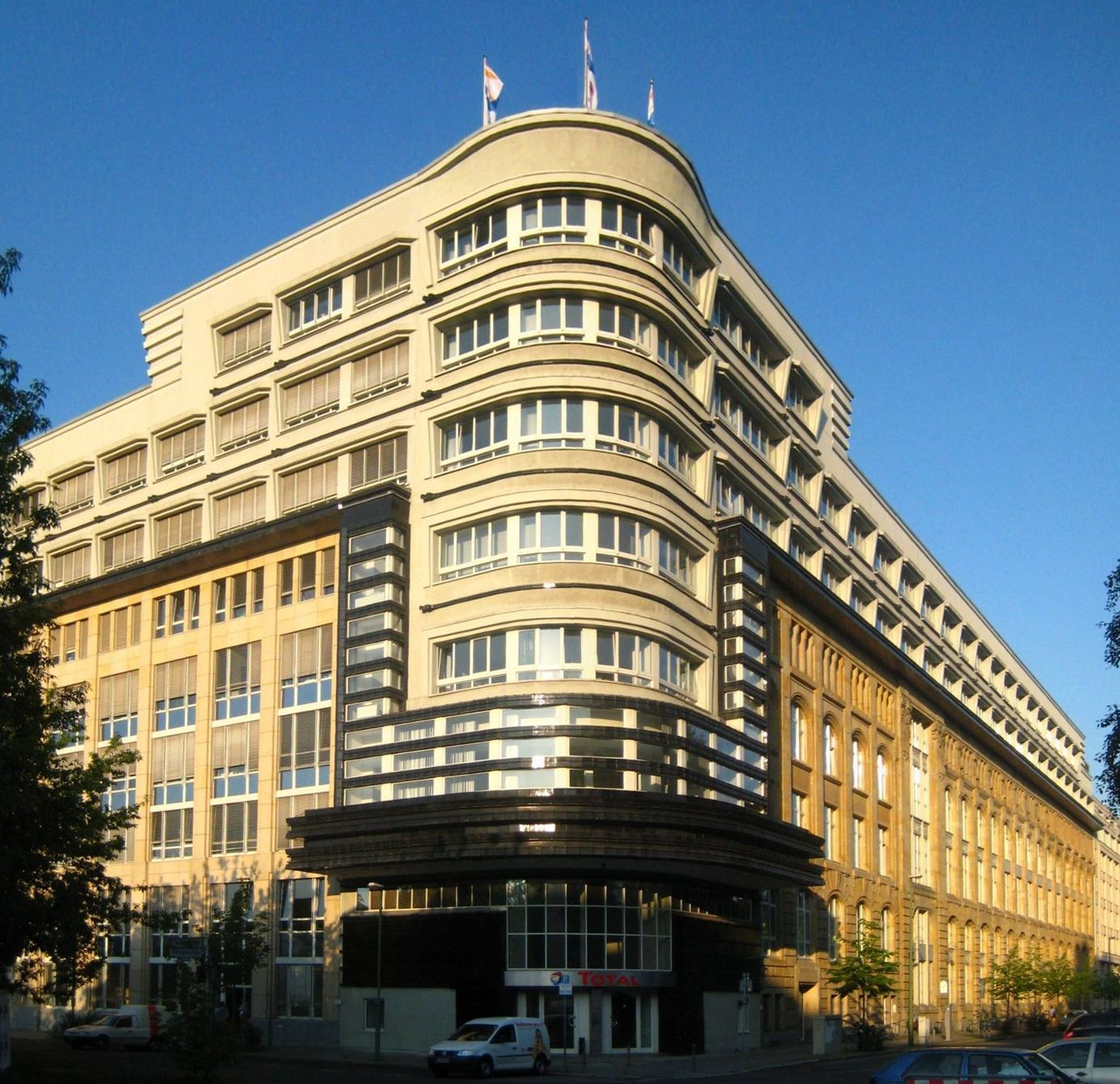
O Mossehaus em Berlim, de Erich Mendelsohn, um dos primeiros exemplos do modernismo aerodinâmico (1921–23)
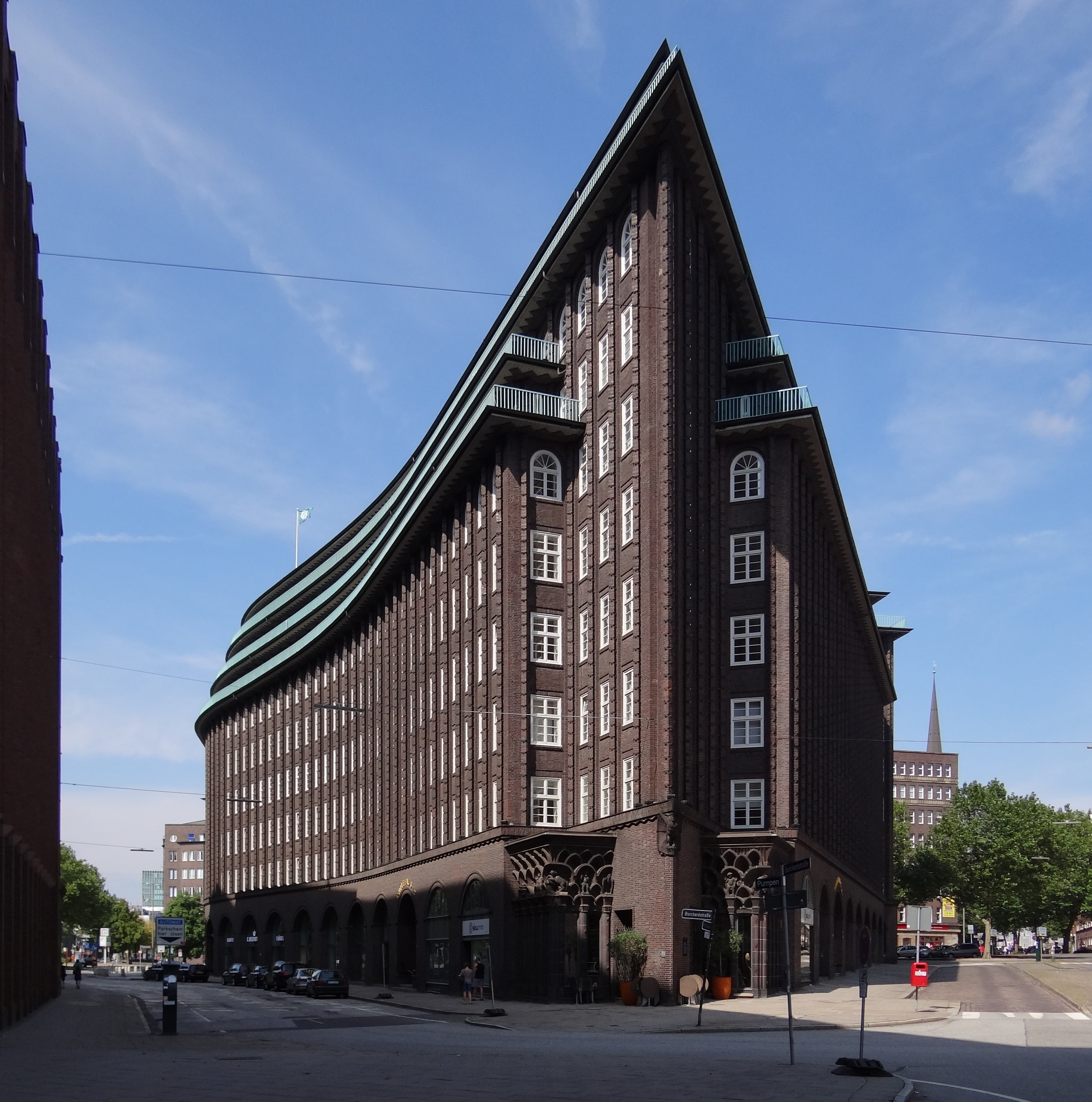
O Chilehaus em Hamburgo por Fritz Höger (1921–24)
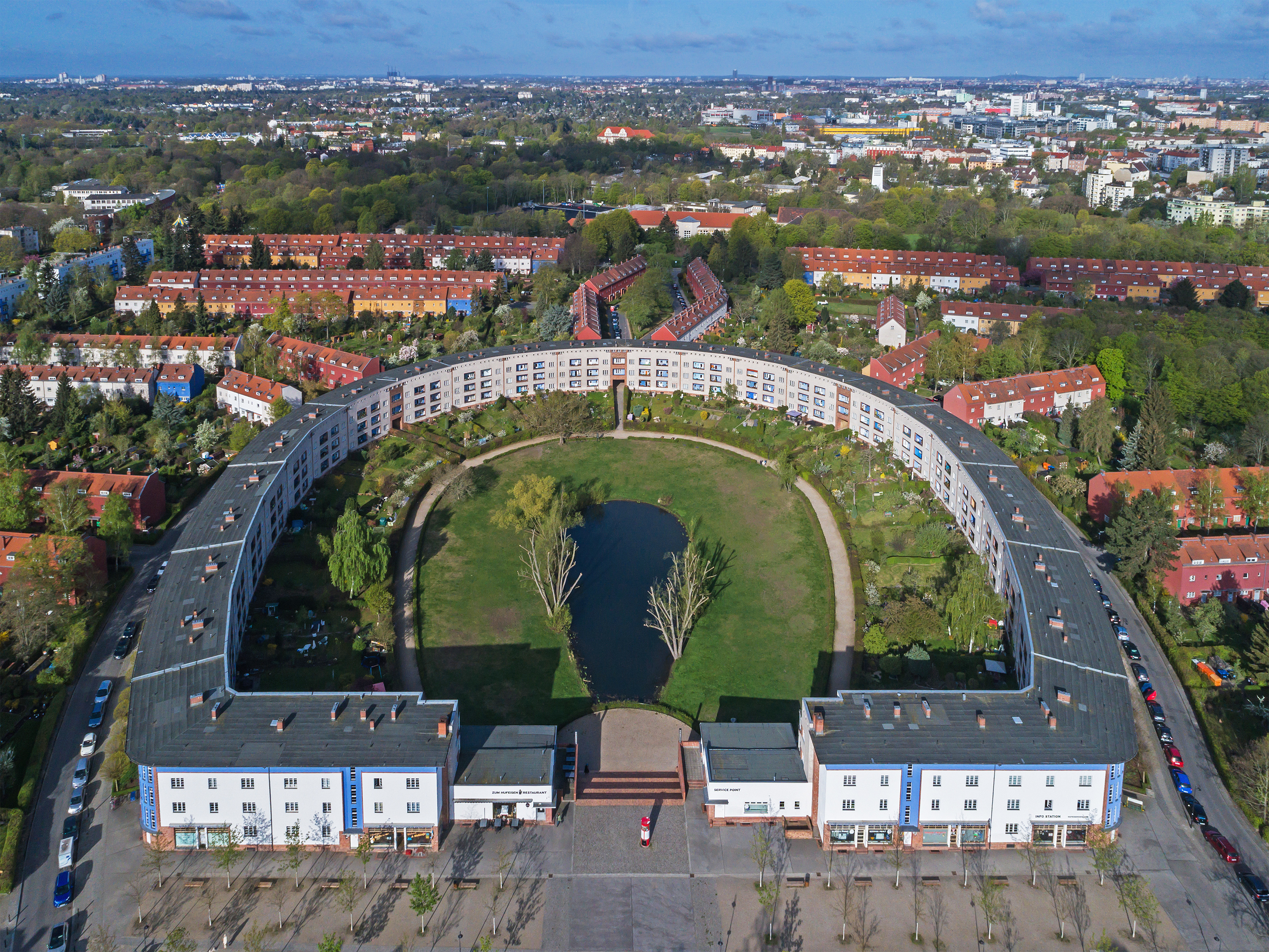
Projeto de habitação pública Horseshoe Estate de Bruno Taut (1925)
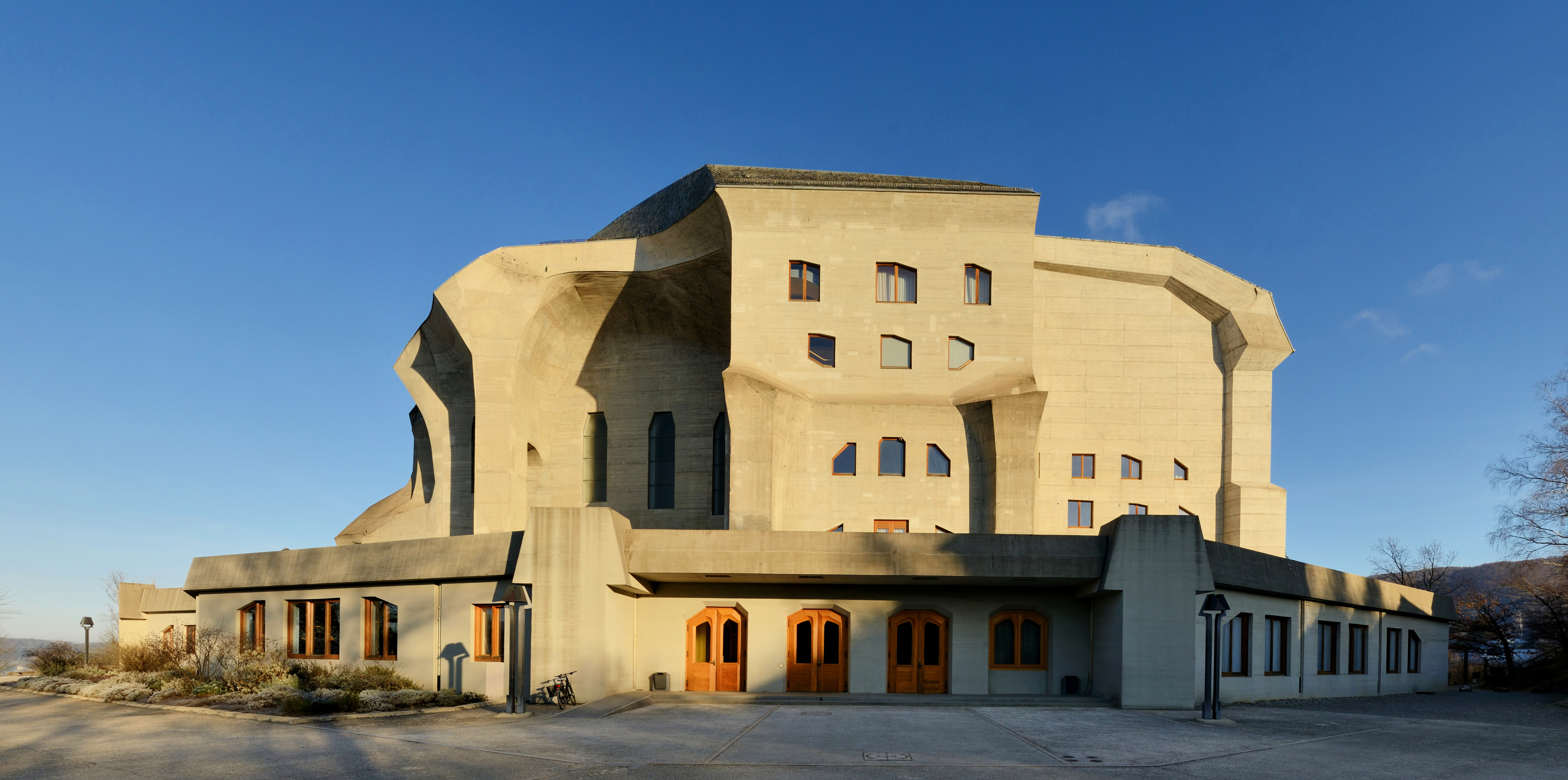
Segundo Goetheanum em Dornach perto de Basileia (Suíça) pelo arquiteto austríaco Rudolf Steiner (1924–1928)
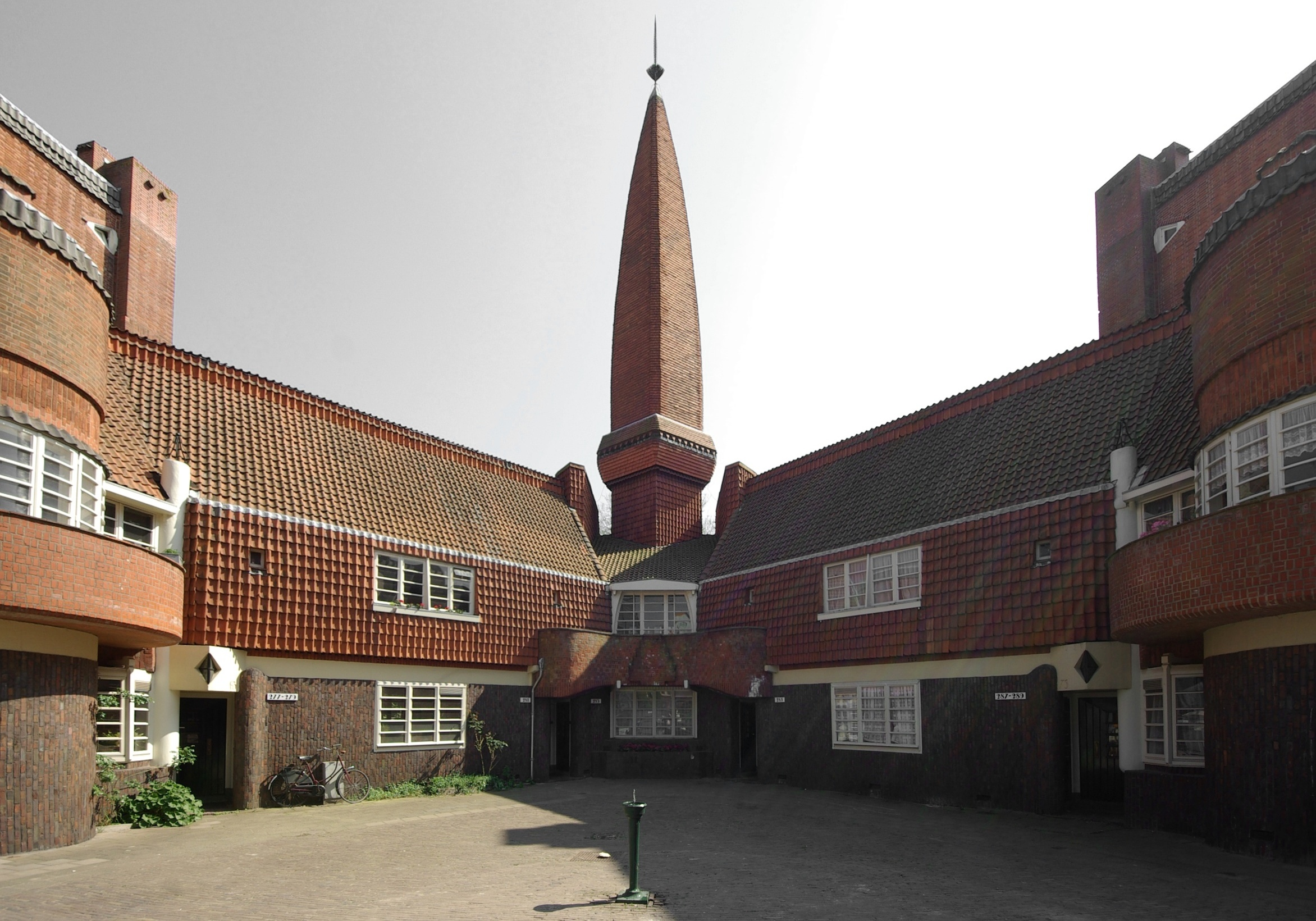
Het Schip edifício de apartamentos em Amsterdão por Michel de Klerk(1917–1920)
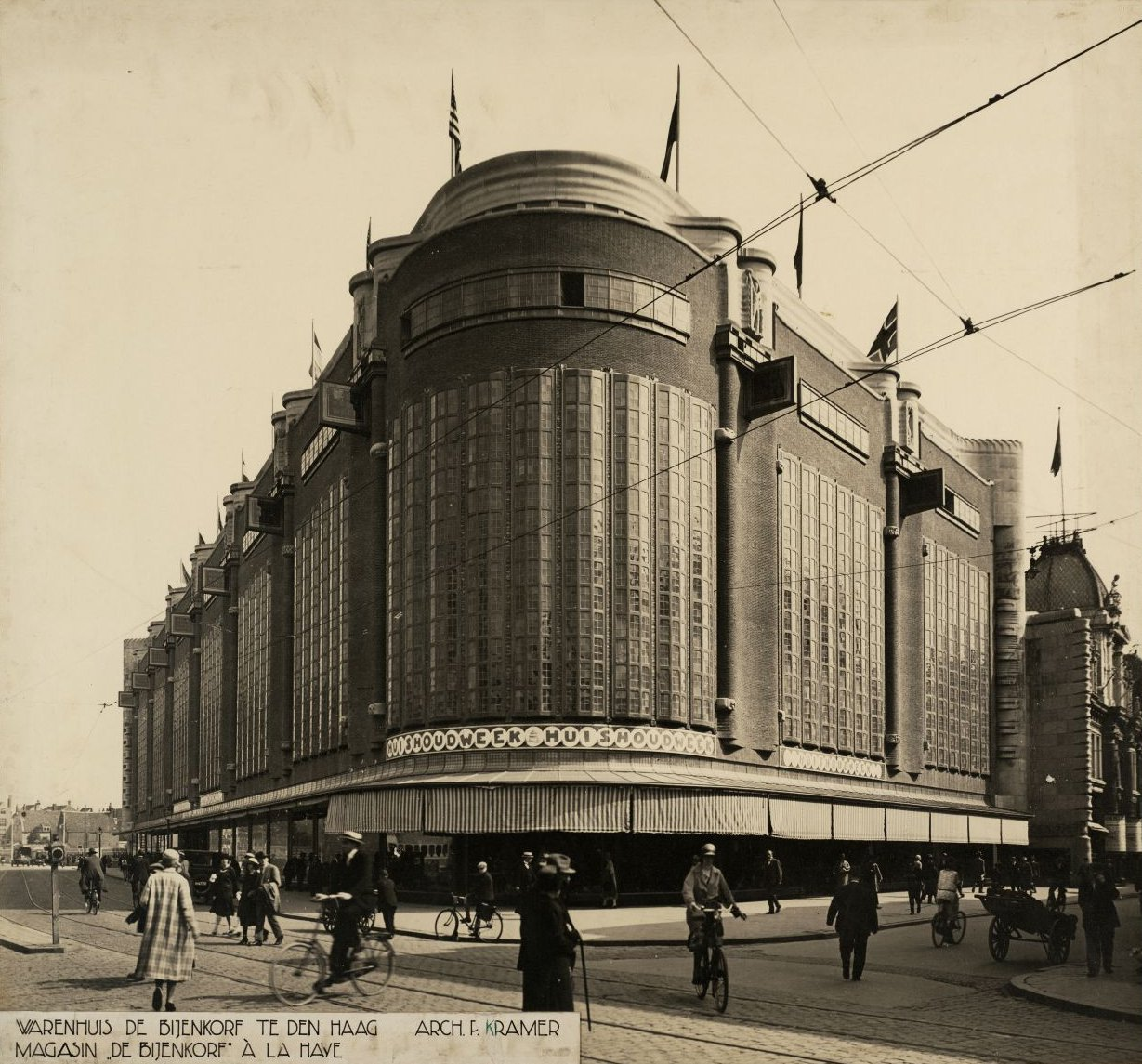
De Bijenkorf loja em Haia por Piet Kramer (1924–1926)

O Expressionismo, que surgiu na Alemanha entre 1910 e 1925, foi um contra-movimento contra a arquitetura estritamente funcional da Bauhaus e da Werkbund. Os seus defensores, entre os quais Bruno Taut, Hans Poelzig, Fritz Hoger e Erich Mendelsohn, desejavam criar uma arquitetura poética, expressiva e otimista. Muitos arquitetos expressionistas lutaram na Primeira Guerra Mundial e as suas experiências, combinadas com a turbulência política e a agitação social que se seguiram à Revolução Alemã de 1919, resultaram numa perspetiva utópica e numa agenda socialista romântica. As condições económicas limitaram severamente o número de encomendas construídas entre 1914 e meados da década de 1920, Como resultado, muitos dos projetos expressionistas mais inovadores, incluindo Arquitetura Alpina de Bruno Taut e Formspiels de Hermann Finsterlin, permaneceram no papel. A cenografia para teatro e cinema proporcionou uma outra saída para a imaginação expressionista, e proporcionou rendimentos suplementares para os designers que tentavam desafiar as convenções num clima económico adverso. Um tipo específico, que utiliza tijolos para criar as suas formas (em vez de betão), é conhecido como Backsteinexpressionismus.
Erich Mendelsohn, (que não gostava do termo expressionismo para a sua obra) começou a sua carreira a desenhar igrejas, silos e fábricas que eram altamente imaginativos, mas, por falta de recursos, nunca foram construídos. Em 1920, conseguiu finalmente construir uma das suas obras na cidade de Potsdam; um observatório e centro de investigação denominado Einsteinium, em homenagem a Albert Einstein. Era para ser construído em betão armado, mas devido a problemas técnicos, foi finalmente construído com materiais tradicionais revestidos com gesso. A sua forma escultural, muito diferente das formas retangulares austeras da Bauhaus, valeu-lhe inicialmente encomendas para construir cinemas e lojas de retalho em Estugarda, Nuremberga e Berlim. A sua Mossehaus em Berlim foi um dos primeiros modelos para o estilo streamline moderne. A sua Columbushaus na Potsdamer Platz em Berlim (1931) foi um protótipo para os edifícios de escritórios modernistas que se seguiram. (Foi demolido em 1957, por se encontrar na zona entre Berlim Oriental e Ocidental, onde foi construído o Muro de Berlim. Após a ascensão dos nazis ao poder, mudou-se para Inglaterra (1933) e depois para os Estados Unidos (1941). 
Fritz Höger foi outro notável arquiteto expressionista do período. A sua Chilehaus foi construída como sede de uma companhia de navegação e foi modelada a partir de um navio a vapor gigante, uma construção triangular com uma proa pontiaguda. Foi construída em tijolos escuros e utilizou pilares exteriores para expressar a sua estrutura vertical. A sua decoração exterior, assim como as suas arcadas interiores, inspirou-se nas catedrais góticas. Hans Poelzig foi outro notável arquiteto expressionista. Em 1919, construiu o Großes Schauspielhaus, um imenso teatro em Berlim, com capacidade para cinco mil espectadores, para o empresário teatral Max Reinhardt. Apresentava formas alongadas, como estalagmites, penduradas na sua gigantesca cúpula, e luzes em colunas maciças no seu hall de entrada. Construiu também o edifício IG Farben, uma enorme sede corporativa, hoje o edifício principal da Universidade de Goethe em Frankfurt. Bruno Taut especializou-se na construção de complexos de apartamentos de grande dimensão para a classe trabalhadora berlinense. Construiu doze mil unidades individuais, por vezes em edifícios com formas invulgares, como uma ferradura gigante. Ao contrário da maioria dos outros modernistas, utilizou cores exteriores vibrantes para dar mais vida aos seus edifícios. A utilização de tijolos escuros nos projectos alemães deu a este estilo específico o nome de Expressionismo do Tijolo.
O filósofo, arquiteto e crítico social austríaco Rudolf Steiner também se afastou o mais possível das formas arquitetónicas tradicionais. O seu Segundo Goetheanum, construído em 1926 perto de Basileia, Suíça e o Einsteinturm de Mendelsohn em Potsdam, Alemanha, não se baseavam em modelos tradicionais e apresentavam formas inteiramente originais.

### Arquitetura construtivista (1919–1931)

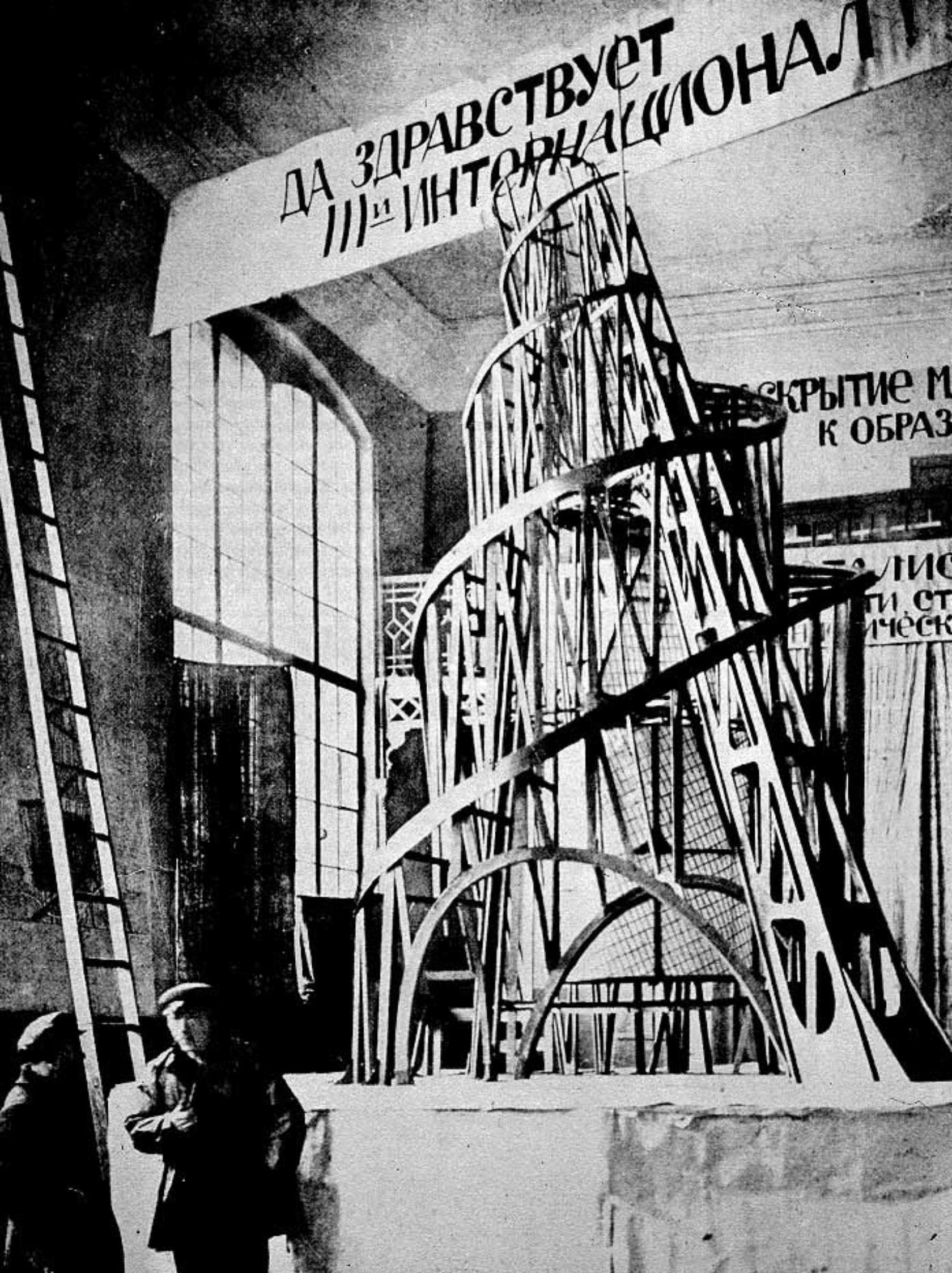
Maqueta da Torre para a III Internacional, por Vladimir Tatlin (1919)
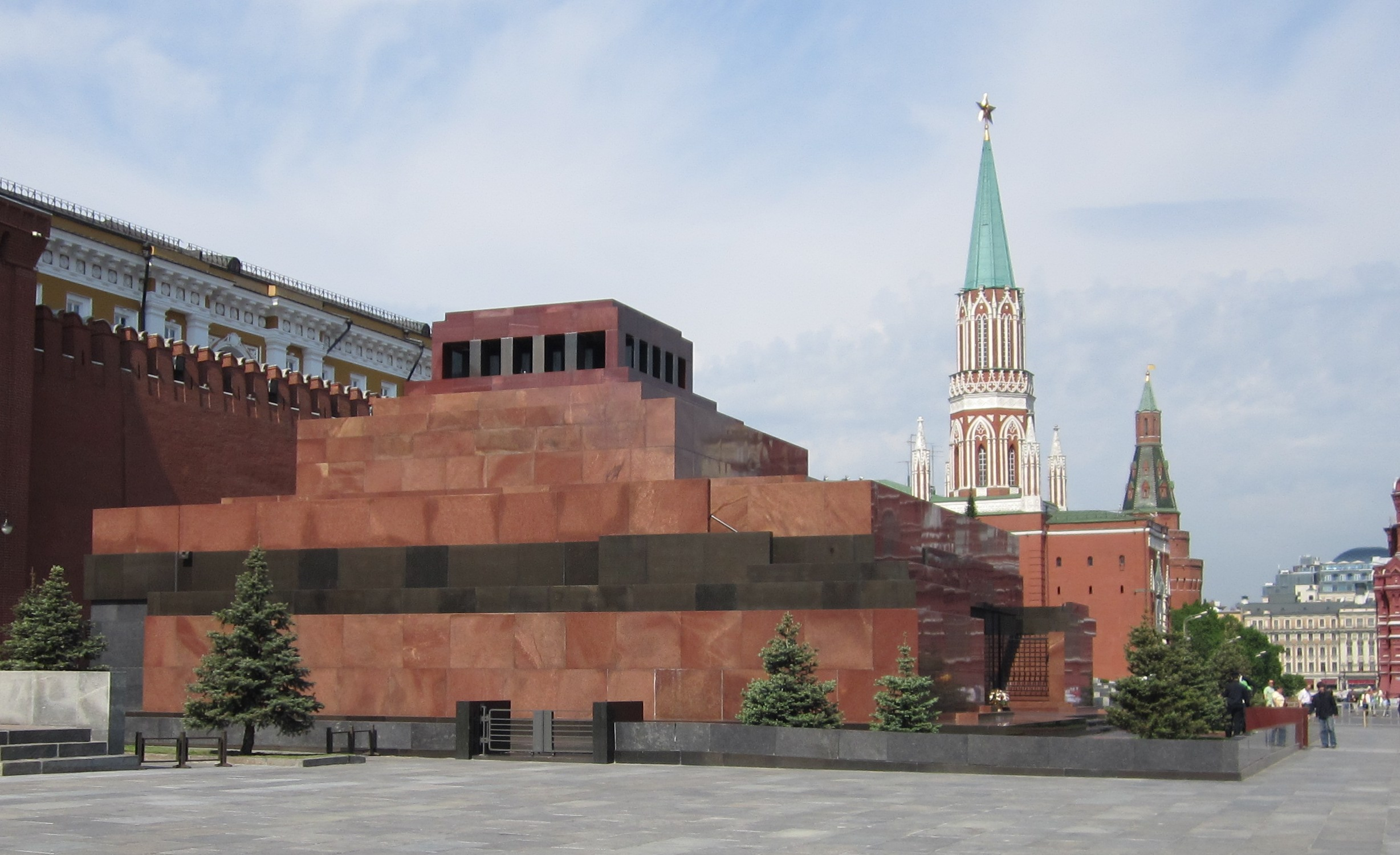
O Mausoléu de Lenine em Moscovo por Alexey Shchusev (1924)
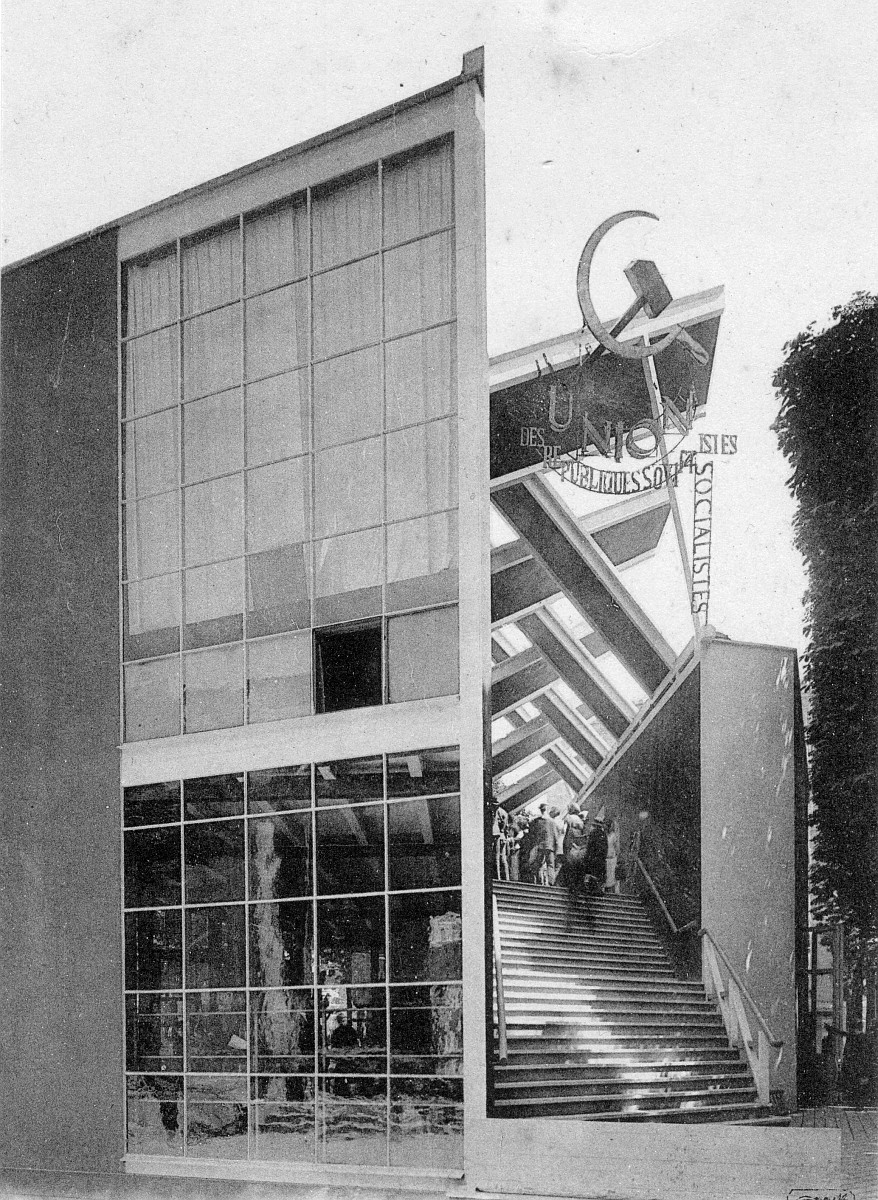
O Pavilhão da URSS na Exposição de Artes Decorativas de Paris de 1925, por Konstantin Melnikov (1925)
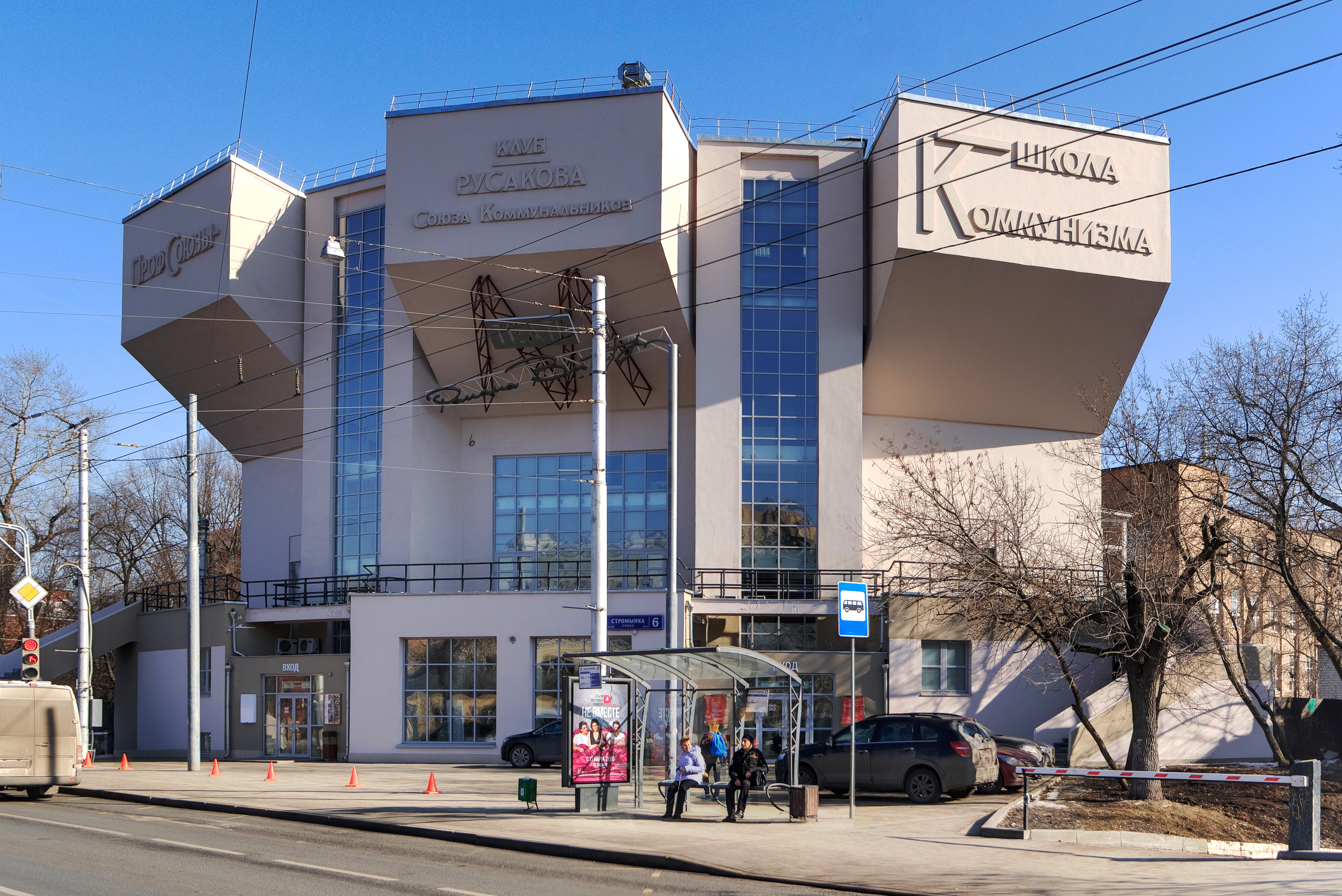
Clube dos Trabalhadores Rusakov, Moscovo, por Konstantin Melnikov (1928)
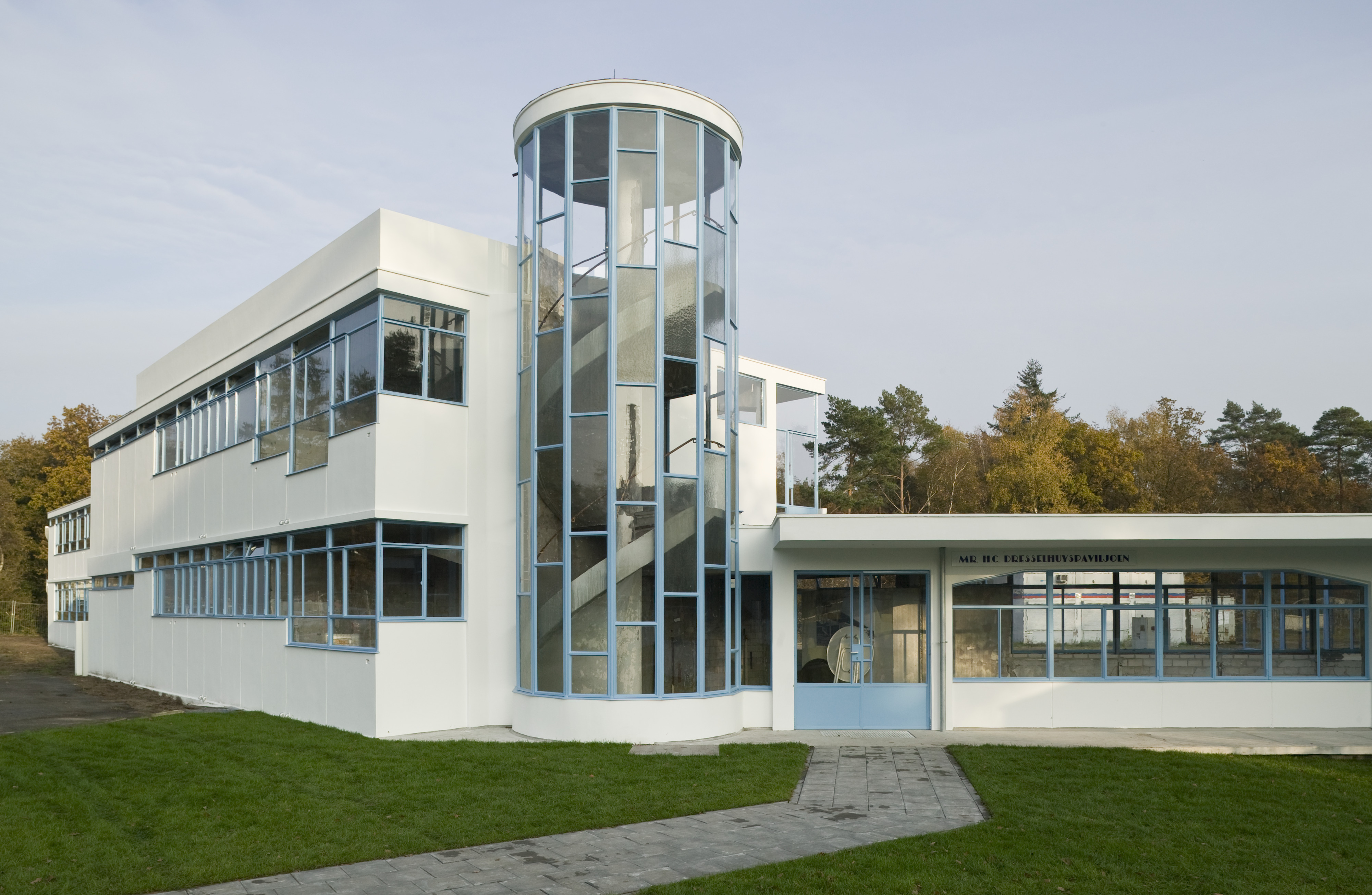
Sanatório Zonnestraal em Hilversum por Jan Duiker e Bernard Bijvoet (1926–1928)
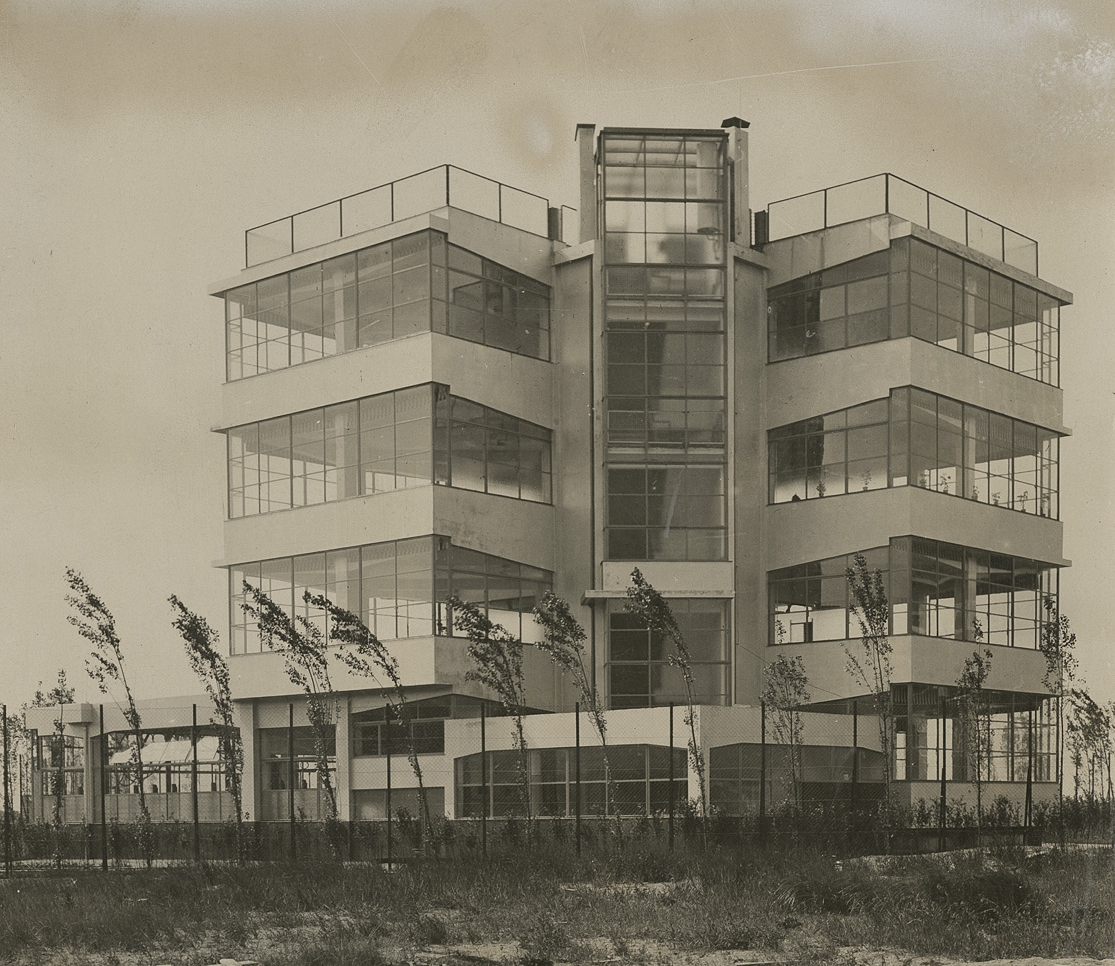
Escola ao ar livre em Amesterdão de Jan Duiker (1929–1930)
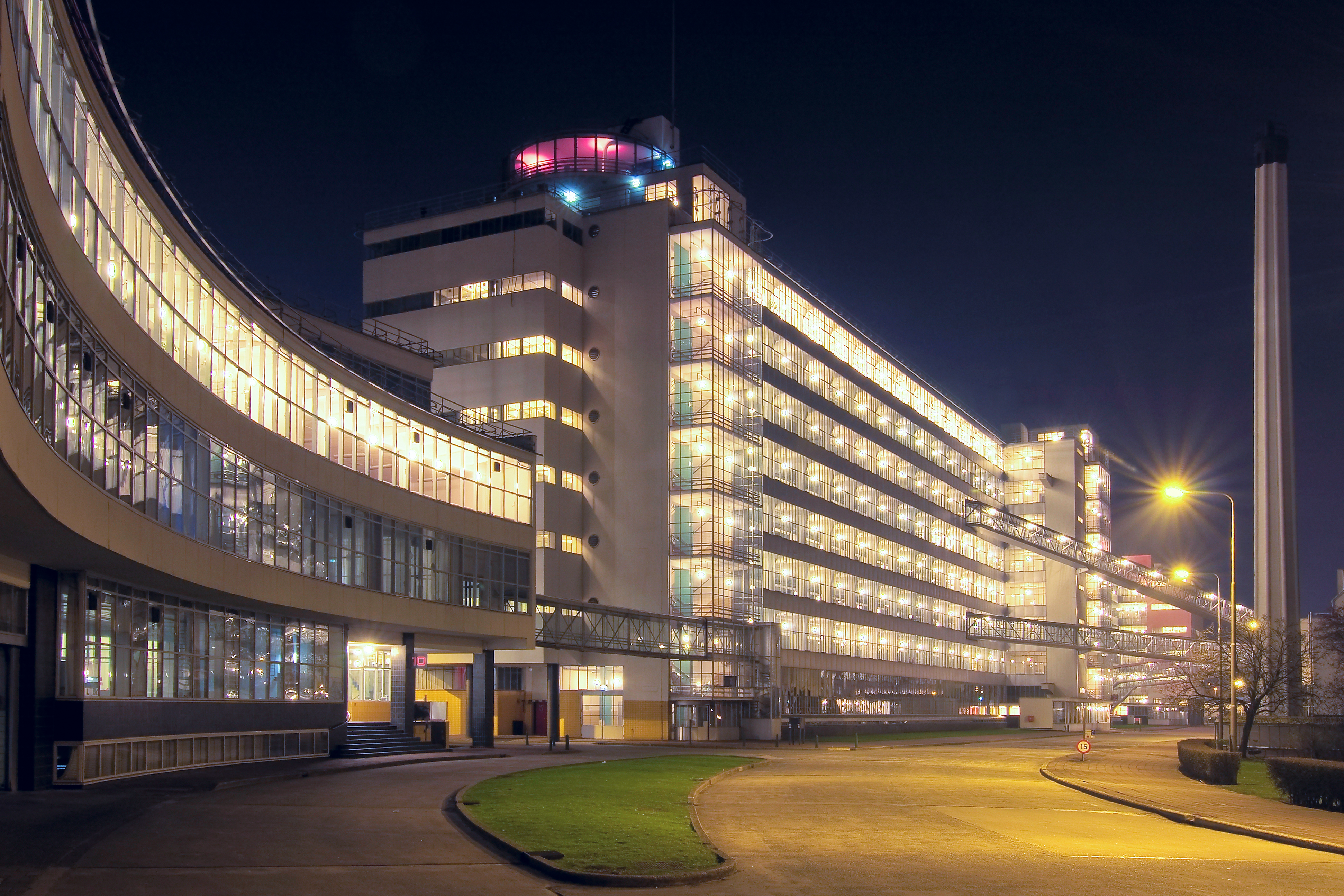
A fábrica Van Nelle em Roterdão, de Leendert van der Vlugt e Mart Stam (1927–1931)
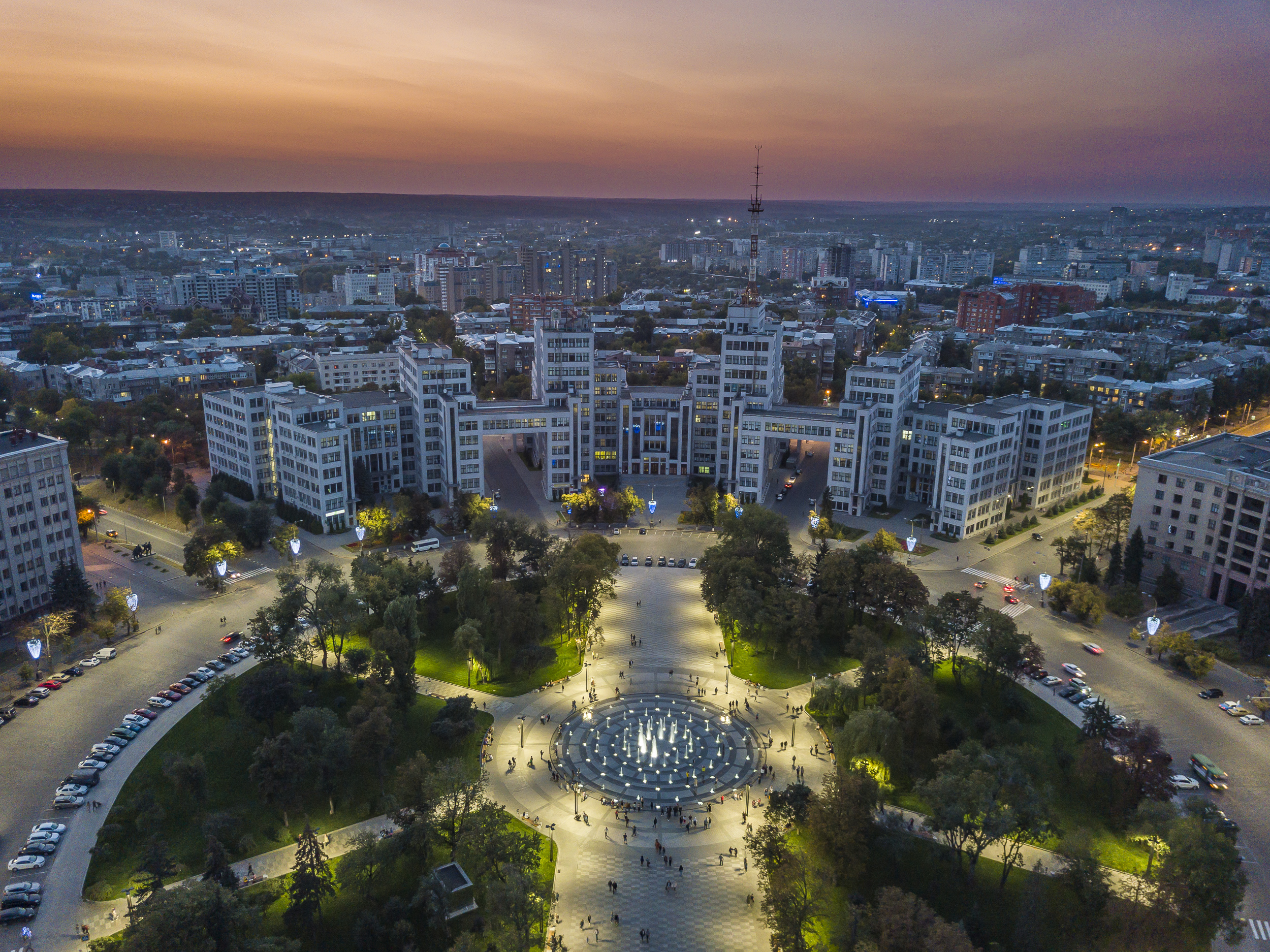
Derzhprom in Kharkiv por Sergei Serafimov, Samuel Kravets e Mark Felger (1925–1928)

O protoconstrutivismo começou a desenvolver-se na década de 1910 no Império Russo, defendido por arquitetos locais como Oleksandr Ginzburg. Após a Revolução Russa de 1917, os artistas e arquitetos de vanguarda russos começaram a procurar um novo estilo soviético que pudesse substituir o neoclassicismo tradicional. Os novos movimentos arquitetónicos estavam intimamente ligados aos movimentos literários e artísticos da época: o futurismo do poeta Vladimir Mayakovskiy, o suprematismo do pintor Kasimir Malevich e o colorido Raionismo do pintor Mikhail Larionov. O projeto mais surpreendente que surgiu foi a torre proposta pelo pintor e escultor Vladimir Tatlin para o encontro da III Internacional Comunista em Moscovo, em 1920: propôs duas torres metálicas entrelaçadas, com quatrocentos metros de altura, com quatro volumes geométricos suspensos por cabos. O movimento da arquitetura construtivista russa foi lançado em 1921 por um grupo de artistas liderado por Aleksandr Rodchenko. O seu manifesto proclamava que o seu objectivo era encontrar a "expressão comunista das estruturas materiais". Os arquitetos soviéticos começaram a construir clubes de trabalhadores, edifícios de apartamentos comunitários e cozinhas comunitárias para alimentar bairros inteiros.
Um dos primeiros arquitetos construtivistas proeminentes a surgir em Moscovo foi Konstantin Melnikov, o número de clubes de trabalhadores – incluindo o Clube dos Trabalhadores Rusakov (1928) – e a sua própria casa, Casa Melnikov (1929) perto da Rua Arbat em Moscovo. Melnikov viajou para Paris em 1925, onde construiu o Pavilhão Soviético para a Exposição Internacional de Artes Decorativas e Industriais Modernas em Paris em 1925; era uma construção vertical altamente geométrica de vidro e aço, atravessada por uma escada diagonal e coroada com uma foice e um martelo. O principal grupo de arquitetos construtivistas, liderado pelos irmãos Vesnin e Moisei Ginzburg, publicava a revista "Contemporary Architecture". Este grupo criou vários projetos construtivistas de grande dimensão na sequência do Primeiro Plano Quinquenal – incluindo a colossal Central Hidroelétrica de Dnieper (1932) – e tentou iniciar a uniformização de blocos residenciais com o edifício Narkomfin de Ginzburg. Vários arquitetos do período pré-soviético adotaram também o estilo construtivista. O exemplo mais famoso foi o Mausoléu de Lenine em Moscovo (1924), de Alexey Shchusev (1924)
Os principais centros da arquitetura construtivista foram Moscovo e Leninegrado; no entanto, durante a industrialização, muitos edifícios construtivistas foram erguidos nas cidades de província. Os centros industriais regionais, incluindo Ecaterimburgo, Carcóvia ou Ivanovo, foram reconstruídos de forma construtivista; Algumas cidades, como Magnitogorsk ou Zaporizhzhia, foram reconstruídas (a chamada sotsgorod, ou 'cidade socialista').
O estilo caiu consideravelmente em desuso na década de 1930, sendo substituído pelos estilos nacionalistas mais grandiosos, favorecidos por Estaline. Arquitetos construtivistas e até Le Corbusier projetaram o novo Palácio dos Sovietes de 1931 a 1933, mas o vencedor foi um edifício estalinista inicial no estilo denominado Pós-construtivismo. O último grande edifício construtivista russo, de Boris Iofan, foi construído para a Exposição Mundial de Paris (1937), onde estava virado para o pavilhão da Alemanha Nazi, projetado pelo arquiteto de Hitler Albert Speer.

### Nova Objectividade (1920–1933)

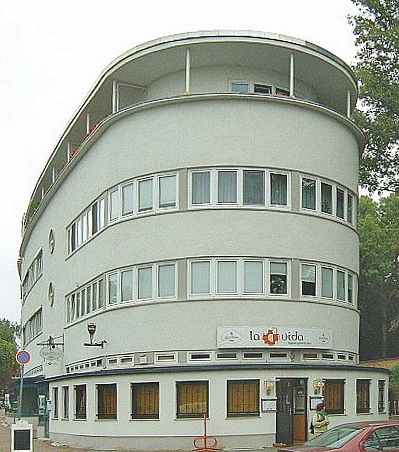
Römerstadt, Frankfurt am Main, por Ernst May (1927–1929)
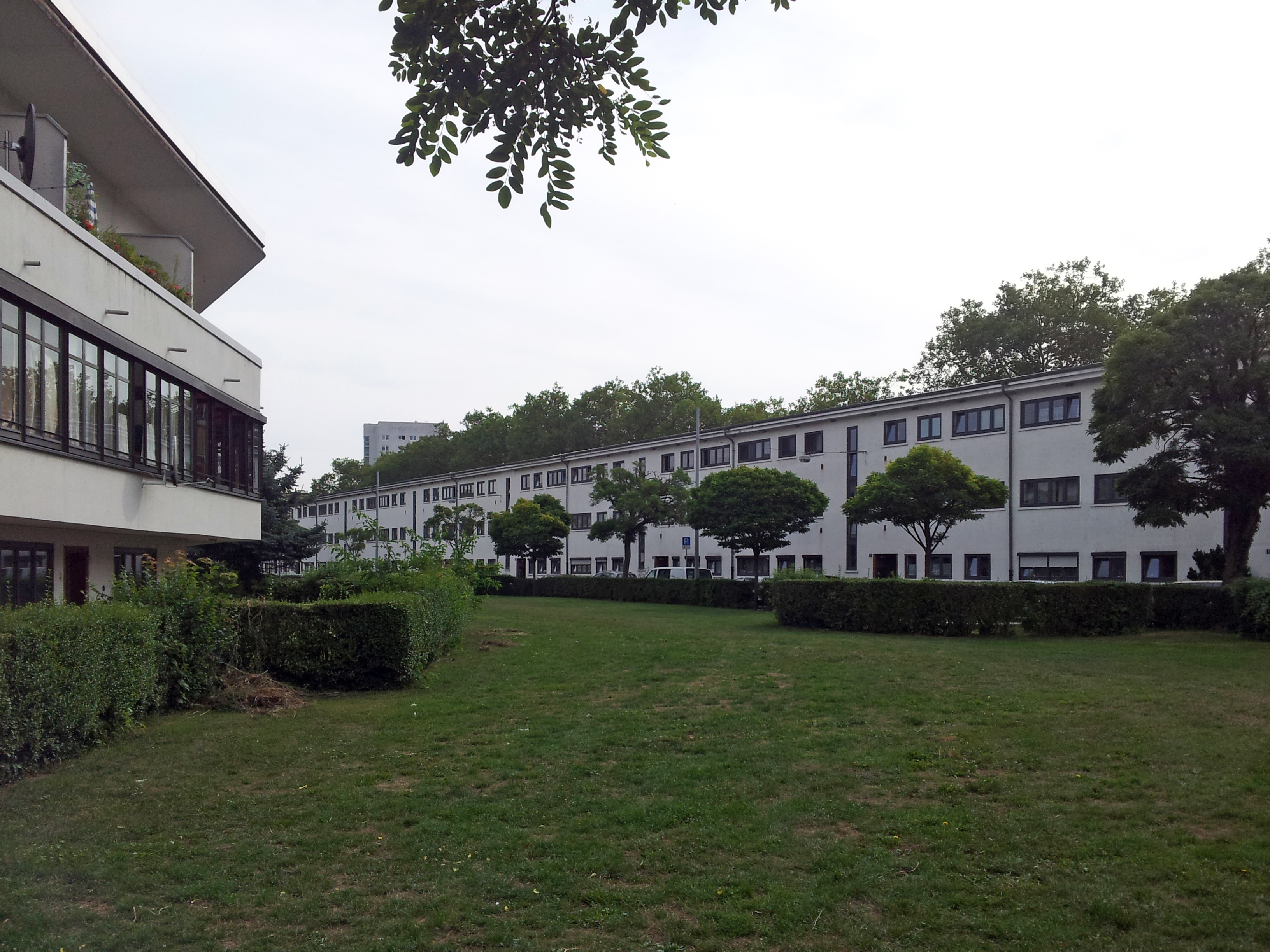
Heimatsiedlung em Frankfurt an Main de Franz Roeckle (1927–1934)
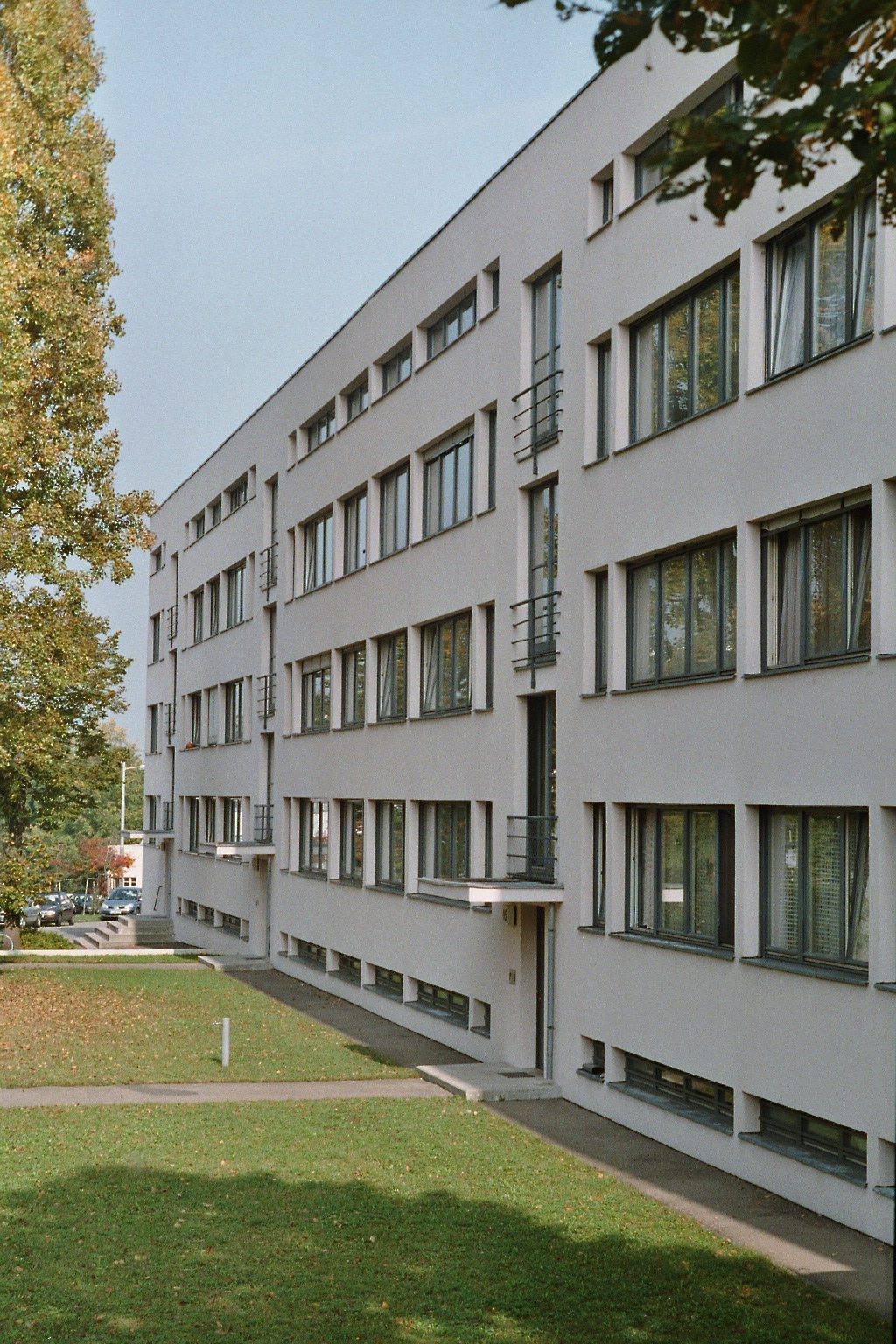
Casa de apartamentos em Stuttgart de Mies van der Rohe (1927)
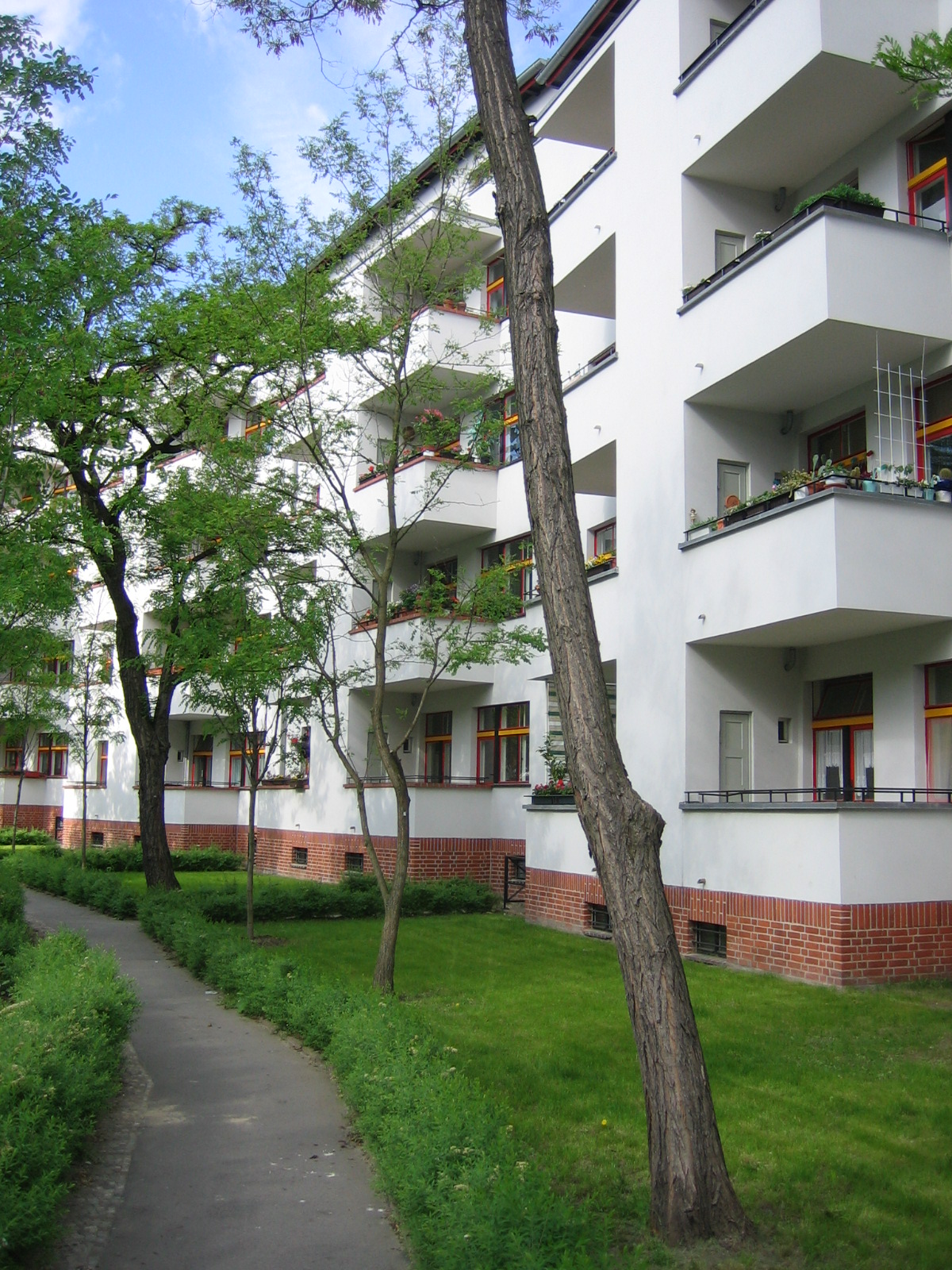
Apartamentos em Prenzlauer Berg de Berlim por Bruno Taut (década de 1920)
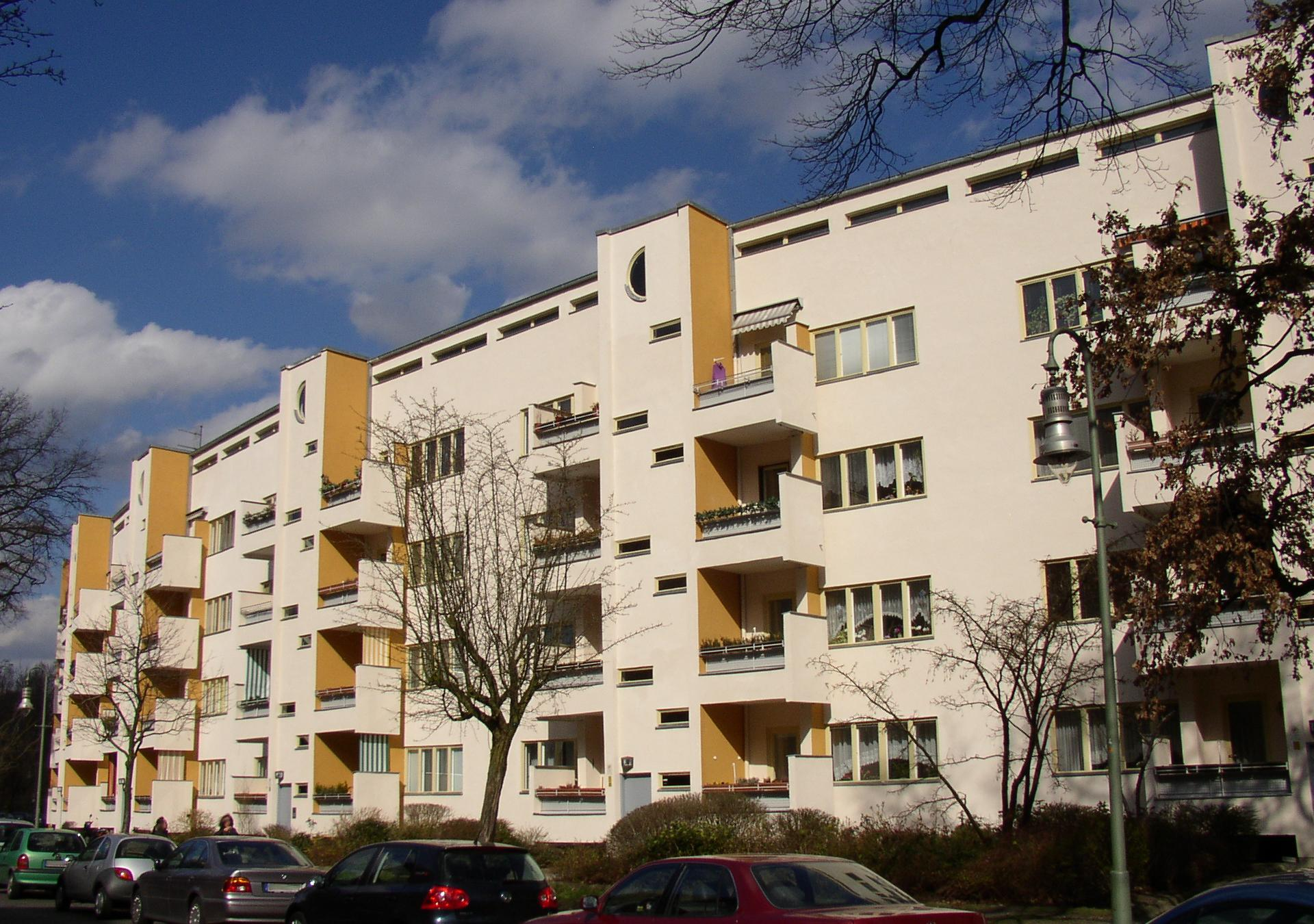
Apartamentos em Siemensstadt, Berlim, por Hans Scharoun (início da década de 1930)
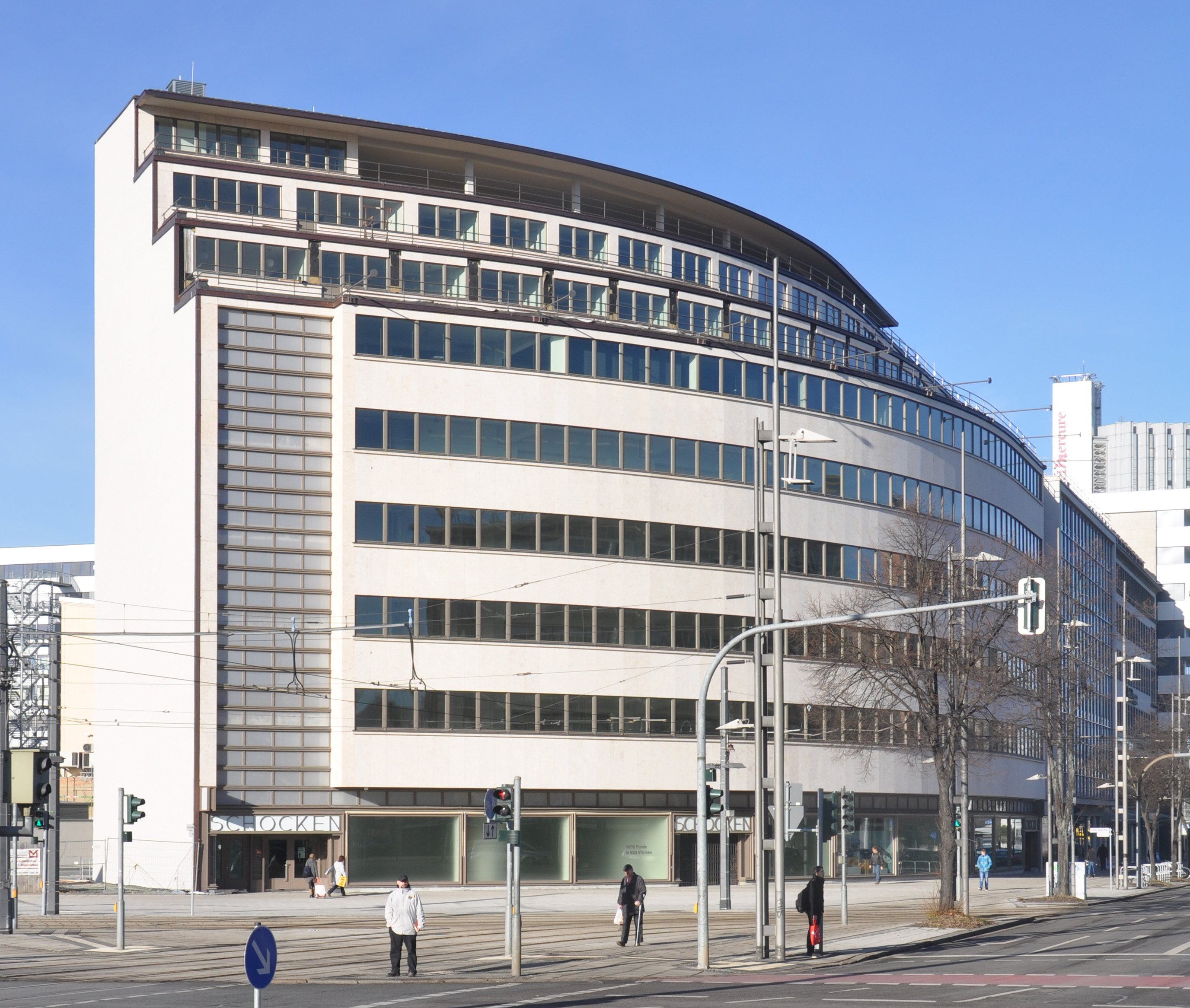
Antiga loja de departamentos Schocken, Chemnitz, de Erich Mendelsohn (1927-1930)

A Nova Objetividade (em alemão Neue Sachlichkeit, por vezes também traduzida como Nova Sobriedade) é um nome frequentemente dado à arquitetura moderna que surgiu na Europa, principalmente na Europa de língua alemã, nas décadas de 1920 e 1930. É também frequentemente designada por Neues Bauen (Nova Construção). A Nova Objetividade ocorreu em muitas cidades alemãs nesse período, por exemplo, em Frankfurt com o seu projeto Neues Frankfurt.

### O Modernismo torna-se um movimento: CIAM (1928)
No final da década de 1920, o modernismo tinha-se tornado um movimento importante na Europa. A arquitetura, que antes era predominantemente nacional, começou a tornar-se internacional. Os arquitetos viajavam, encontravam-se e partilhavam ideias. Vários modernistas, incluindo Le Corbusier, participaram no concurso para a sede da Liga das Nações em 1927. No mesmo ano, a Werkbund alemã organizou uma exposição arquitetónica no Weissenhof Estate Stuttgart. Dezassete arquitetos modernistas de renome da Europa foram convidados a projetar vinte e uma casas; Le Corbusier e Ludwig Mies van der Rohe desempenharam um papel importante. Em 1927, Le Corbusier, Pierre Chareau e outros propuseram a fundação de uma conferência internacional para estabelecer as bases de um estilo comum. O primeiro encontro dos Congrès Internationaux d'Architecture Moderne ou Congressos Internacionais de Arquitetos Modernos (CIAM), foi realizado num castelo no Lago Leman na Suíça de 26 a 28 de junho de 1928. Os participantes incluíram Le Corbusier, Robert Mallet-Stevens, Auguste Perret, Pierre Chareau e Tony Garnier de França; Victor Bourgeois da Bélgica; Walter Gropius, Erich Mendelsohn, Ernst May e Ludwig Mies van der Rohe da Alemanha; Josef Frank da Áustria; Mart Stam e Gerrit Rietveld dos Países Baixos, e Adolf Loos da Checoslováquia. Uma delegação de arquitetos soviéticos foi convidada a participar, mas não conseguiu obter vistos. Os membros posteriores incluíram Josep Lluís Sert de Espanha e Alvar Aalto da Finlândia. Ninguém dos Estados Unidos compareceu. Um segundo encontro foi organizado em 1930 em Bruxelas por Victor Bourgeois sobre o tema "Métodos racionais para grupos de habitações". Um terceiro encontro, sobre "A cidade funcional", estava agendado para Moscovo em 1932, mas foi cancelado à última hora. Em vez disso, os delegados realizaram a sua reunião num navio de cruzeiro que viajava entre Marselha e Atenas. A bordo, redigiram juntos um texto sobre a forma como as cidades modernas deveriam ser organizadas. O texto, intitulado A Carta de Atenas, após uma considerável edição por Corbusier e outros, foi finalmente publicado em 1957 e tornou-se um texto influente para os urbanistas nas décadas de 1950 e 1960. O grupo reuniu-se novamente em Paris em 1937 para discutir a habitação pública e estava programado para se reunir nos Estados Unidos em 1939, mas a reunião foi cancelada devido à guerra. O legado do CIAM foi um estilo e uma doutrina relativamente comuns que ajudaram a definir a arquitetura moderna na Europa e nos Estados Unidos após a Segunda Guerra Mundial.

## Art Deco

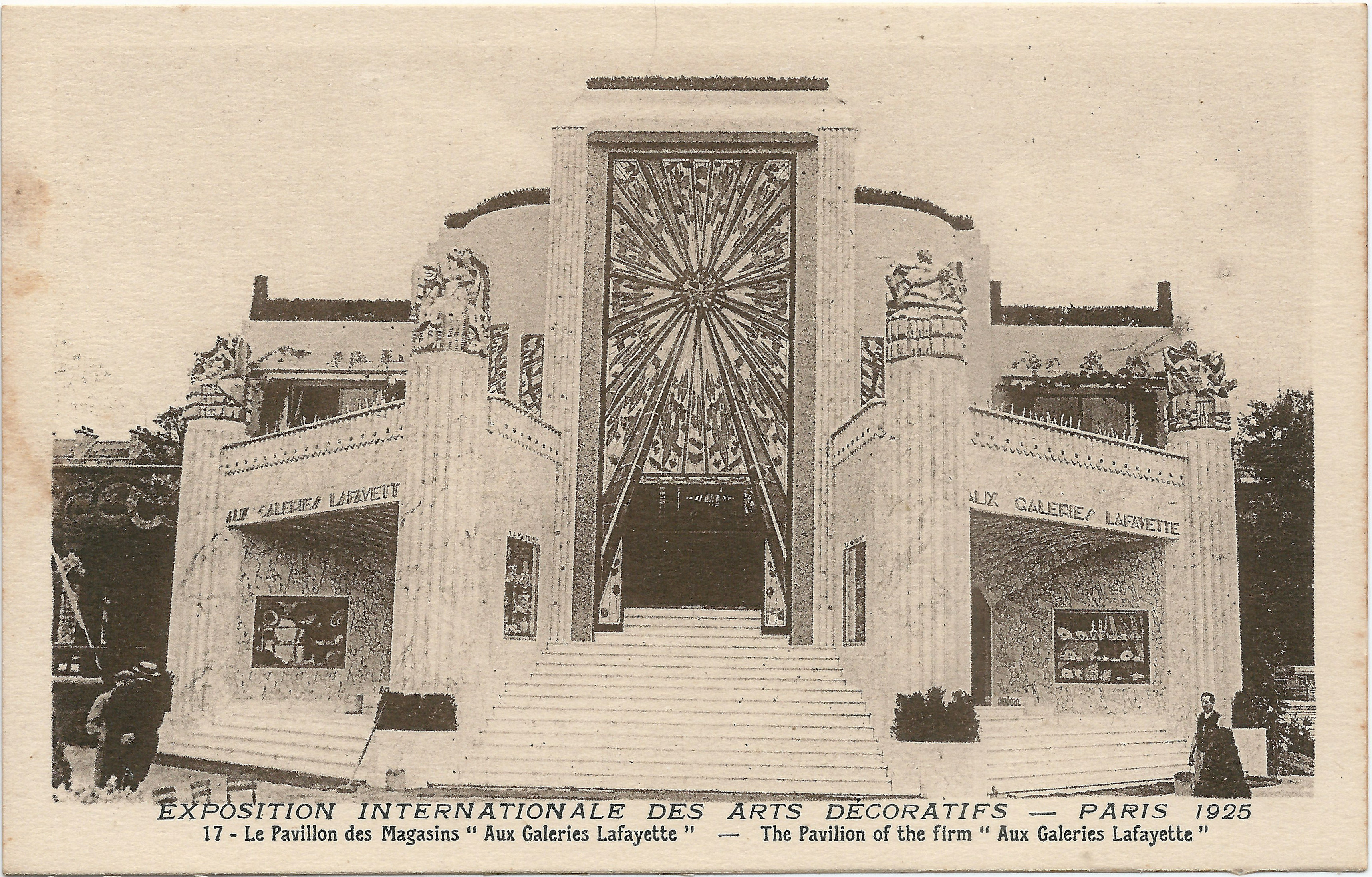
Pavilhão da loja de departamentos Galeries Lafayette na Exposição Internacional de Artes Decorativas de Paris (1925)
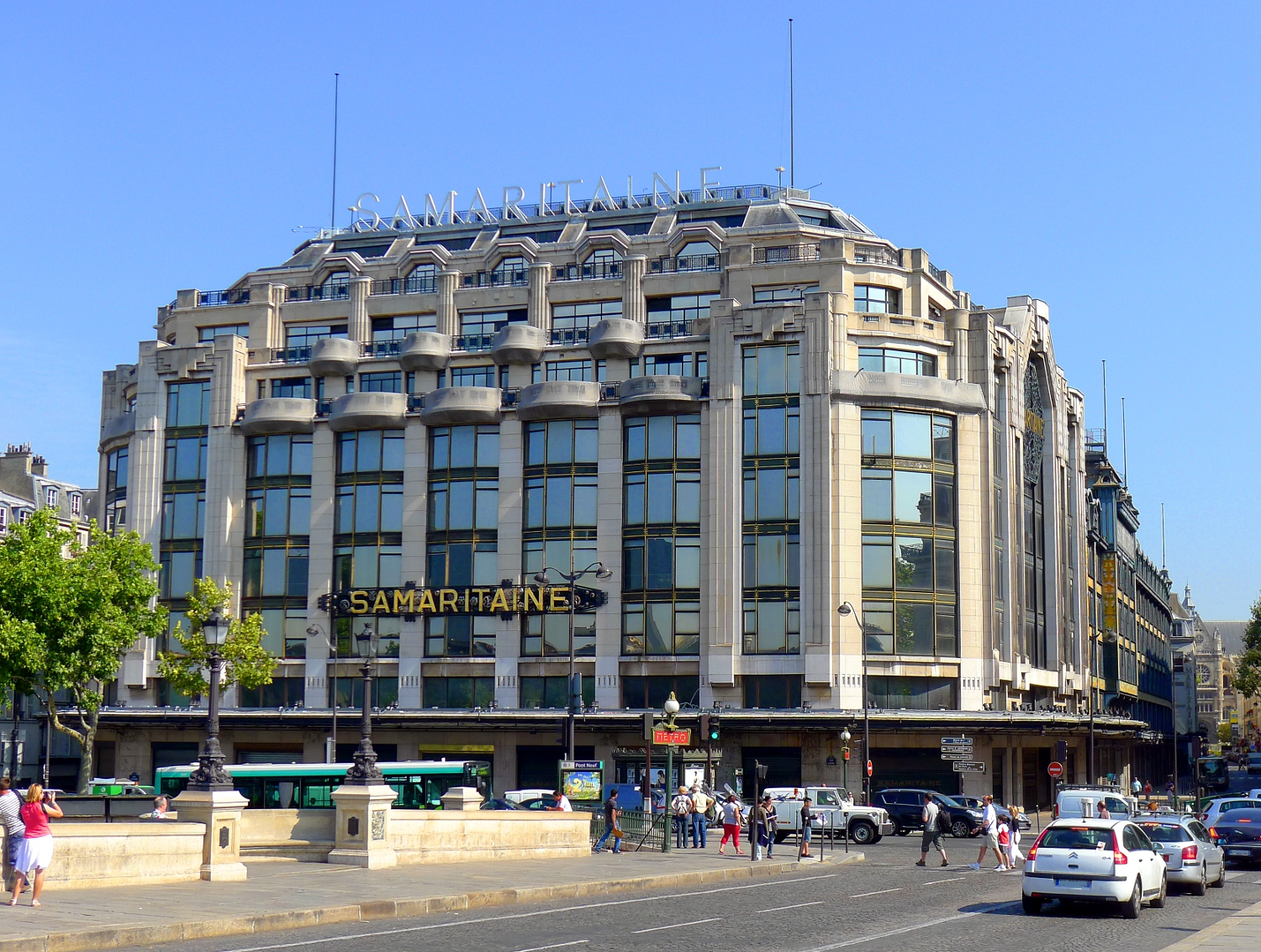
Loja do departamento La Samaritaine, de Henri Sauvage, Paris, (1925–1928)

O estilo arquitetónico Art Déco (chamado Estilo Moderno em França) era moderno, mas não modernista; possuía muitas características do modernismo, incluindo o uso de betão armado, vidro, aço e crómio, e rejeitava modelos históricos tradicionais, como o estilo Beaux-Arts e o Neoclassicismo; mas, ao contrário dos estilos modernistas de Le Corbusier e Mies van der Rohe, fazia uso abundante da decoração e das cores. Deleitava-se com os símbolos da modernidade: relâmpagos, nasceres do sol e ziguezagues. O Art Déco tinha surgido em França antes da Primeira Guerra Mundial e espalhado pela Europa; nas décadas de 1920 e 1930, tornou-se um estilo muito popular nos Estados Unidos, América do Sul, Índia, China, Austrália e Japão. Na Europa, o Art Déco era particularmente popular em grandes armazéns e cinemas. O estilo atingiu o seu auge na Europa na Exposição Internacional de Artes Decorativas e Industriais Modernas em 1925, que apresentou pavilhões e decorações art déco de vinte países. Apenas dois pavilhões eram puramente modernistas; o pavilhão Esprit Nouveau de Le Corbusier, que representava a sua ideia para uma unidade habitacional produzida em massa, e o pavilhão da URSS, de Konstantin Melnikov num estilo extravagantemente futurista.
Marcos franceses posteriores no estilo Art Déco incluíram o cinema Grand Rex em Paris, a loja de departamentos La Samaritaine de Henri Sauvage (1926-1928) e o edifício do Conselho Económico e Social em Paris (1937-1938) de Auguste Perret, e o Palais de Tóquio e o Palais de Chaillot, ambos construídos por coletivos de arquitetos para a Exposition Internationale des Arts et Techniques dans la Vie Moderne, de 1937 em Paris.

### Art Déco Americano; o estilo arranha-céus (1919–1939)

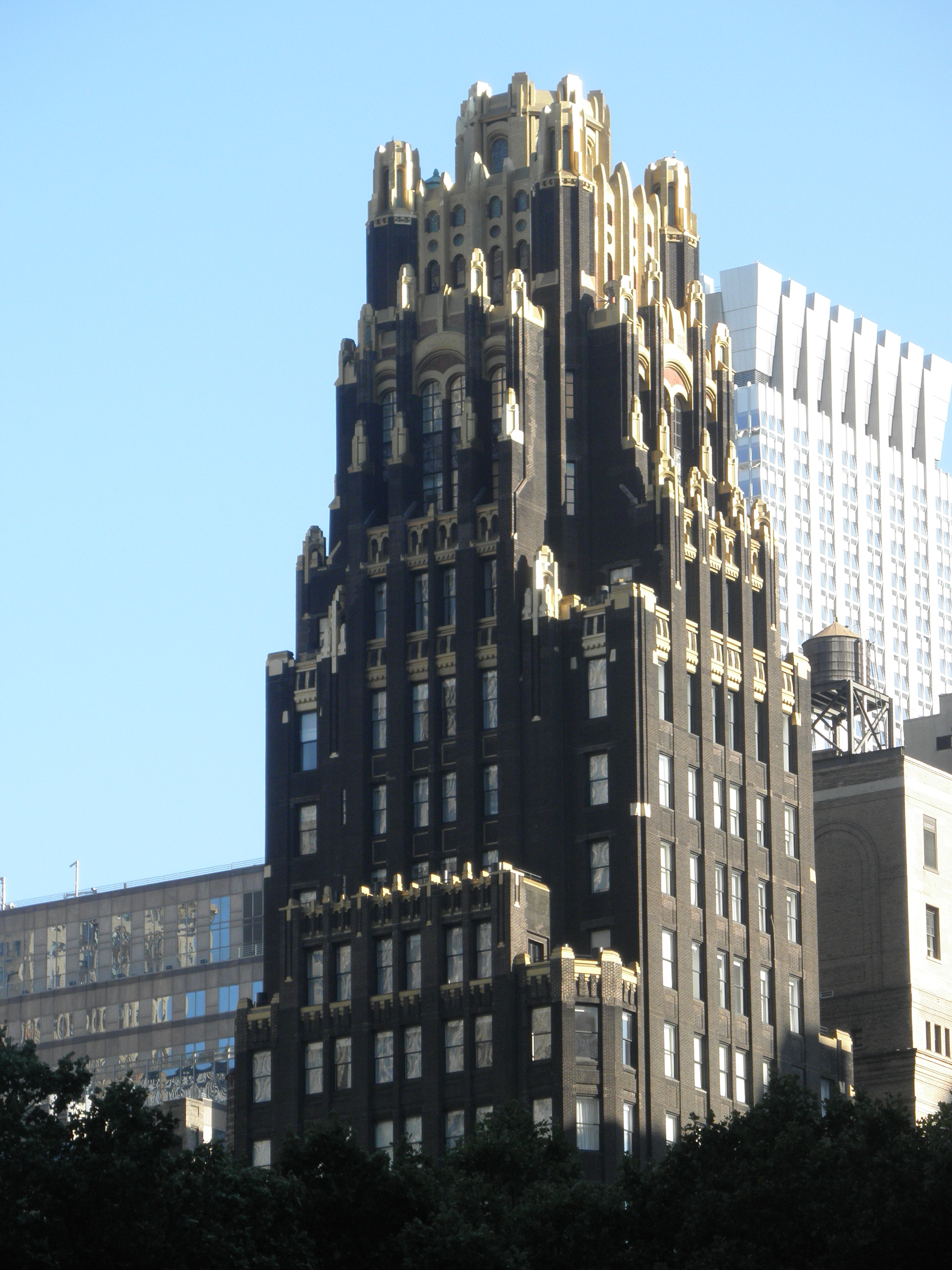
O American Radiator Building na cidade de Nova Iorque por Raymond Hood (1924)
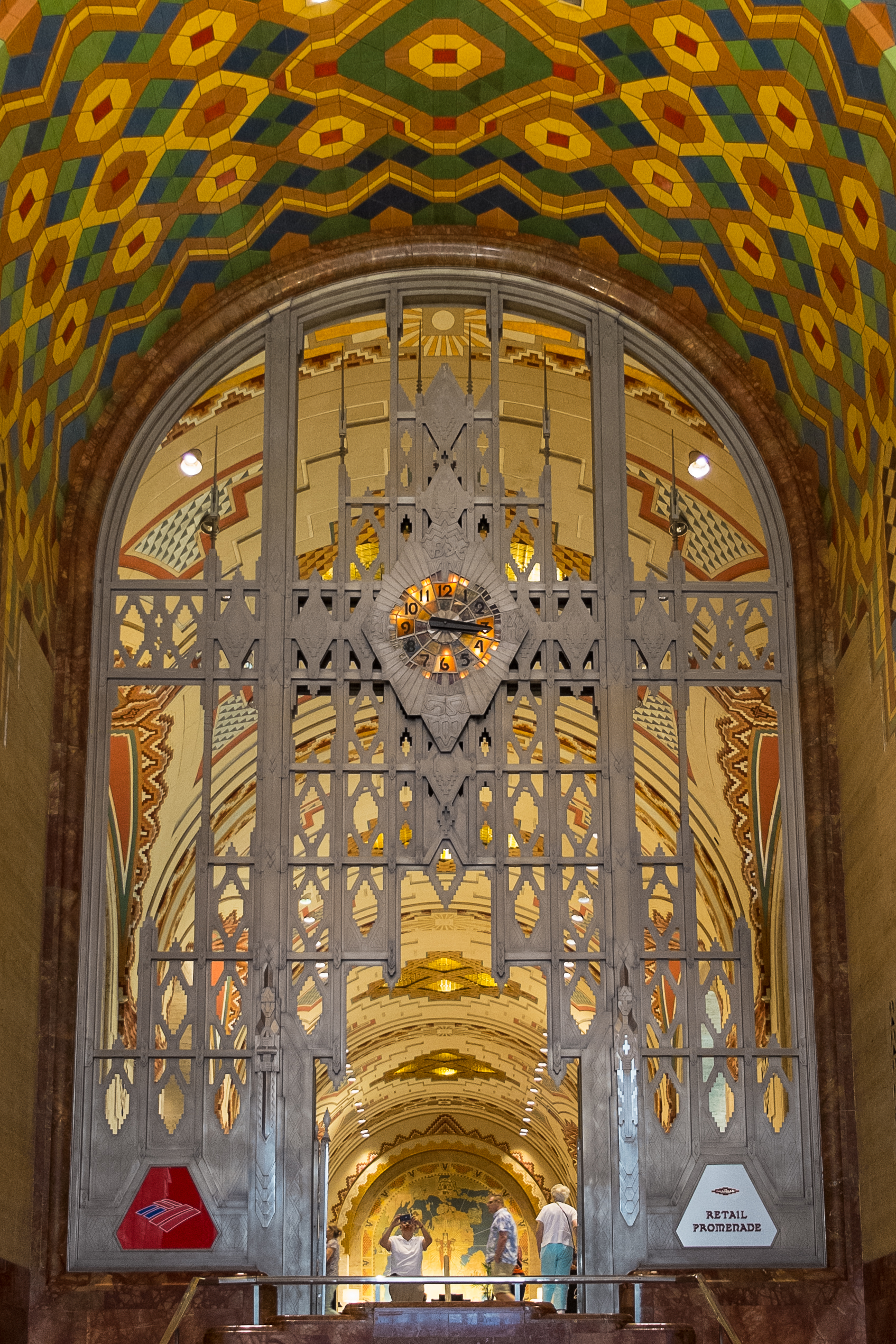
Edifício Guardian em Detroit, por Wirt C. Rowland (1927–29)
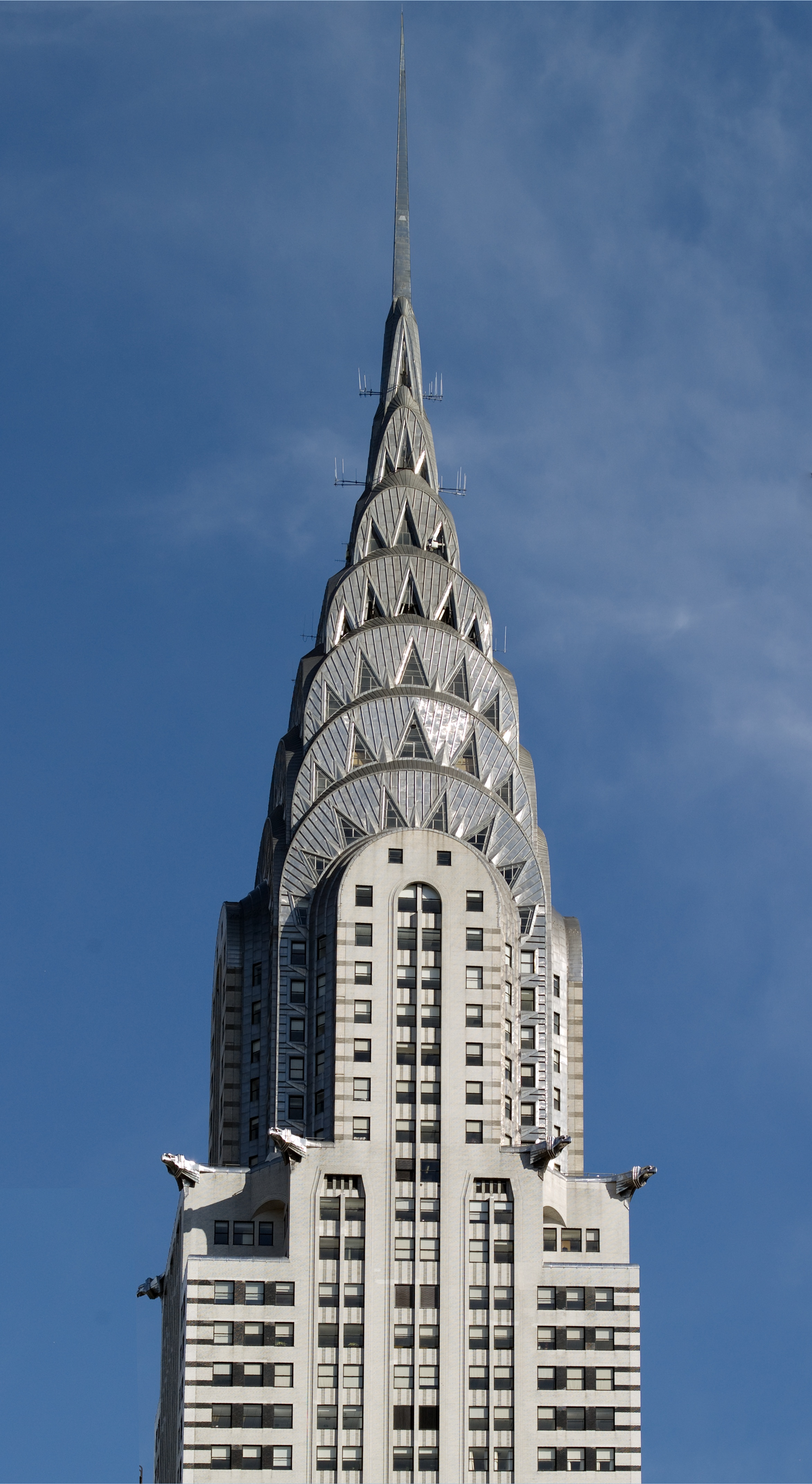
Edifício Chrysler na cidade de Nova Iorque, por William Van Alen (1928–30)
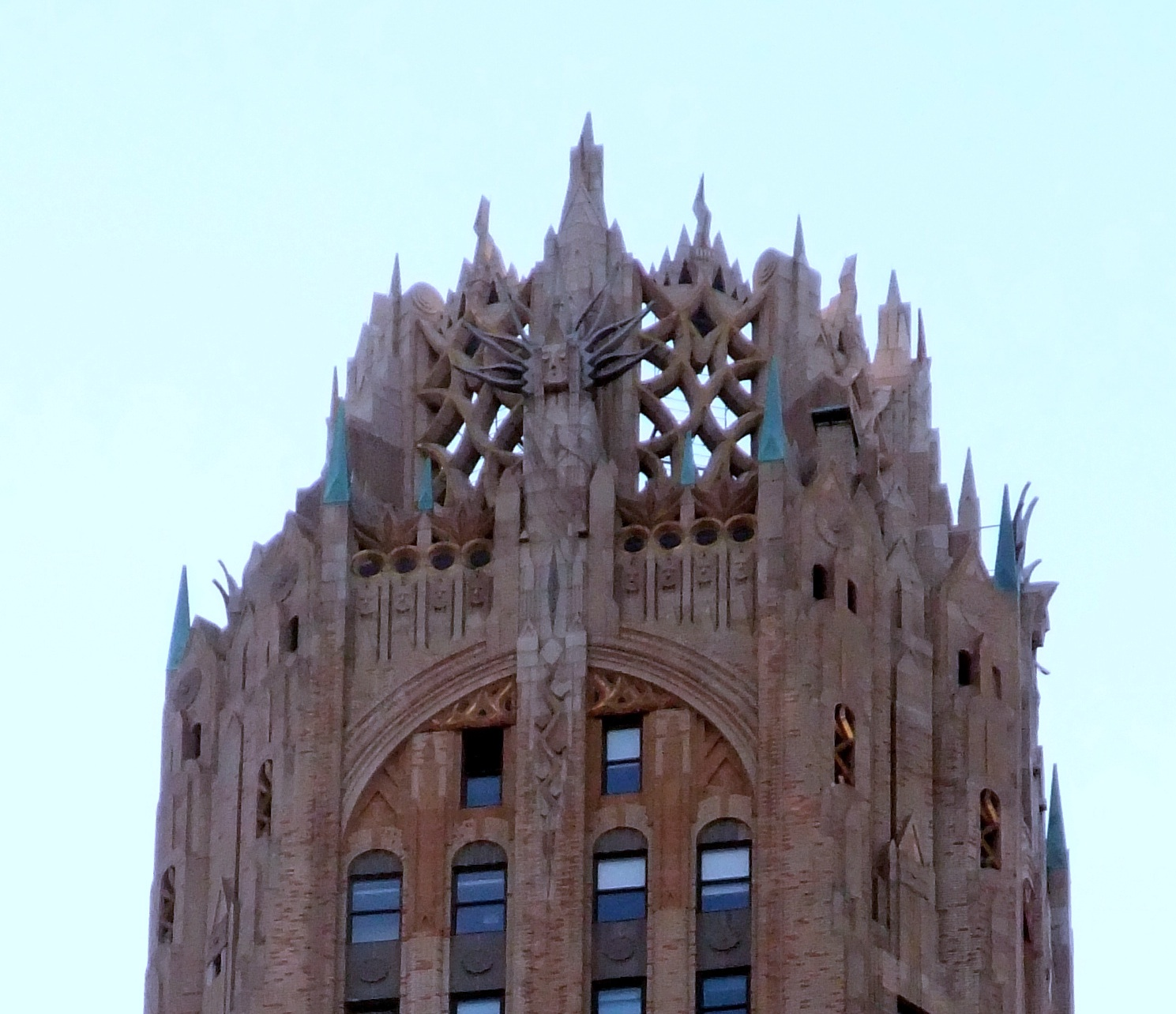
Coroa do General Electric Building (também conhecido por 570 Lexington Avenue) de Cross & Cross (1933)
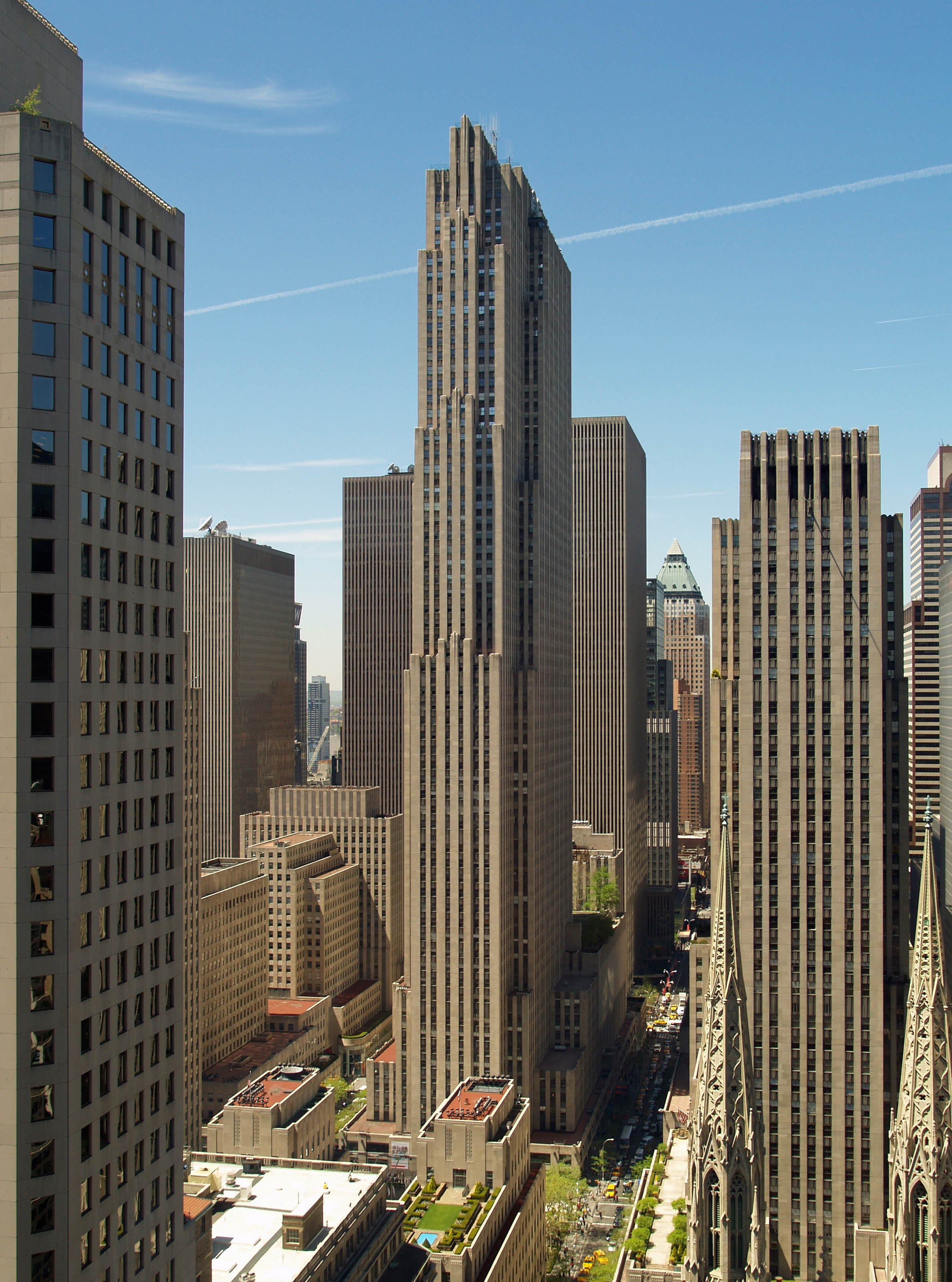
30 Rockefeller Center, agora o Comcast Building, por Raymond Hood (1933)

No final da década de 1920 e início da década de 1930, surgiu uma exuberante variante americana da Art Déco no Chrysler Building, no Empire State Building e no Rockefeller Center em Nova Iorque, e no Guardian Building em Detroit. Os primeiros arranha-céus em Chicago e Nova Iorque foram concebidos em estilo neogótico ou neoclássico, mas estes edifícios eram muito diferentes; combinavam materiais e tecnologia modernos (aço inoxidável, betão, alumínio, aço cromado) com geometria Art Déco; ziguezagues estilizados, relâmpagos, fontes, nasceres do sol e, no topo do Chrysler Building, "gárgulas" Art Déco sob a forma de ornamentos de radiador em aço inoxidável. Os interiores destes novos edifícios, por vezes designados por "Catedrais do Comércio", eram ricamente decorados com cores vibrantes e contrastantes, com padrões geométricos influenciados pelas pirâmides egípcias e maias, pelos padrões têxteis africanos e pelas catedrais europeias. O próprio Frank Lloyd Wright experimentou a renascimento maia, na Casa Ennis de betão, construída em 1924 em Los Angeles. O estilo surgiu no final das décadas de 1920 e 1930 em todas as principais cidades americanas. O estilo foi utilizado com mais frequência em edifícios de escritórios, mas também apareceu nos enormes palácios de cinema construídos nas grandes cidades quando os filmes sonoros foram introduzidos.

### Estilo simplificado e Administração de Obras Públicas (1933–1939)

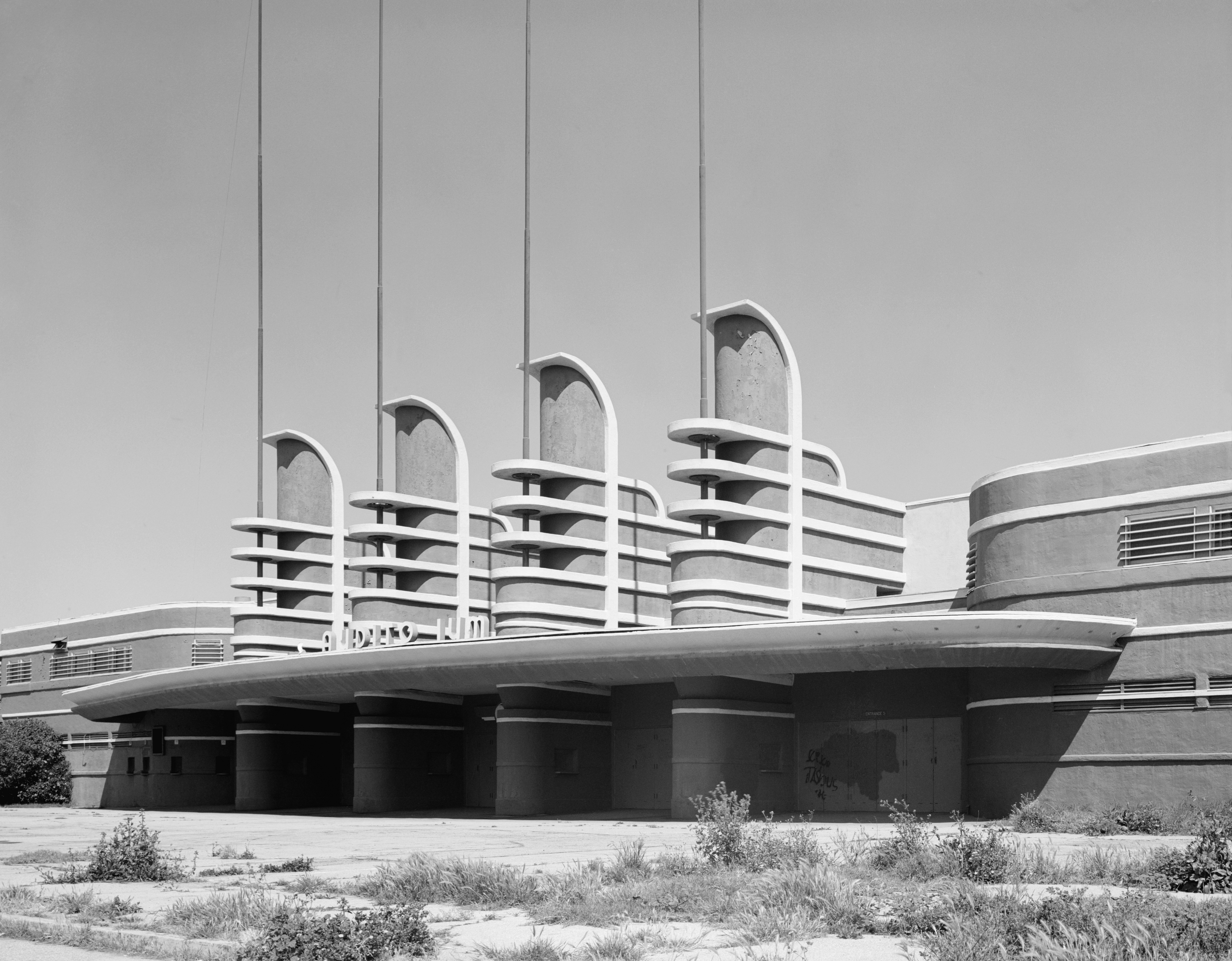
Pan-Pacific Auditorium em Los Angeles (1936)
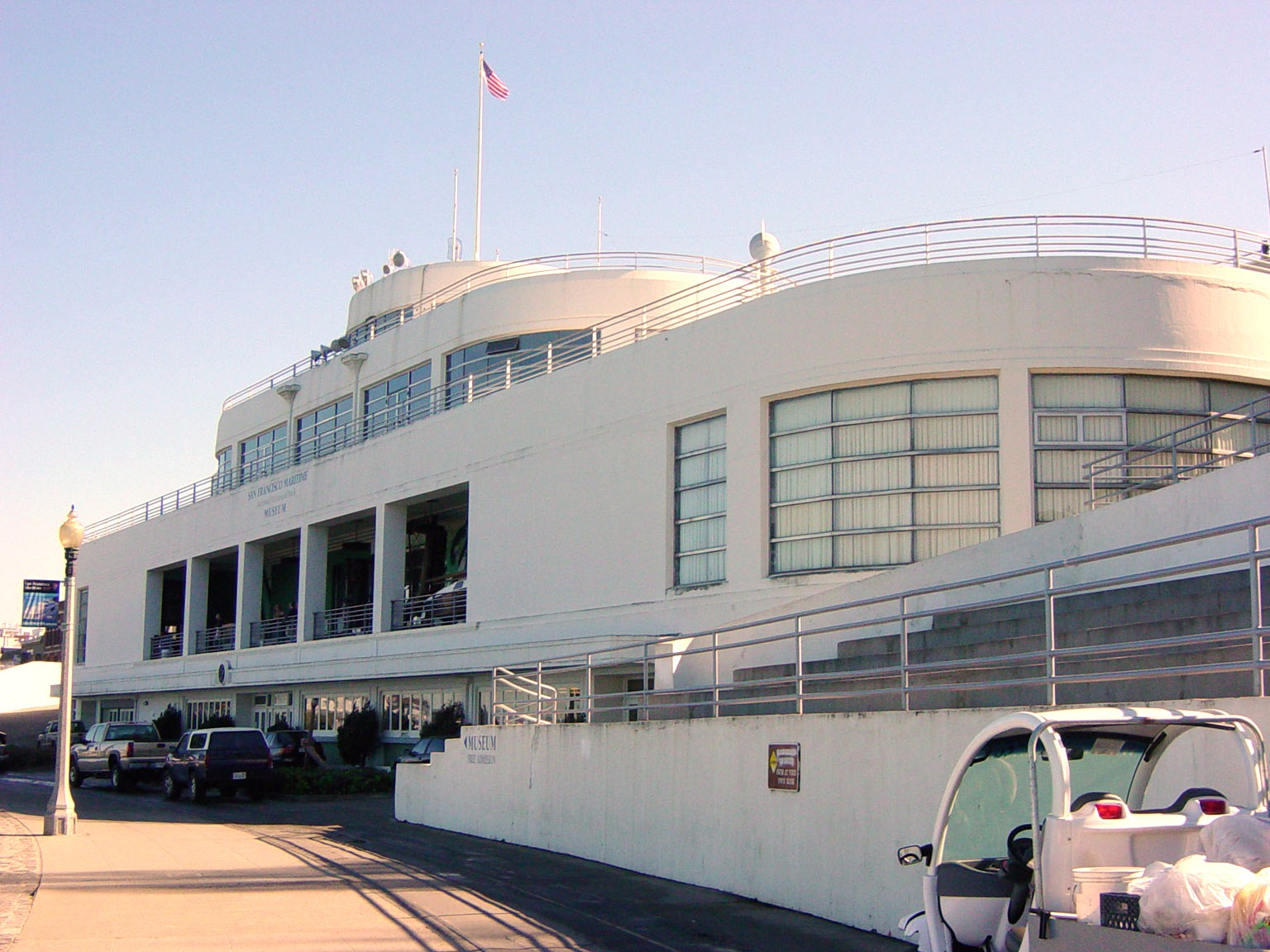
O Museu Marítimo de São Francisco, era originalmente um balneário público (1936)
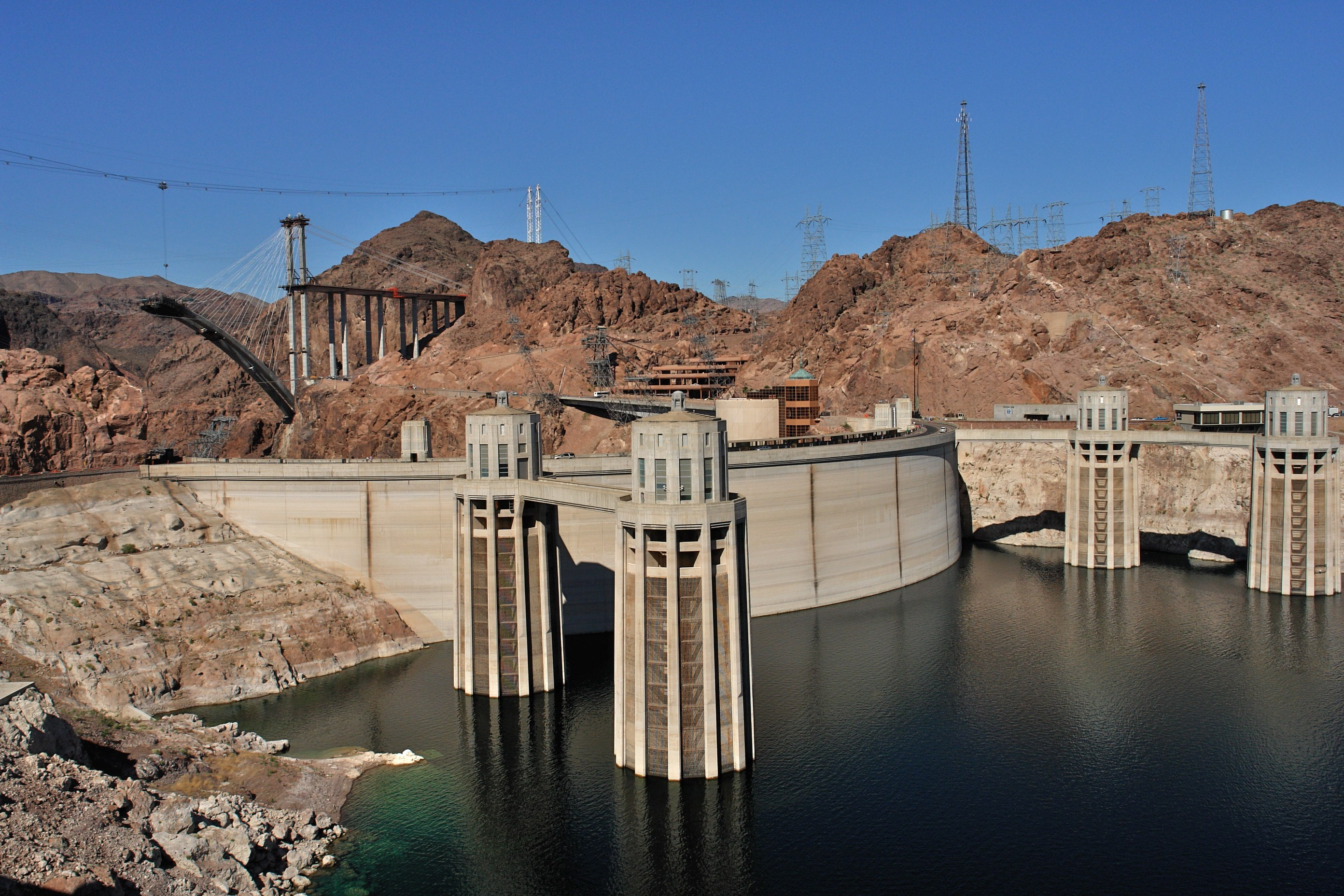
Torres de captação da Barragem Hoover (1931–36)
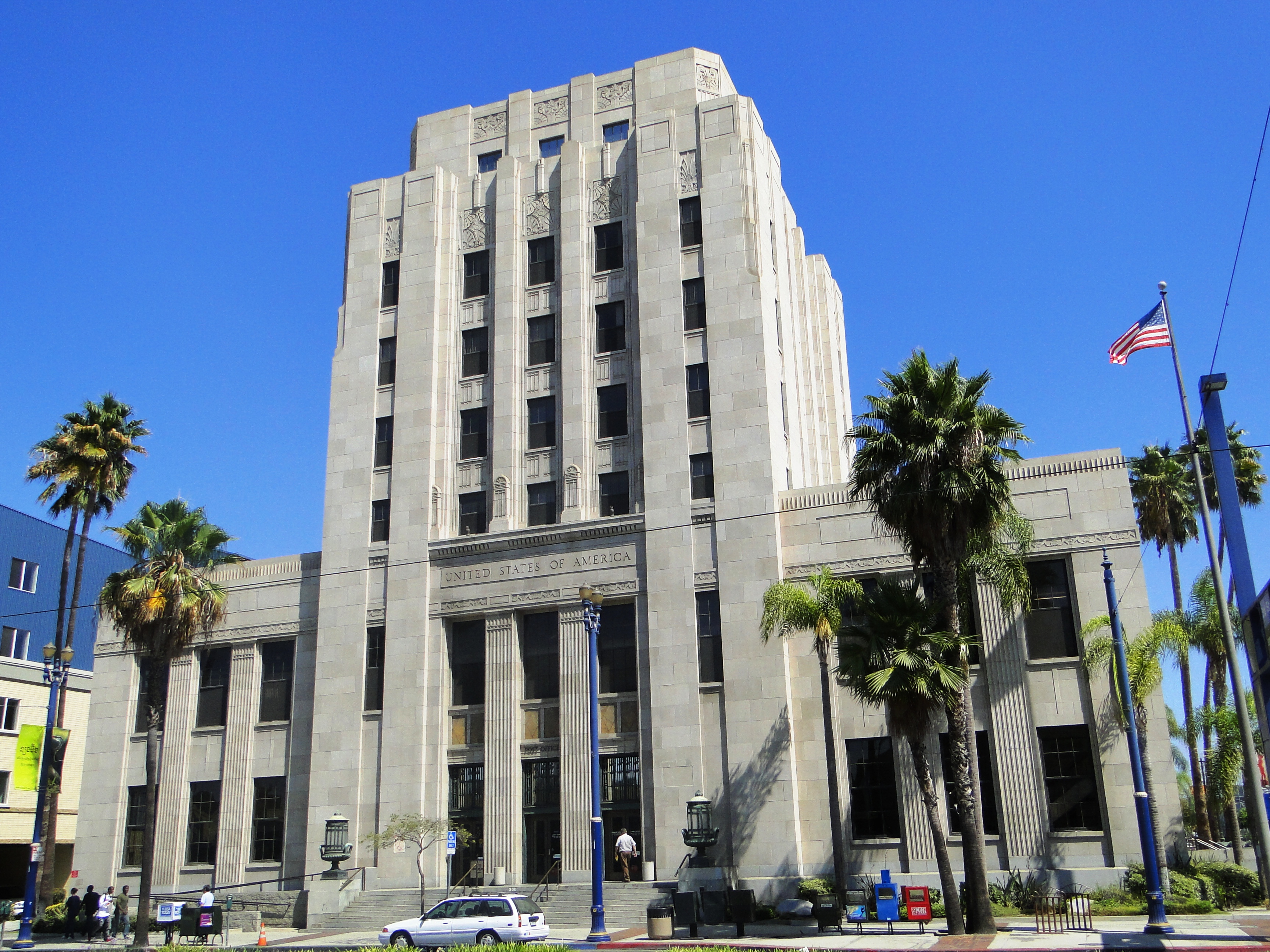
Long Beach Main Post Office (1933–34)

O início da Grande Depressão em 1929 trouxe o fim da arquitetura Art Déco ricamente decorada e uma paragem temporária da construção de novos arranha-céus. Trouxe também um novo estilo, chamado "Streamline Moderne" ou, por vezes, apenas Streamline. Este estilo, por vezes inspirado no formato dos transatlânticos, apresentava cantos arredondados, linhas horizontais fortes e, muitas vezes, elementos náuticos, como superestruturas e grades de aço. Estava associado à modernidade e, especialmente, aos transportes; o estilo era frequentemente utilizado em novos terminais de aeroportos, estações de comboio e de autocarros, e em postos de abastecimento de combustível e cafetarias construídas ao longo do crescente sistema rodoviário americano. Na década de 1930, o estilo foi utilizado não só em edifícios, mas também em locomotivas ferroviárias e até mesmo em frigoríficos e aspiradores. Tanto se inspirou no design industrial como o influenciou. 
Nos Estados Unidos, a Grande Depressão levou a um novo estilo para os edifícios governamentais, por vezes chamado de PWA Moderne, para a Administração de Obras Públicas, que lançou programas de construção gigantescos nos EUA para estimular o emprego. Era essencialmente arquitetura clássica despojada de ornamentos, e foi empregue em edifícios estaduais e federais, desde os correios até ao maior edifício de escritórios do mundo na época, Pentágono (1941-1943), iniciado pouco antes da entrada dos Estados Unidos na Segunda Guerra Mundial.

## American modernism (1919–1939)

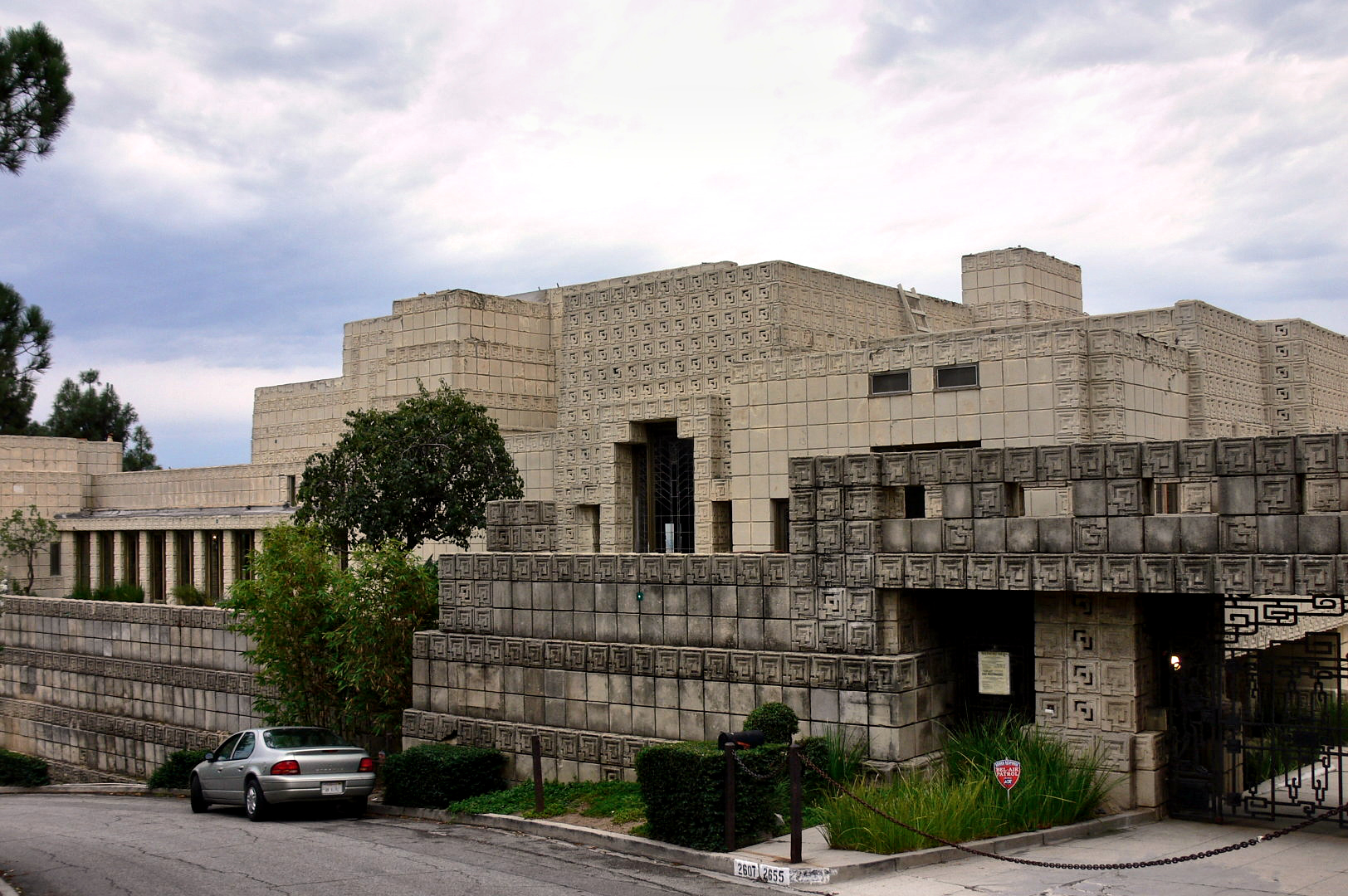
Ennis House em Los Angeles, por Frank Lloyd Wright (1924)
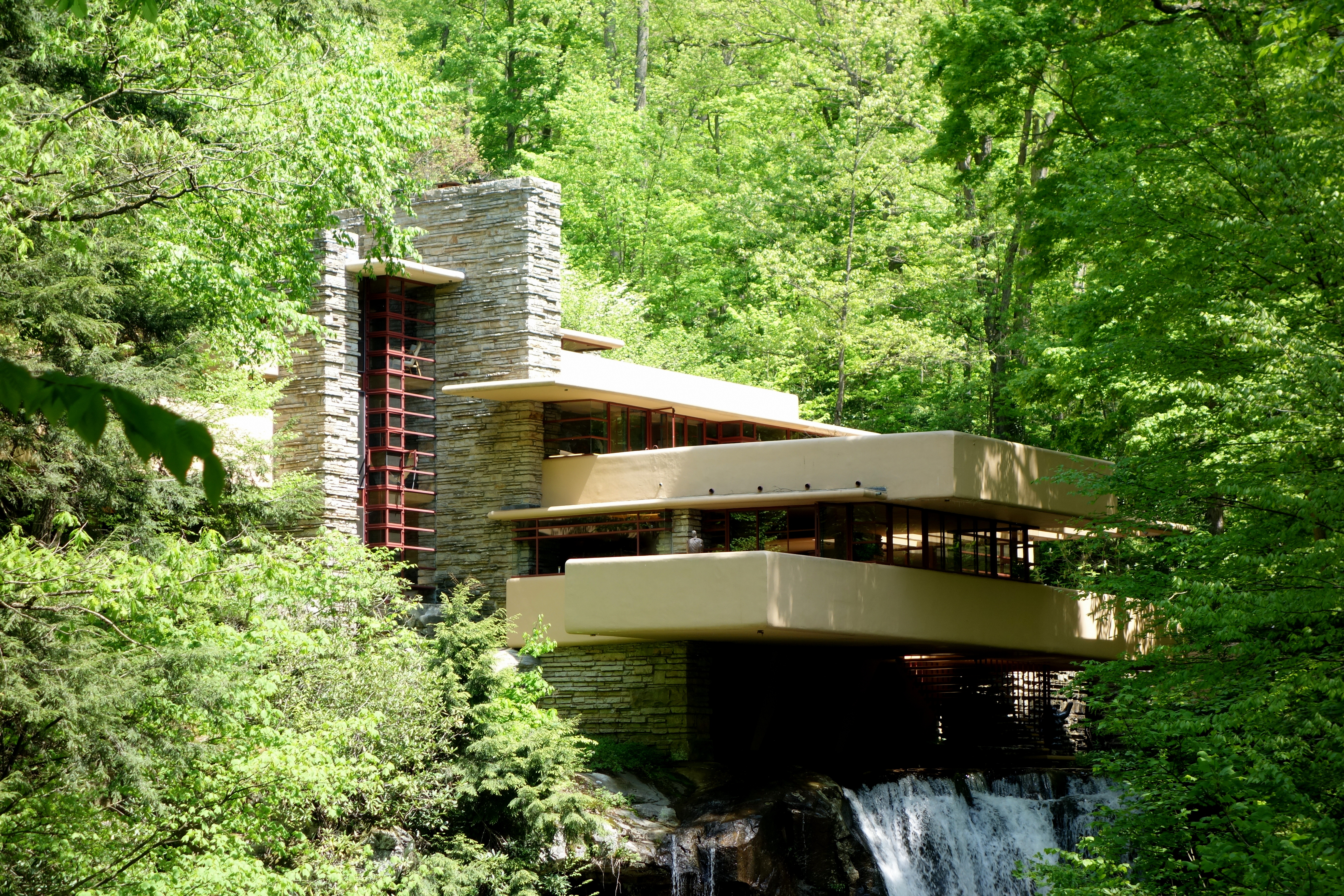
Casa da Cascata por Frank Lloyd Wright (1928–34)
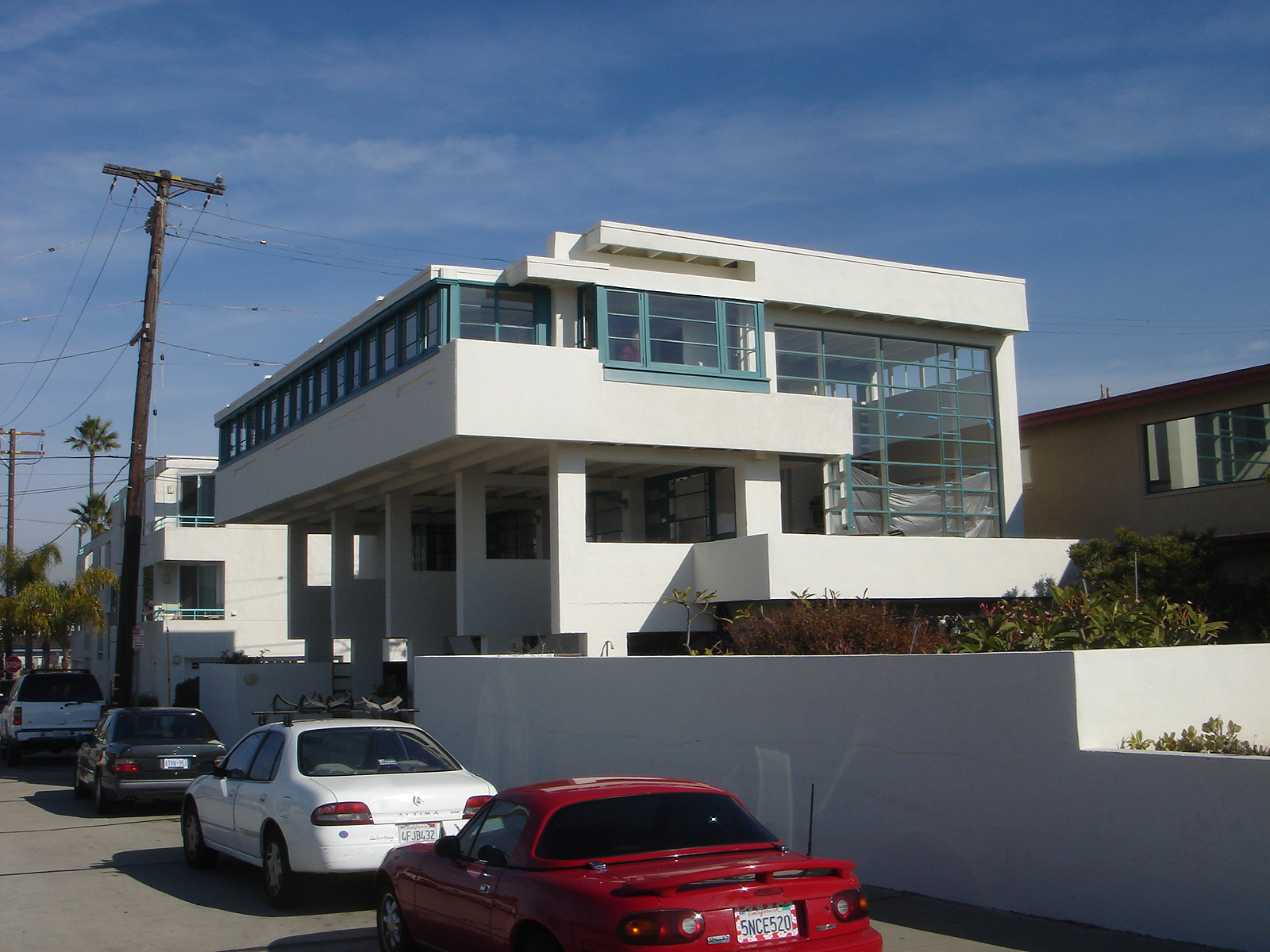
Lovell Beach House em Newport Beach por Rudolph Schindler (1926)
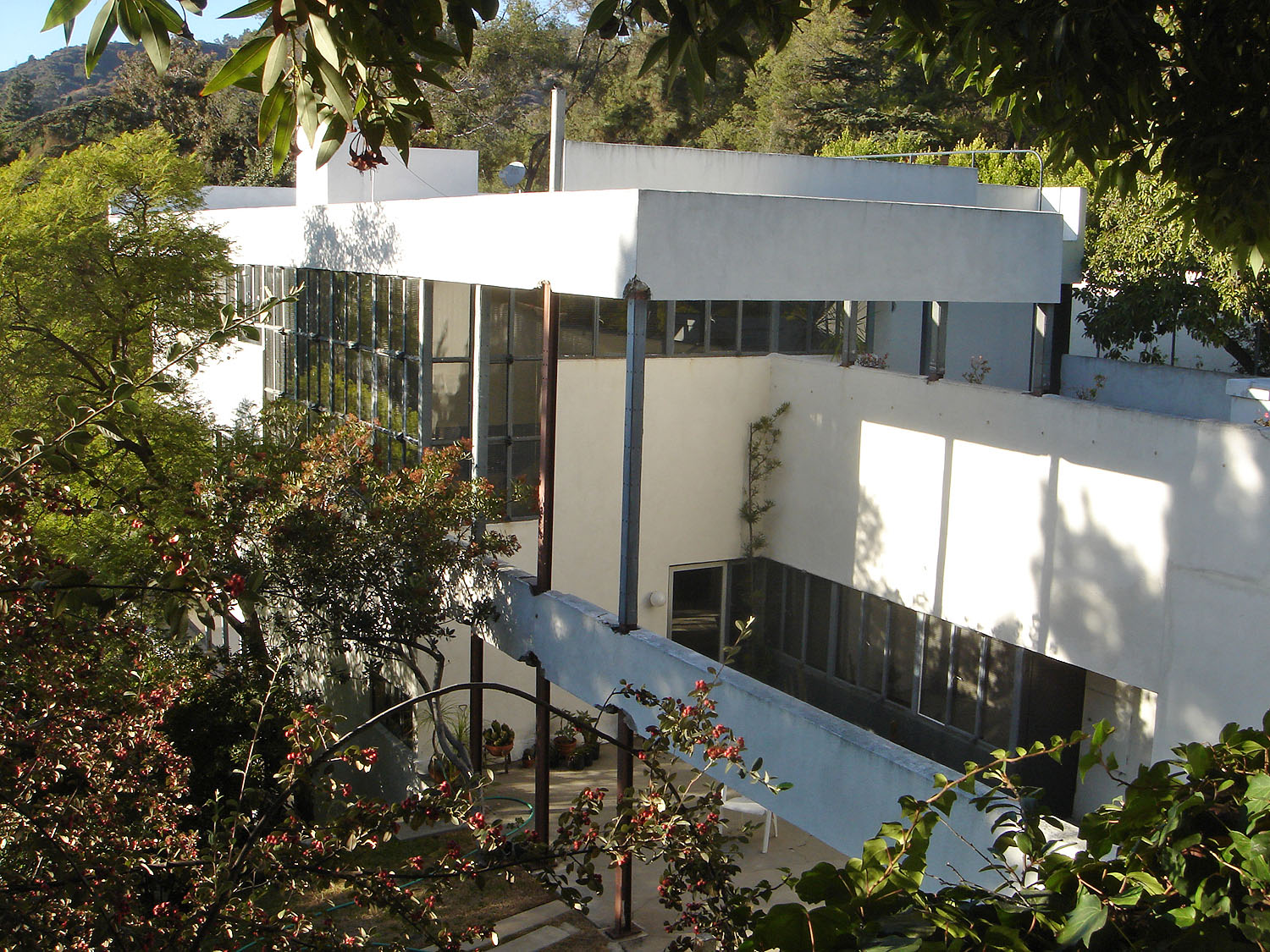
Lovell Health House em Los Feliz, Los Angeles, California, por Richard Neutra (1927–29)

Durante as décadas de 1920 e 1930, Frank Lloyd Wright recusou-se terminantemente a associar-se a qualquer movimento arquitetónico. Considerava a sua arquitetura inteiramente única e própria. Entre 1916 e 1922, rompeu com o seu estilo anterior de casas de pradaria e, em vez disso, trabalhou em casas decoradas com blocos texturizados de cimento; este ficou conhecido como o seu "estilo Maia", em referência às pirâmides da antiga civilização Maia. Experimentou durante algum tempo habitações modulares produzidas em massa. Identificou a sua arquitetura como "Usoniana", uma combinação de EUA, "utópico" e "ordem social orgânica". Os seus negócios foram severamente afetados pelo início da Grande Depressão, que começou em 1929; tinha menos clientes ricos que quisessem experimentar. Entre 1928 e 1935, construiu apenas dois edifícios: um hotel perto de Chandler, no Arizona, e a mais famosa de todas as suas residências, a Casa da Cascata, uma casa de férias na Pensilvânia para Edgar J. Kaufman. Casa da Cascata é uma notável estrutura de lajes de betão suspensas sobre uma cascata, unindo na perfeição a arquitetura e a natureza.
O arquiteto austríaco Rudolph Schindler projetou aquela que poderia ser chamada a primeira casa de estilo moderno em 1922, a Casa Schindler.
Schindler também contribuiu para o modernismo americano com o seu projeto para a Lovell Beach House em Newport Beach. O arquiteto austríaco Richard Neutra mudou-se para os Estados Unidos em 1923, trabalhou durante um curto período com Frank Lloyd Wright e rapidamente se tornou uma referência na arquitetura americana com o seu projeto modernista para o mesmo cliente, a Lovell Health House em Los Angeles. A obra arquitetónica mais notável de Neutra foi a Kaufmann Desert House em 1946, e desenhou centenas de outros projetos.

## Exposição Internacional de Paris de 1937 e a arquitetura dos ditadores

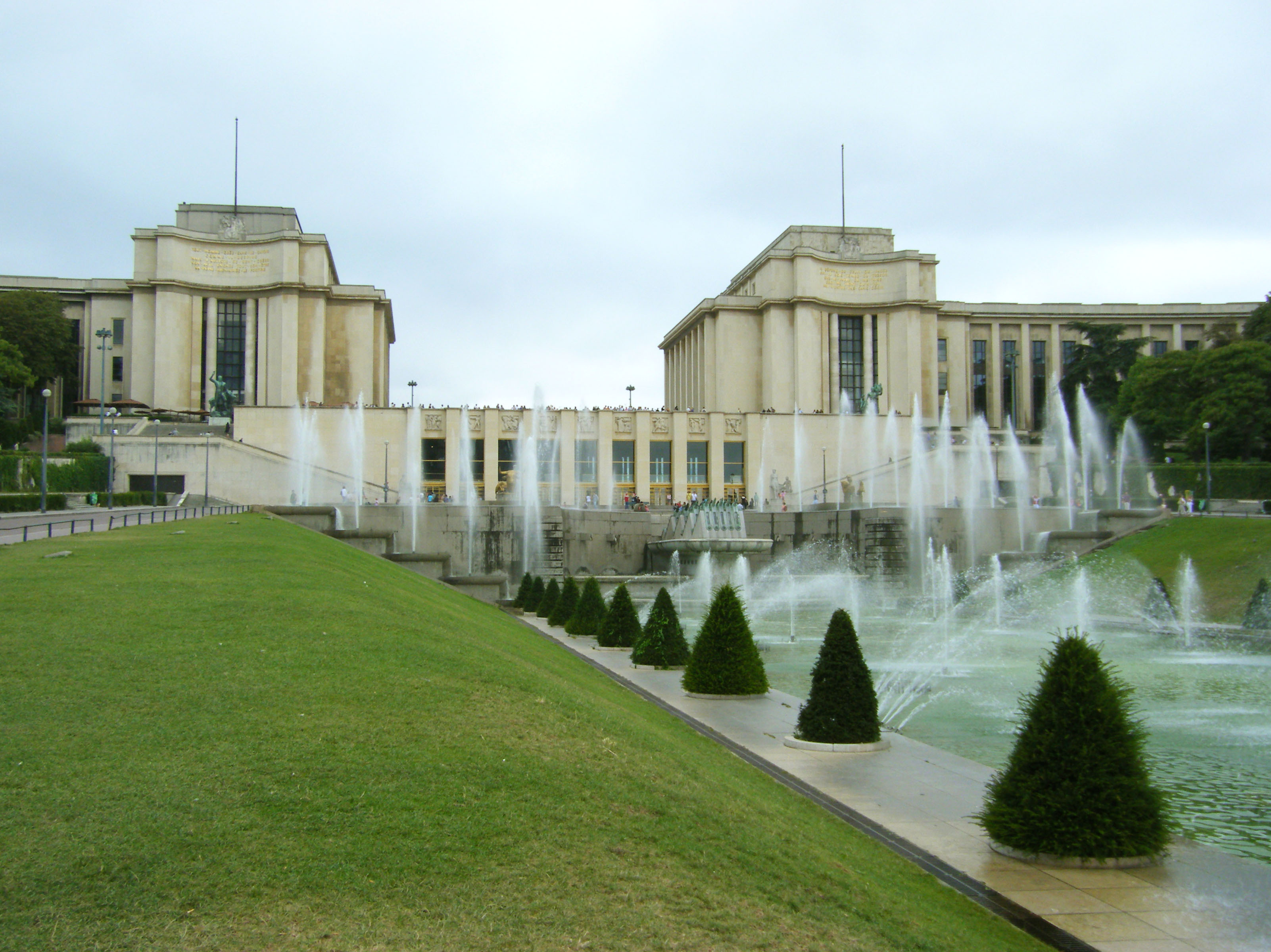
O Palais de Chaillot de Louis-Hippolyte Boileau, Jacques Carlu e Léon Azéma da Exposição Internacional de Paris de 1937
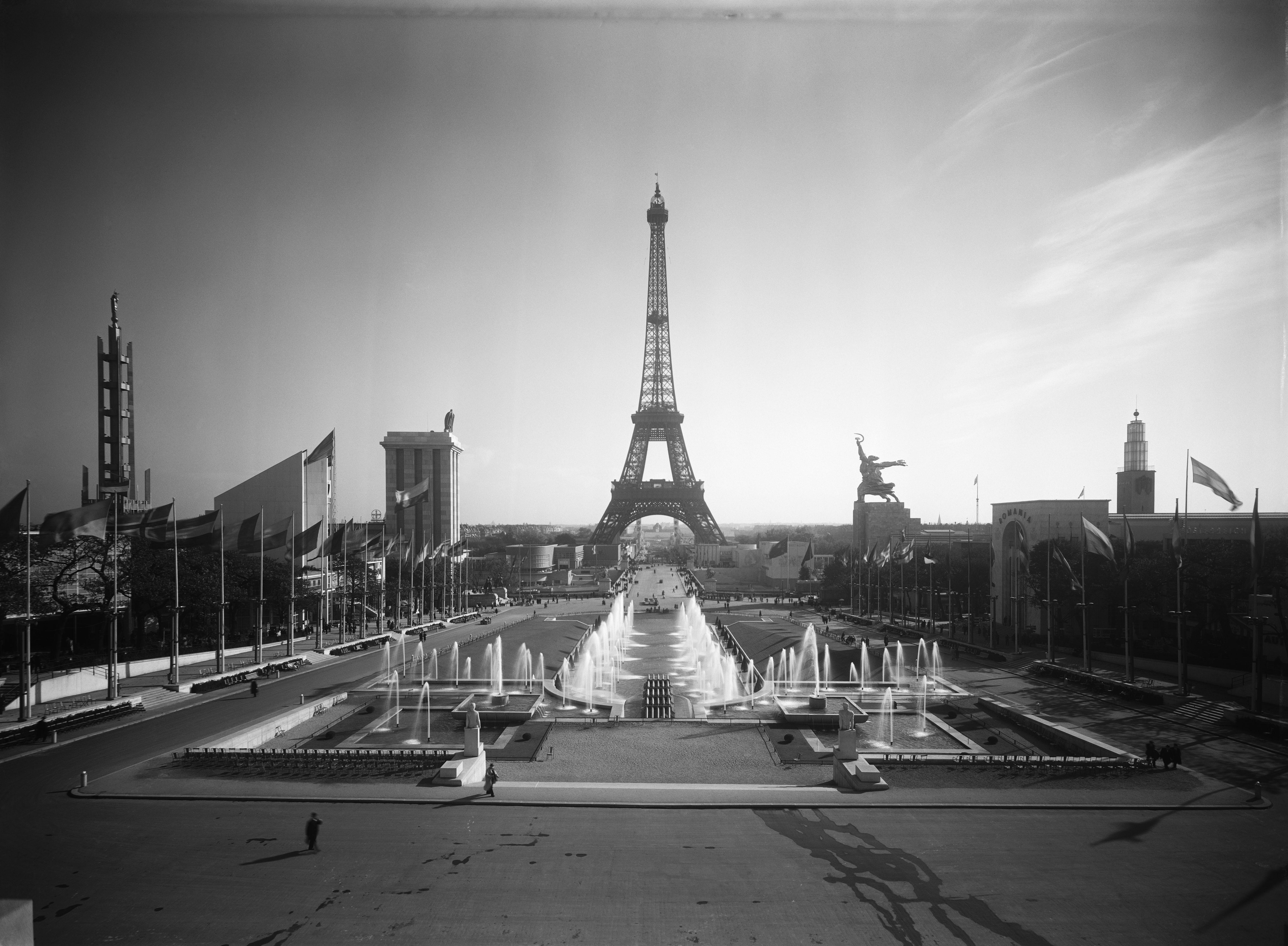
O Pavilhão da Alemanha Nazi (à esquerda) estava virado para o Pavilhão da União Soviética (à direita) na Exposição de Paris de 1937.
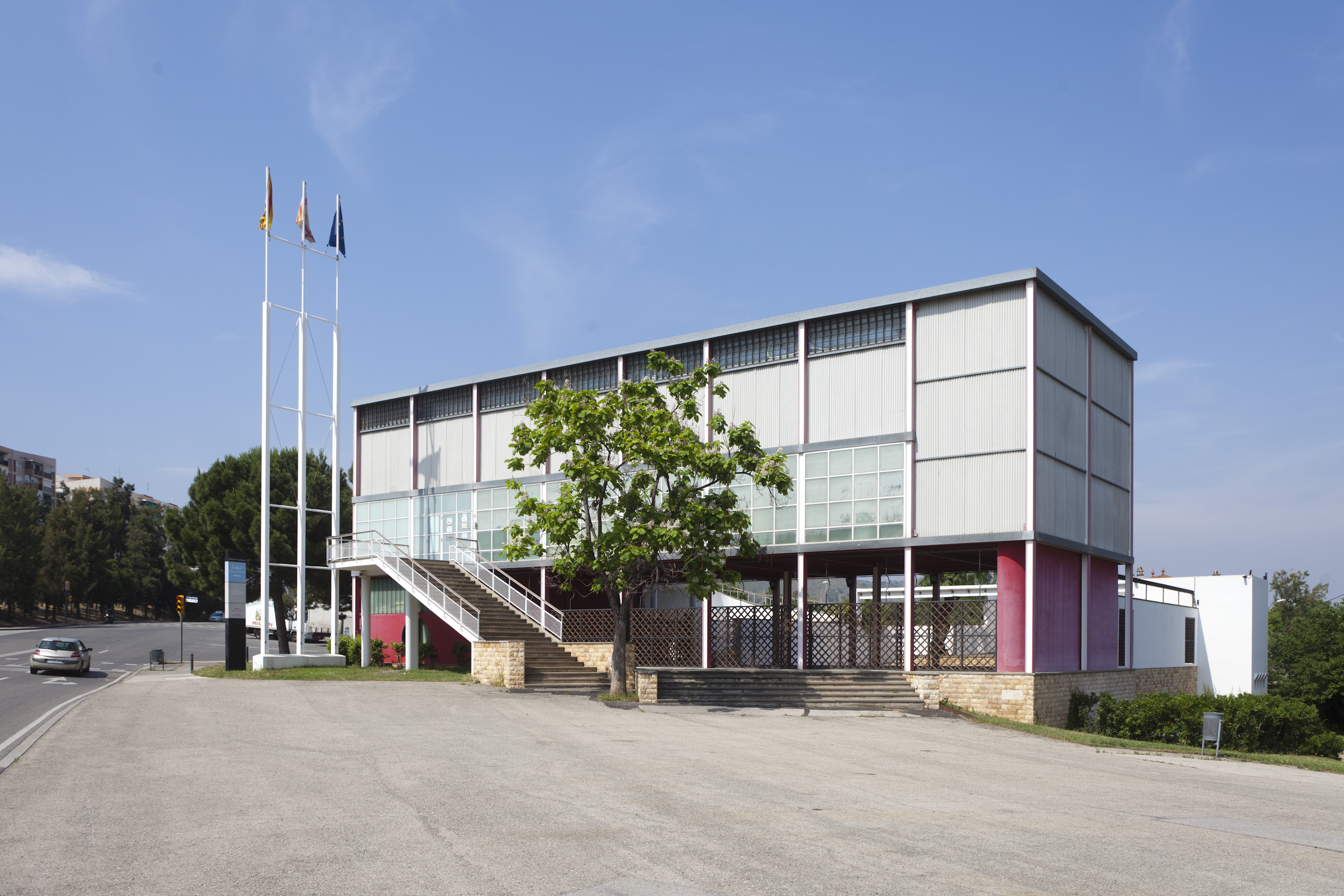
Reconstrução do Pavilhão da Segunda República Espanhola por Josep Lluis Sert (1937) expôs a pintura de Picasso Guernica (1937)
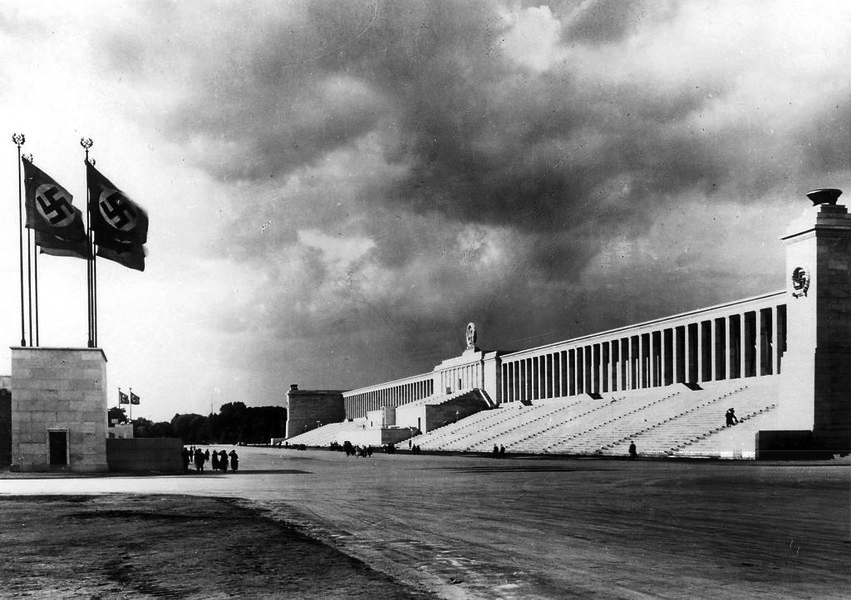
O estádio de Zeppelinfield em Nuremberga, Alemanha (1934), construído por Albert Speer para comícios do Partido Nazi
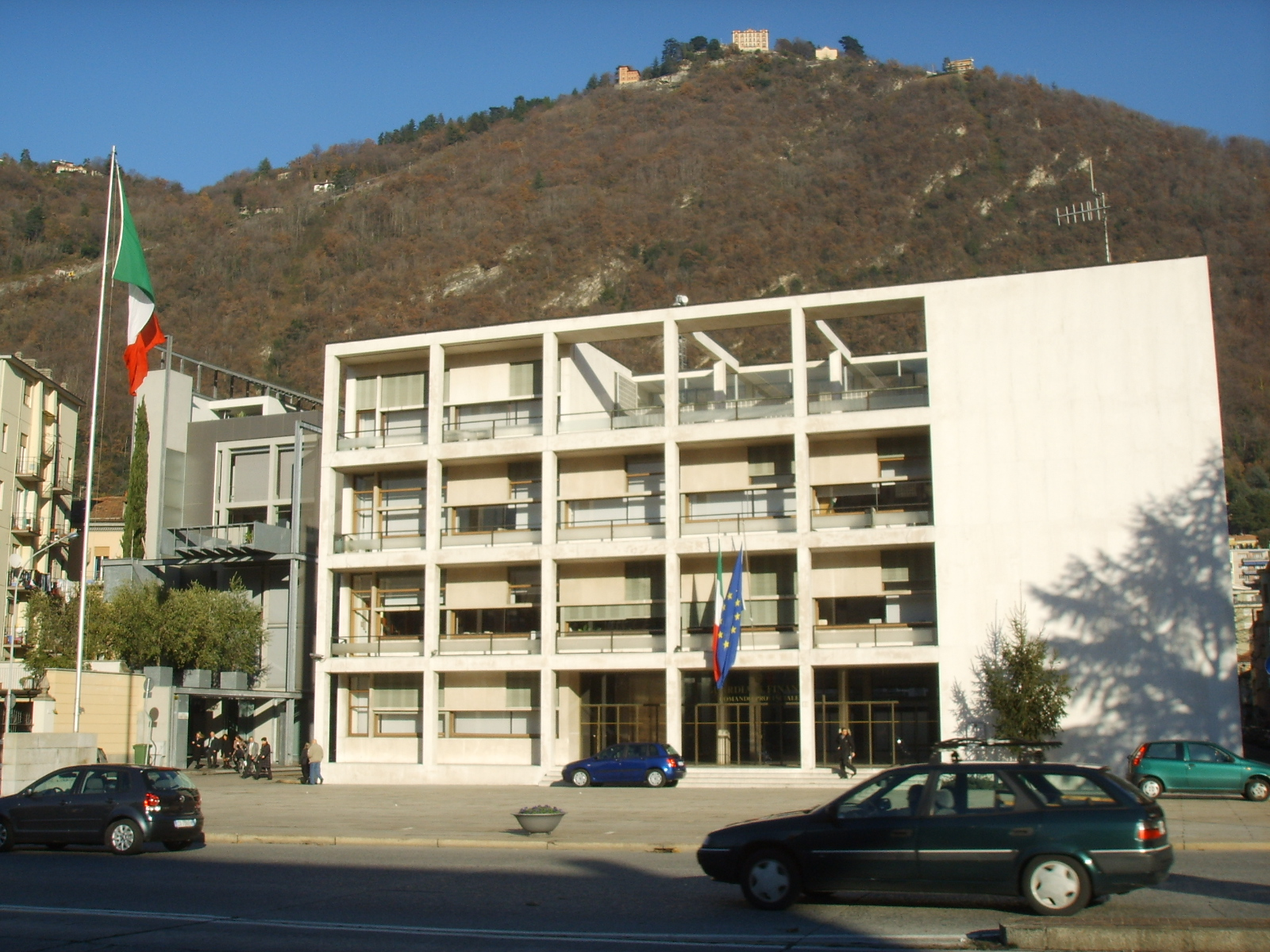
A Casa del Fascio (Casa do Fascismo) em Como, Itália, de Giuseppe Terragni (1932–1936)

A Exposição Internacional de Paris de 1937 em Paris marcou efetivamente o fim da Art Déco e dos estilos arquitetónicos pré-guerra. A maioria dos pavilhões era de estilo neoclássico Déco, com colunatas e decoração escultural. Os pavilhões da Alemanha Nazi, desenhados por Albert Speer, em estilo neoclássico alemão, encimados por uma águia e uma suástica, estavam virados para o pavilhão da União Soviética, encimado por enormes estátuas de um operário e de um camponês que transportava uma foice e um martelo. Quanto aos modernistas, Le Corbusier era praticamente, mas não totalmente, invisível na Exposição; Participou no Pavilion des temps nouveaux, mas concentrou-se sobretudo na sua pintura. O único modernista que atraiu a atenção foi um colaborador de Le Corbusier, Josep Lluis Sert, o arquiteto espanhol, cujo pavilhão da Segunda República Espanhola era uma caixa de vidro e aço puramente modernista. No seu interior, exibia a obra mais modernista da Exposição, a pintura Guernica de Pablo Picasso. O edifício original foi destruído após a Exposição, mas foi recriado em 1992 em Barcelona.
A ascensão do nacionalismo na década de 1930 refletiu-se na arquitetura fascista de Itália e na arquitetura nazi da Alemanha, baseadas em estilos clássicos e concebidas para expressar poder e grandiosidade. A arquitetura nazi, em grande parte projetada por Albert Speer, pretendia impressionar os espectadores com a sua enorme escala. Adolf Hitler pretendia transformar Berlim na capital da Europa, mais grandiosa do que Roma ou Paris. Os nazis fecharam a Bauhaus, e os arquitetos modernos mais proeminentes partiram logo para a Grã-Bretanha ou para os Estados Unidos. Em Itália, Benito Mussolini desejava apresentar-se como herdeiro da glória e do império da Roma Antiga. O governo de Mussolini não era tão hostil ao modernismo como os nazis; O espírito do Racionalismo Italiano dos anos 20 continuou, com a obra do arquiteto Giuseppe Terragni. A sua "Casa del Fascio" em Como, sede do partido fascista local, era um edifício perfeitamente modernista, com proporções geométricas (33,2 metros de comprimento por 16,6 metros de altura), uma fachada limpa de mármore e um pátio interior de inspiração renascentista. A opor-se a Terragni estava Marcello Piacitini, um defensor da arquitetura fascista monumental, que reconstruiu a Universidade de Roma, projetou o pavilhão italiano na Exposição de Paris de 1937 e planeou uma grande reconstrução de Roma segundo o modelo fascista.

## Feira Mundial de Nova Iorque (1939)

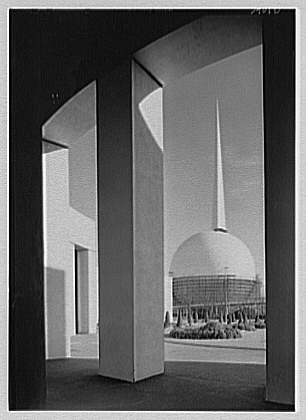
The Trylon and Perisphere, symbols of the 1939 World's Fair
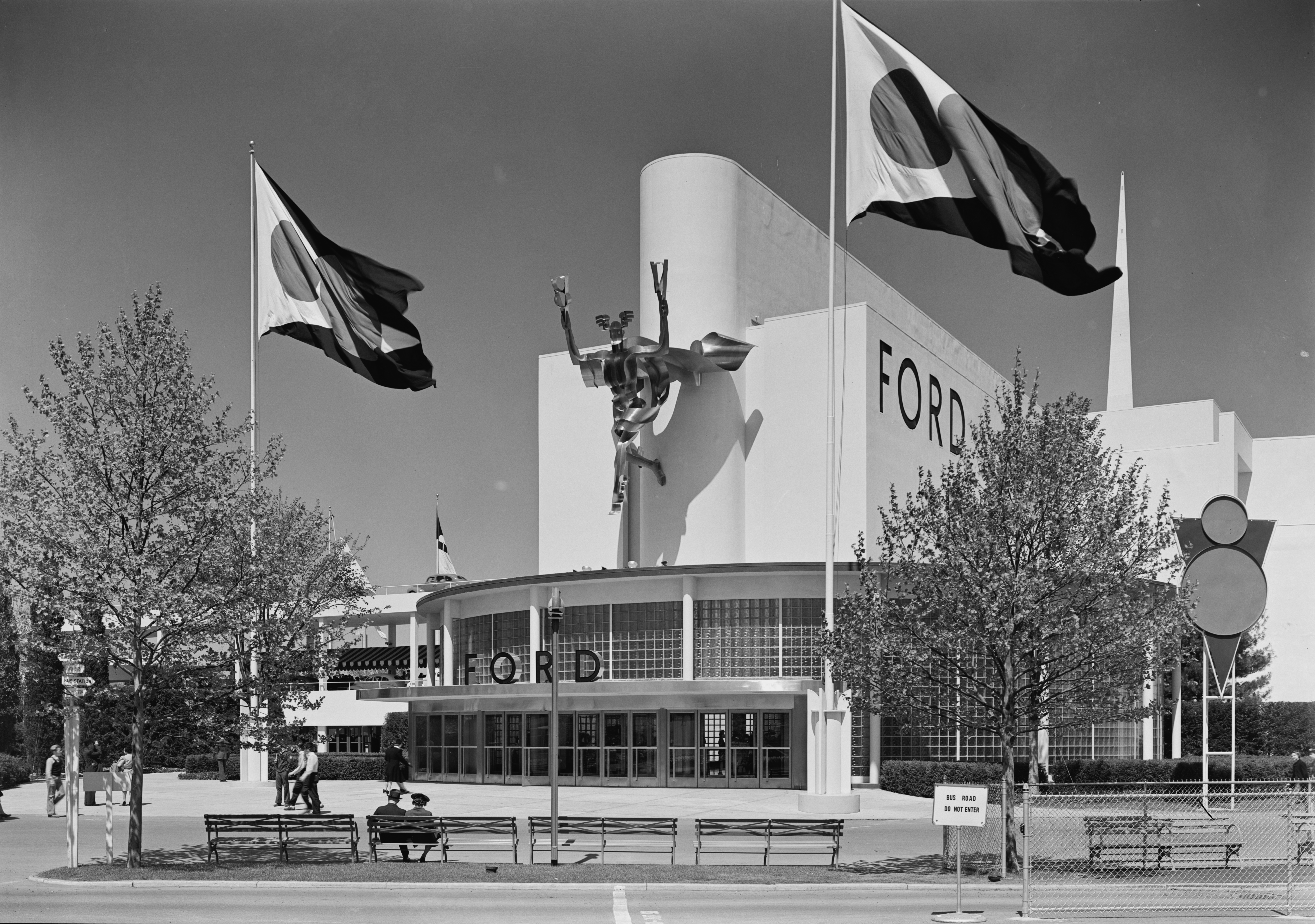
O Pavilhão RCA apresentou as primeiras emissões de televisão pública
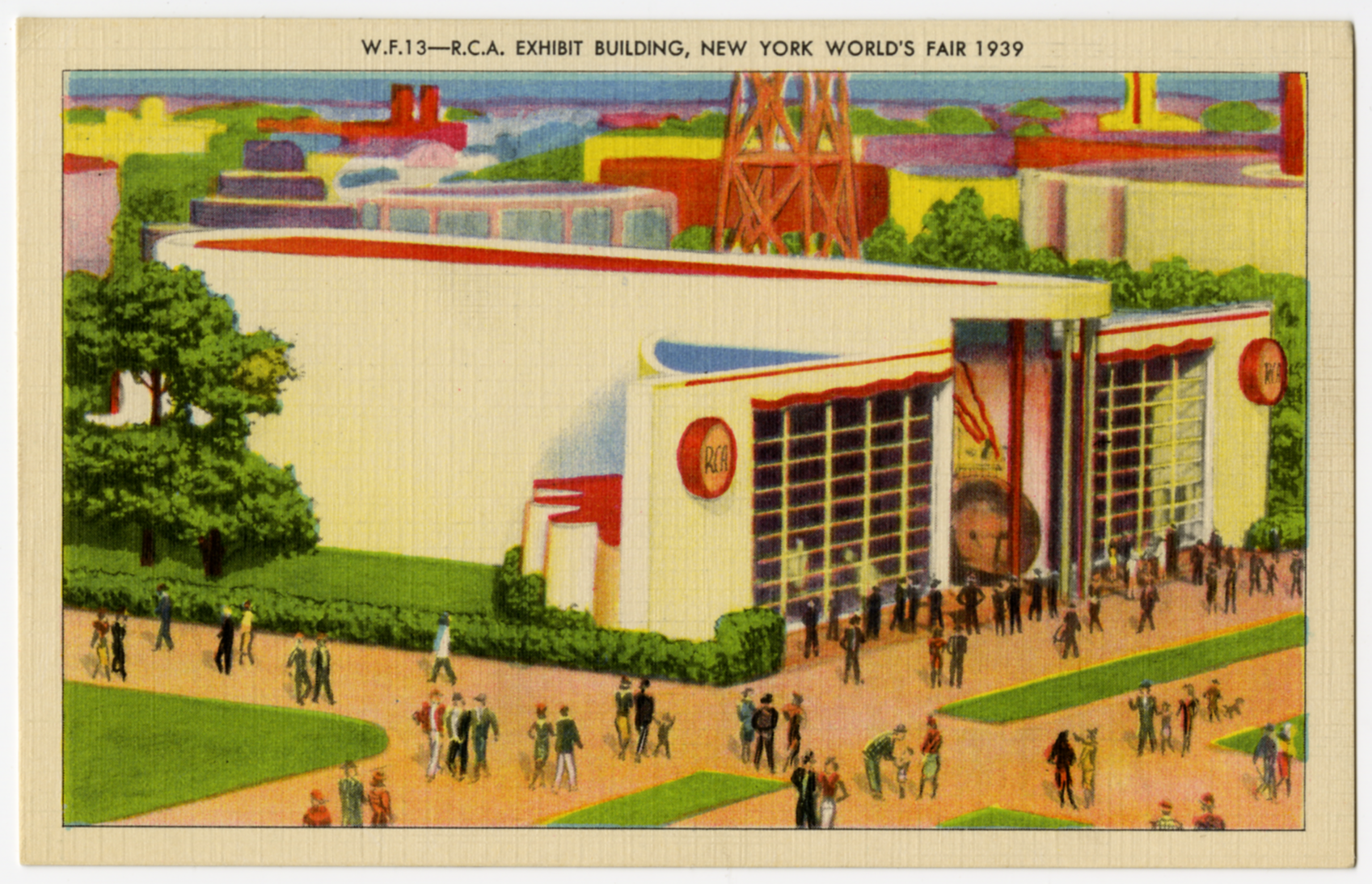
O Pavilhão RCA apresentou as primeiras emissões de televisão pública
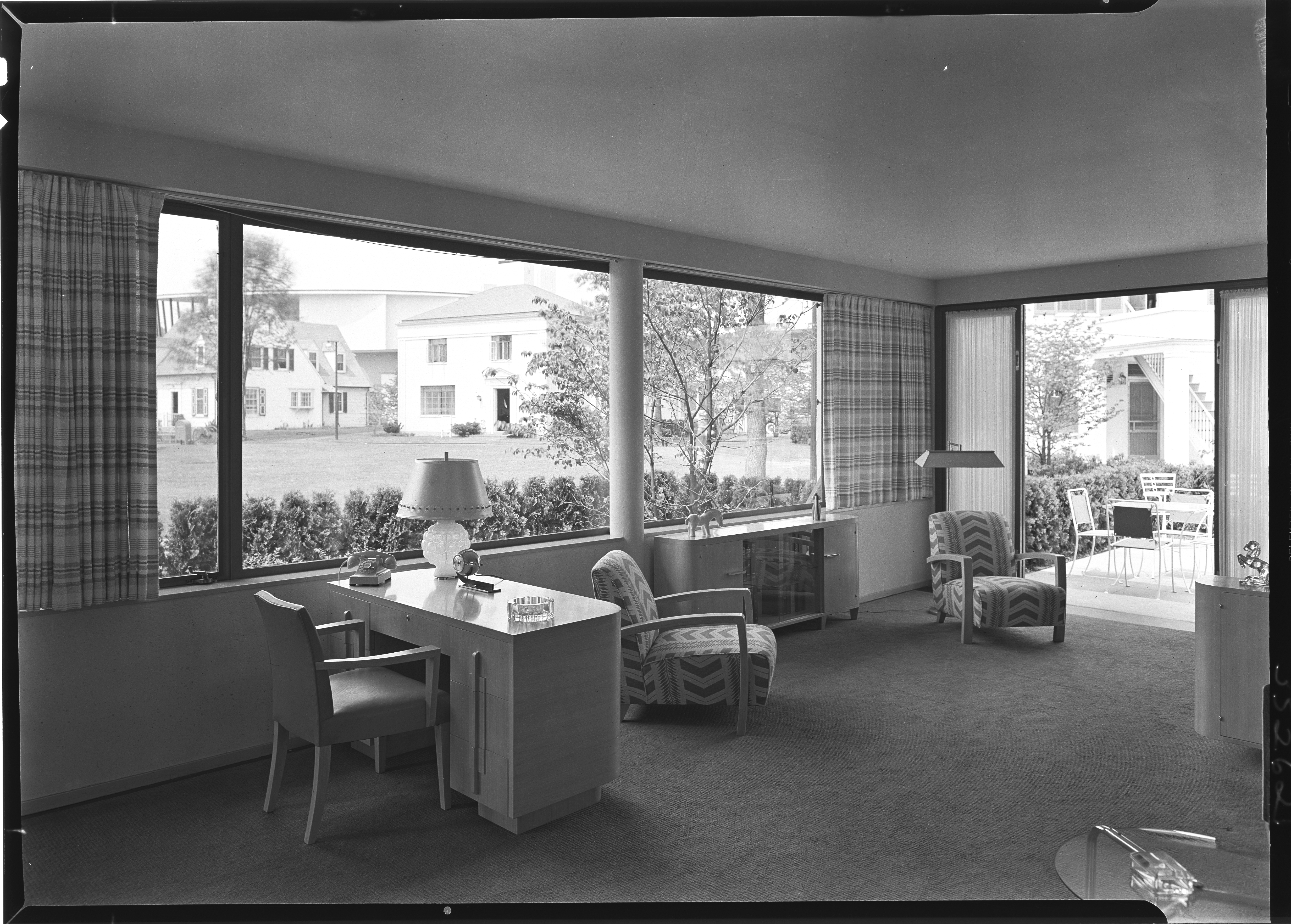
Sala de estar da Casa de Vidro, mostrando como seriam as futuras casas

A Feira Mundial de Nova Iorque de 1939 marcou um ponto de viragem na arquitetura entre a Art Déco e a arquitetura moderna. O tema da Feira era o "Mundo do Amanhã", e os seus símbolos eram o trílon puramente geométrico e a escultura periférica. Apresentou muitos monumentos em Art Déco, como o Pavilhão Ford no estilo Streamline Moderne, mas também incluiu o novo Estilo Internacional que viria a substituir a Art Déco como estilo dominante após a Guerra. Os Pavilhões da Finlândia, de Alvar Aalto, da Suécia, de Sven Markelius, e do Brasil, de Oscar Niemeyer e Lúcio Costa, ansiavam por um novo estilo. Tornaram-se líderes do movimento modernista do pós-guerra.

## Segunda Guerra Mundial: a inovação em tempo de guerra e a reconstrução do pós-guerra (1939-1945)

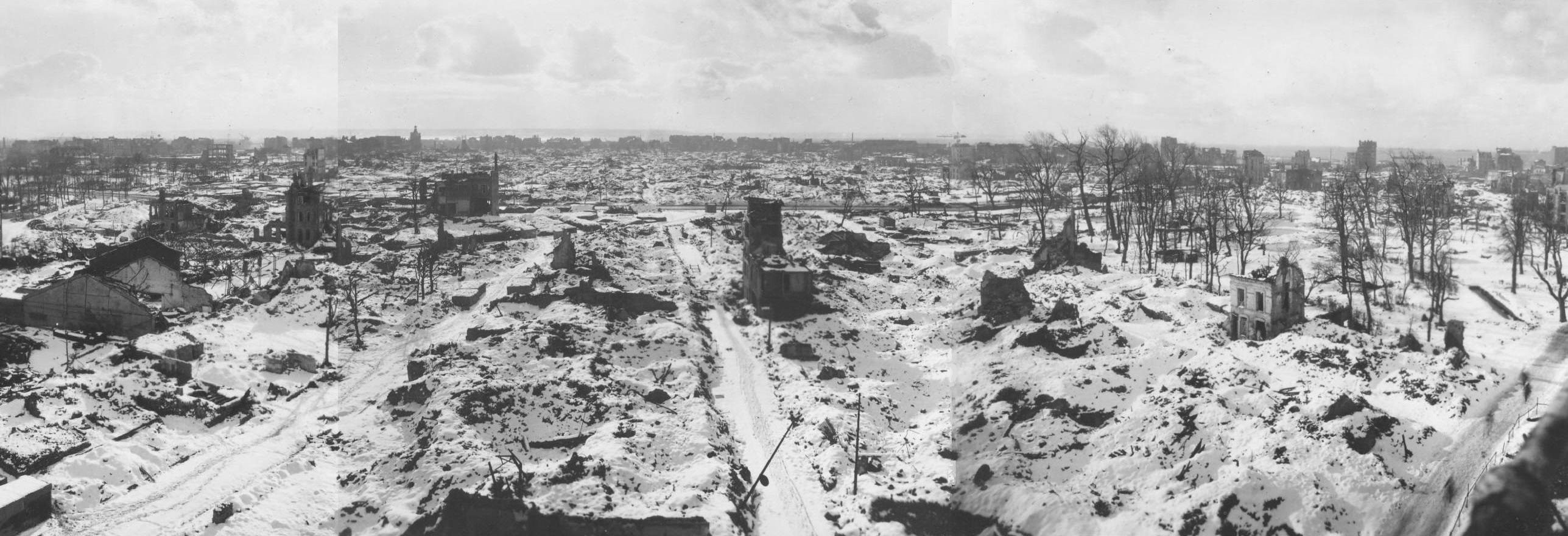
O centro de Le Havre destruído por bombardeamentos em 1944
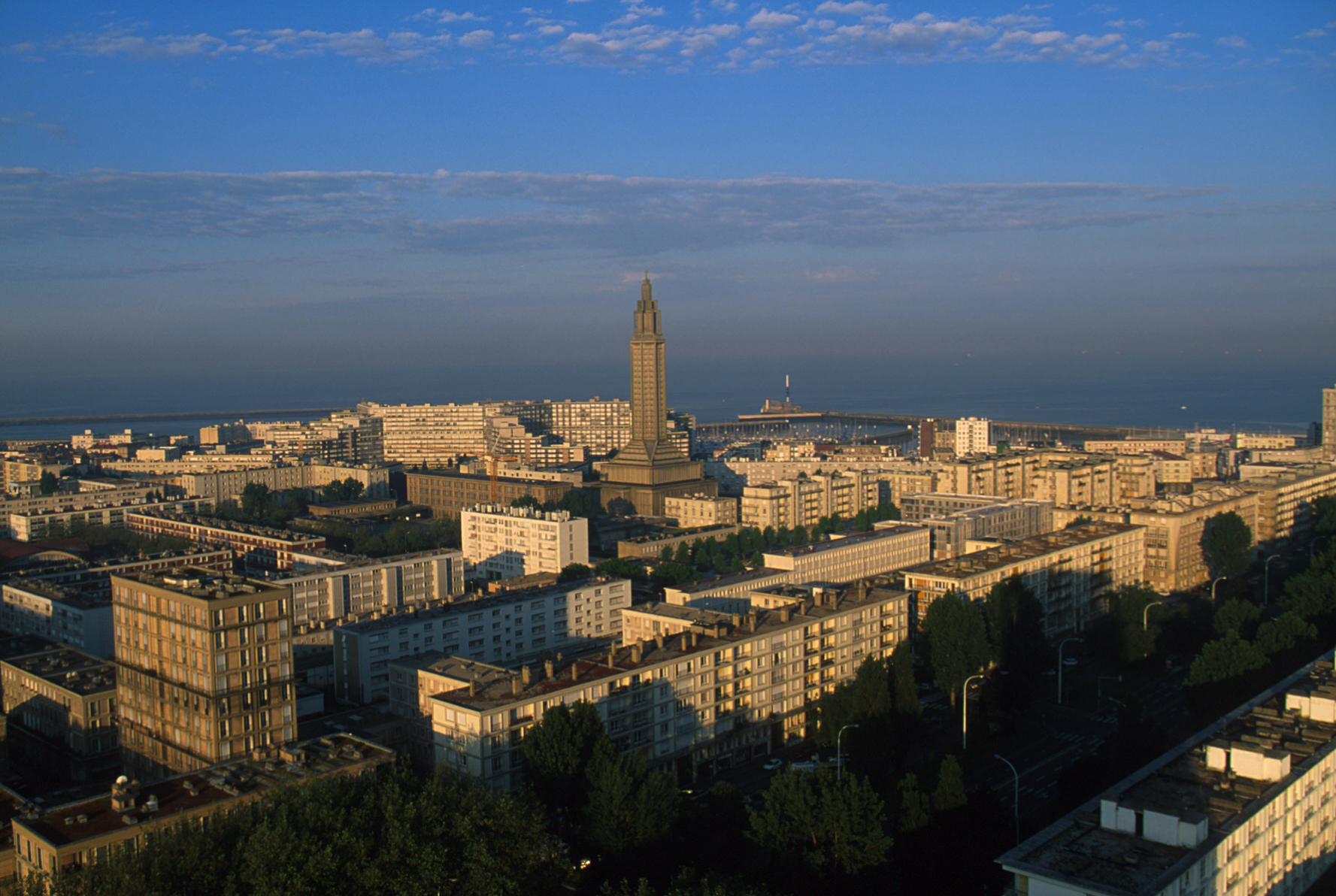
O centro de Le Havre reconstruído por Auguste Perret (1946–1964)
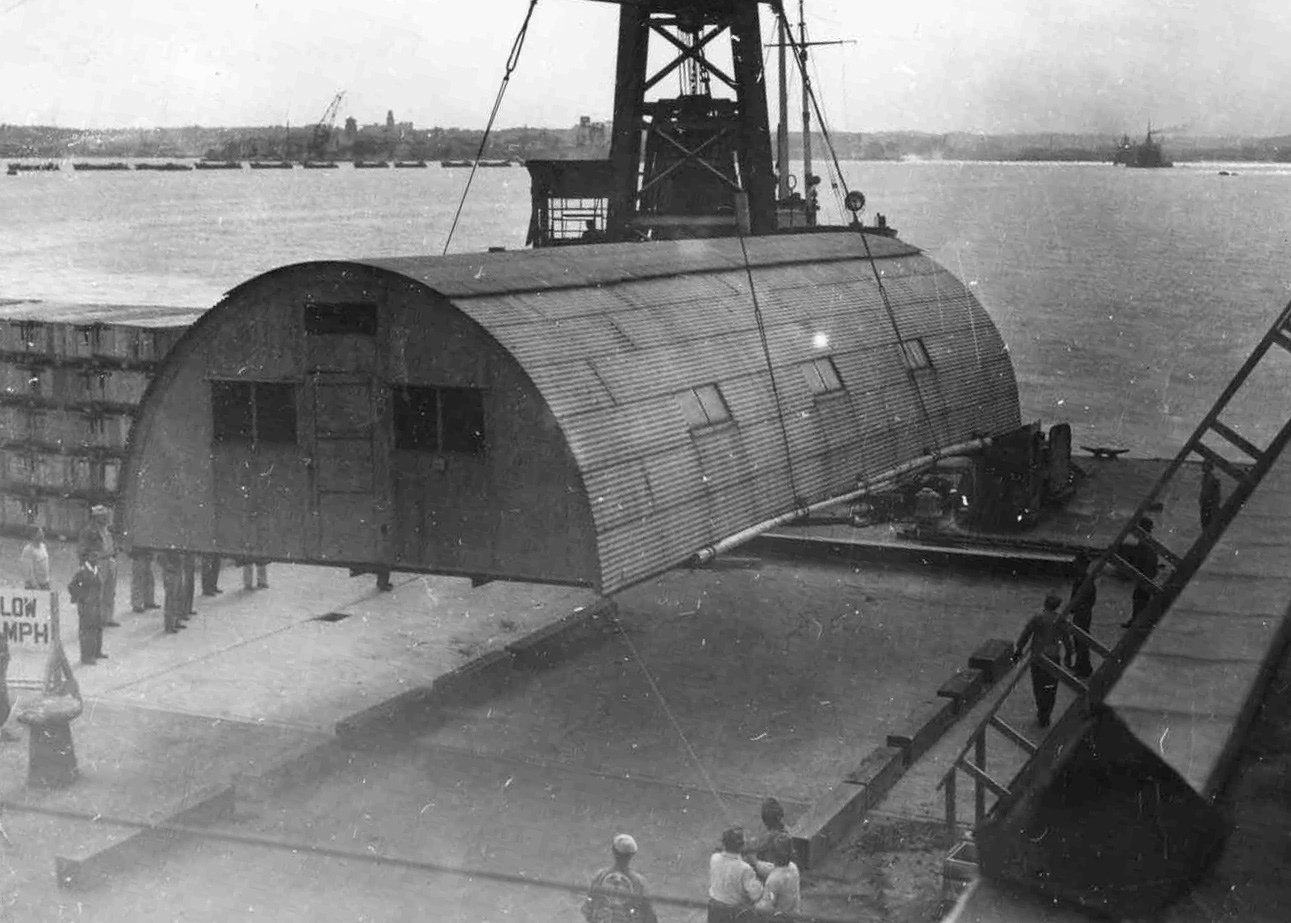
Cabana Quonset a caminho do Japão (1945)

A Segunda Guerra Mundial (1939–1945) e as suas consequências foram um factor importante na condução da inovação na tecnologia de construção e, por sua vez, nas possibilidades arquitectónicas. As exigências industriais durante a guerra resultaram numa escassez de aço e outros materiais de construção, levando à adoção de novos materiais, como o alumínio. A guerra e o período pós-guerra trouxeram uma utilização muito alargada das construções pré-fabricadas; principalmente para os militares e para o governo. A cabana Nissen de metal semicircular da Primeira Guerra Mundial foi revivida como a cabana Quonset. Os anos imediatamente posteriores à guerra testemunharam o desenvolvimento de casas experimentais radicais, incluindo a Casa Lustron de aço esmaltado (1947-1950) e a Casa Dymaxion experimental de alumínio de Buckminster Fuller.
A destruição sem precedentes causada pela guerra foi outro factor na ascensão da arquitectura moderna. Grandes áreas das principais cidades, desde Berlim, Tóquio e Dresden a Roterdão e ao leste de Londres; todas as cidades portuárias de França, particularmente Le Havre, Brest, Marselha e Cherbourg, foram destruídas pelos bombardeamentos. Nos Estados Unidos, pouca construção civil tinha sido realizada desde a década de 1920; Milhões de soldados americanos que regressavam da guerra precisavam de habitação. A escassez de habitação no pós-guerra na Europa e nos Estados Unidos levou à concepção e construção de enormes projectos habitacionais financiados pelo governo, geralmente em centros decadentes de cidades americanas e nos subúrbios de Paris e de outras cidades europeias, onde havia terrenos disponíveis.
Um dos maiores projetos de reconstrução foi o do centro de Le Havre, destruído pelos alemães e pelos bombardeamentos dos Aliados em 1944; 133 hectares de edifícios no centro foram arrasados, destruindo 12.500 edifícios e deixando 40.000 pessoas sem casa. O arquiteto Auguste Perret, pioneiro na utilização de betão armado e materiais pré-fabricados, projetou e construiu um centro inteiramente novo para a cidade, com blocos de apartamentos, edifícios culturais, comerciais e governamentais. Restaurou monumentos históricos sempre que possível e construiu uma nova igreja, a de São José, com uma torre semelhante a um farol no centro para inspirar esperança. A sua cidade reconstruída foi declarada Património Mundial da UNESCO em 2005.

## Le Corbusier e aCité Radieuse(1947–1952)

Salão e terraço de uma unidade original da Unité d'Habitation, hoje na Cité de l'Architecture et du Patrimoine em Paris (1952)
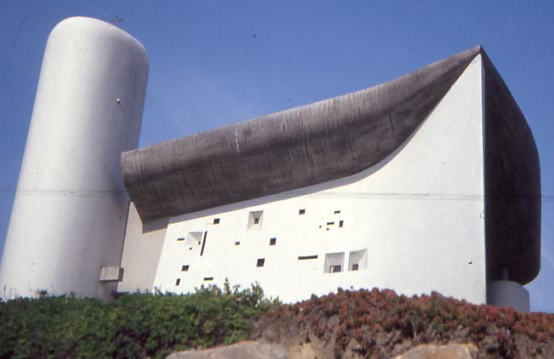
Capela de Notre-Dame-du-Haut em Ronchamp (1950–1955)

Logo após a Guerra, o arquiteto francês Le Corbusier, que tinha quase sessenta anos e não construía um edifício há dez anos, foi contratado pelo governo francês para construir um novo bloco de apartamentos em Marselha. Chamou-lhe Unité d'Habitation em Marselha, mas foi mais popularmente chamada Cité Radieuse (e mais tarde "Cité du Fada" ("Cidade do Louco" em francês marselhesês), em homenagem ao seu livro sobre planeamento urbano futurista. Seguindo as suas doutrinas de design, o edifício tinha uma estrutura de betão elevada acima da rua por pilares. Continha 337 unidades de apartamentos duplex, encaixadas na estrutura como peças de um puzzle. Cada unidade tinha dois níveis e um pequeno terraço. As "ruas" interiores tinham lojas, uma creche e outros serviços, e o terraço plano tinha uma pista de corrida, condutas de ventilação e um pequeno teatro. igualmente radical para a Capela de Notre-Dame du Haut em Ronchamp, este trabalho impulsionou Corbusier para o primeiro escalão dos arquitetos modernos do pós-guerra.

## A Equipa X e o Congresso Internacional de Arquitectura Moderna de 1953
No início da década de 1950, Michel Écochard, diretor de planeamento urbano do Protetorado Francês em Marrocos, encomendou o GAMMA (Groupe des Architectes Modernes Marocains) — que incluía inicialmente os arquitetos Elie Azagury, George Candillis, Alexis Josic e Shadrach Woods — para projetar habitações no bairro Hay Mohammedi de Casablanca que proporcionasse um "tecido vivo culturalmente específico" para trabalhadores e migrantes do campo. Sémiramis, Nid d’Abeille (Favo de mel) e Carrières Centrales foram alguns dos primeiros exemplos deste Modernismo vernacular.
No Congrès Internationaux d'Architecture Moderne (CIAM) de 1953, ATBAT-Afrique - a filial africana do Atelier des Bâtisseurs fundada em 1947 por figuras como Le Corbusier, Vladimir Bodiansky e André Wogenscky - elaboraram um estudo das bidonvilles de Casablanca intitulado "Habitat para o maior número". The presenters, Georges Candilis and Michel Ecochard, argued—against doctrine—that architects must consider local culture and climate in their designs. Isto gerou grande debate entre os arquitetos modernistas de todo o mundo e acabou por provocar um cisma e a criação do Time 10. O modelo de 8x8 metros de Ecochard em Carrières Centrales valeu-lhe o reconhecimento como pioneiro na arquitetura de habitação coletiva, embora o seu colega marroquino Elie Azagury o tenha criticado por servir de instrumento ao regime colonial francês e por ignorar a necessidade económica e social de os marroquinos viverem em habitações verticais de maior densidade.

## Arquitetura modernista tardia

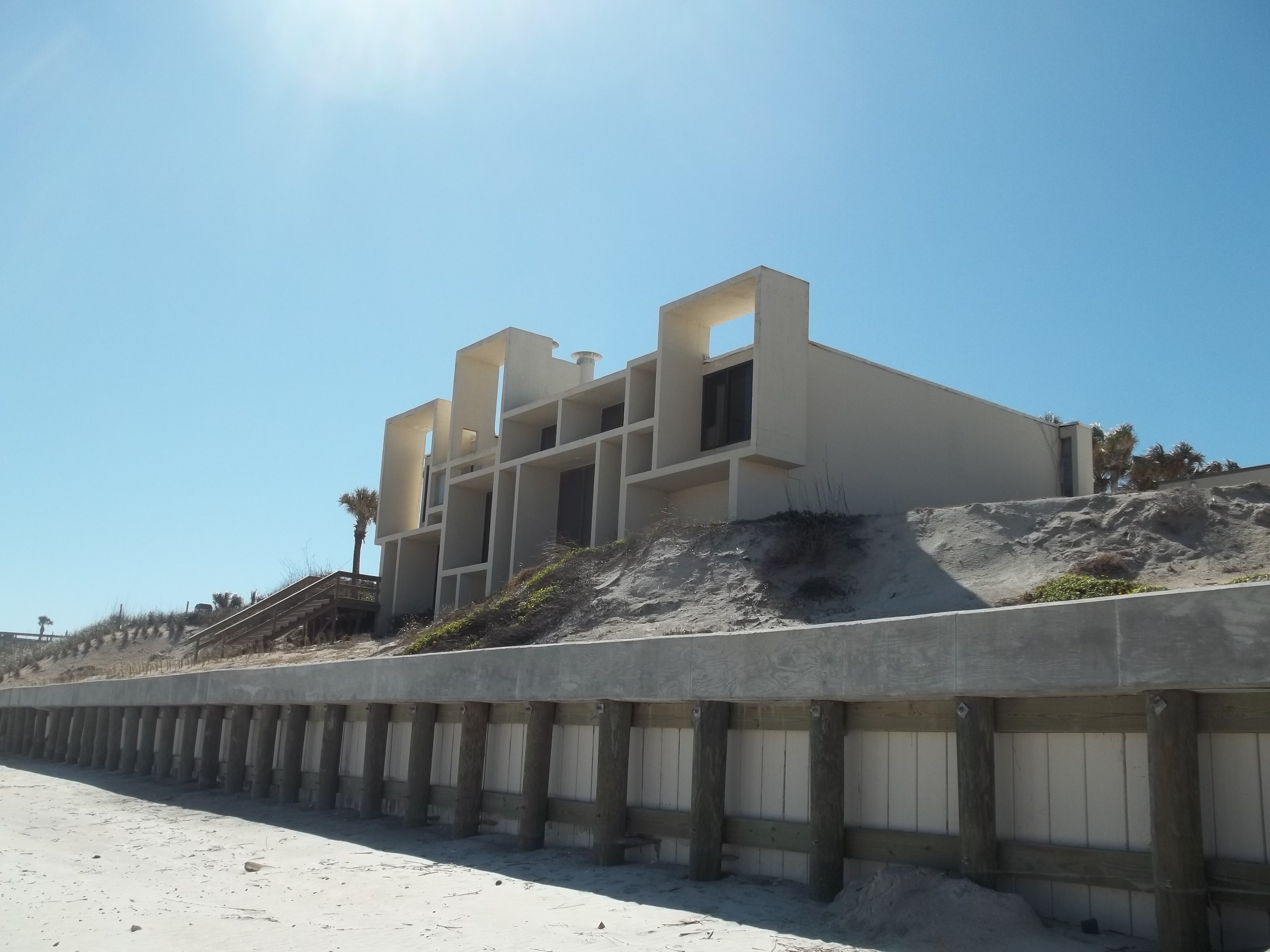
The Milam Residence: an early example of Late modernist architecture.

A arquitetura modernista tardia é geralmente entendida como incluindo edifícios projetados (1968-1980), com exceções. A Arquitetura modernista inclui os edifícios projetados entre 1945 e a década de 1960. O estilo modernista tardio é caracterizado por formas ousadas e cantos bem definidos, ligeiramente mais definidos do que a arquitetura brutalista.ref name="Touhey">Touhey, Max (4 June 2019). «Postmodern and late modern architecture: The ultimate guide». Curbed. Consultado em 27 January 2022 Verifique data em: |acessodata=, |data= (ajuda)</ref>

## Modernismo do pós-guerra nos Estados Unidos (1945-1985)
O Estilo Internacional da arquitetura surgiu na Europa, particularmente no movimento Bauhaus, no final da década de 1920. Em 1932, foi reconhecido e recebeu um nome numa exposição no Museu de Arte Moderna em Nova Iorque, organizada pelo arquiteto Philip Johnson e pelo crítico de arquitetura Henry-Russell Hitchcock. Entre 1937 e 1941, após a ascensão de Hitler e dos nazis na Alemanha, a maioria dos líderes do movimento Bauhaus alemão encontrou um novo lar nos Estados Unidos e desempenhou um papel importante no desenvolvimento da arquitetura moderna americana.

### Frank Lloyd Wright e o Museu Guggenheim

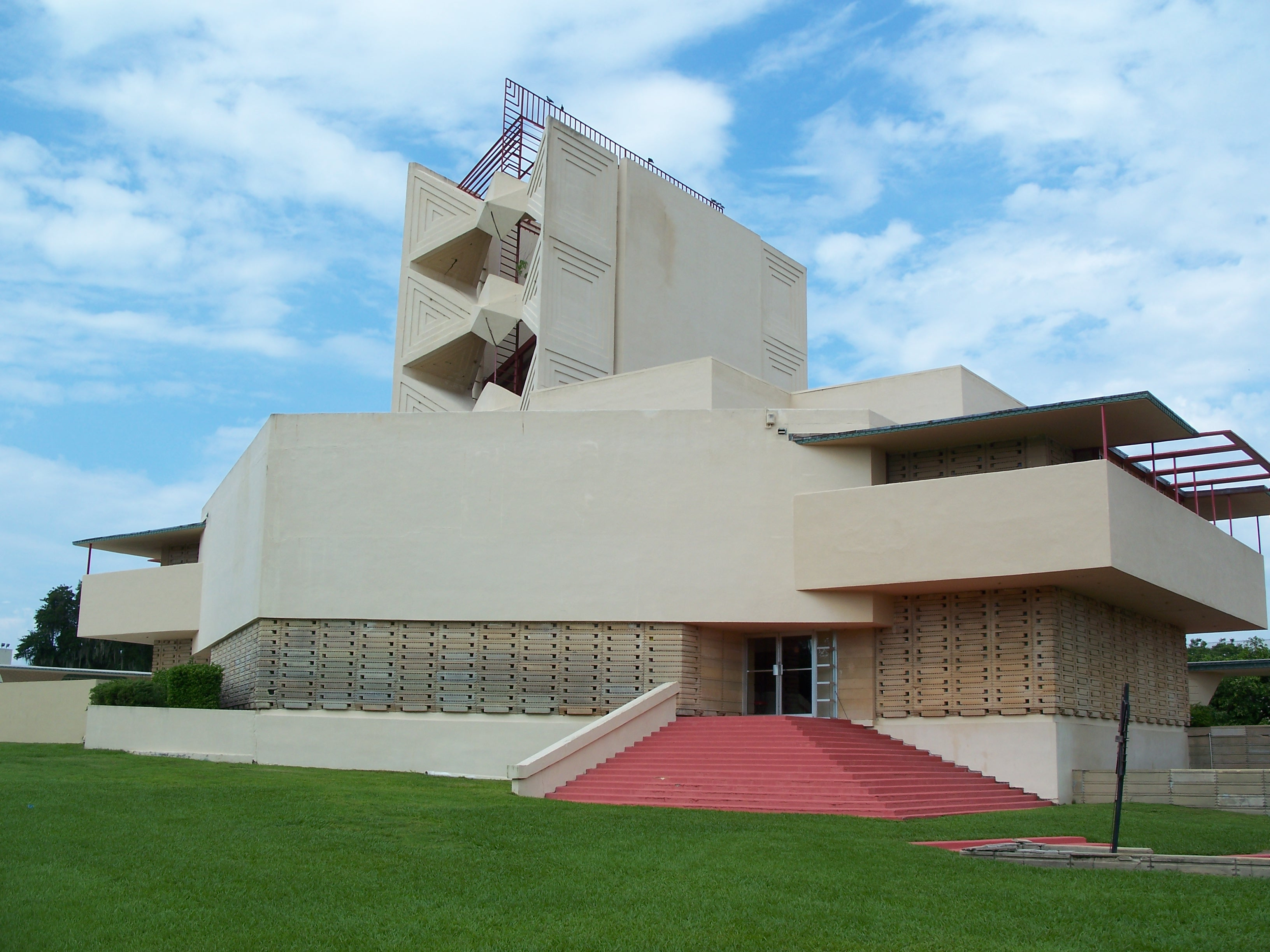
A Capela Pfeiffer no Florida Southern College de Frank Lloyd Wright (1941–1958)
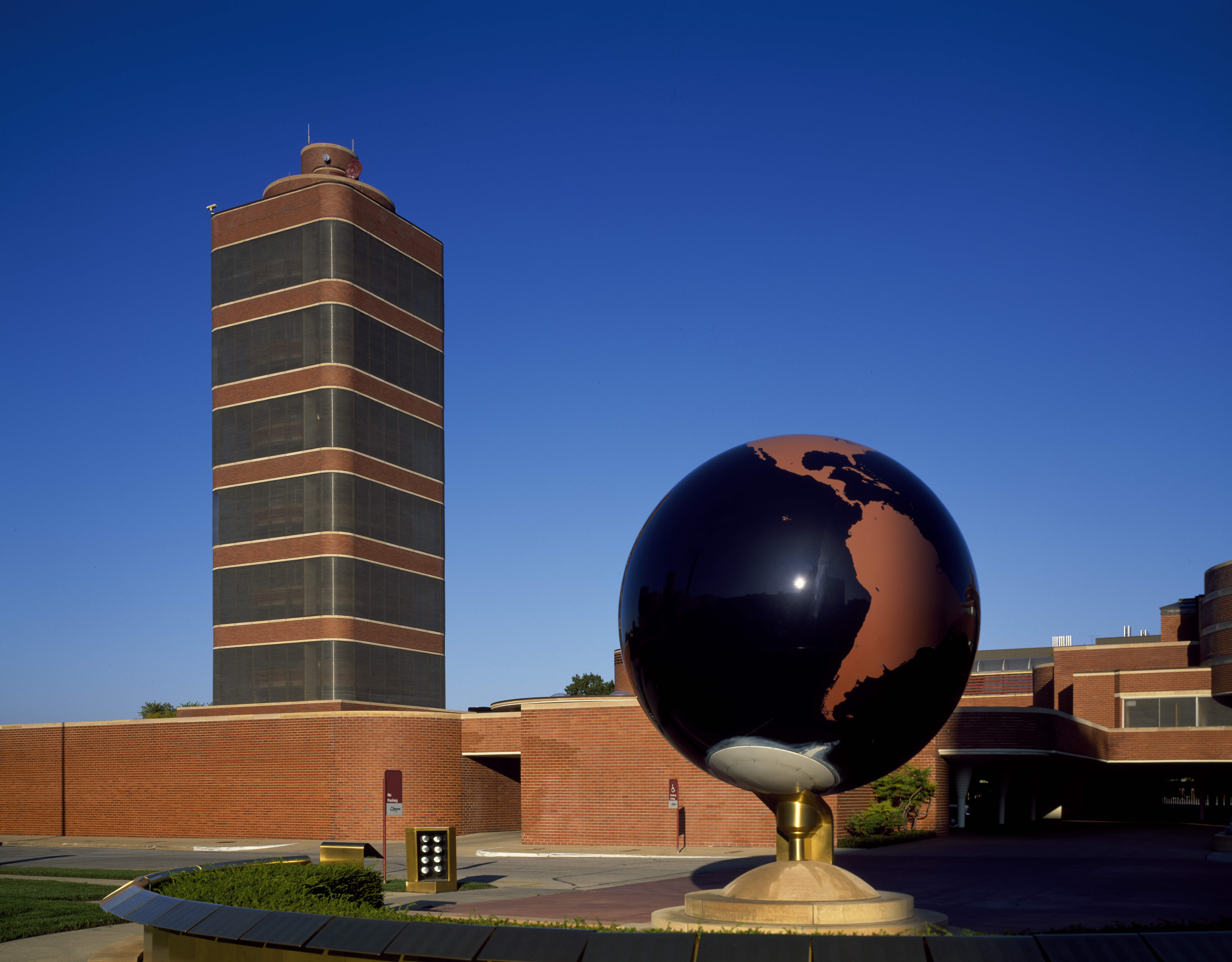
A torre da Sede da Johnson Wax e do Centro de Investigação (1944–50)
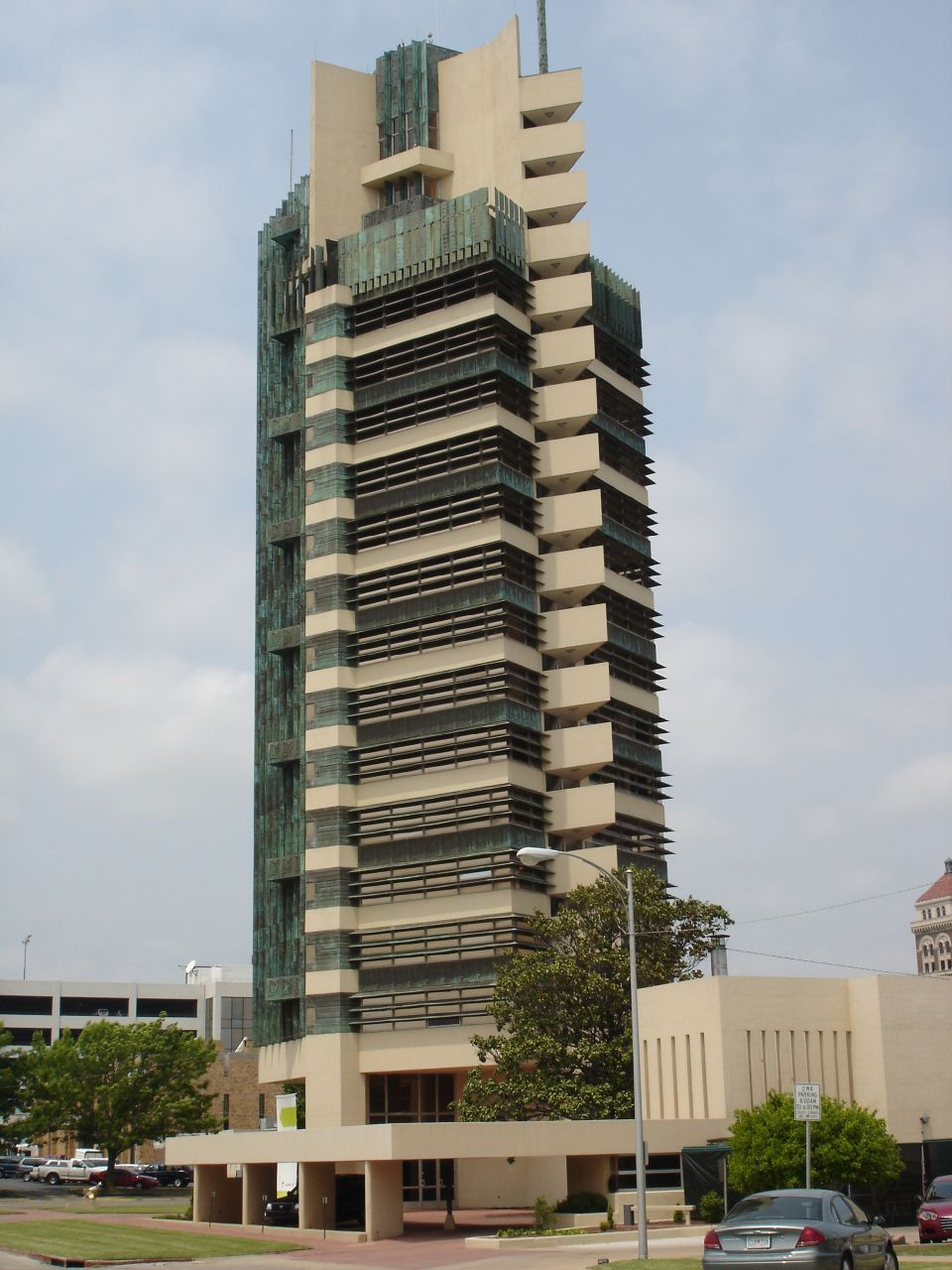
A Torre Price em Bartlesville, Oklahoma (1956)
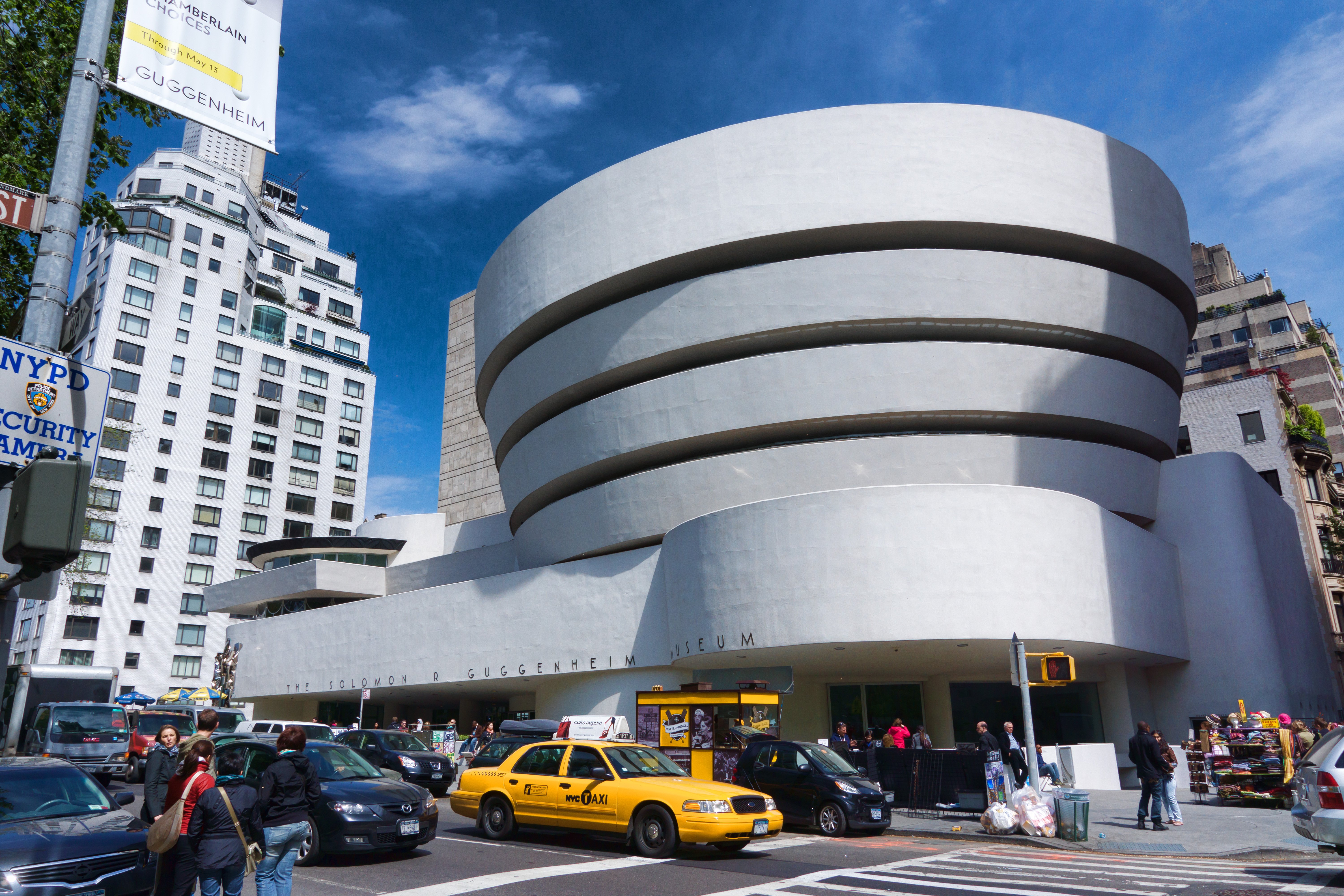
Solomon Guggenheim Museum, de Frank Lloyd Wright (1946–1959)

Frank Lloyd Wright tinha oitenta anos em 1947; esteve presente no início do modernismo americano e, embora se recusasse a aceitar a sua participação em qualquer movimento, continuou a desempenhar um papel de liderança quase até ao fim. Um dos seus projetos mais originais foi o campus do Florida Southern College em Lakeland, Florida, iniciado em 1941 e concluído em 1943. Desenhou nove novos edifícios num estilo que descreveu como "O Filho do Sol". Escreveu que queria que o campus "crescesse do solo para a luz, um filho do sol".
Concluiu vários projetos notáveis na década de 1940, incluindo a Sede da Johnson Wax e a Torre Price em Bartlesville, Oklahoma (1956). O edifício é invulgar por ser suportado pelo seu núcleo central de quatro poços de elevador; o resto do edifício está em consola em relação a este núcleo, como os ramos de uma árvore. Wright planeou originalmente a estrutura para um edifício de apartamentos na cidade de Nova Iorque. Este projeto foi cancelado devido à Grande Depressão, e ele adaptou o projeto a uma empresa de oleodutos e equipamentos em Oklahoma. Escreveu que, na cidade de Nova Iorque, o seu edifício se teria perdido numa floresta de edifícios altos, mas que em Oklahoma se destacava. O projeto é assimétrico; cada lado é diferente.
Em 1943, foi contratado pelo colecionador de arte Solomon R. Guggenheim para projetar um museu para a sua coleção de arte moderna. O seu projeto era totalmente original; Um edifício em forma de taça com uma rampa em espiral no interior que conduzia os visitantes do museu num passeio ascendente pela arte do século XX. As obras começaram em 1946, mas só foram concluídas em 1959, ano da sua morte. 

### Walter Gropius e Marcel Breuer

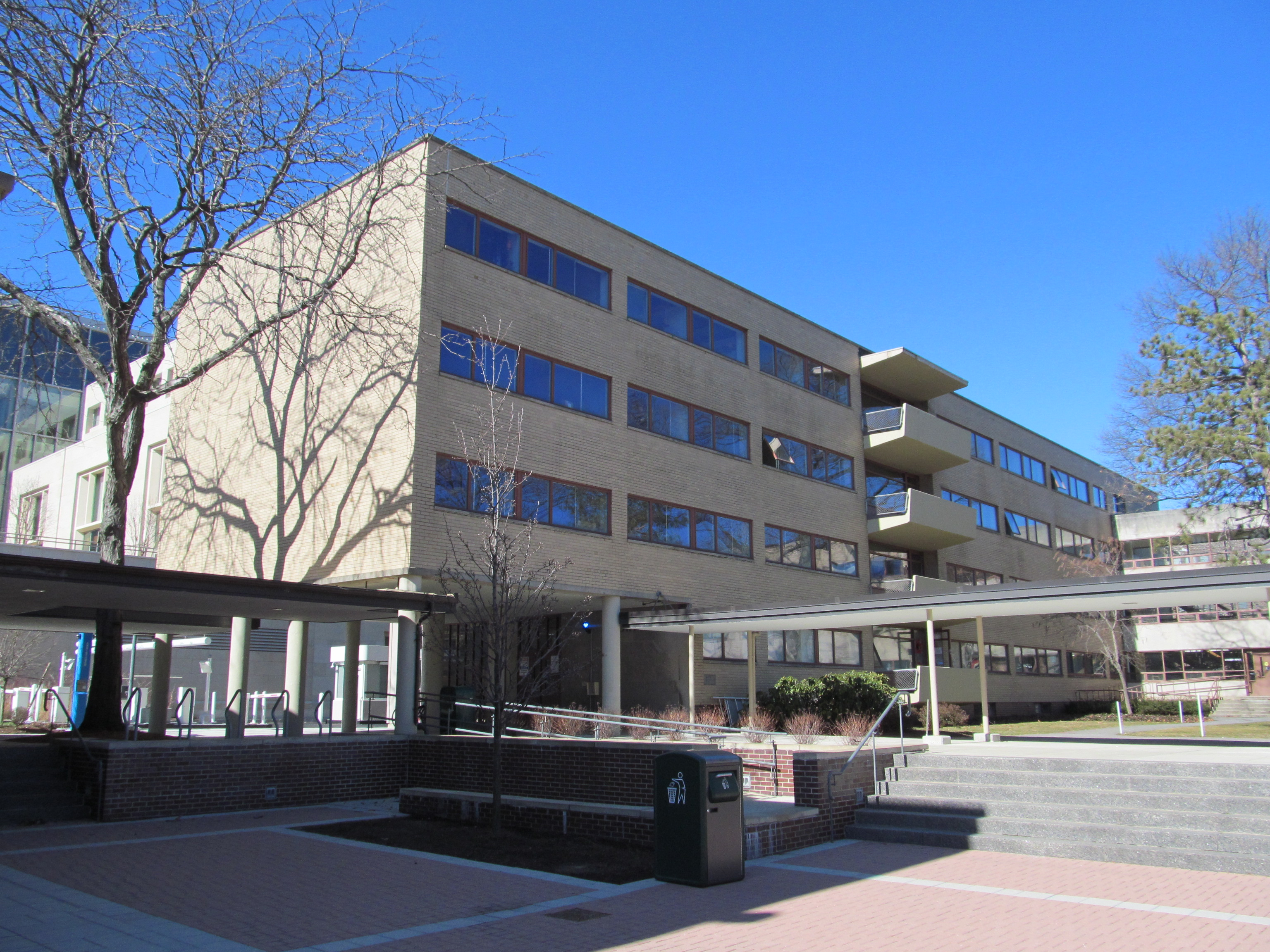
Story Hall of the Harvard Law School by Walter Gropius and (The Architects Collaborative)
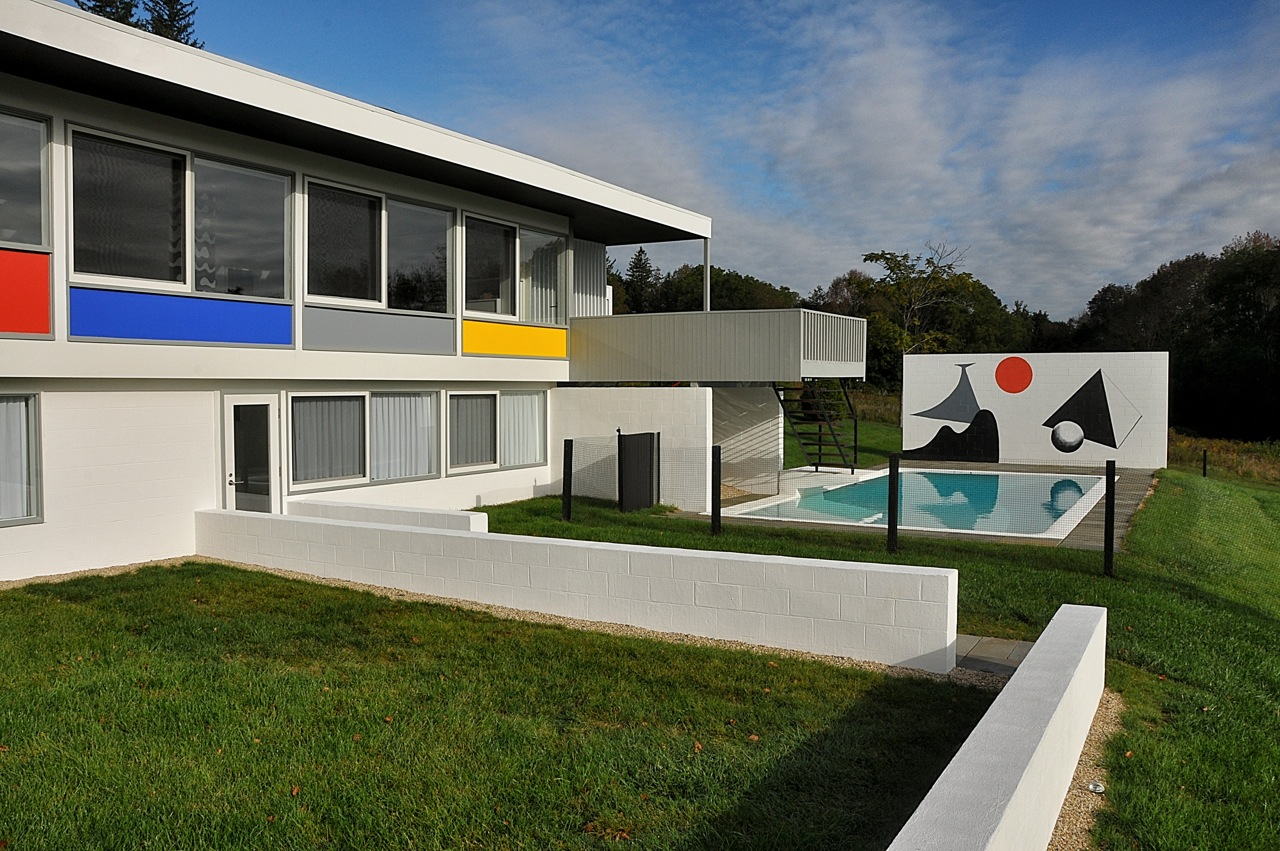
The Stillman House Litchfield, Connecticut, by Marcel Breuer (1950) The swimming pool mural is by Alexander Calder
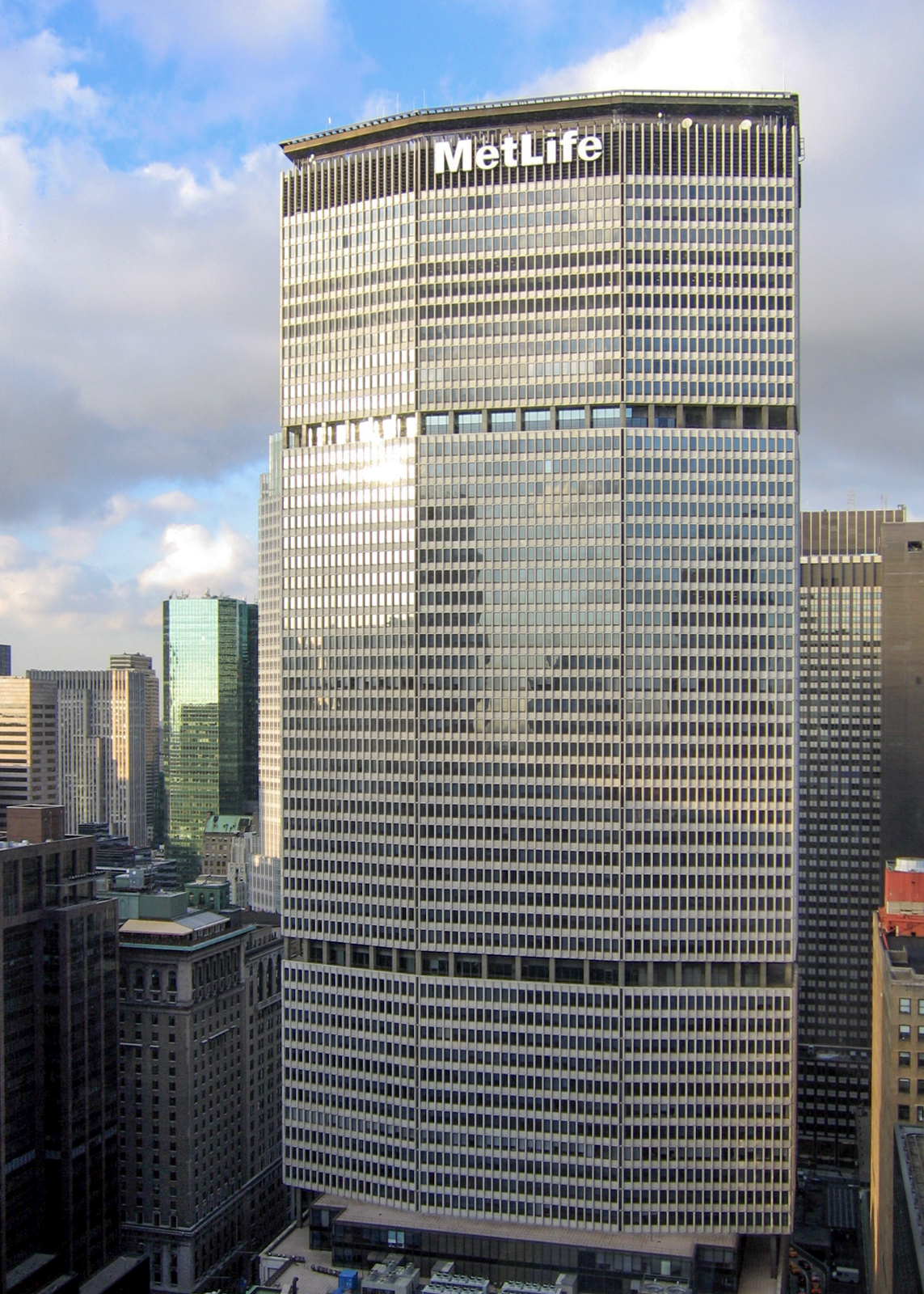
The PanAm building (Now MetLife Building) in New York, by Walter Gropius and The Architects Collaborative (1958–63)

Walter Gropius, o fundador da Bauhaus, mudou-se para Inglaterra em 1934 e passou lá três anos antes de ser convidado para os Estados Unidos por Walter Hudnut da Harvard Graduate School of Design; Gropius tornou-se o chefe da faculdade de arquitetura. Marcel Breuer, que tinha trabalhado com ele na Bauhaus, juntou-se a ele e abriu um escritório em Cambridge. A fama de Gropius e Breuer atraiu muitos estudantes, que se tornaram arquitetos famosos, entre os quais Ieoh Ming Pei e Philip Johnson. Não receberam uma encomenda importante até 1941, quando projetaram habitações para trabalhadores em Kensington, Pensilvânia, perto de Pittsburgh. Em 1945, Gropius e Breuer associaram-se a um grupo de arquitetos mais jovens sob o nome de TAC (The Architects Collaborative). Os seus trabalhos notáveis incluem a construção da Harvard Graduate School of Design, da Embaixada dos EUA em Atenas (1956-1957) e da sede da Pan American Airways em Nova Iorque (1958-1963).

### Ludwig Mies van der Rohe

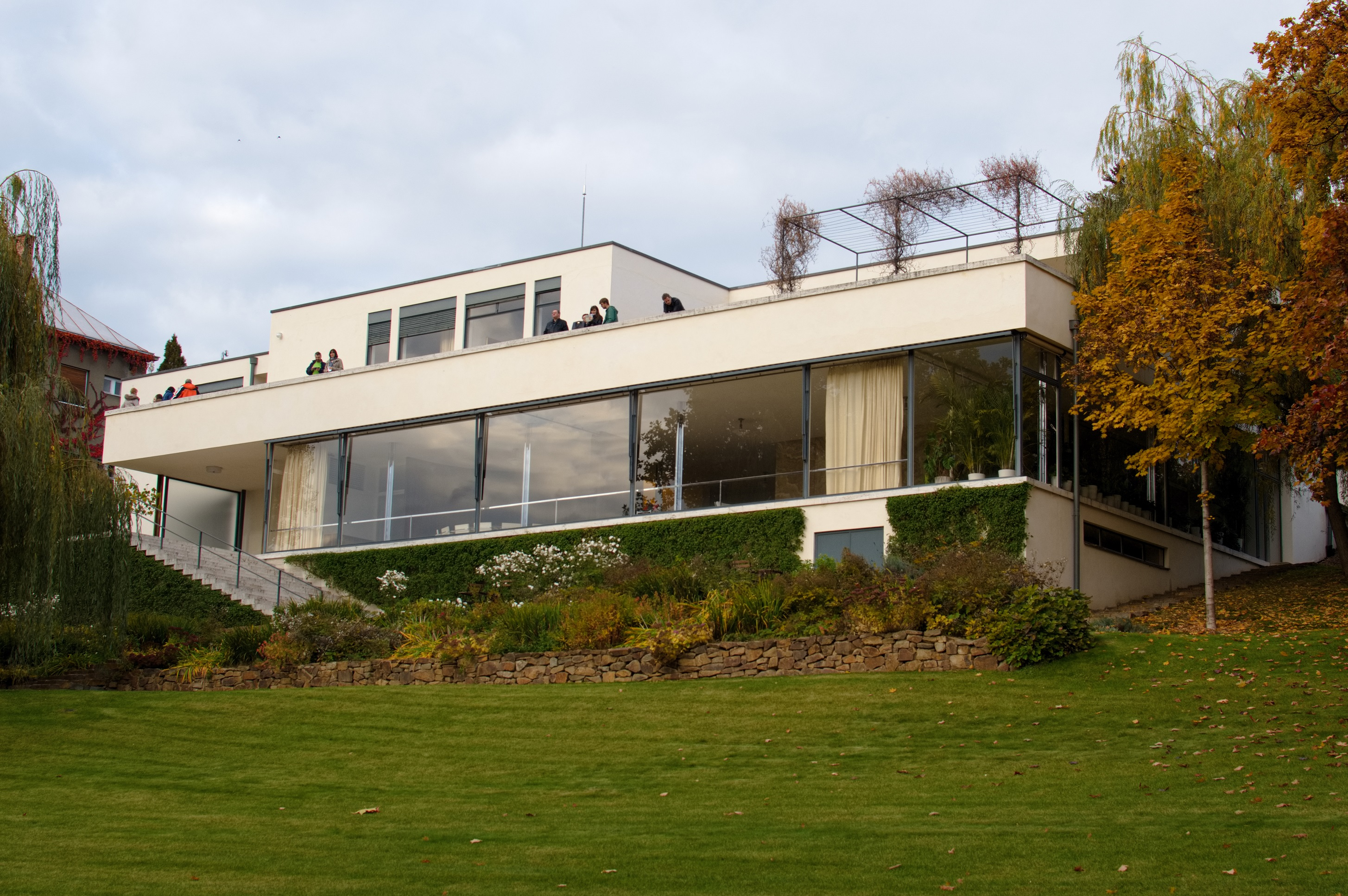
Villa Tugendhat in Brno, República Checa (1928–30)
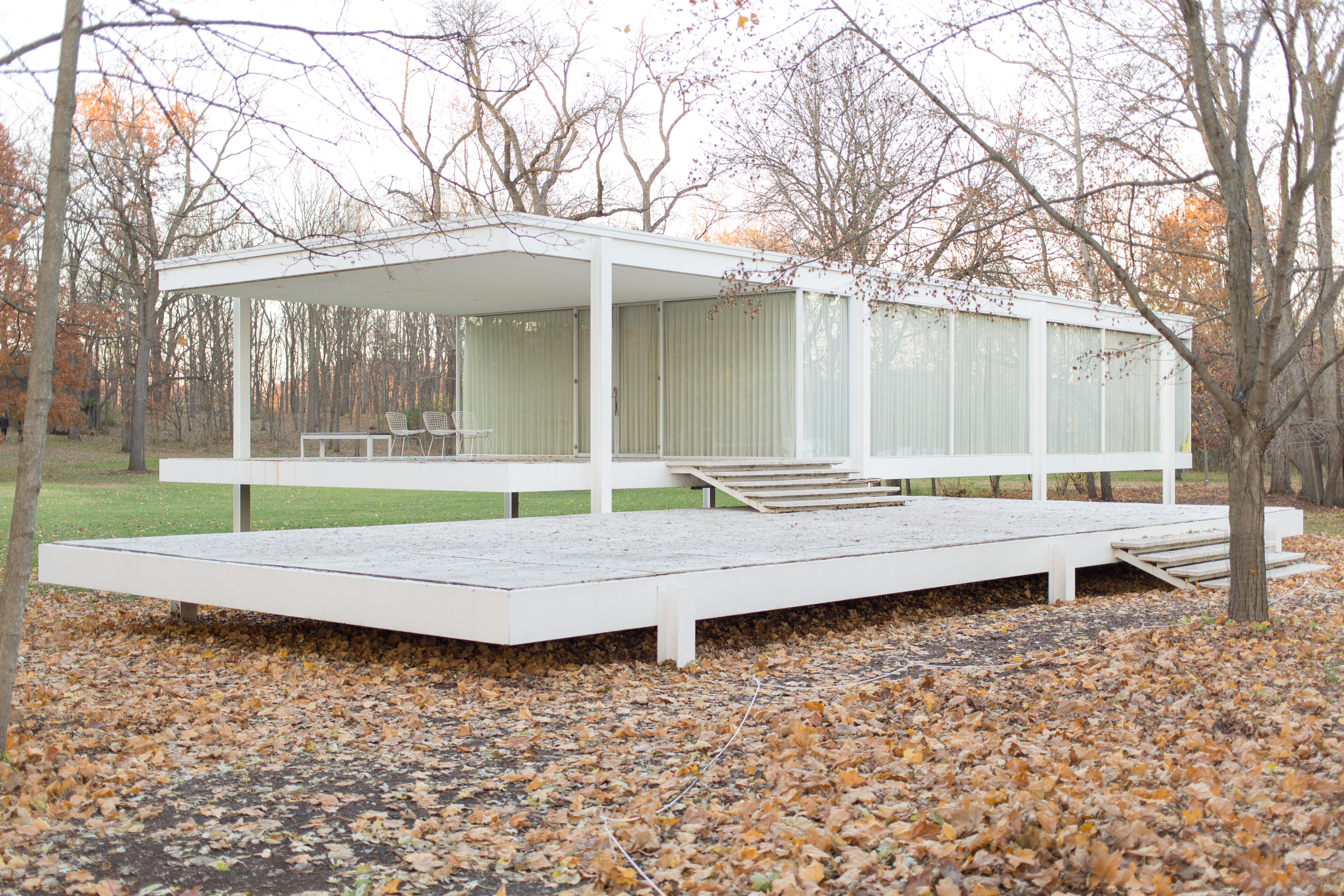
A Farnsworth House em Plan, Illinois (1945–51)
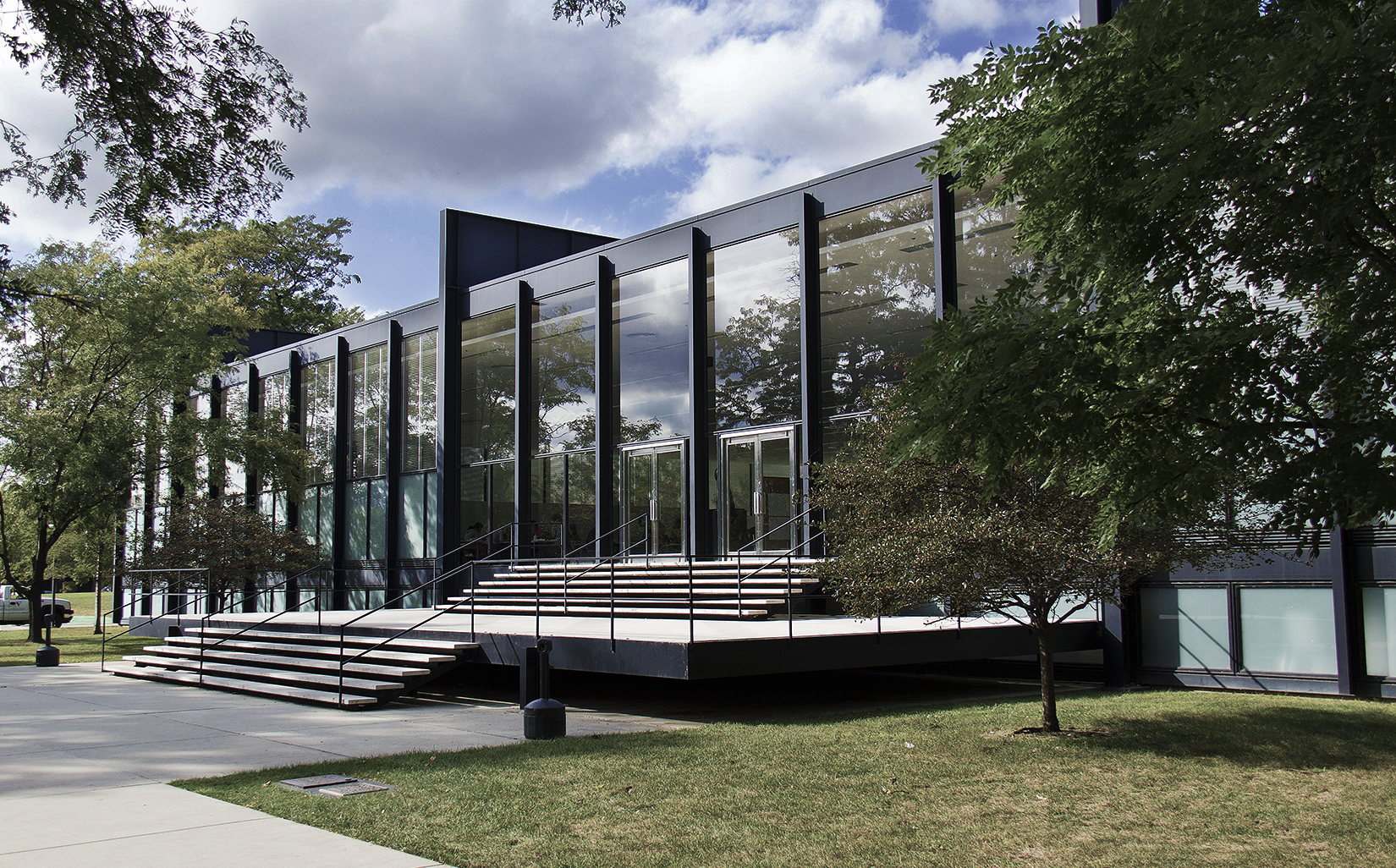
Crown Hall no Illinois Institute of Technology, Chicago (1956)
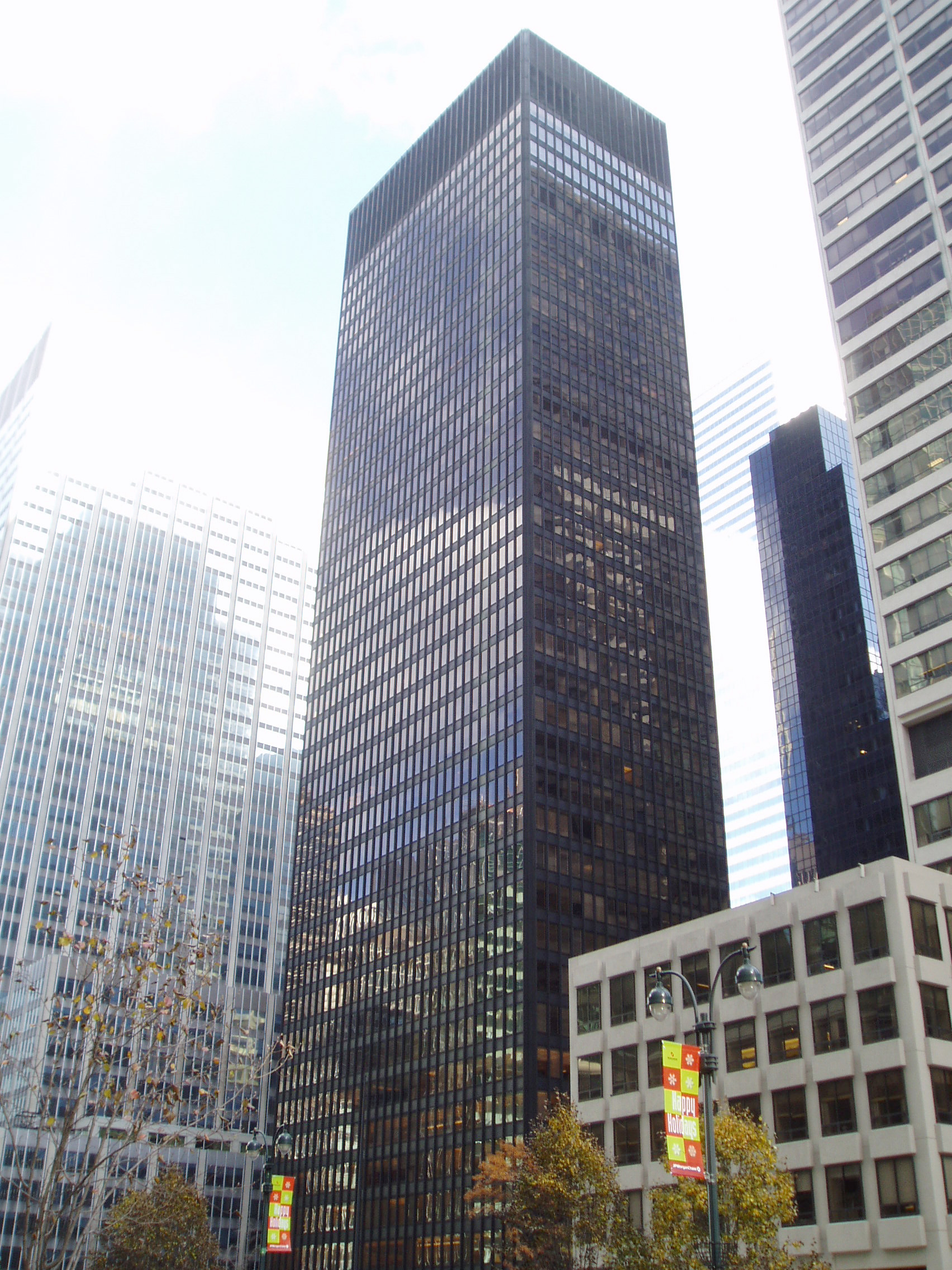
O Edifício Seagram, Nova Iorque, 1958, por Ludwig Mies van der Rohe

Ludwig Mies van der Rohe descreveu a sua arquitetura com o famoso ditado: "Menos é mais". Como diretor da escola de arquitetura do que hoje se designa por Illinois Institute of Technology de 1939 a 1956, Mies (como era vulgarmente conhecido) fez de Chicago a cidade líder do modernismo americano nos anos do pós-guerra. Construiu novos edifícios para o Instituto num estilo modernista, dois edifícios de apartamentos altos na Lakeshore Drive (1948-1951), que se tornaram modelos para arranha-céus de todo o país. Outras obras importantes incluem a Farnsworth House em Plano, Illinois (1945-1951), uma simples caixa de vidro horizontal que teve uma enorme influência na arquitetura residencial americana. O Centro de Convenções de Chicago (1952-1954) e o Crown Hall no Instituto de Tecnologia de Illinois (1950-1956), e o Seagram Building em Nova Iorque (1954-1958) também estabeleceram um novo padrão de pureza e elegância. Baseadas em pilares de granito, as paredes lisas de vidro e aço receberam um toque de cor com a utilização de vigas I em tom bronze na estrutura. Regressou à Alemanha em 1962-1968 para construir a nova Nationalgallerie em Berlim. Os seus alunos e seguidores incluíam Philip Johnson e Eero Saarinen, cujo trabalho foi substancialmente influenciado pelas suas ideias.

### Richard Neutra e Charles e Ray Eames

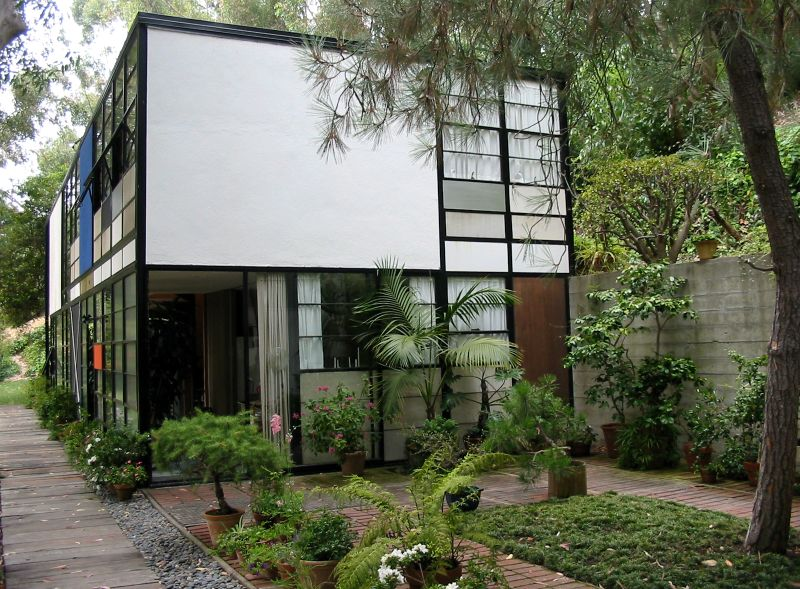
Eames House de Charles and Ray Eames, Pacific Palisades, (1949)
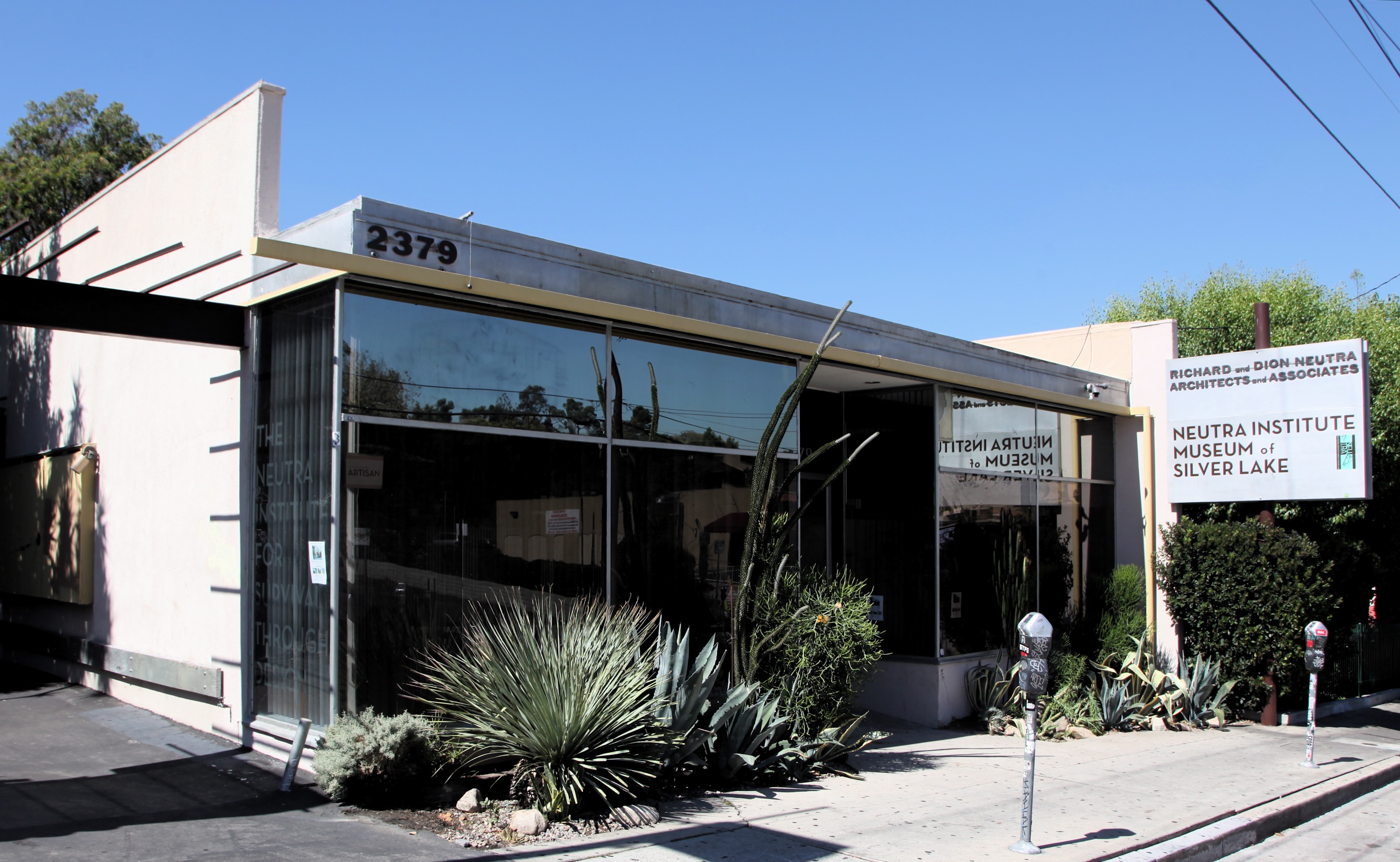
Edifício de escritórios Neutra por Richard Neutra em Los Angeles (1950)
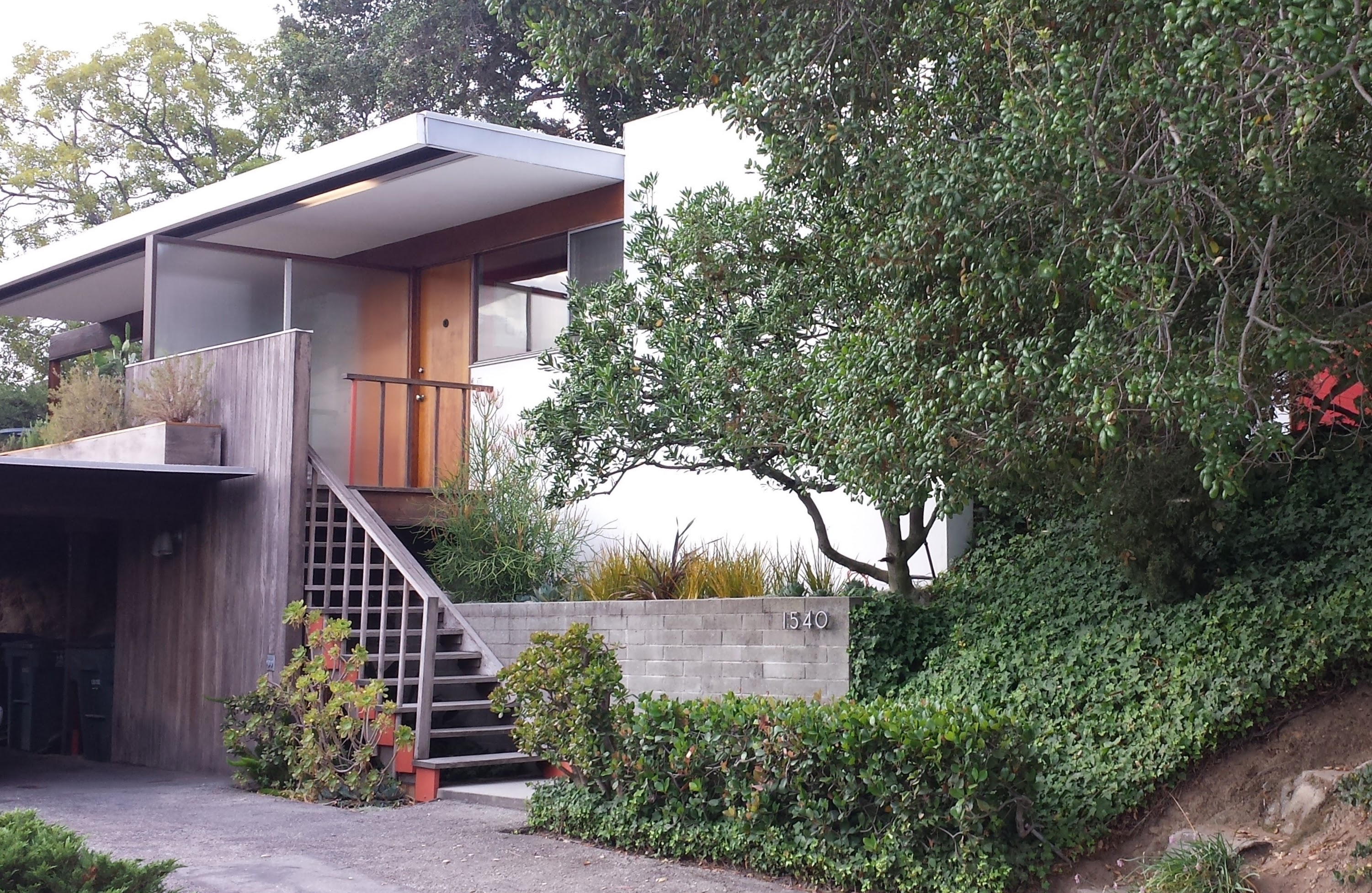
A Casa de Constance Perkins de Richard Neutra, Los Angeles (1962)

Os arquitetos residenciais influentes no novo estilo nos Estados Unidos incluem Richard Neutra e Charles e Ray Eames. A obra mais celebrada de Eames foi a Eames House em Pacific Palisades, Califórnia (1949). Charles Eames em colaboração com Eero Saarinen compôs a casa, composta por duas estruturas: a residência do arquiteto e o seu atelier, unidas em forma de L. A casa, influenciada pela arquitetura japonesa, é constituída por painéis translúcidos e transparentes, organizados em volumes simples, utilizando frequentemente materiais naturais, apoiados numa estrutura de aço. A estrutura da casa foi montada em dezasseis horas por cinco operários. Abrilhantou os seus edifícios com painéis de cores puras. 
Richard Neutra continuou a construir casas influentes em Los Angeles, utilizando o tema da caixa simples. Muitas destas casas apagaram a linha de distinção entre espaços interiores e exteriores com paredes de vidro. A Constance Perkins House de Neutra em Pasadena, Califórnia (1962) foi uma reinterpretação da modesta residência unifamiliar. Foi construída com materiais baratos – madeira, gesso e vidro – e concluída a um custo de pouco menos de 18.000 dólares. Neutra dimensionou a casa para as dimensões físicas da sua proprietária, uma mulher pequena. Apresenta um espelho de água que serpenteia sob as paredes de vidro da casa. Uma das construções mais invulgares de Neutra foi Shepherd’s Grove em Garden Grove, Califórnia, que possuía um parque de estacionamento anexo onde os fiéis podiam acompanhar o culto sem sair dos seus carros.

### Skidmore, Owings e Merrill e Wallace K. Harrison

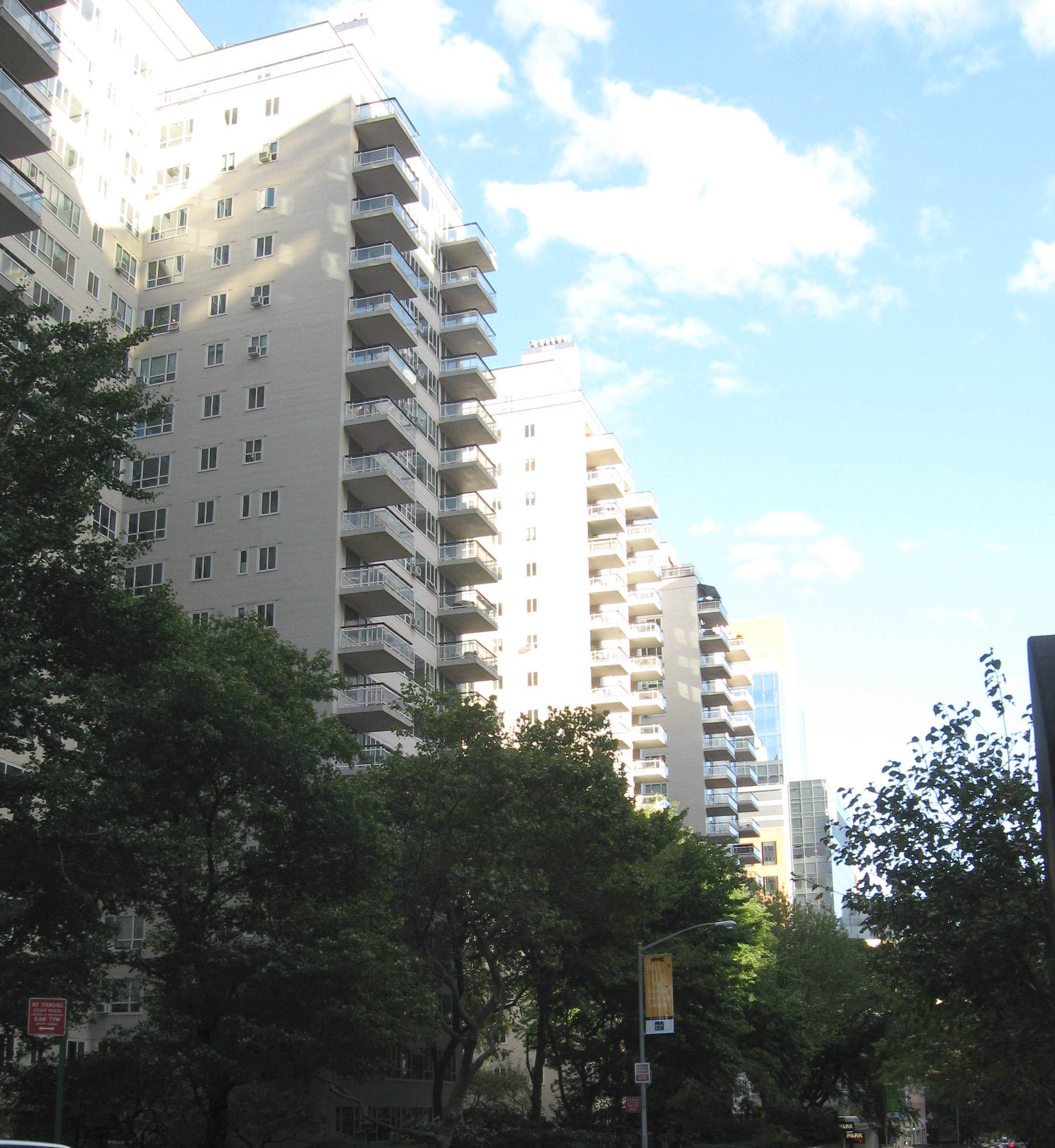
Manhattan House de Skidmore, Owings & Merrill (1950–51)
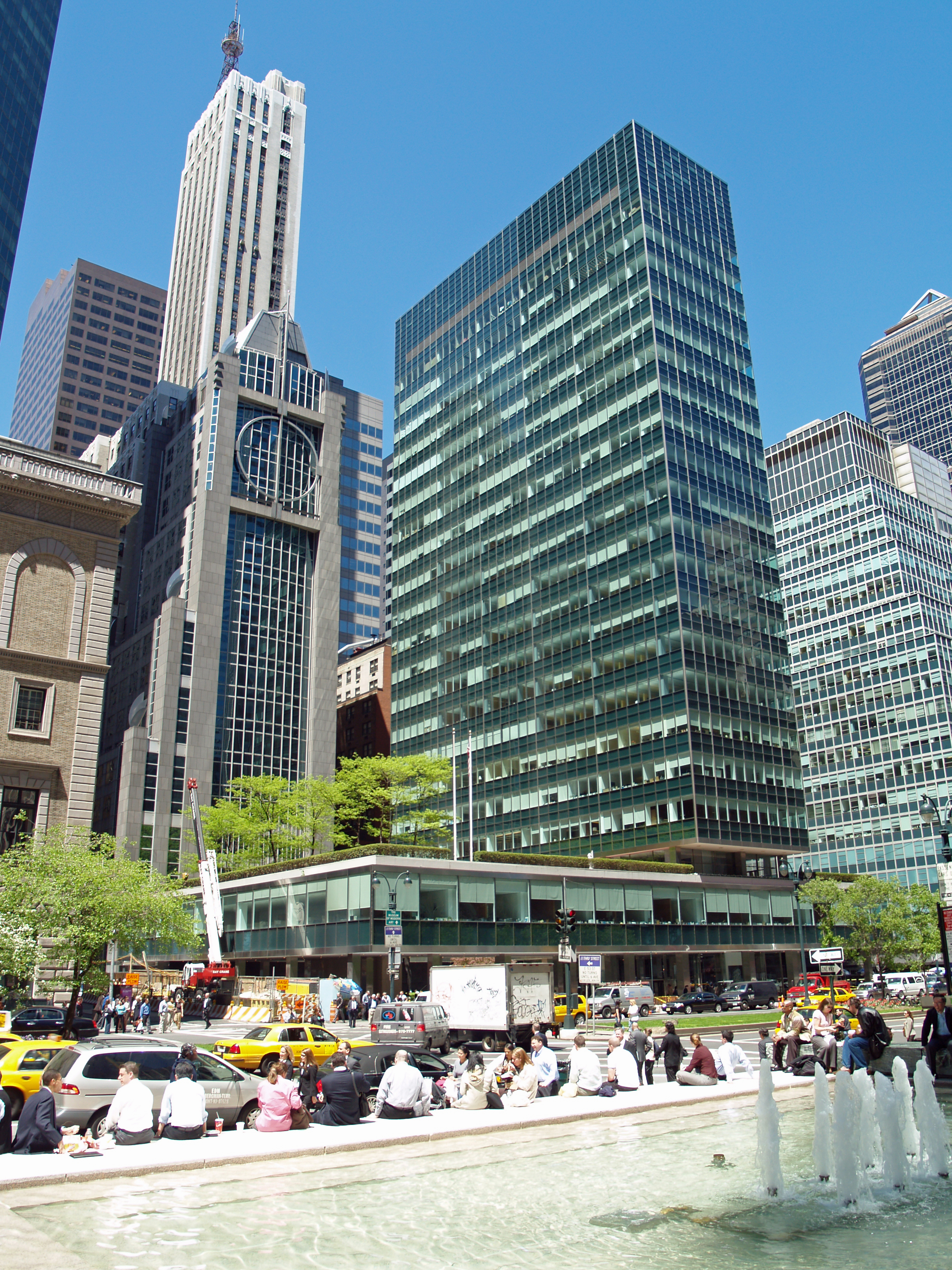
Lever House de Skidmore, Owings & Merrill (1951–52)
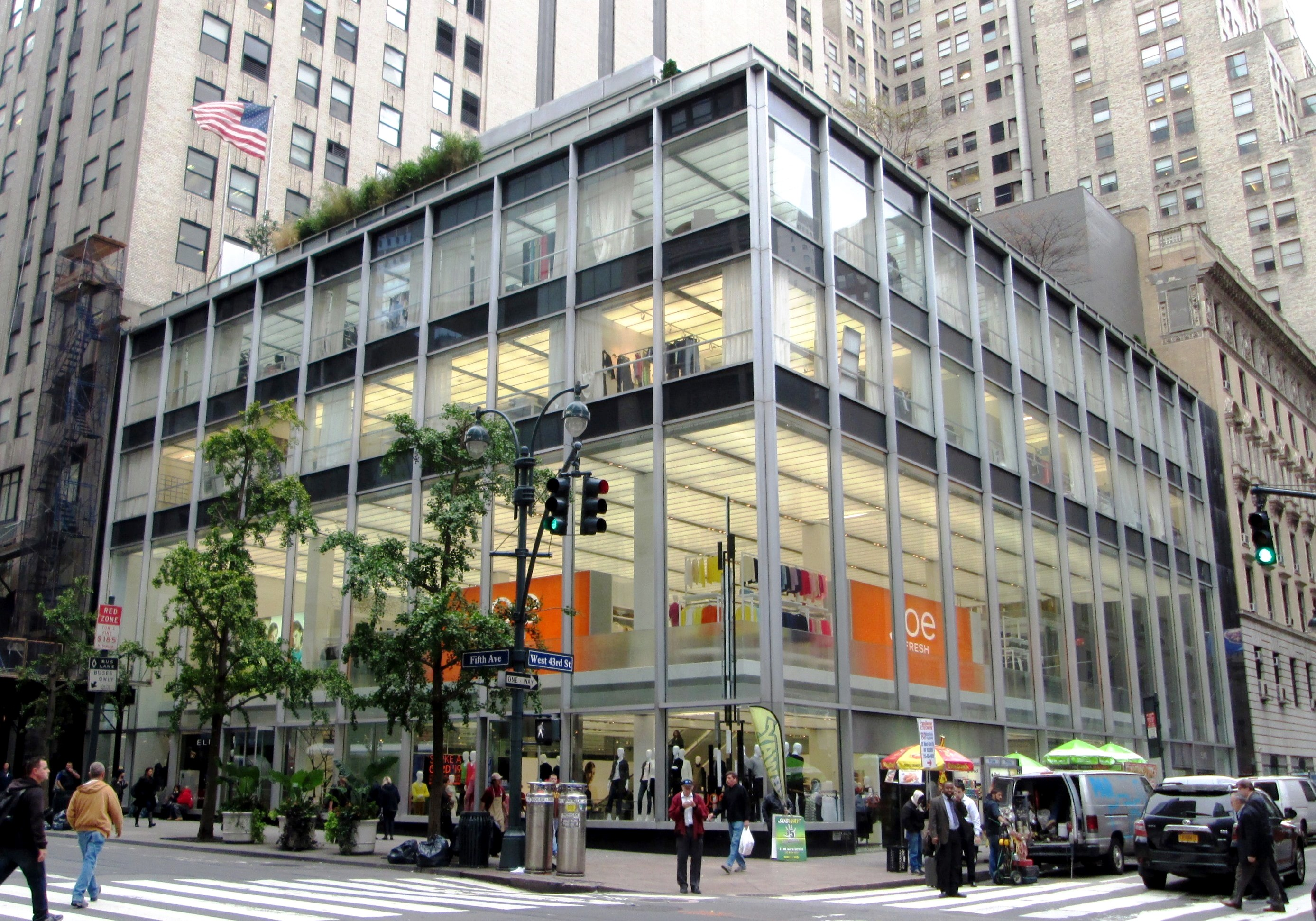
Manufacturers Trust Company Building, por Skidmore, Owings & Merrill, Nova Iorque (1954)
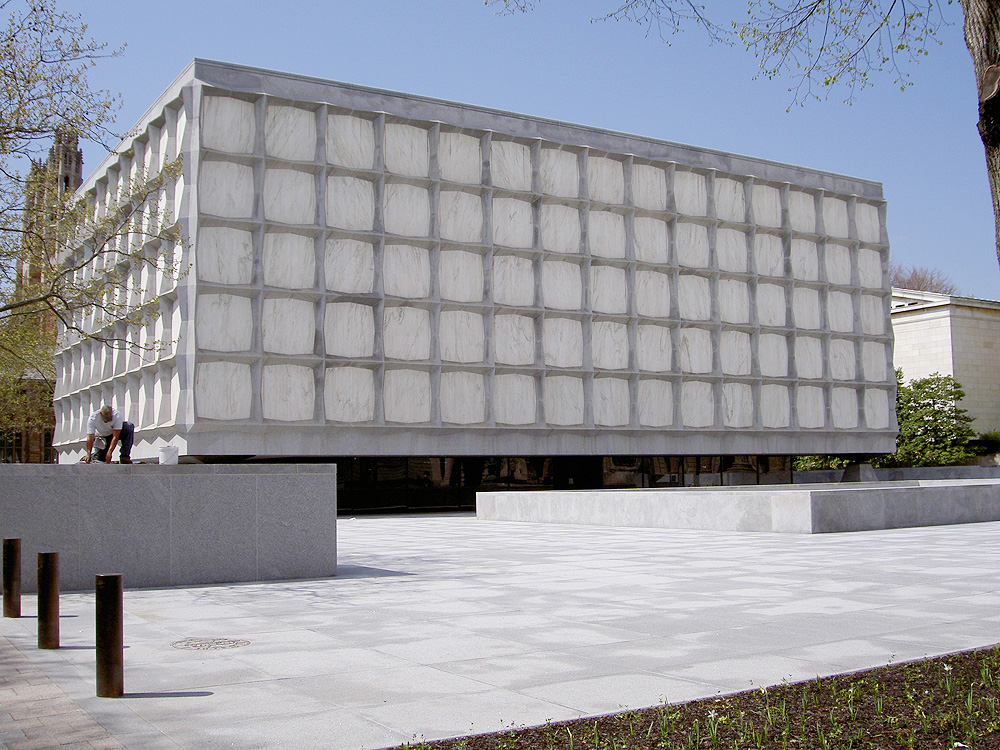
Biblioteca Beinecke na Universidade de Yale por Skidmore, Owings & Merrill (1963)
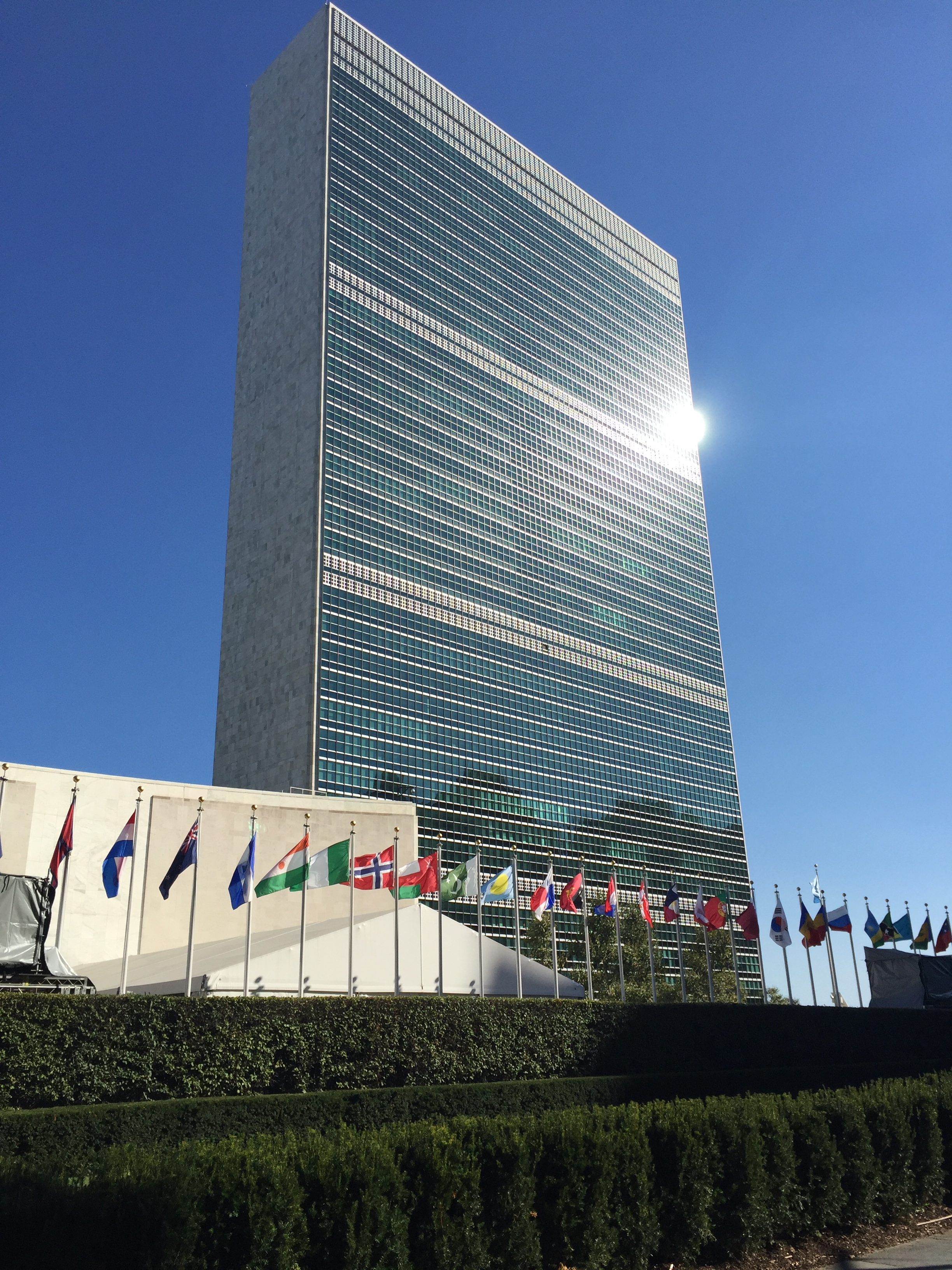
Sede das Nações Unidas em Nova Iorque, por Wallace Harrison com Oscar Niemeyer e Le Corbusier (1952)
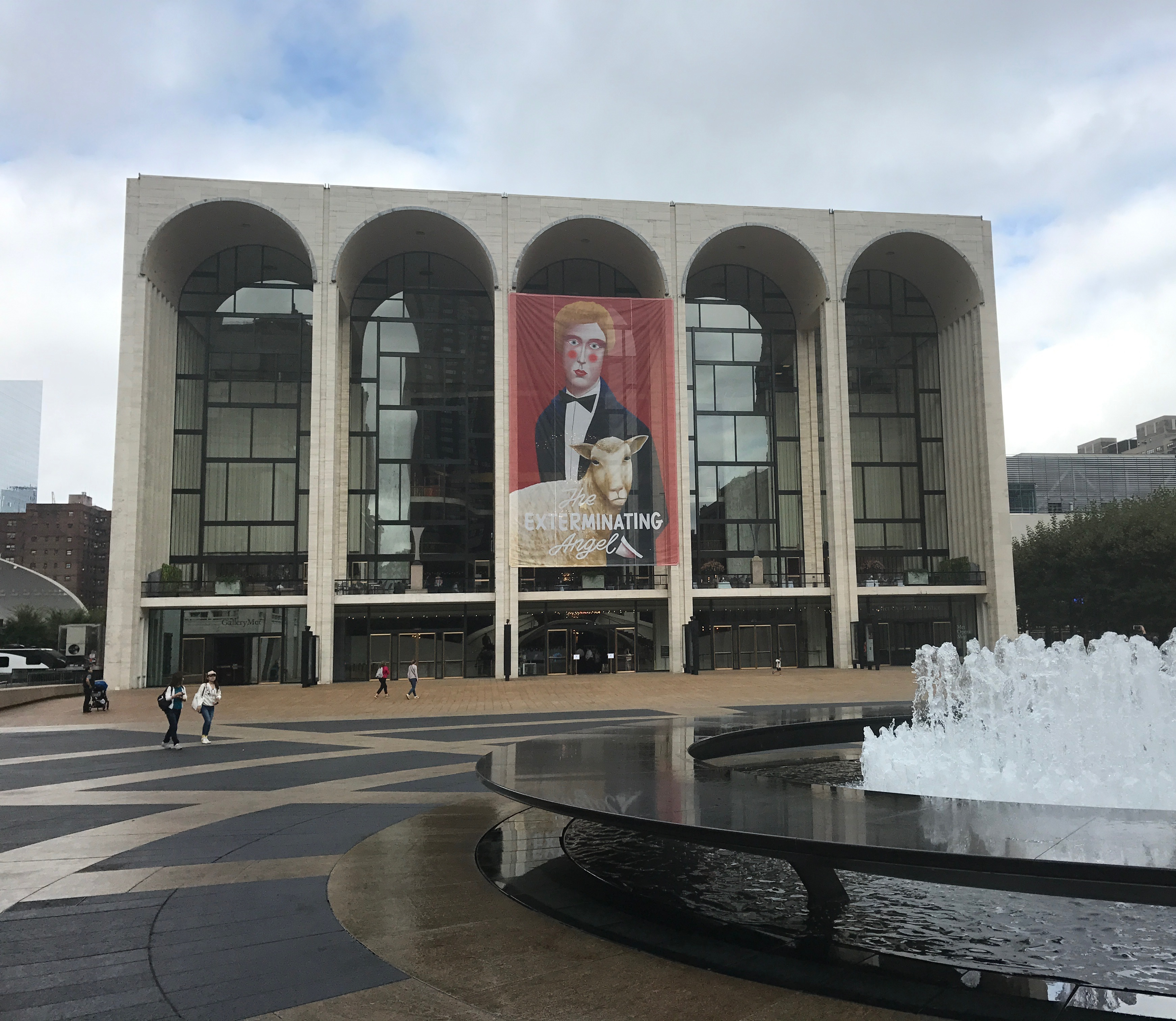
A Metropolitan Opera House no Lincoln Center na cidade de Nova Iorque por Wallace Harrison (1966)

Muitos dos notáveis edifícios modernos do pós-guerra foram produzidos por duas megaagências de arquitetura, que reuniam grandes equipas de designers para projetos muito complexos. A empresa Skidmore, Owings & Merrill foi fundada em Chicago em 1936 por Louis Skidmore e Nathaniel Owings, e em 1939, juntou-se ao engenheiro John Merrill. Logo passou a chamar-se SOM. O seu primeiro grande projeto foi o Laboratório Nacional de Oak Ridge, em Oak Ridge, Tennessee, a gigantesca instalação governamental que produziu plutónio para as primeiras armas nucleares. Em 1964, a empresa contava com dezoito "proprietários-sócios", 54 "participantes associados" e 750 arquitetos, técnicos, designers, decoradores e paisagistas. O seu estilo foi amplamente inspirado na obra de Ludwig Mies van der Rohe, e os seus edifícios cedo ganharam um lugar de destaque no horizonte de Nova Iorque, incluindo a Manhattan House (1950-1951), a Lever House (1951-1952) e o Manufacturers Trust Company Building (1954). As construções posteriores da empresa incluem a Beinecke Library na Yale University (1963), a Willis Tower, antiga Sears Tower em Chicago (1973) e o One World Trade Center na cidade de Nova Iorque (2013), que substituiu o edifício destruído no ataque terrorista de 11 de setembro de 2001. 
Wallace Harrison desempenhou um papel importante na história da arquitetura moderna de Nova Iorque; Como consultor de arquitetura da Família Rockefeller, ajudou a projetar o Rockefeller Center, o principal projeto arquitetónico Art Déco da década de 1930. Foi o arquiteto supervisor da Feira Mundial de Nova Iorque de 1939 e, com o seu sócio Max Abramowitz, foi o construtor e arquiteto-chefe da sede das Nações Unidas; Harrison chefiou um comité de arquitetos internacionais, que incluía Oscar Niemeyer (que produziu o plano original aprovado pelo comité) e Le Corbusier. Outros edifícios emblemáticos de Nova Iorque projetados por Harrison e pela sua empresa incluem a Metropolitan Opera House, o plano diretor do Lincoln Center e o Aeroporto Internacional John F. Kennedy.

### Philip Johnson

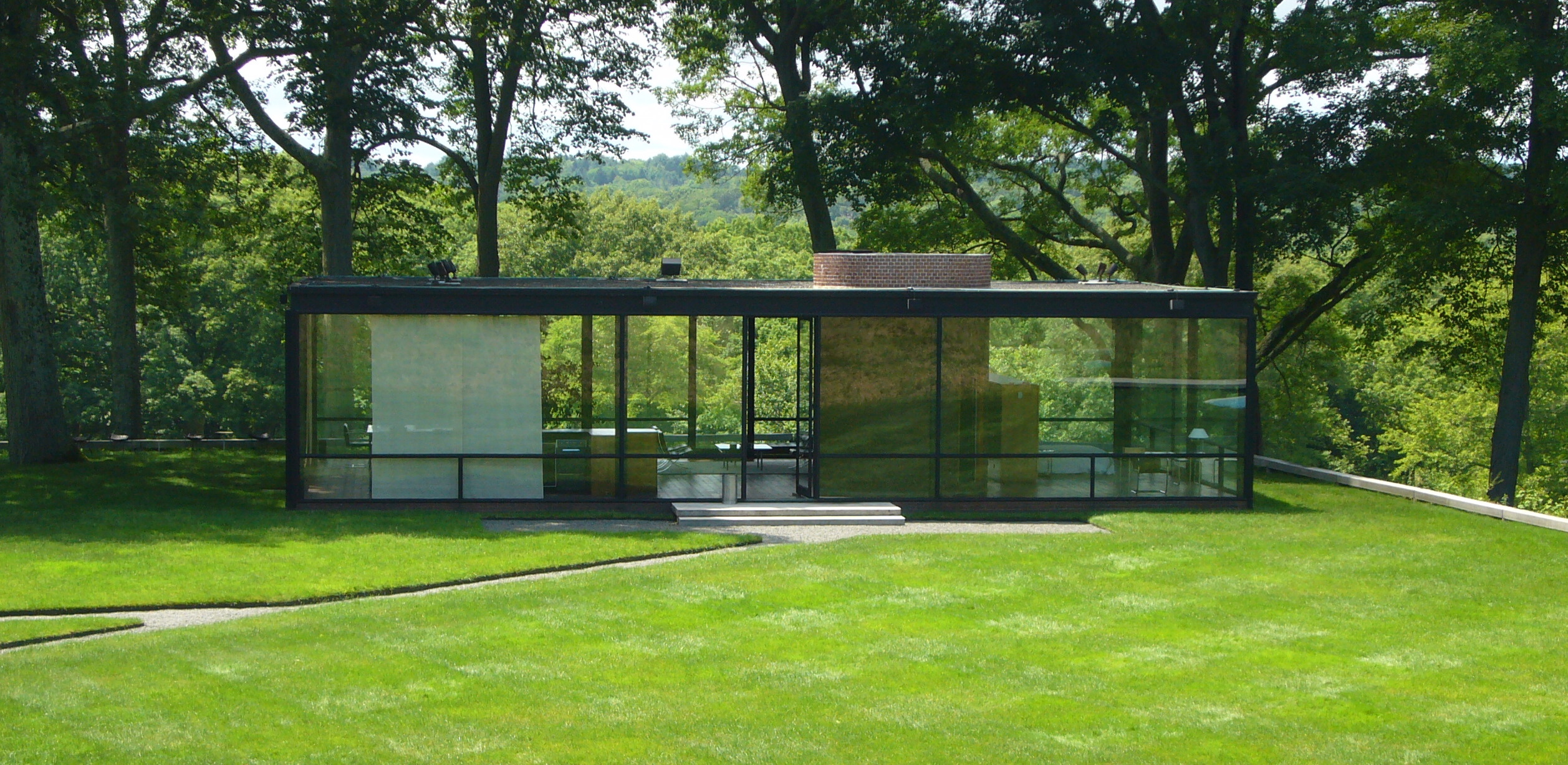
A Casa de Vidro de Philip Johnson em New Canaan, Connecticut (1953)
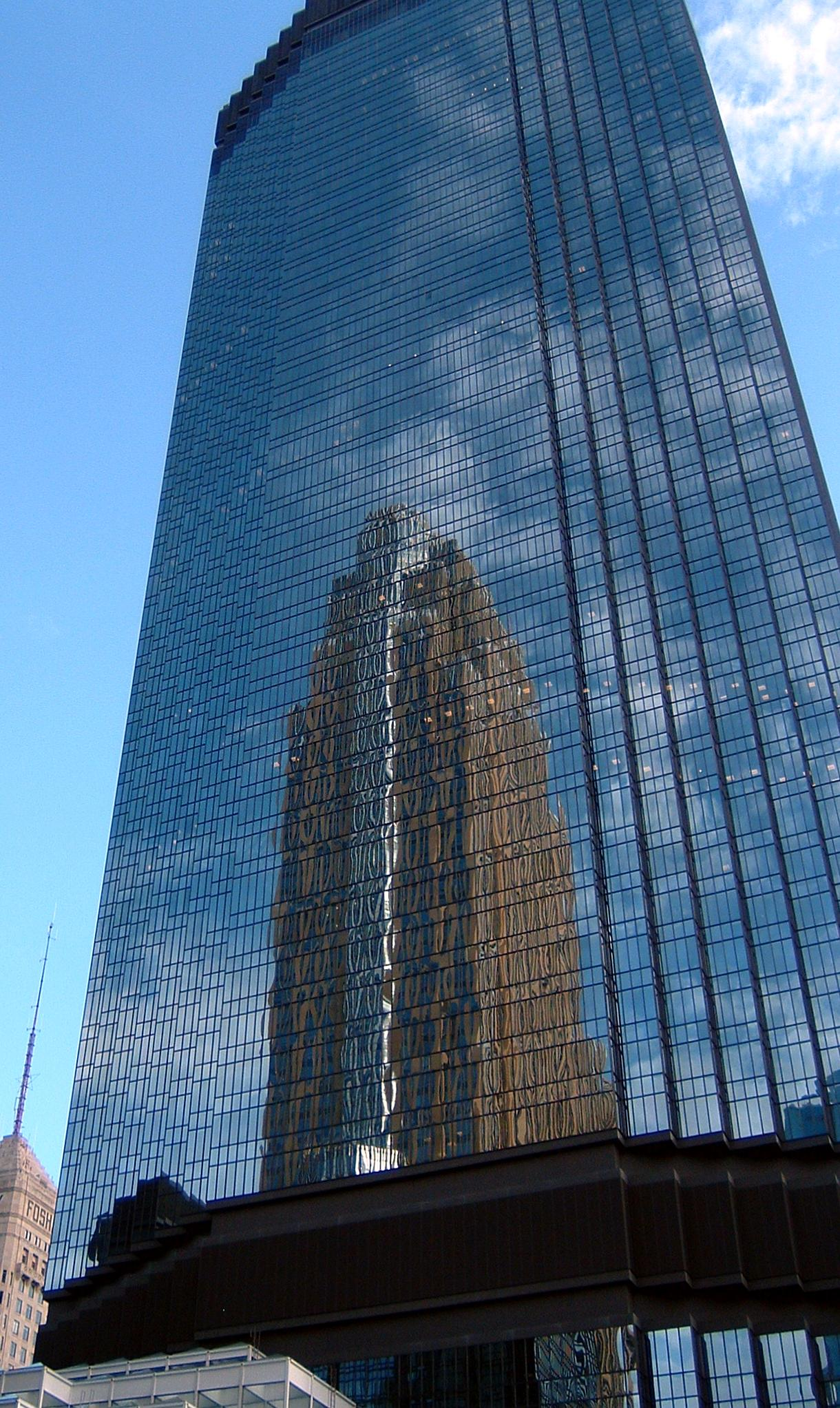
O IDS Center em Minneapolis, Minnesota, por Philip Johnson (1969–72)
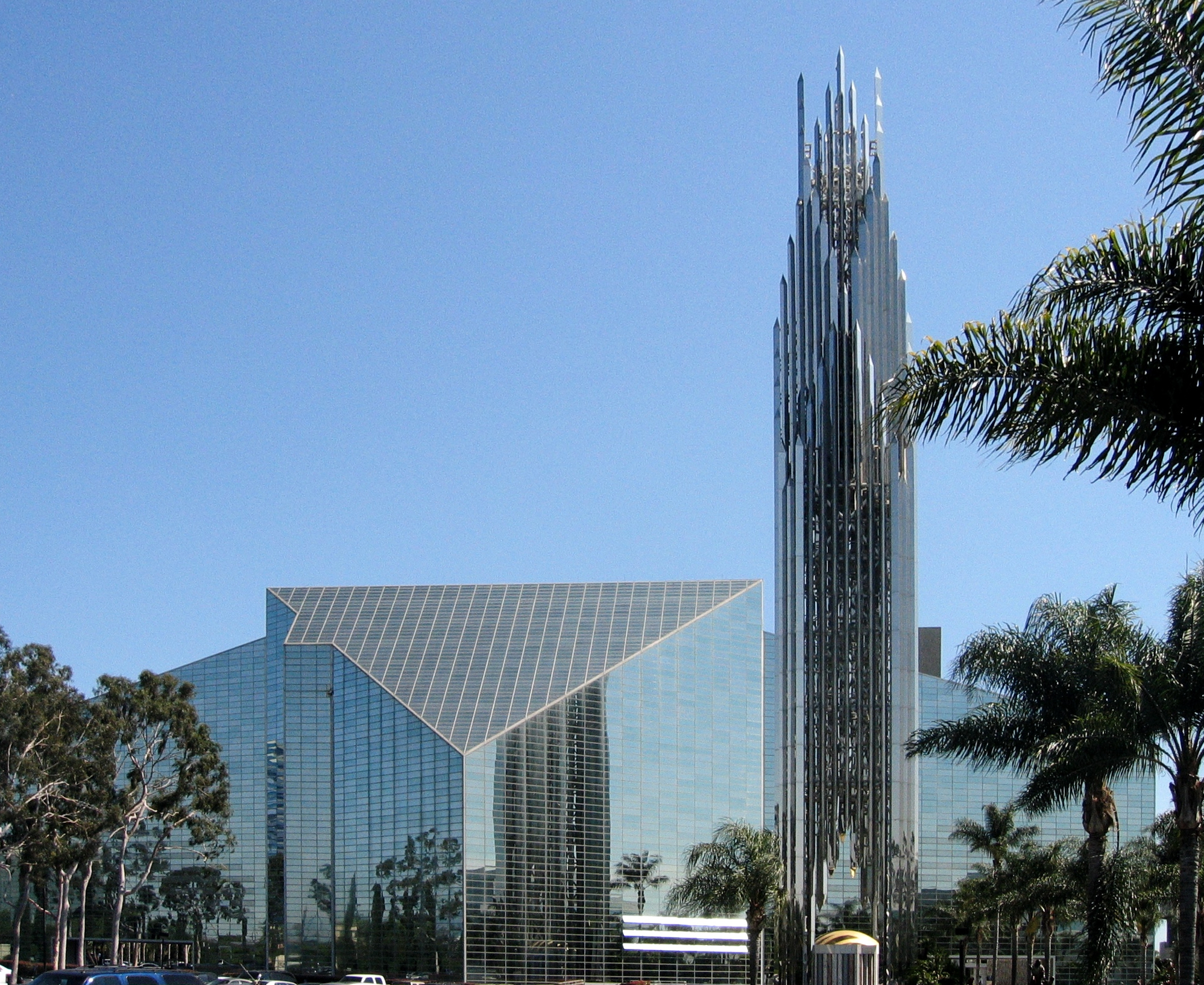
A Catedral de Cristal de Philip Johnson (1977–80)
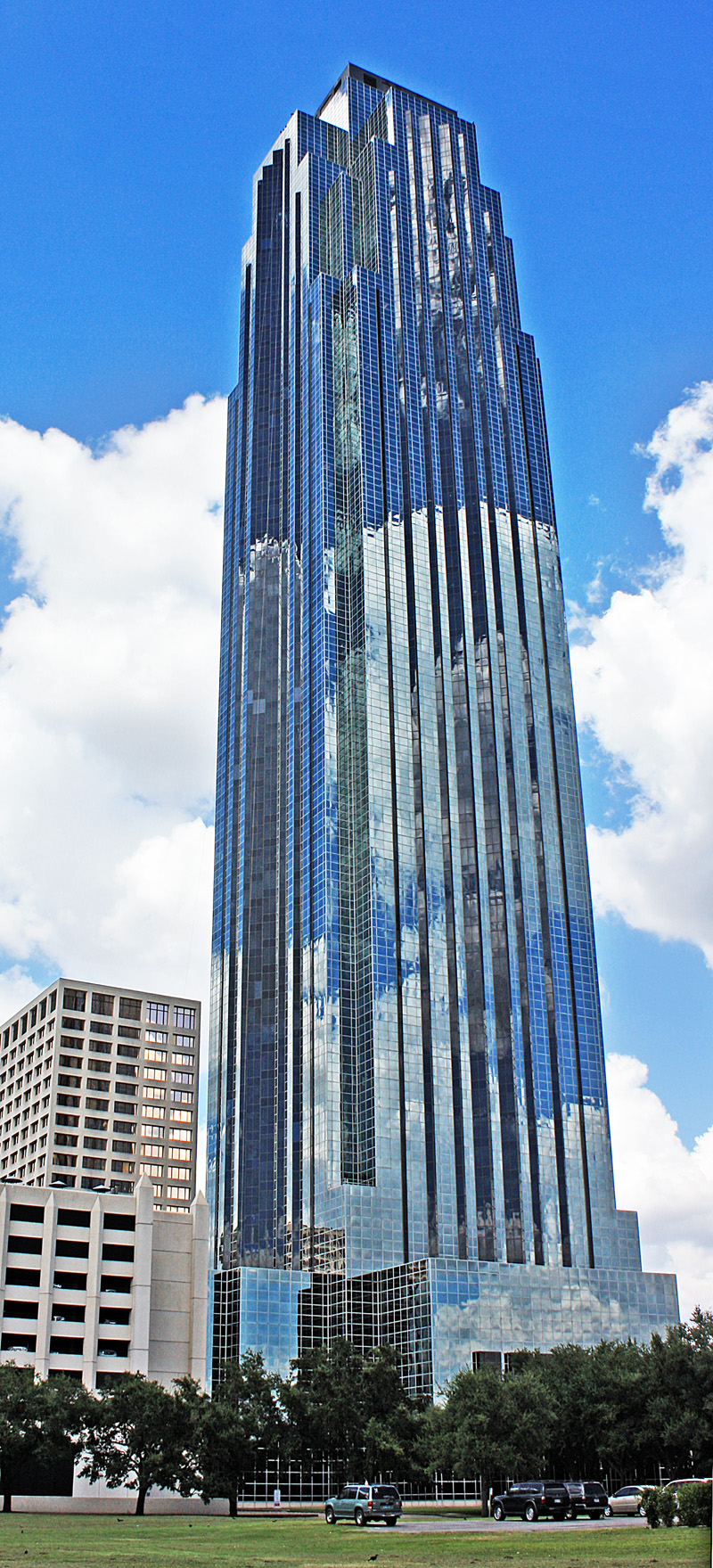
PPG Place em Pittsburgh, Pensilvânia, por Philip Johnson (1981–84)

Philip Johnson (1906-2005) foi uma das mais jovens e últimas figuras de relevo da arquitetura moderna americana. Formou-se em Harvard com Walter Gropius e, mais tarde, foi diretor do departamento de arquitetura e design moderno do Metropolitan Museum of Art de 1946 a 1954. Em 1947, publicou um livro sobre Ludwig Mies van der Rohe e, em 1953, projetou a sua própria residência, a Glass House em New Canaan, Connecticut, num estilo inspirado na Farnsworth House de Mies. A partir de 1955, começou a trilhar o seu próprio caminho, caminhando gradualmente em direção ao expressionismo, com projetos que se distanciavam cada vez mais das ortodoxias da arquitetura moderna. A sua última e decisiva rutura com a arquitetura moderna foi com o Edifício AT&T (mais tarde conhecido como Torre Sony) e, atualmente, com a 550 Madison Avenue em Nova Iorque (1979), um arranha-céus essencialmente modernista completamente alterado pela adição de um frontão quebrado com uma abertura circular. Este edifício é geralmente considerado o marco inicial da arquitetura pós-moderna nos Estados Unidos. 

### Eero Saarinen

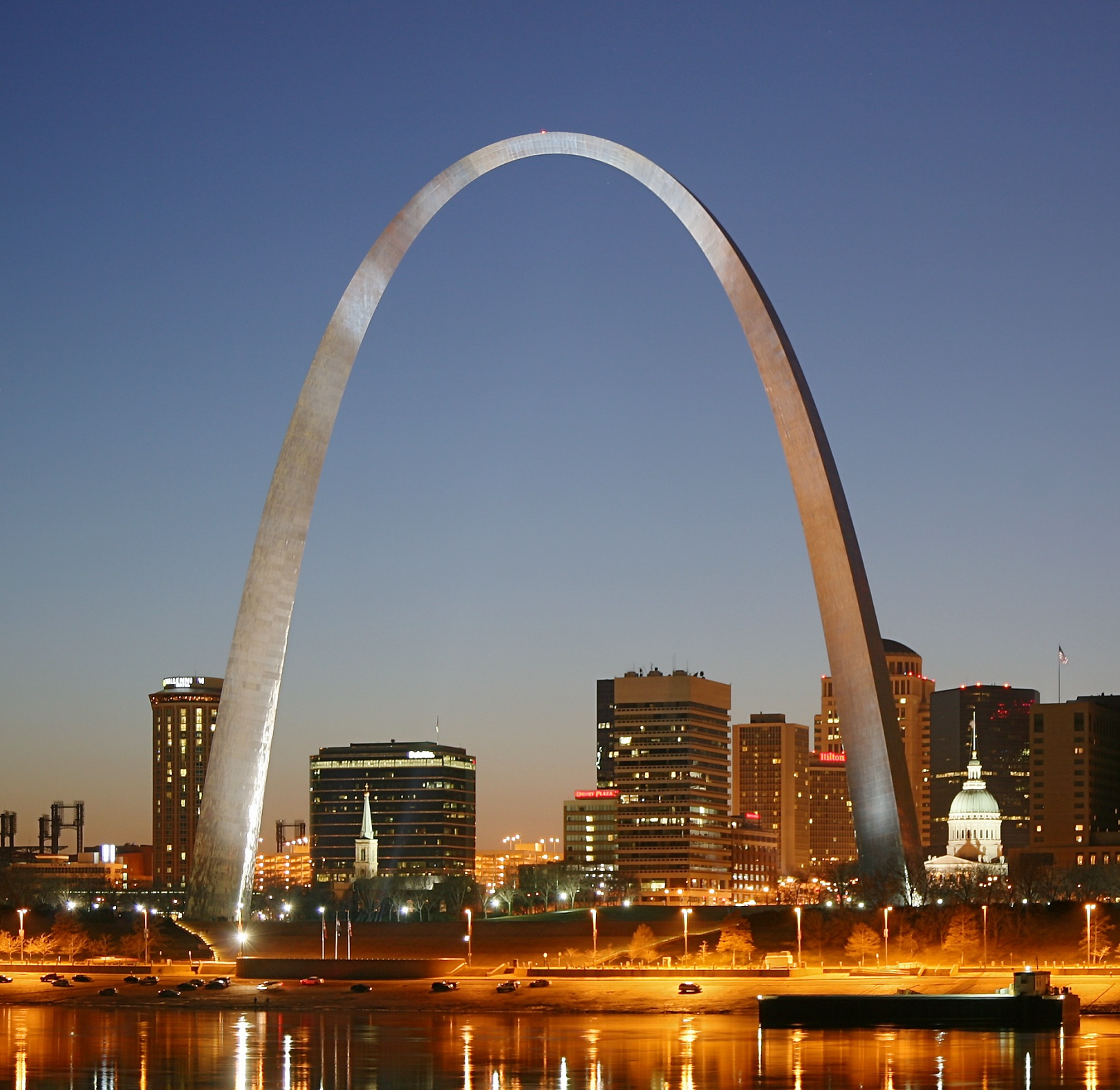
O Arco do Portal em Saint Louis, Missouri (1948–1965)
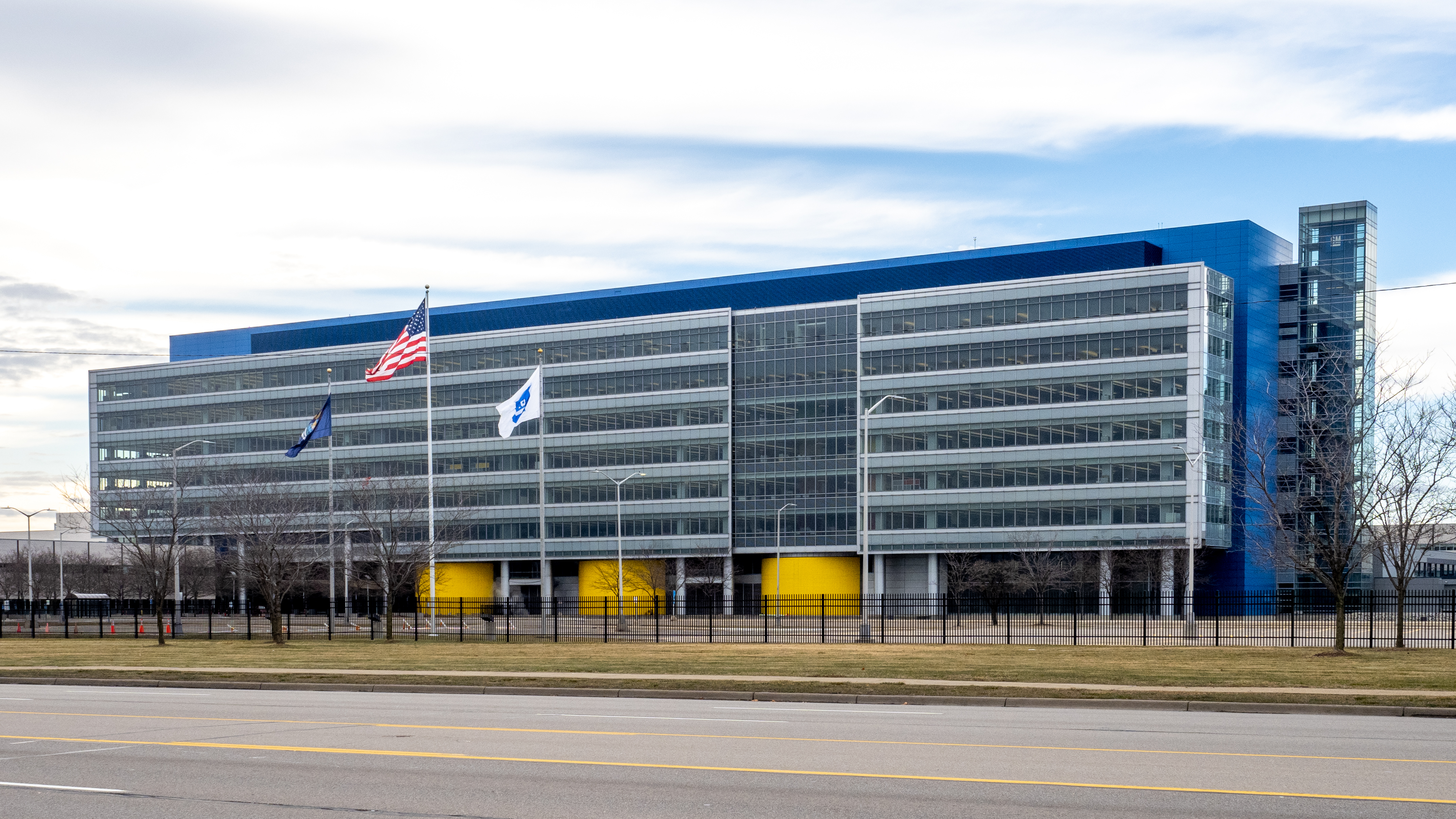
Edifício principal do General Motors Technical Center (1949–55)
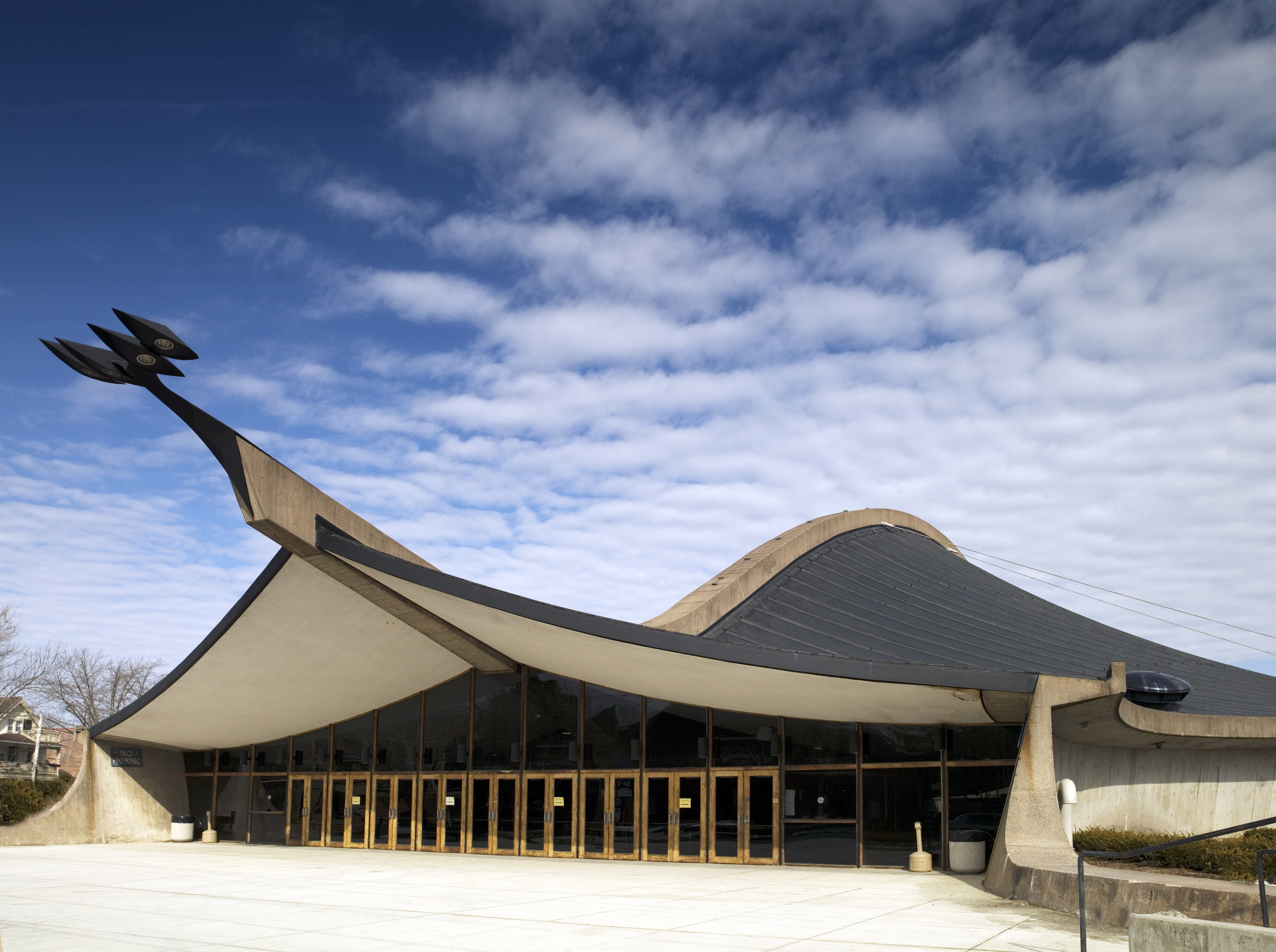
O Ingalls Rink em New Haven, Connecticut (1953–58)
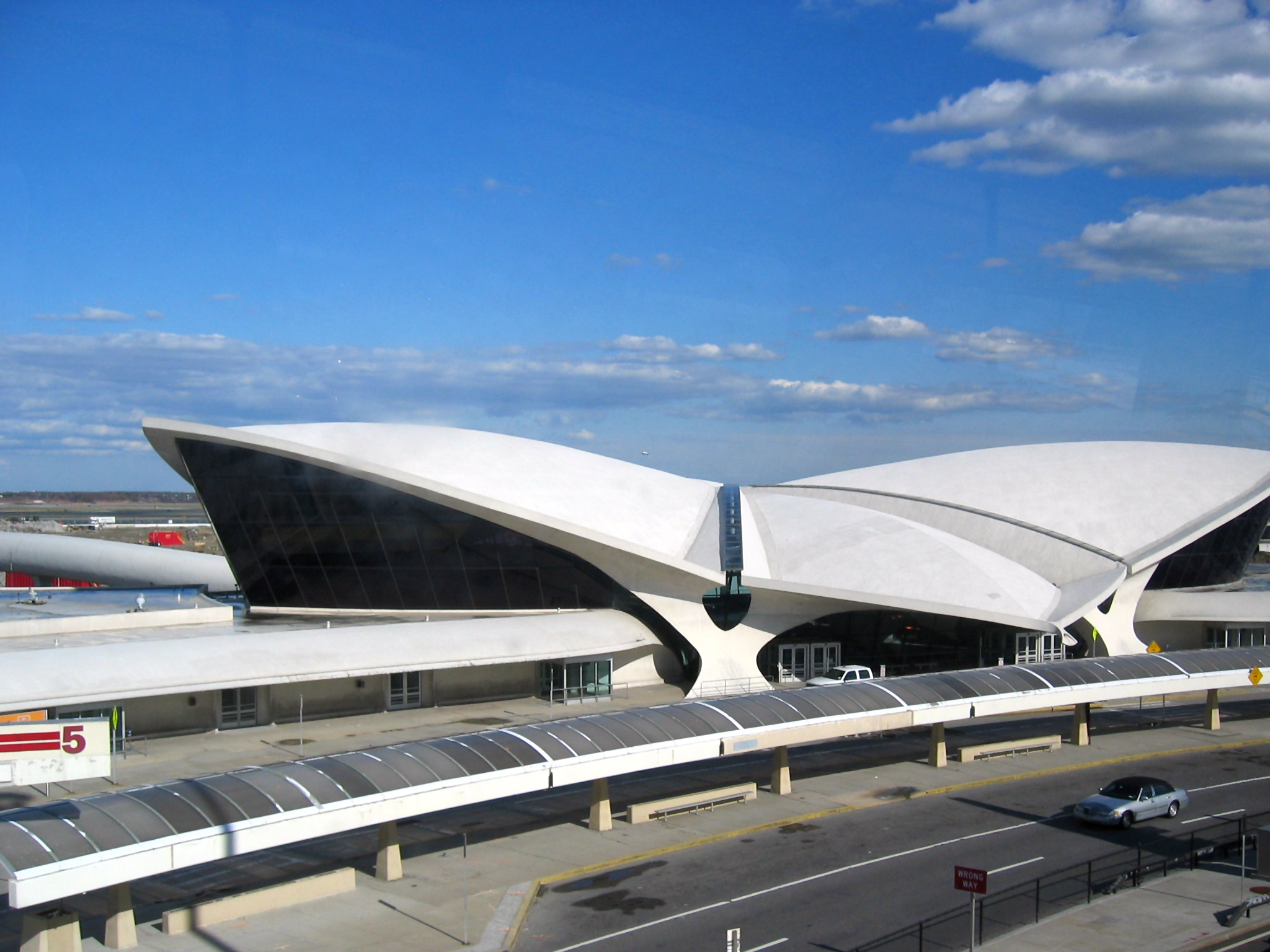
O Terminal TWA no Aeroporto JFK em Nova Iorque, por Eero Saarinen (1956–62)

Eero Saarinen (1910–1961) era filho de Eliel Saarinen, o mais famoso arquiteto finlandês do período da Arte Nova, que emigrou para os Estados Unidos em 1923, quando Eero tinha treze anos. Estudou arte e escultura na academia onde o pai lecionava e, depois, na Académie de la Grande Chaumière em Paris, antes de estudar arquitetura na Universidade de Yale. Os seus projetos arquitetónicos assemelhavam-se mais a enormes esculturas do que a edifícios modernos tradicionais; rompeu com as elegantes caixas inspiradas em Mies van der Rohe e, em vez disso, utilizou curvas amplas e parábolas, como as asas de pássaros. Em 1948, concebeu a ideia de um monumento em St. Louis, Missouri, em forma de um arco parabólico de 192 metros de altura, feito de aço inoxidável (1948).
De seguida, desenhou o General Motors Technical Center em Warren, Michigan (1949-1955), uma caixa modernista de vidro ao estilo de Mies van der Rohe, seguida pelo Centro de Investigação da IBM em Yorktown, Virgínia (1957-1961). Os seus trabalhos seguintes representaram uma grande mudança de estilo; Produziu um projeto escultural particularmente impressionante para o Ingalls Rink em New Haven, Connecticut (1956-1959), uma pista de esqui no gelo com um teto parabólico suspenso por cabos, que serviu de modelo preliminar para a sua obra seguinte e mais famosa, o Terminal TWA no aeroporto JFK, em Nova Iorque (1956-1962).
A sua intenção declarada era projetar um edifício distinto e memorável, e também um que captasse a emoção particular dos passageiros antes de uma viagem. A estrutura está dividida em quatro abóbadas parabólicas de betão branco, que juntas fazem lembrar um pássaro no chão, empoleirado para voar. Cada uma das quatro abóbadas curvas do teto tem dois lados presos a colunas em forma de Y, mesmo à saída da estrutura. Um dos ângulos de cada concha está ligeiramente elevado e o outro está fixo ao centro da estrutura. O teto está ligado ao solo por paredes de cortina de vidro. Todos os detalhes internos do edifício, incluindo bancos, balcões, escadas rolantes e relógios, foram concebidos da mesma forma. estilo.

### Louis Kahn

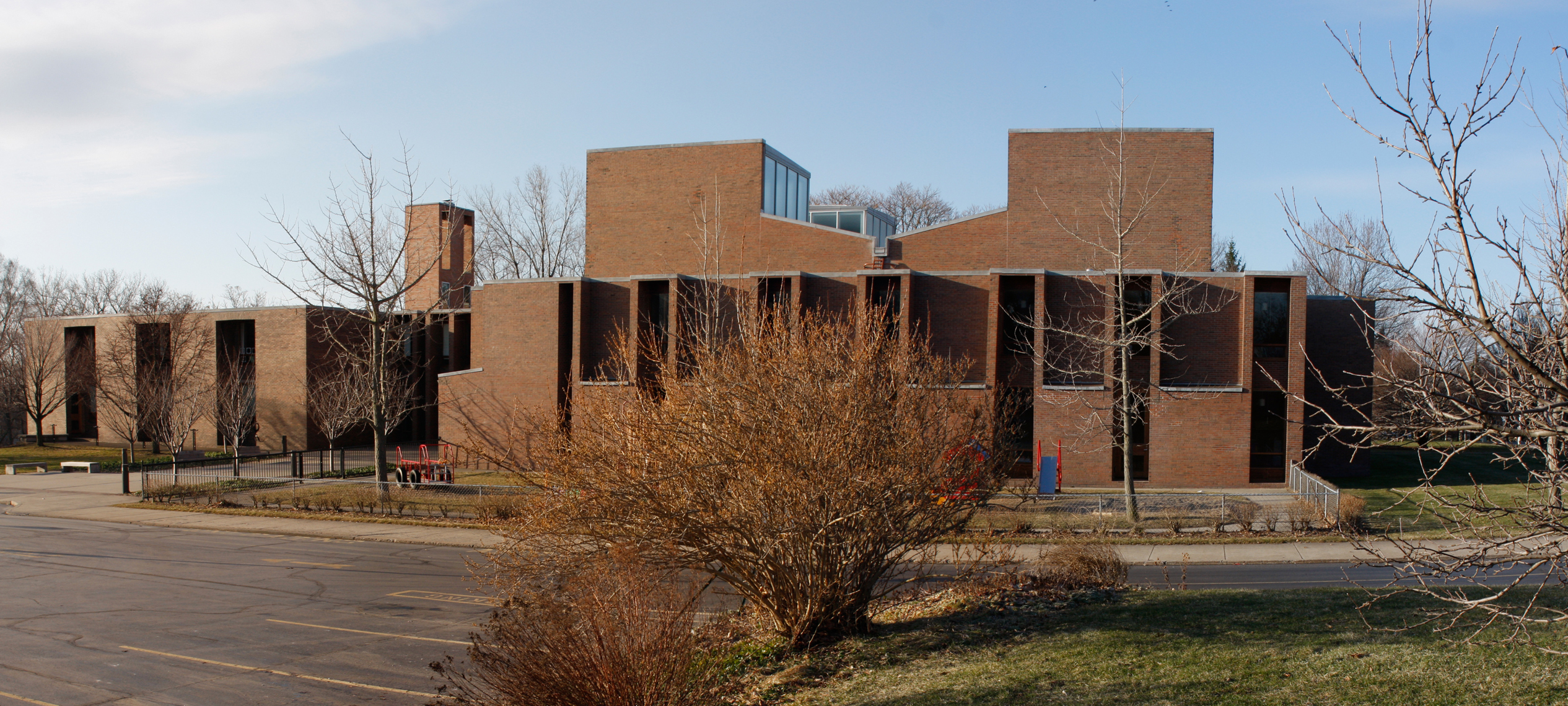
A Primeira Igreja Unitária de Rochester de Louis Kahn (1962)
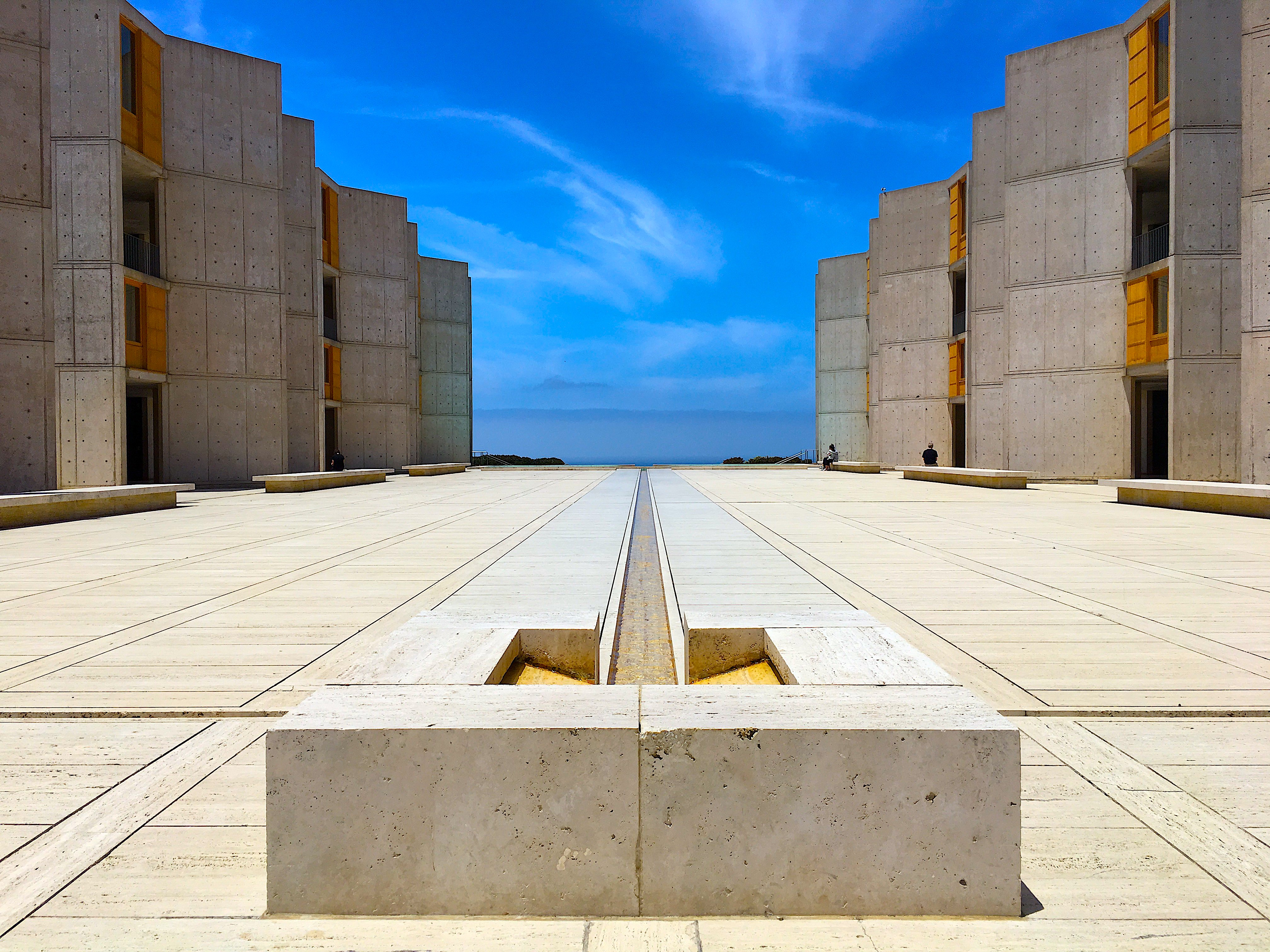
O Instituto Salk de Louis Kahn (1962–63)
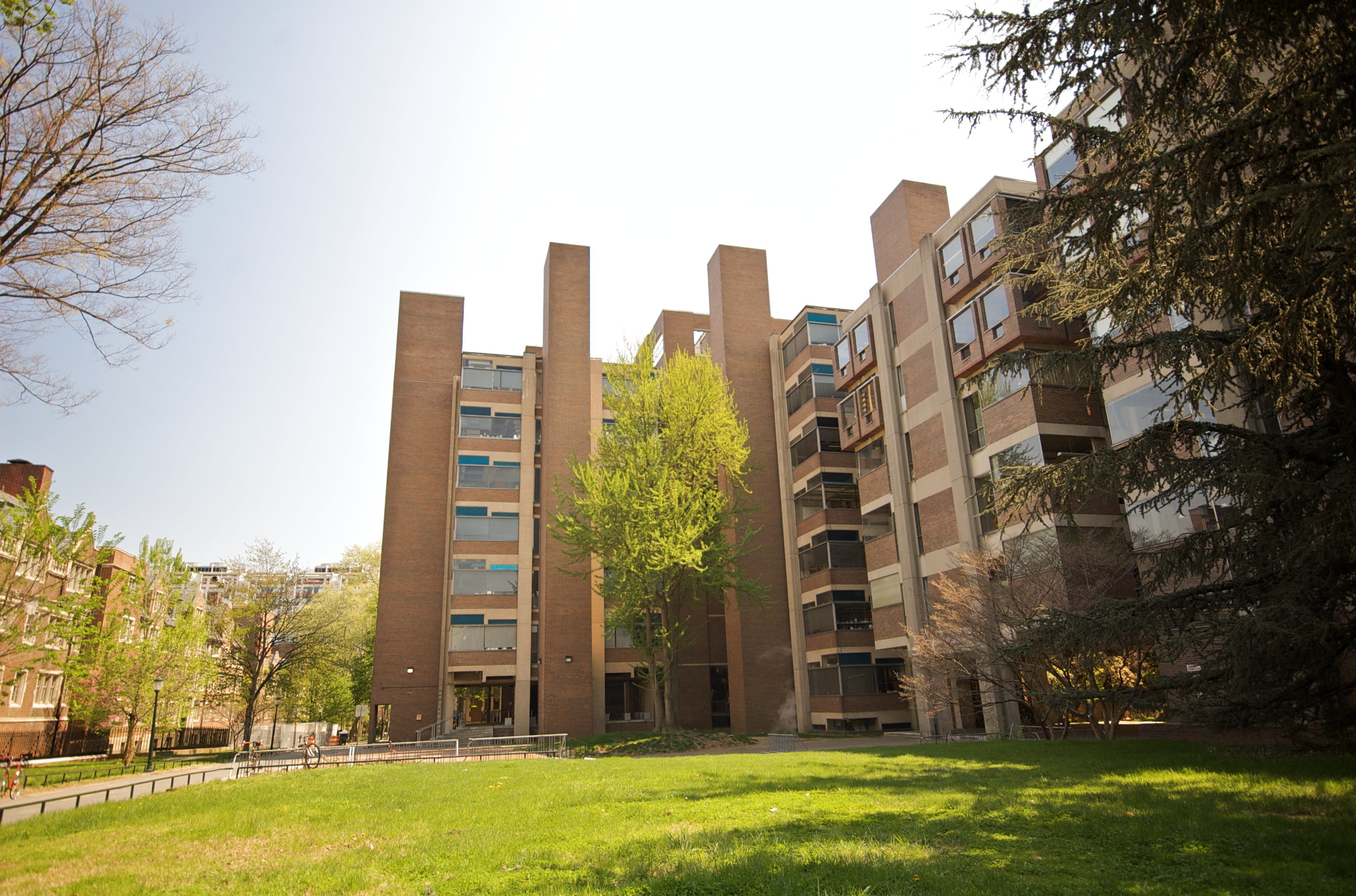
Richards Medical Research Laboratories de Louis Kahn (1957–61)
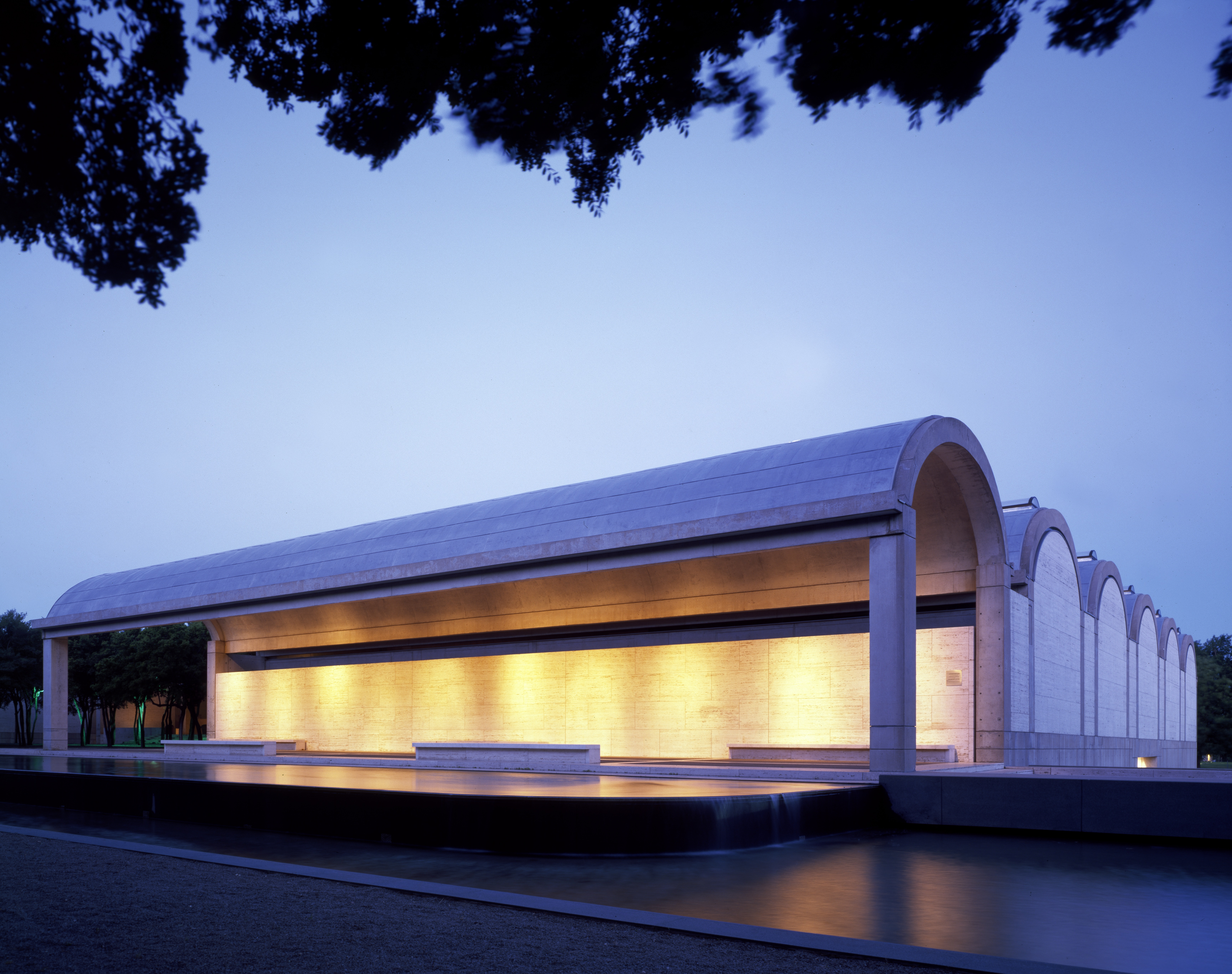
O Kimbell Art Museum em Fort Worth, Texas (1966–72)
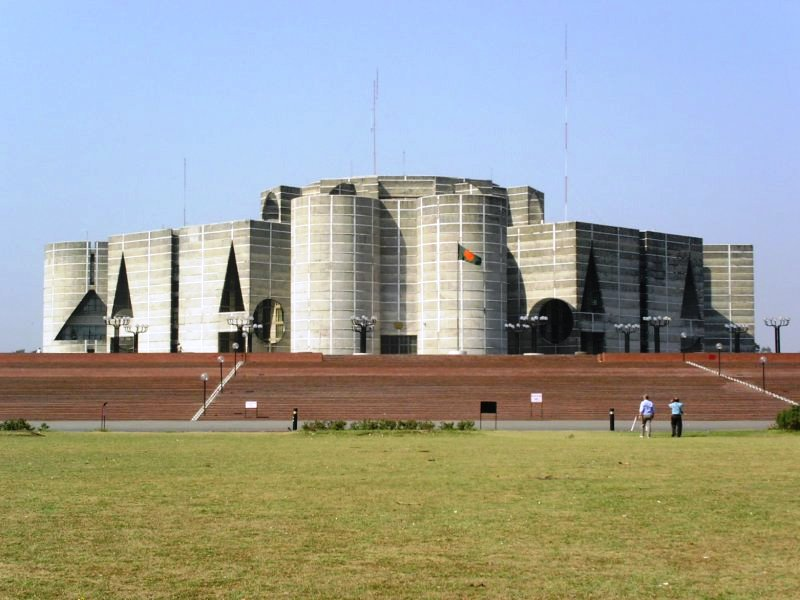
O Edifício do Parlamento Nacional em Dhaka, Bangladesh (1962–74)

Louis Kahn (1901–74) foi outro arquiteto norte-americano que se afastou do modelo da caixa de vidro de Mies van der Rohe e de outros dogmas do estilo internacional predominante. Inspirou-se numa grande variedade de estilos e idiomas, incluindo o neoclassicismo. Foi professor de arquitetura na Universidade de Yale de 1947 a 1957, onde teve como alunos Eero Saarinen. De 1957 até à sua morte, foi professor de arquitetura na University of Pennsylvania. O seu trabalho e ideias influenciaram Philip Johnson, Minoru Yamasaki e Edward Durell Stone à medida que se moviam para um estilo mais neoclássico. Ao contrário de Mies, não tentou fazer com que os seus edifícios parecessem leves; construiu principalmente com betão e tijolo, e fez com que os seus edifícios parecessem monumentais e sólidos. Inspirou-se numa grande variedade de fontes diferentes; as torres dos Richards Medical Research Laboratories foram inspiradas pela arquitetura das cidades renascentistas que viu em Itália como arquiteto residente na American Academy in Rome em 1950. Edifícios notáveis de Kahn nos Estados Unidos incluem a First Unitarian Church of Rochester, Nova Iorque (1962); e o Kimball Art Museum em Fort Worth, Texas (1966–72). Seguindo o exemplo de Le Corbusier e do seu projeto dos edifícios governamentais em Chandigarh, a capital do estado de Haryana e Punjab da Índia, Kahn projetou o Jatiyo Sangshad Bhaban (Edifício da Assembleia Nacional) em Dhaka, Bangladesh (1962–74), quando aquele país conquistou a independência do Paquistão. Foi o último trabalho de Kahn.

### I. M. Pei

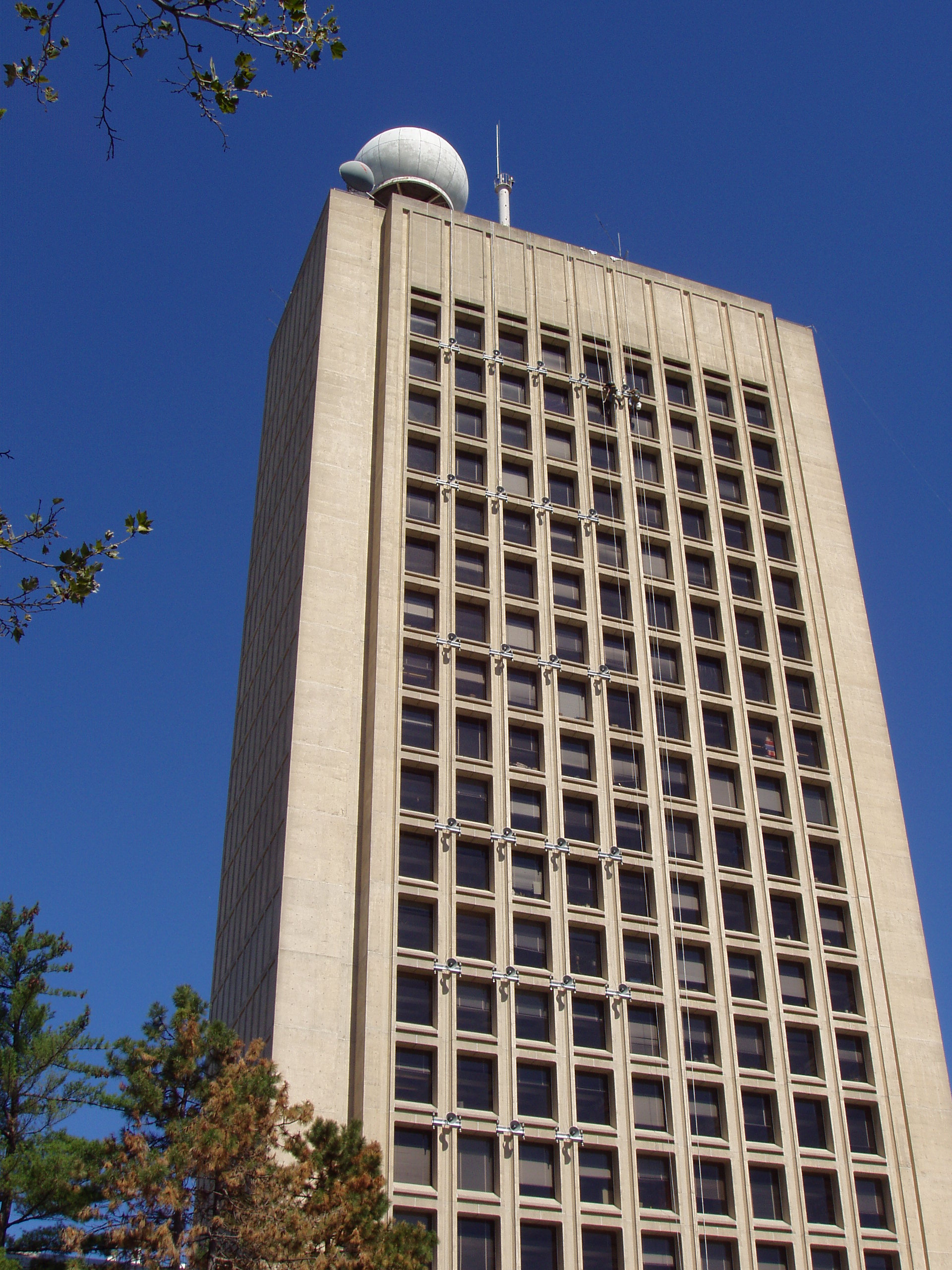
Edifício Verde no Massachusetts Institute of Technology por I. M. Pei (1962–64)
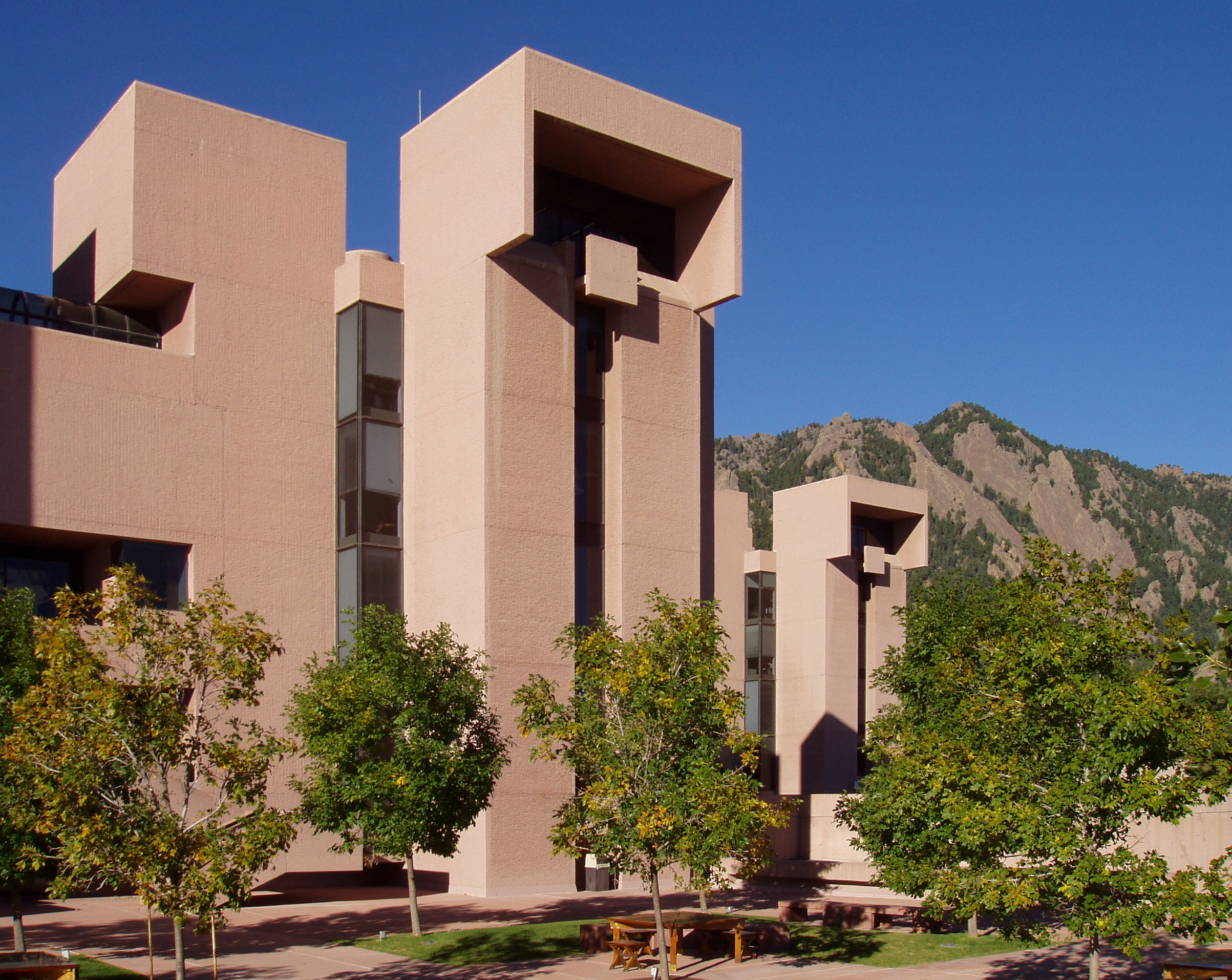
O National Center for Atmospheric Research em Boulder, Colorado por I. M. Pei (1963–67)
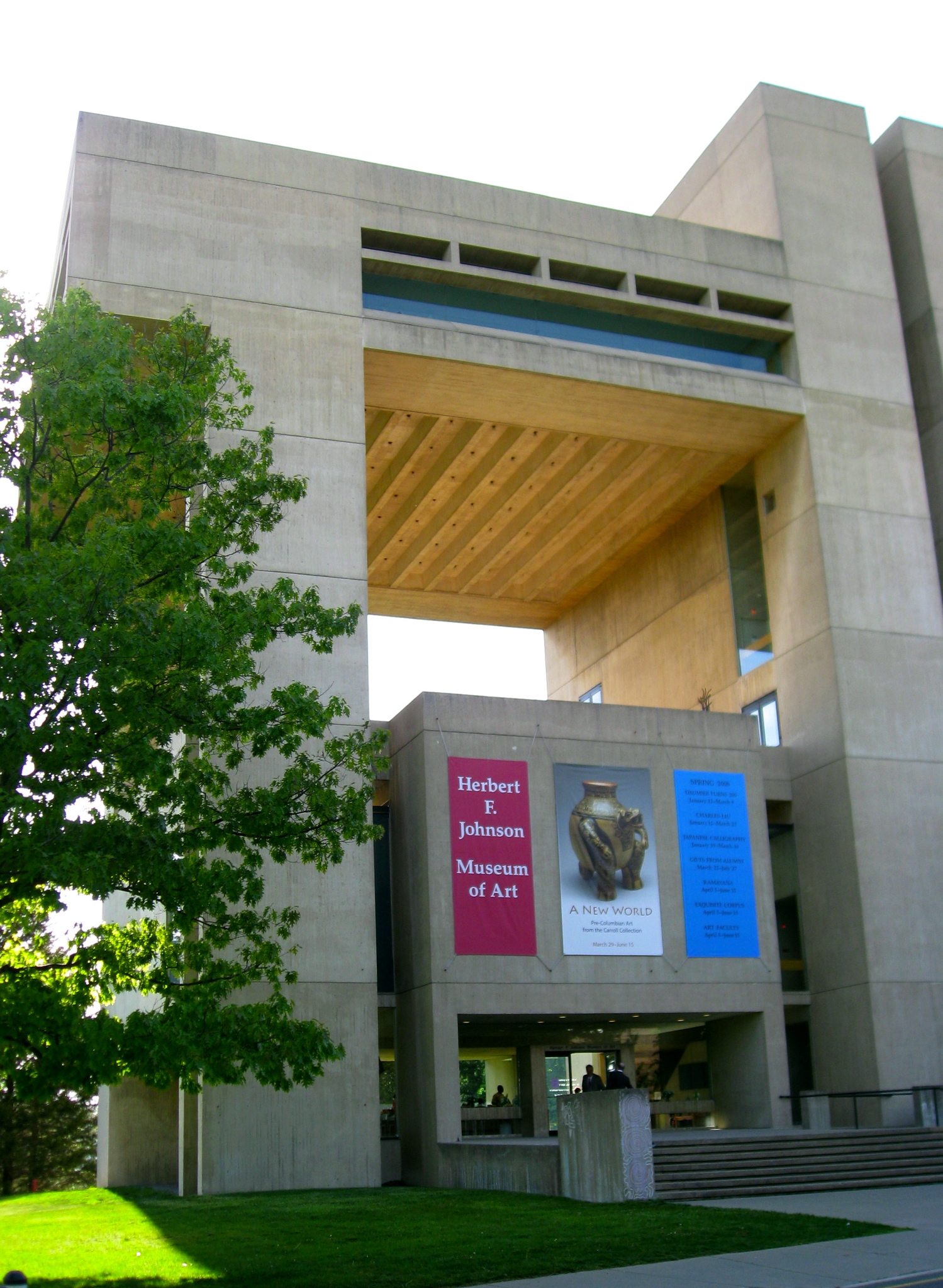
Herbert F. Johnson Museum of Art na Cornell University em Ithaca, Nova Iorque por I. M. Pei (1973)
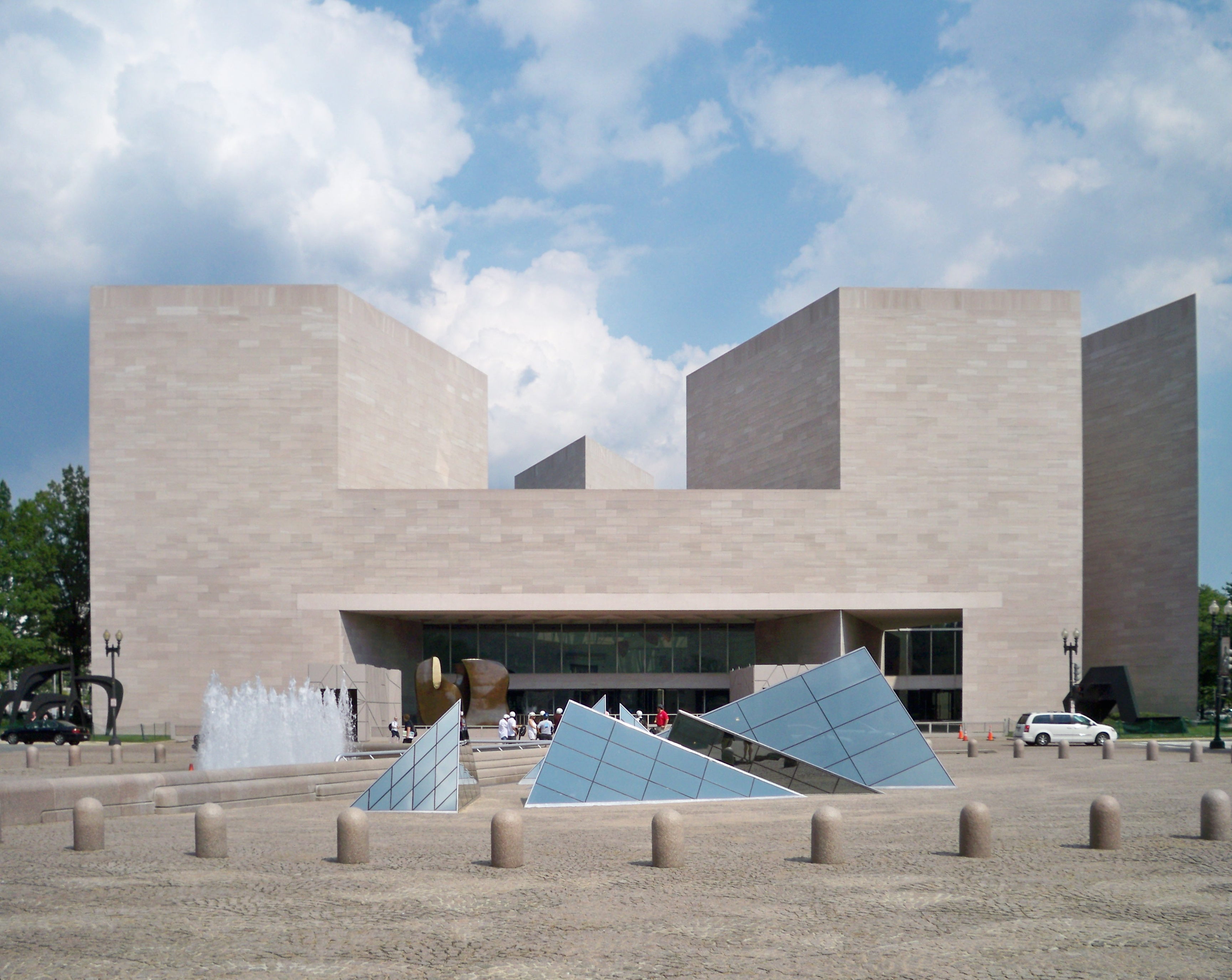
Ala Este da National Gallery of Art em Washington, D.C., por I M. Pei (1978)
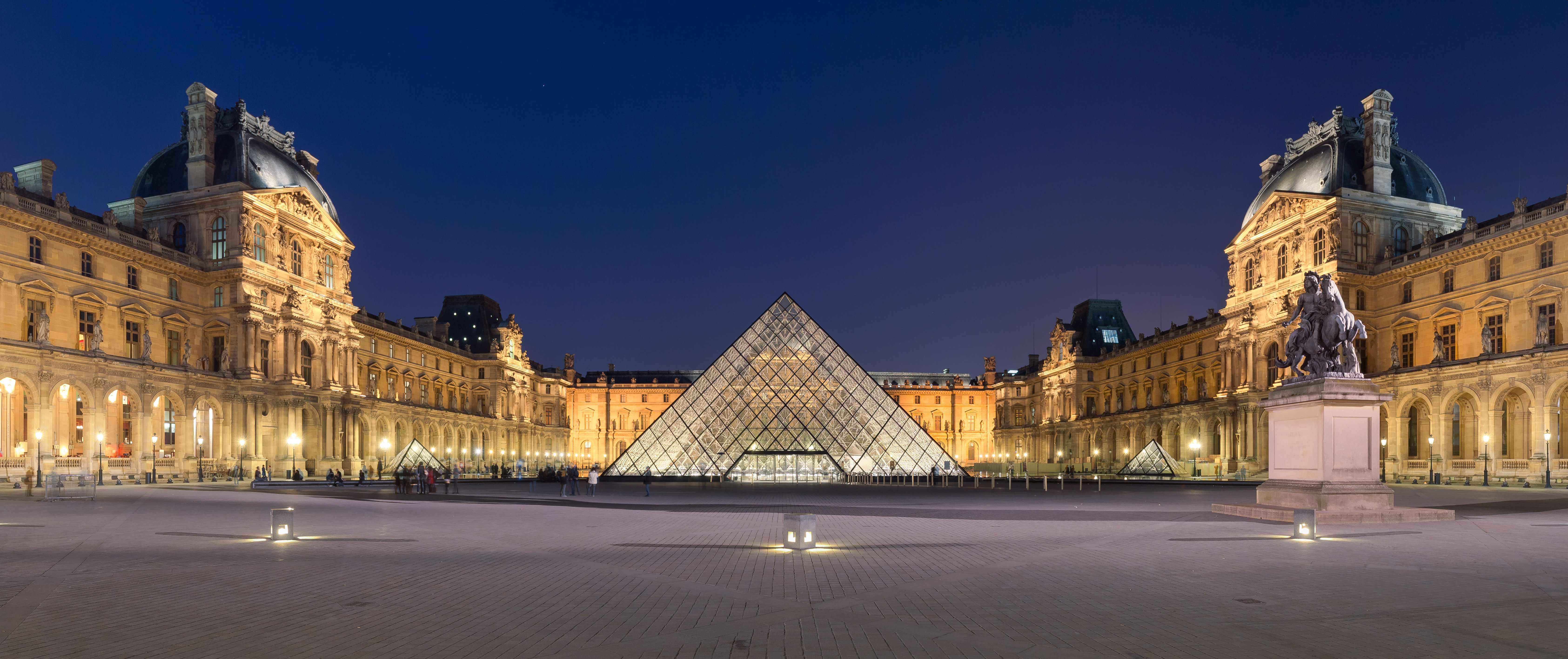
Pirâmide do Museu do Louvre em Paris por I. M. Pei (1983–89)

I. M. Pei (1917–2019) foi uma figura importante no modernismo tardio e na estreia da arquitetura pós-moderna. Nascido na China, estudou arquitetura no Massachusetts Institute of Technology nos Estados Unidos. Enquanto a escola de arquitetura ainda ensinava no estilo arquitetura Beaux-Arts, Pei descobriu os escritos de Le Corbusier, e uma visita de dois dias de Le Corbusier ao campus em 1935 teve um grande impacto nas ideias de Pei sobre arquitetura. No final da década de 1930, mudou-se para a Harvard Graduate School of Design, onde estudou com Walter Gropius e Marcel Breuer e se envolveu profundamente com o Modernismo.  Após a guerra, trabalhou em grandes projetos para o promotor imobiliário de Nova Iorque William Zeckendorf, antes de se separar e abrir a sua própria empresa. Um dos primeiros edifícios projetados pela sua própria empresa foi o Green Building no Instituto de Tecnologia de Massachusetts. Embora a fachada modernista limpa fosse admirada, o edifício desenvolveu um problema inesperado; criou um efeito de túnel de vento e, com ventos fortes, as portas não podiam ser abertas. Pei foi obrigado a construir um túnel para que os visitantes pudessem entrar no edifício durante ventos fortes.
Entre 1963 e 1967, Pei projetou o Laboratório Mesa para o National Center for Atmospheric Research nos arredores de Boulder, Colorado, numa área aberta no sopé das Montanhas Rochosas. O projeto diferia dos trabalhos urbanos anteriores de Pei; seria construído numa área aberta no sopé das Montanhas Rochosas. O seu projeto representou um distanciamento marcante do modernismo tradicional; parecia ter sido esculpido na encosta da montanha. 
Na era do modernismo tardio, os museus de arte superaram os arranha-céus como os projetos arquitetónicos mais prestigiados; ofereciam maiores possibilidades de inovação na forma e maior visibilidade. Pei consolidou-se com o seu projeto para o Herbert F. Johnson Museum of Art na Cornell University em Ithaca, Nova Iorque (1973), elogiado pelo uso criativo de um espaço pequeno e pelo respeito pela paisagem e pelos restantes edifícios circundantes. Isto levou à encomenda de um dos projetos museológicos mais importantes do período, a nova Ala Leste da National Gallery of Art em Washington, concluída em 1978, e a outro dos projetos mais famosos de Pei, a pirâmide à entrada do Museu do Louvre em Paris (1983-1989). Pei escolheu a pirâmide como a forma que melhor se harmonizava com as formas renascentistas e neoclássicas do histórico Louvre, bem como pelas suas associações com Napoleão e a Batalha das Pirâmides. Cada face da pirâmide é suportada por 128 vigas de aço inoxidável, suportando 675 painéis de vidro, cada um com 2,9 por 1,9 metros.